# Architecture paléochrétienne

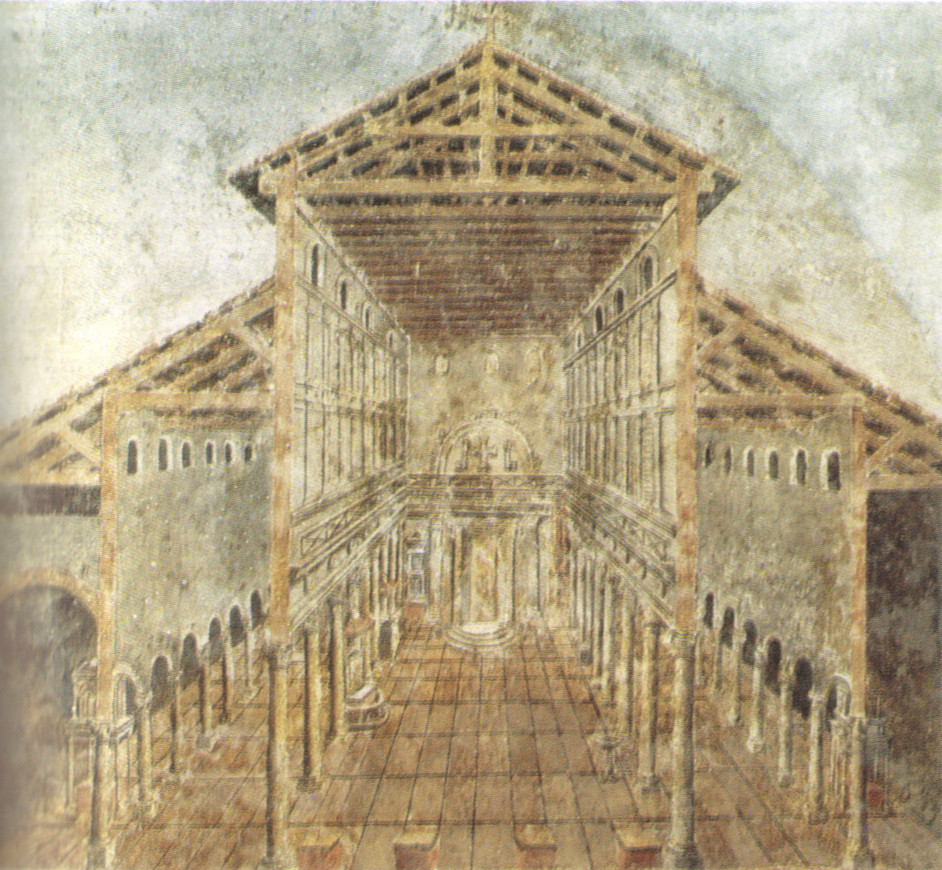
Fresque du IV de la nécropole papale représentant la structure de l'antique basilique vaticane.

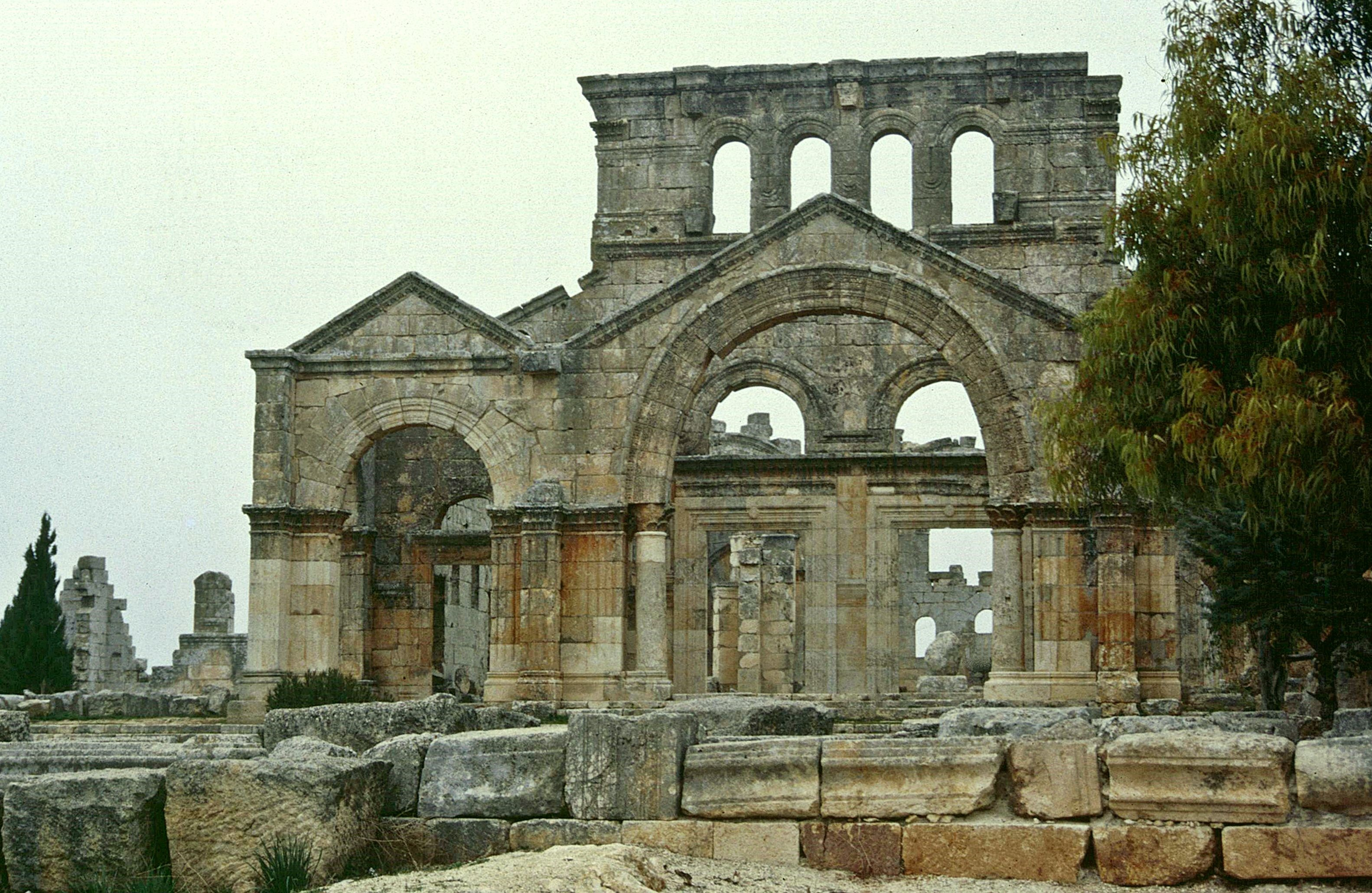
Église Saint-Siméon-le-Stylite du Ve siècle en Syrie.

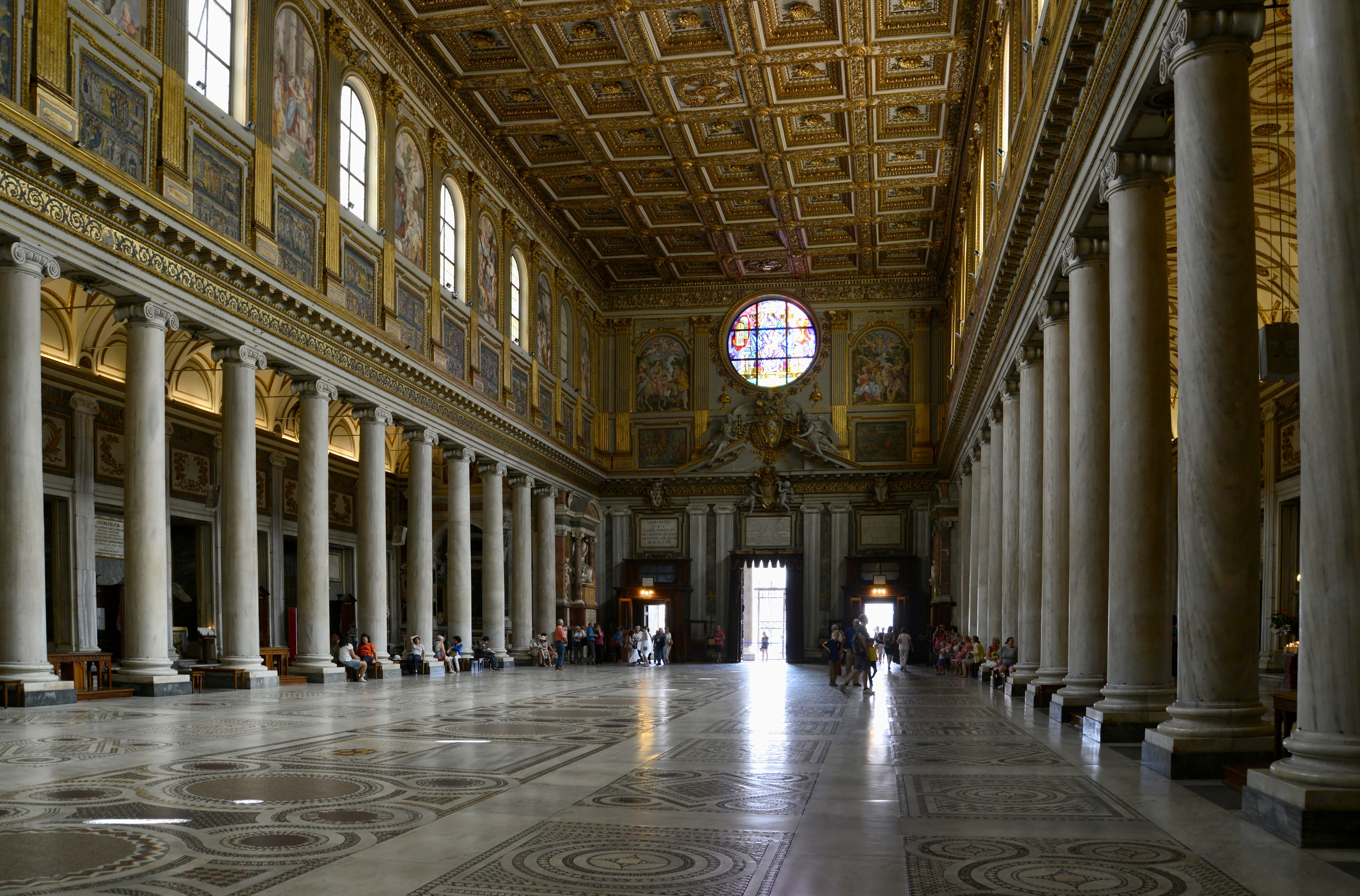
Malgré des ajouts postérieurs, la nef de la basilique Sainte-Marie-Majeure de Rome a conservé l'essentiel de sa structure d'origine et une partie de ses mosaïques à fond d'or datant du Ve siècle.

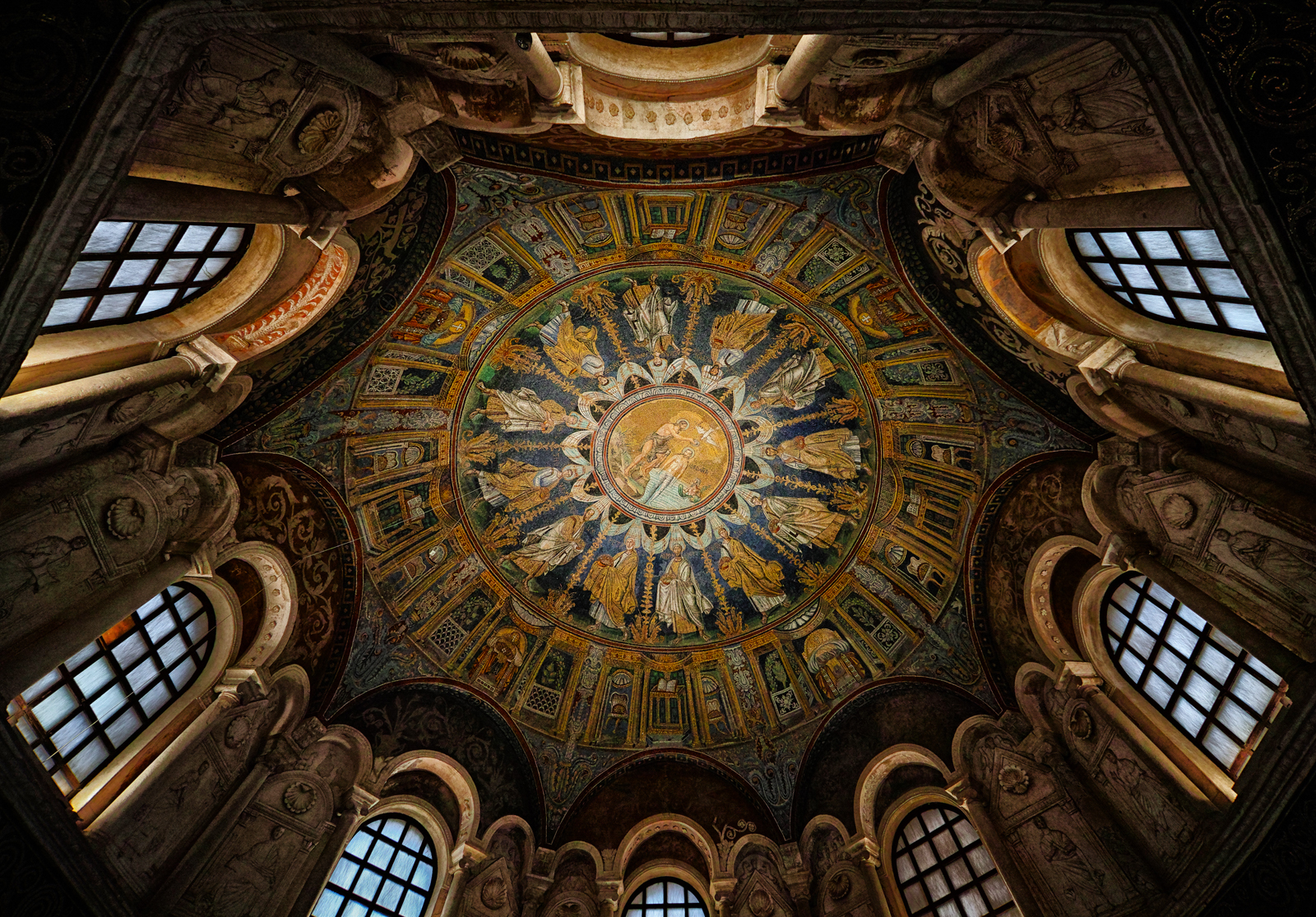
Le baptistère des Orthodoxes de Ravenne, Italie, datant du Ve siècle, fait partie des rares monuments à avoir conservé la presque totalité de sa décoration intérieure d'origine, typique de l'art paléochrétien : stucs, opus sectile et surtout mosaïques.

L'architecture paléochrétienne est la plus ancienne période de l'architecture chrétienne, qui s'est développée dans l'Empire romain dans l'Antiquité tardive.
Elle commence modestement de la fin du IIe siècle à 313, lorsque le christianisme n'était pas reconnu, puis elle s'épanouit pleinement à l'échelle de tout l'empire à partir du règne de Constantin, le premier empereur converti au christianisme et avec Théodose qui en fait la religion officielle en 380. L'architecture paléochrétienne est ainsi directement l'héritière de la tradition architecturale classique romaine. Elle ne crée pas un vocabulaire nouveau mais donne un sens nouveau aux éléments qu'elle a autour d'elle pour assembler les fidèles, magnifier les lieux saints, rendre un culte aux martyrs et honorer les morts. Elle connaîtra ensuite un important renouveau au VIe siècle autour de Constantinople dans l'Empire romain d'Orient en donnant naissance à l'architecture byzantine, tandis qu'en Occident, après les conquêtes germaniques et la chute de l'Empire romain d'Occident en 476, elle mènera à l'architecture mérovingienne puis carolingienne et ottonienne, ainsi qu'aux architectures wisigothique et lombarde, entre autres.
Durant la christianisation de l'Empire romain, les lieux de culte se sont installés dans des maisons de notables, certains anciens temples païens convertis ainsi que dans les basiliques civiles des forums, car contrairement aux temples les vastes basiliques pouvaient accueillir la foule de la cité et rassembler les fidèles. Mais rapidement, le manque d'espace pour les besoins du nouveau culte a entraîné la construction de nouveaux édifices sur le modèle des anciennes basiliques civiles, dont le plan est adapté à la liturgie chrétienne, ce qui aboutit au plan basilical, qui deviendra le plan d'église le plus répandu tout au long de l'histoire de l'architecture chrétienne. Parallèlement, d'autres plans se sont développés, notamment le plan centré en rotonde avec coupole centrale, généralement pour les baptistères et les sanctuaires dédiés aux saints comme les martyriums dans un premier temps.
À l'époque moderne, aux XVIIIe et XIXe siècles, un retour aux origines suscite un style néo-paléochrétien, relevant de l'architecture néoclassique, tel celui de l'église Saint-Philippe-du-Roule.

## Contexte historique

### L'Empire romain et le développement de la chrétienté

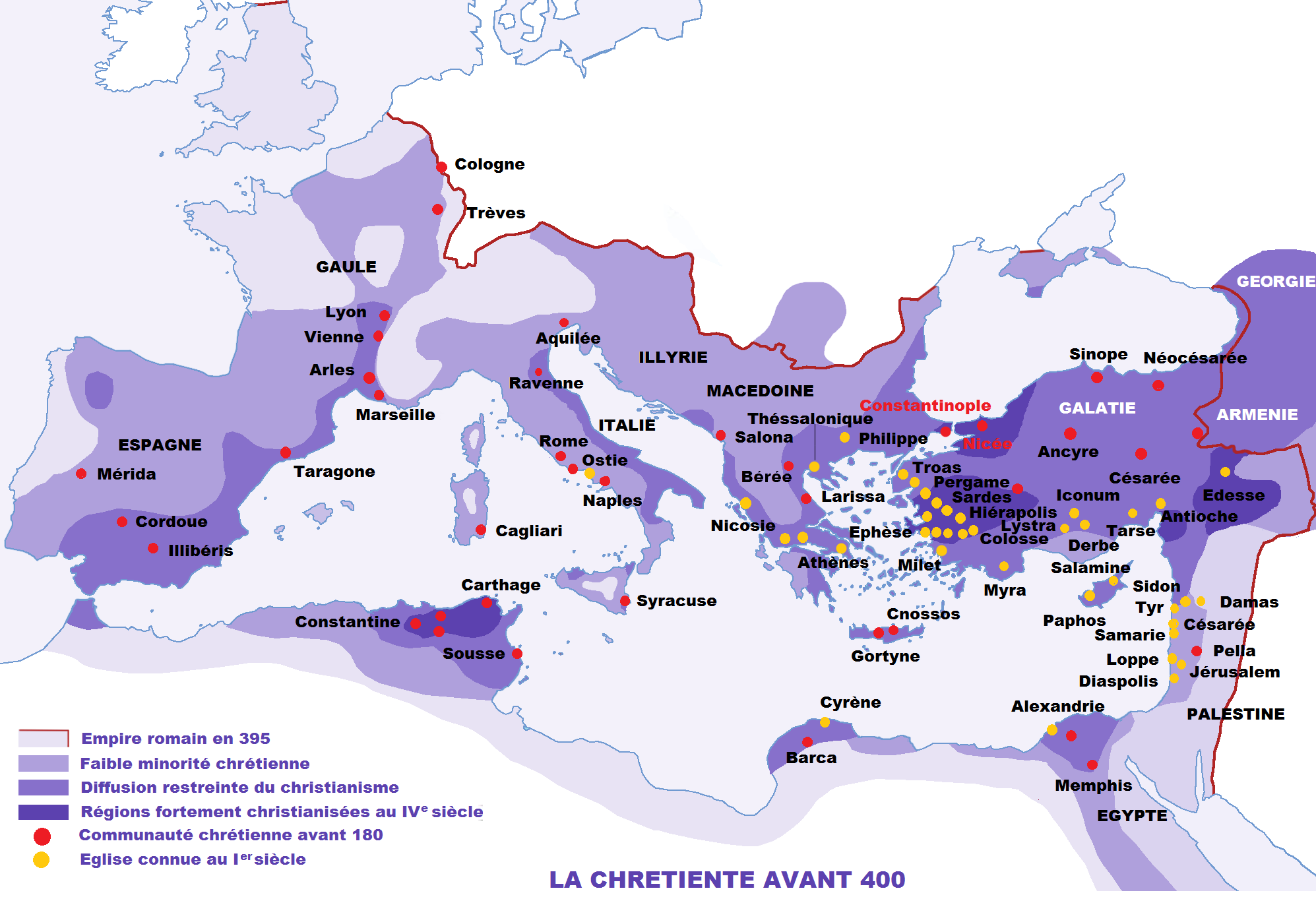
La chrétienté avant 400.

Le christianisme est fondé en Palestine à partir de la tradition juive. Cette secte recrute parmi les juifs et saint Paul, né à Tarse et donc citoyen romain, diffuse dans ses voyages la parole du Christ et baptise au nom du Père, du Fils et du Saint-Esprit. Il meurt à Rome en 64. Dans la première partie du Ier siècle, le développement de ce culte encore oriental est considérable à l'intérieur et même à l'extérieur de l'Empire romain. L'Anatolie (Asie mineure), le Proche-Orient, la Palestine, la Syrie, sont les régions où les chrétiens sont les plus nombreux, suivis dans une moindre mesure par la Grèce et la Macédoine.
D'après la légende chrétienne, lors de l'incendie de Rome en 64, Néron aurait profité de la mauvaise réputation des chrétiens pour les accuser, mais il est certain qu'en 95 Domitien les a persécutés. Sous Trajan et au cours du IIe siècle, sous le stoïcien Marc Aurèle, ceux qui persistent dans leur refus de rendre hommage à l'empereur sont condamnés. Entre 200 et 202, Septime Sévère interdit le prosélytisme chrétien mais entre 260 et 302 les restrictions cessent et une période de paix s'ensuit. En 303 ou 304, Dioclétien et ses collègues Maximien Hercule, Constance Chlore et surtout Galère publient quatre édits généralisant les persécutions à tout l'empire. Elles sont meurtrières, sauf en Gaule et en Bretagne. Mais les chrétiens sont très nombreux et en 311, l'édit de tolérance de Galère suivi de l'édit de Milan en 313 marquent la fin de la persécution en attendant la conversion de Constantin, symbole de la victoire chrétienne et du début de la transformation de l'Empire en un État chrétien.

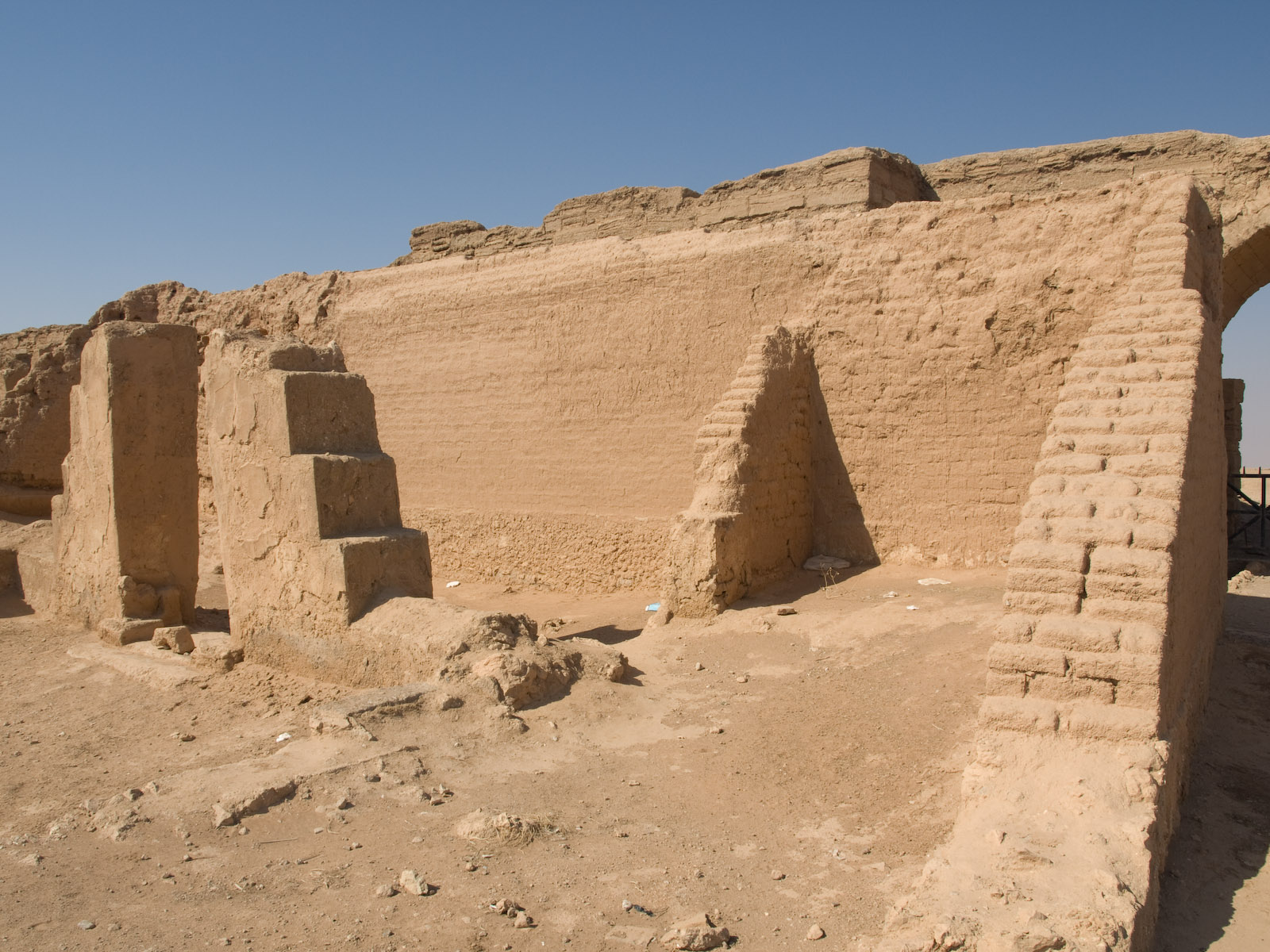
Doura Europos, domus ecclesiae

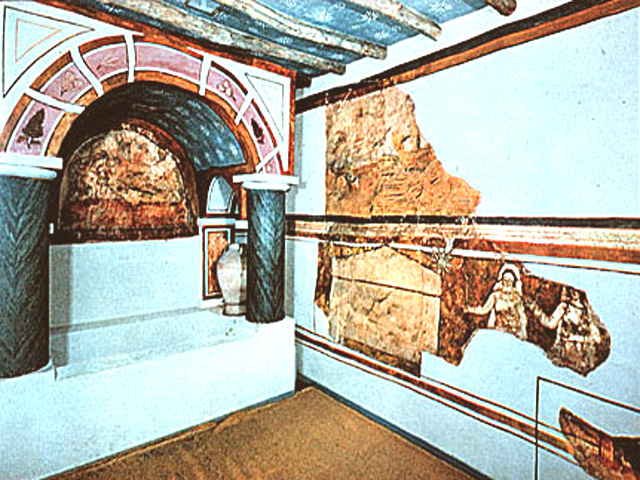
Baptistère de la Domus ecclesiae de Doura Europos.

Pendant cette période, les chrétiens refusent de sacrifier aux divinités romaines de l'Empire et exercent un rôle restreint dans le monde officiel. Ils constituent des communautés à l'écart des polythéistes, célèbrent leur culte chez des particuliers, refusent comme les 
juifs l'incinération et développent des catacombes pour leurs défunts. Nous y trouvons les premières manifestations de l'art chrétien. Dès le IIIe siècle, on voit apparaître le culte public et des églises comme celle de Doura Europos près de l'Euphrate antérieure à 256.
Constantin (306-337) est le premier empereur chrétien et l'édit de 313 accorde aux chrétiens la liberté religieuse et la restitution de leurs biens : la persécution s'inverse et des mesures sont prises contre les « païens ». Le premier concile de Nicée en 325 présidé par l'empereur avec 220 évêques orientaux et deux prêtres romains, reconnaît la divinité du Christ et sa consubstantialité avec le Père ; en 381, le premier concile de Constantinople complète celui de Nicée : c'est la naissance du christianisme nicéen que l'historiographie moderne qualifie d'« orthodoxe » en Orient et de « catholique » en Occident, mais que les historiens du christianisme préfèrent nommer « Grande Église ».
En 395, à la mort de Théodose, alors que l'Empire se scinde politiquement en deux, la plus grande partie de son territoire est chrétienne, et même au-delà en Germanie, en Dacie, en Arménie, en Colchide, en Assyrie, en Mésopotamie et en Perse. Les peuples dits « barbares », poussés par la famine en raison des perturbations climatiques affectant l'Europe du Nord et l'Asie centrale, demandent à entrer dans l'Empire comme foederati, et, en cas de refus, y entrent de force. L'Empire d'Orient, qui conserve la civilisation gréco-romaine, résiste pendant que celui d'Occident laisse place aux royaumes germaniques. Mais ceux-ci se romanisent, se christianisent (fut-ce dans la version arienne), et l'Église de Rome y maintient l'usage du latin, tandis que dans la partie orientale c'est celui du grec qui est maintenu.
Au Ve siècle, en Gaule, Clovis, roi des Francs, abandonne la mythologie germanique, se fait baptiser chrétien et avec l'appui du clergé romain bâtit un empire. L'Italie subit le joug des Ostrogoths, l'Hispanie celui des Wisigoths et des Suèves, l'Afrique celui des Vandales, tous Ariens, mais partout l'église de Rome et la langue et l'écriture latine se maintiennent. Dans l'opulent Empire romain d'Orient où l'Occident germanique fait pâle figure, on considère le basileus comme l'égal du pape, et Justinien soumet l'Église à son autorité en 535 dans l'idée de réaliser l'unité religieuse de l'Empire. Il protège l'Église byzantine et son orthodoxie, lutte contre les païens, les juifs et les branches du christianisme que les conciles jugent « hérétiques ». C'est aussi le cas des empereurs Héraclius, Constant II Héraclius, Léonce et Léon III l'Isaurien au VIIIe siècle.
En Occident, la papauté et le clergé latin résistent farouchement à ce centralisme byzantin à partir du pape Grégoire le Grand (590-602) qui fait évangéliser l'Angleterre. L'église de Rome prend de plus en plus d'indépendance au sein de la pentarchie (qu'elle ne reconnaît pas), fait alliance avec les rois germaniques, et les convertit à la forme trinitaire et nicéenne du christianisme. Au VIIIe siècle, avec l'appui de la papauté, Charlemagne transforme l'Empire franc en un nouvel Empire romain d'Occident qui évoluera en Saint-Empire romain germanique, et exprime sa puissance en utilisant les références paléochrétiennes dans l'architecture carolingienne.

### Contexte architectural romain

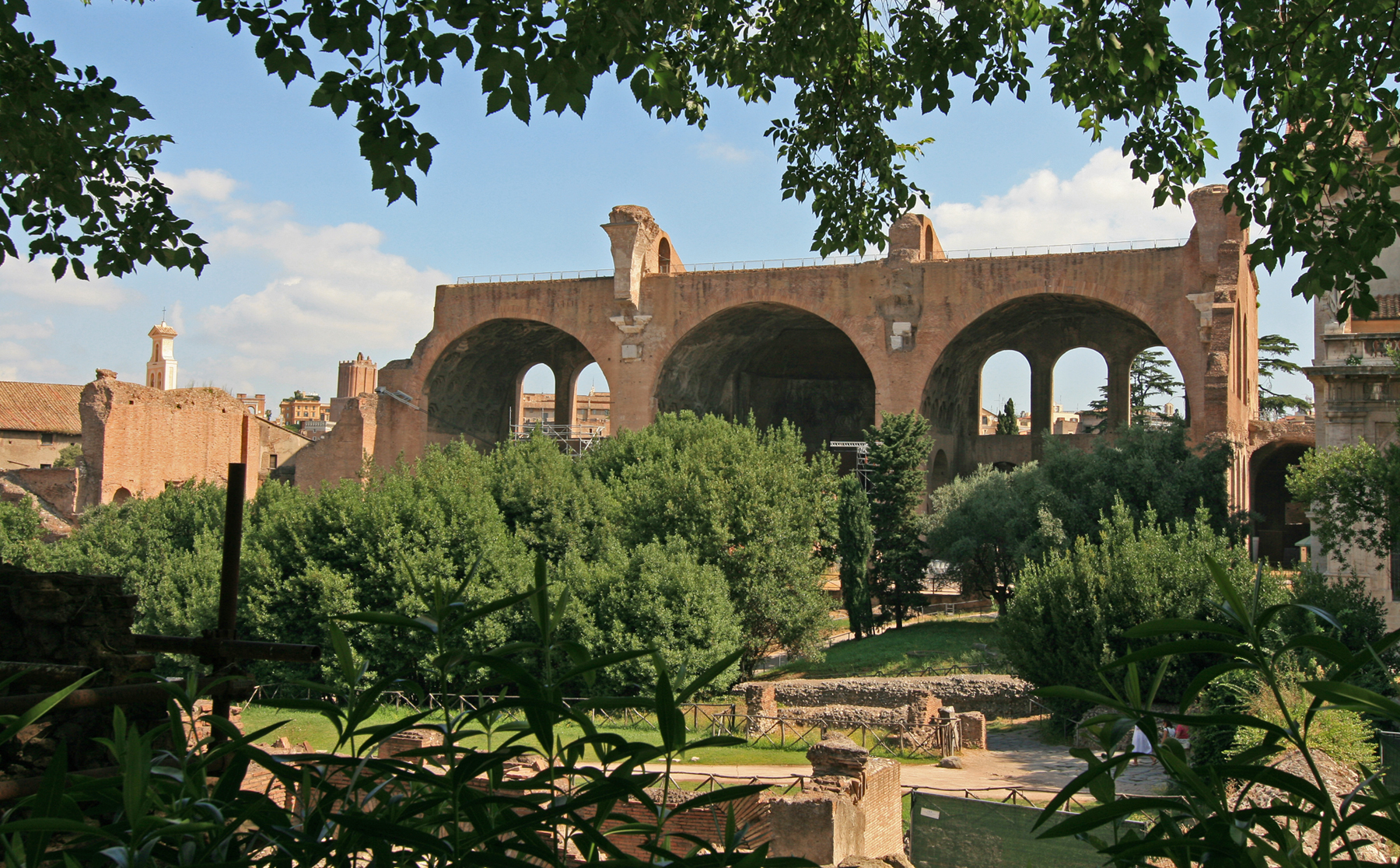
basilique de Maxence et Constantin

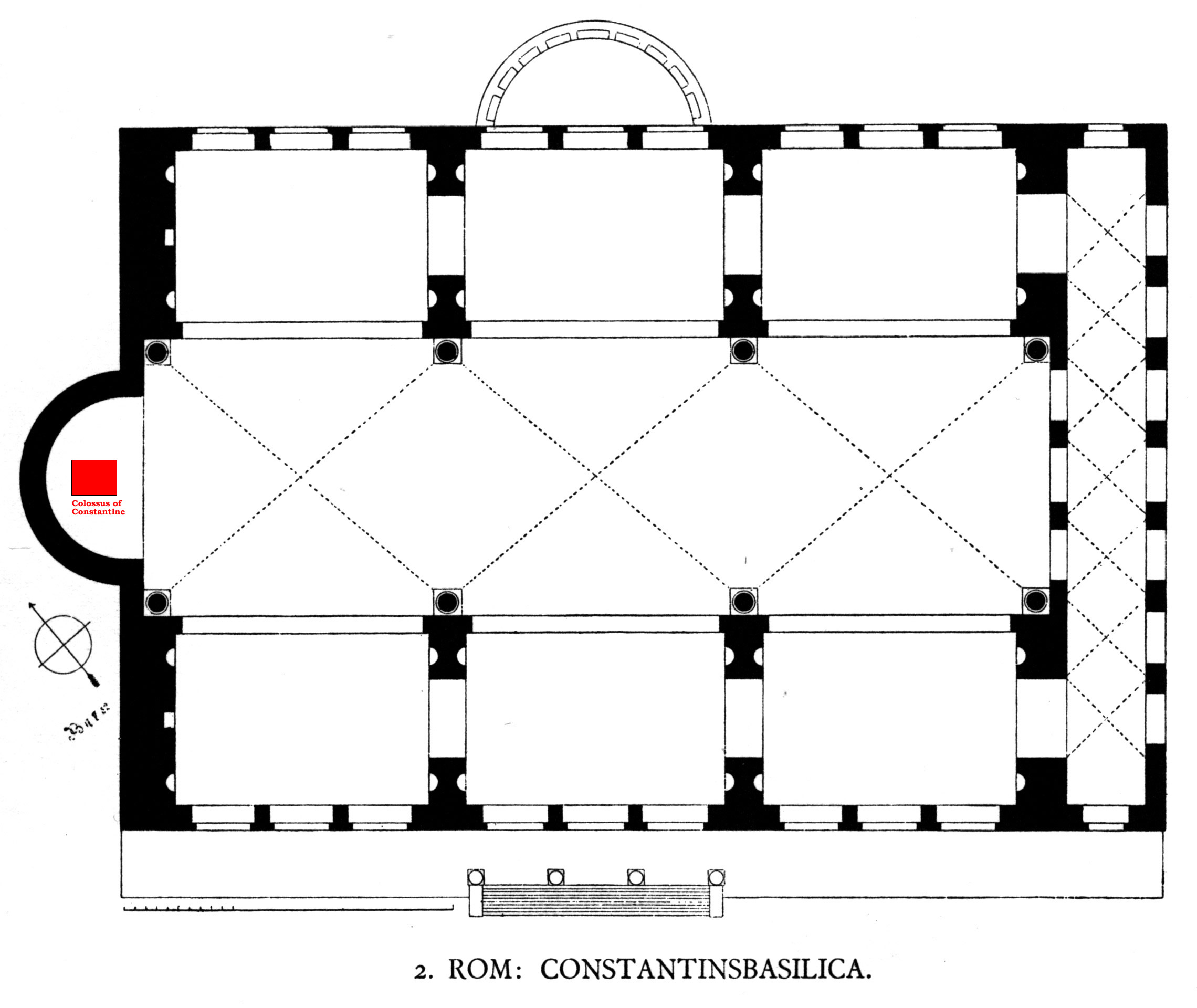
Plan de la basilique de Maxence et Constantin

Avec Trajan (53-117), l'époque de la politique d'expansion de Rome a atteint son apogée mais aussi sa fin et l'art devient rétrospectif. Le temple érigé par Antonin le Pieux (86-161) en 142 n'est pas particulièrement original. L'ébranlement de l'Empire causé par les guerres contre les barbares sous les derniers empereurs antoniens entraîne l'abandon de la construction de monuments importants dans la capitale alors que dans les provinces au Sud et à l'Est, on remarque une forte activité constructrice. L'architecture privée prend une importance nouvelle avec les nouveaux rites funéraires, et le passage de l'incinération à l'inhumation en sarcophage entraîne la construction de rangées entières de petits temples le long des routes.
C'est seulement Septime Sévère qui peut, après la consolidation de son pouvoir, s'attaquer à de grands projets comme les thermes de Caracalla en 206. Dans le cours ultérieur du IIIe siècle, l'activité officielle s'applique à la reconstruction ou la réfection de bâtiments existants et les architectes ne cherchent pas de nouvelles solutions à la fin du IIIe siècle et le début du IVe siècle. L'arc de Constantin de 315 s'insère dans la série des constructions figées et rectilignes de l'époque. Mais, à l'époque constantinienne tardive, un nouvel esprit anime l'architecture que l'on retrouve aussi bien dans les édifices à coupoles que dans certains bâtiments à toits plats, comme la basilique de Maxence et Constantin, ultime évolution tardive d'un type d'architecture riche de conséquence par le transfert dans un nouveau contexte d'un type déjà existant.
La basilique constantinienne, telle qu'elle est réalisée à la Saint-Jean de Latran à Rome, aux premiers Saint-Pierre et à Saint-Paul-hors-les-Murs, constitue le transfert, dans le domaine sacré, de l'Aula des palais impériaux. Elle ne doit pas être comprise comme un dérivé de la basilique du marché italique qui est une vaste salle entourée de colonnes alors que la basilique constantinienne est nettement orientée sur l'abside et se trouve divisée en trois, cinq ou même sept nefs au moyen de colonnes qui s'arrêtent au mur d'entrée et au chevet. Contrairement à la basilique du marché romain, le toit est élevé avec un comble qui permet des ouvertures et un large éclairage de la nef. Jusqu'à l'époque de Justinien Ier, on préfère cette forme pour les grandes églises.
C'est le legs de l'empire divin romain au nouveau maître du monde Jésus-Christ dont Constantin se considère comme son vicaire. Les forces spirituelles et politiques qui ont fait progresser l'architecture romaine, aboutissent donc à une autre évolution qui s'amorce déjà à l'Est.

### L'influence juive

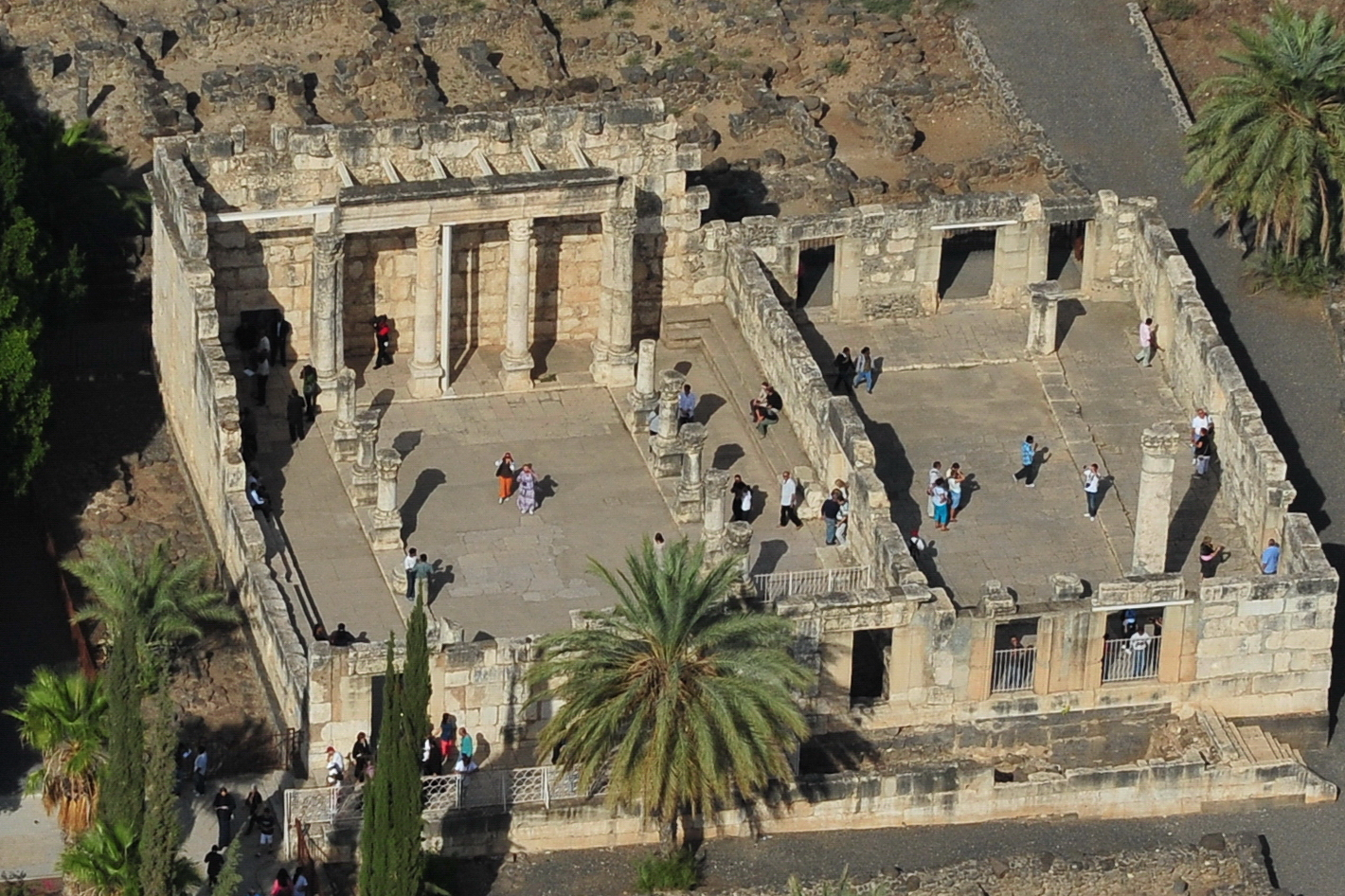
Synagogue de Capharnaüm

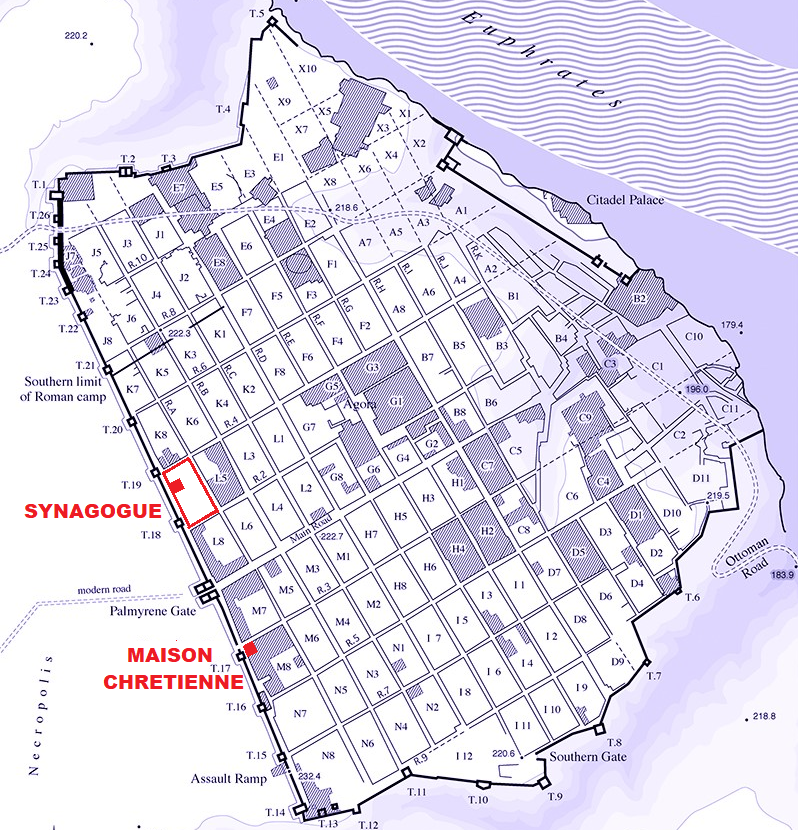
Plan de Doura Europos

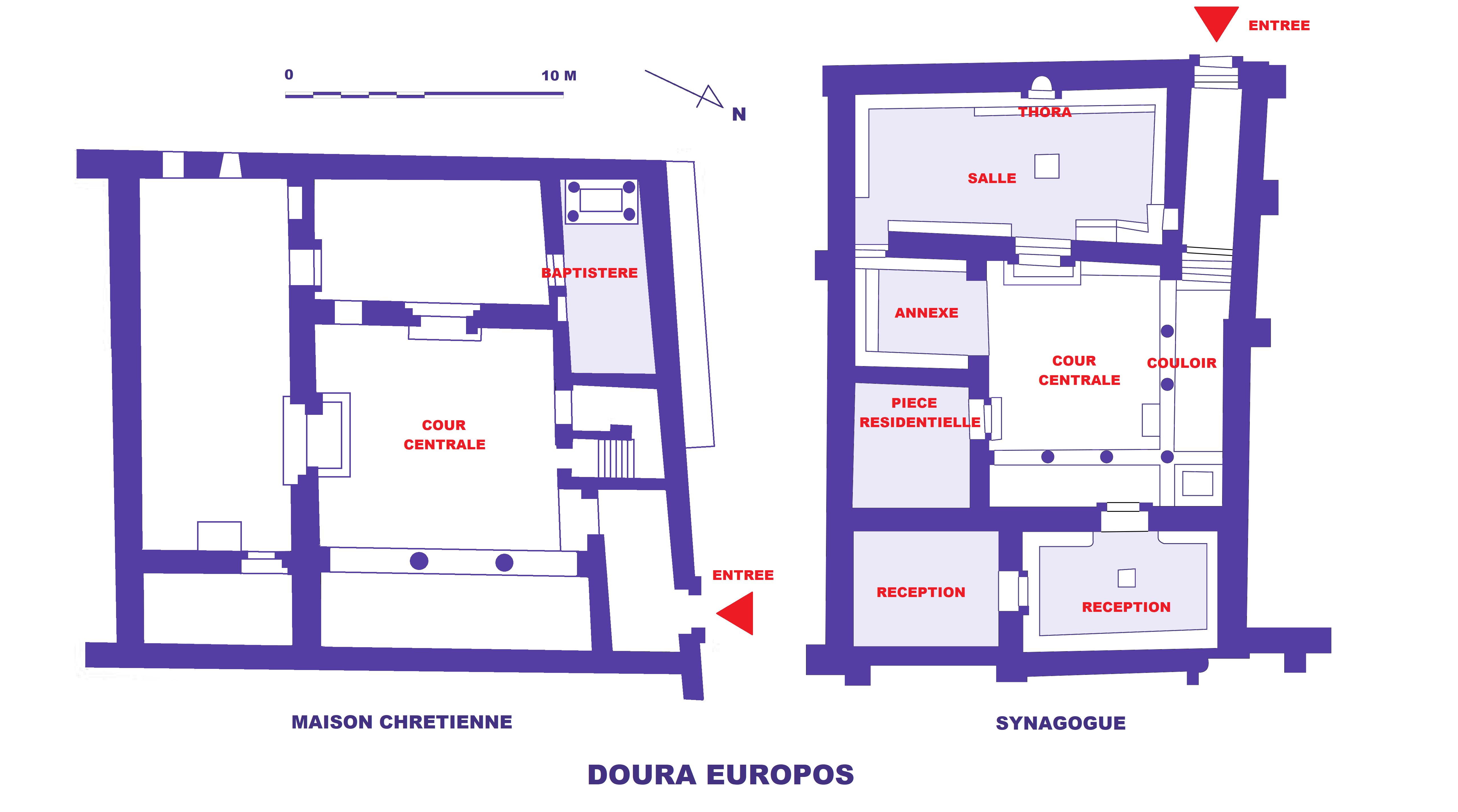
Doura Europos, plans maison chrétienne et synagogue

Au départ, les chrétiens entremêlent les rites judaïques avec les nouveaux éléments du culte pour atteindre bientôt une complète émancipation de la loi vétérotestamentaire. Les prédications de l'apôtre Paul de Tarse touchent des juifs et d'anciens païens. Les premiers rassemblement de prière se déroulent dans les synagogues locales. La communauté d'Éphèse en Asie Mineure est la première, parmi celles évangélisées par Paul, a acquérir son autonomie par rapport au judaïsme en cessant de fréquenter la synagogue locale. Ce sont les demeures des membres de la communauté qui accueillent alors les prédications et les célébrations.
Les historiens de l'art chrétien accordaient peu de place aux antécédents juifs tant le divorce entre juifs et chrétiens est ancien et profond. Mais les historiens et les liturgistes n'ont jamais douté des contacts fréquents entre les deux religions jusqu'en plein Ve siècle, ni des influences profondes du judaïsme synagogal sur le culte paléochrétien. La découverte sur le site de Doura Europos d'une maison chrétienne et d'une synagogue confirme cette influence de l'iconographie juive.
La précocité de l'architecture cultuelle des juifs sur celle des chrétiens est normale. L'État romain reconnaissant officiellement la religion juive donc la construction de lieux de culte, il faut attendre 313 pour que les chrétiens jouissent des mêmes droits. Dès que la tolérance est étendue aux chrétiens, ils dotent leur culte d'édifices du même genre.
On n'a pas trouvé d'édifices de type basilical appliqué aux synagogues à Doura Europos mais en Galilée. Les plus anciennes sont des environs de 200 où on voit un édifice en rectangle allongé divisé en trois nefs dans le sens de la longueur. Dans le chevet, une armoire est destinée à recevoir les rouleaux de la Thora. Les différences entre les basiliques et les synagogues sont l'absence de claire-voie et de surélévation de la nef par rapport aux collatéraux et l'usage de relier les colonnades par un portique transversal comme à la synagogue de Capharnaüm. À cette époque, les synagogues ont la porte d'entrée orienté vers Jérusalem et vers l'Est pour les basiliques chrétiennes.
L'édifice basilical est très répandu à travers l'Empire et on le plie à tous les besoins. Il a dû satisfaire les exigences des cultes juif et chrétien.
 Maison chrétienne et synagogue à Doura Europos
Les témoignages des ruines de Doura Europos ont une portée historique considérable. À cette époque la maison des chrétiens ressemble à d'autres maisons de la cité avec une ou deux salles du rez-de-chaussée réservées au culte chrétien sans que l'on puisse définir leurs fonctions sauf pour un local long qui sert de baptistère avec des peintures murales et du mobilier. C'est une architecture de la première moitié du IIIe siècle qui n'a de spécifiquement chrétien que le décor et un meuble maçonné dans la salle baptismale.
La neutralité de cette maison chrétienne de Doura contraste avec la synagogue voisine qui est pratiquement de la même époque. Elle est installée dans une maison banale mais dans un ensemble de constructions profanes beaucoup plus important. On ne trouve pas chez les chrétiens cette organisation architecturale. La synagogue est séparée de l'ensemble du bâti par des murs continus. Elle comprend une cour à trois portiques et dans le fond une grande salle plus large que profonde. Deux portes, l'une pour les hommes et probablement l'autre pour les femmes, y conduisent. Dans le mur du fond, une niche-ciborium sert à abriter l'armoire de la Torah. Un banc adossé au mur fait le tour de la salle synagogale.

## Édifices paléochrétiens

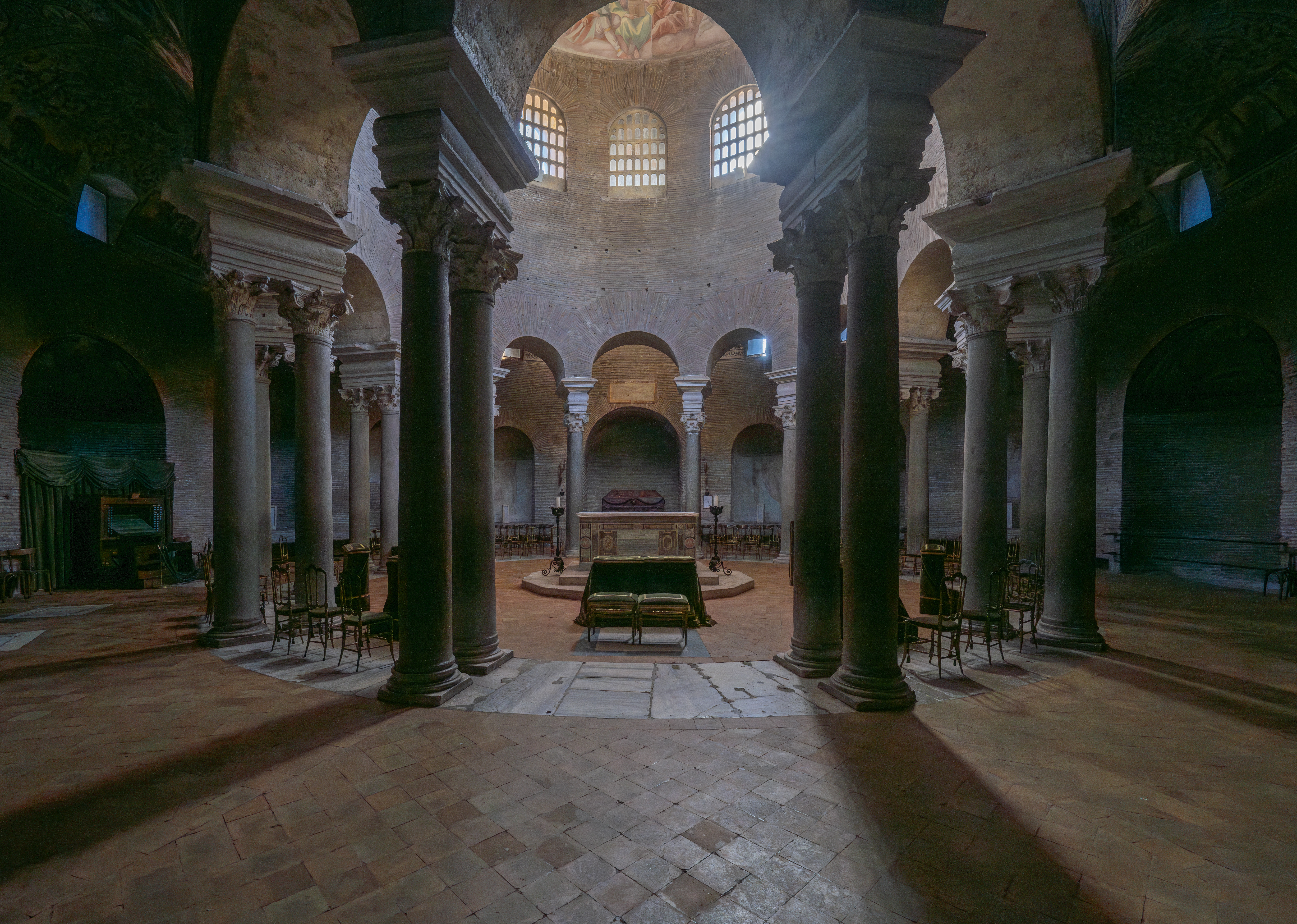
Mausolée de Sainte-Constance à Rome, IVe siècle.

Les premiers développements de l'art chrétien, qui n'est à l'origine qu'une branche de l'art antique et qui naît avec le poids millénaire des habitudes de l'art méditerranéen, sont liés aux besoins du culte et aux conditions dans lesquelles il s'exerce. Il dépend de la situation des chrétiens par rapport au pouvoir impérial.
De 200 jusque vers 260, époque à laquelle l'édit de Galien rend aux chrétiens leurs lieux de culte, les chrétiens ont une vie semi-clandestine. Puis une émergence dure jusqu'à 313, date de l'ordonnance de Licinius reconnaissant officiellement le christianisme.
La sortie de la clandestinité se fait progressivement jusqu'en 330, date de l'édit impérial instituant le christianisme comme religion d'État, puis avec en 391 l'interdiction du culte païen. Dans la dernière période, le développement de l'église ou de la basilique remplaçant l'ancienne maison chrétienne (domus ecclesiae) est spectaculaire.
L'art paléochrétien est un art universel qui tient au caractère universel de la religion. En Occident, il faut attendre la rupture du début du Moyen Âge pour constater une évolution quand apparaissent les œuvres grossières barbares d'où part un nouveau rejeton de l'art chrétien qui se manifeste dans les arts romans et gothiques. En Orient qui résiste au contraire aux invasions barbares, les traditions se maintiennent sous le style byzantin.

### Les catacombes

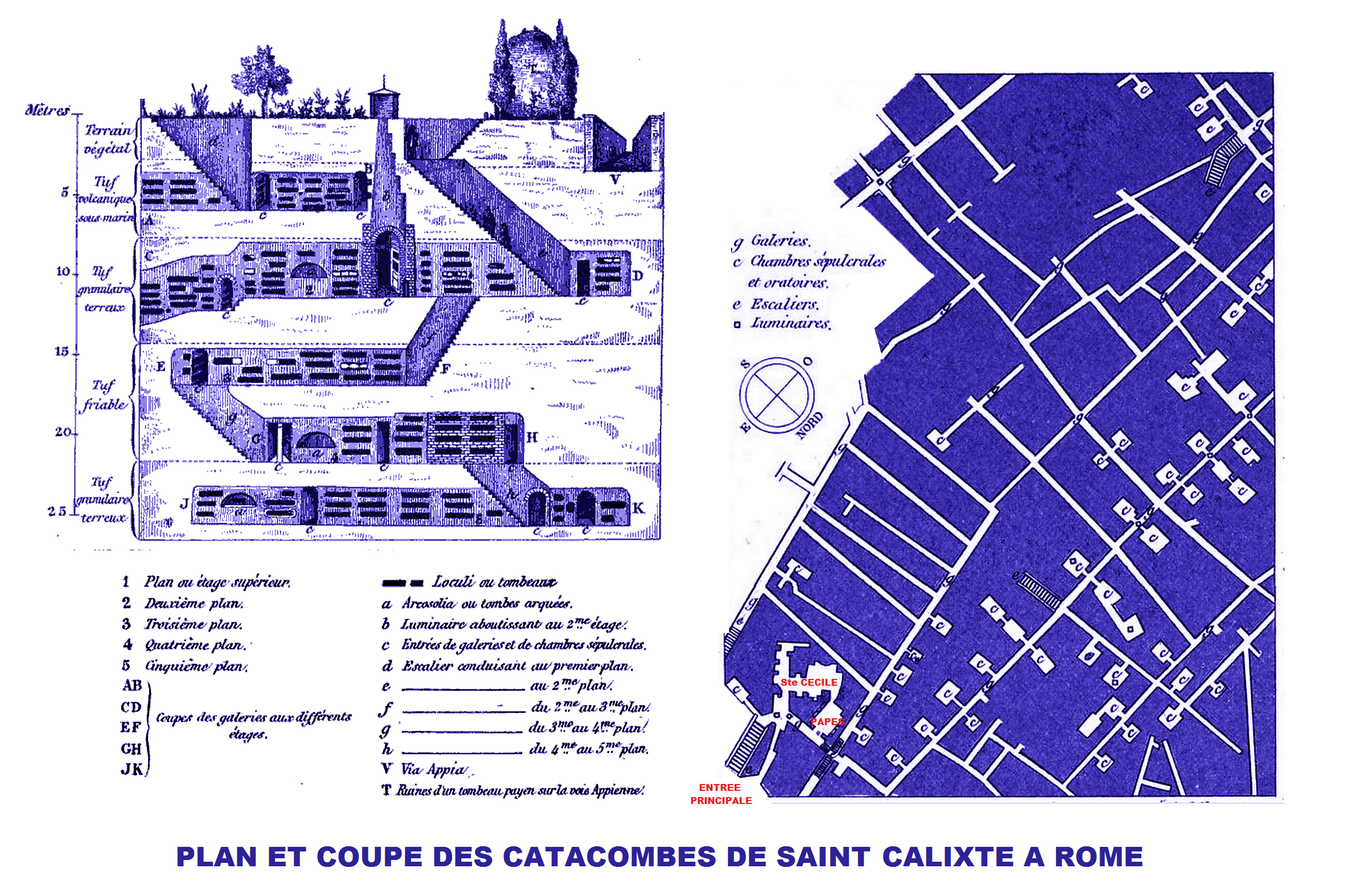
Catacombe de Saint-Calixte, plan et coupe

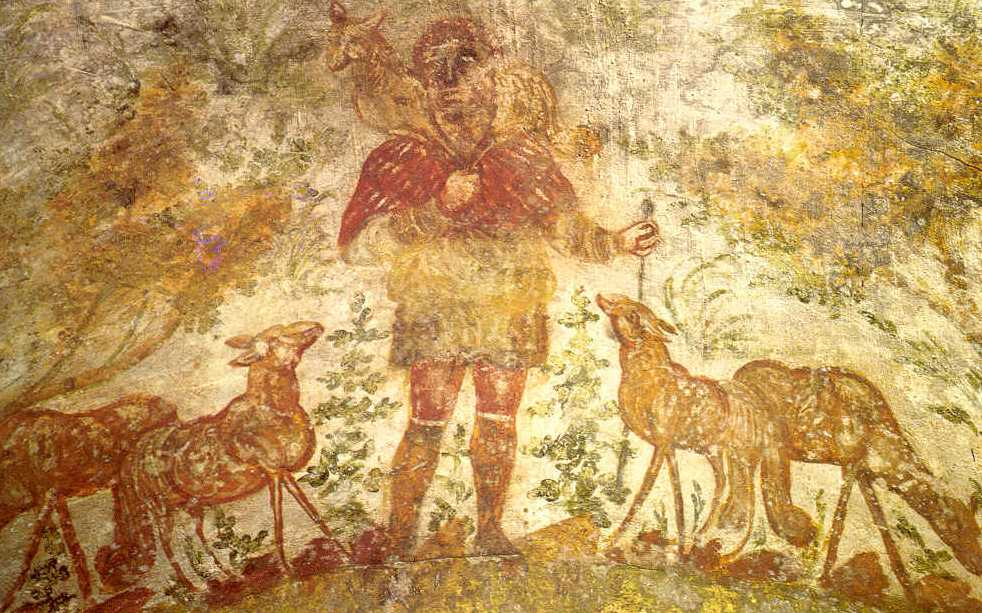
Le Christ bon pasteur, catacombes de Domitilla

Les catacombes naissent à Rome vers la fin du IIe siècle et le début du IIIe siècle avec le pape Zéphyrin (199-217). Ce sont des souterrains creusés par les chrétiens qui croient en la résurrection des corps pour y inhumer leurs morts, y célébrer certains cultes et s'y réfugier lors des persécutions. Elles sont constituées de galeries destinées à recevoir dans leurs parois des tombeaux disposés les uns sur les autres. Les corps sont placés dans des niches, les LOCULI fermés par des plaques de marbre ou des briques. À ces galeries viennent aboutir à certains endroits des chambres sépulcrales, les CUBICULA qui sont des caveaux de famille au fond desquels se trouve assez souvent un monument arqué, l' ARCOSOLIUM, un tombeau renfermant les restes d'un martyr dont on recherche la proximité. Les CUBICULA sont souvent carrés, mais aussi circulaires ou polygonaux et peuvent recevoir jusqu'à 70 LOCULI sur dix étages. Les puits de construction servent à la ventilation et l'éclairage.
Les corps des martyrs sont dérobés pour en faire des reliques. Il n'y a pas de culte dans les catacombes, juste l'office des morts mais pas l'eucharistie qui se pratique dans les maisons chrétiennes (domus ecclesiae),.
La plus grande partie des catacombes sont creusées dans le tuf, à Rome où il y en a environ soixante comme sur le Latium. En Italie, elles se développent dans le Sud jusque dans l'île de Pianosa, tandis que les hypogées plus méridionaux sont ceux d'Afrique du Nord et spécialement à Hadrumète (Sousse) en Tunisie. On en trouve en Toscane à Chiusi, en Ombrie près de Todi, dans les Abruzzes à Amiternum l'Aquila, en Campanie à Naples, dans les Pouilles à Canosa di Puglia, en Basilicate à Venosa où des catacombes juives et chrétiennes prouvent la coexistences des deux religions, en Sicile à Palerme, Syracuse, Marsala, Agrigente et en Sardaigne à Cagliari San Antioco.
Les décors sont à la fin du IIe siècle extrêmement simples, les peintures, mosaïques et reliefs des sarcophages évoquent l'Ancien et le Nouveau Testament, souvent Jonas sauvé du ventre de la baleine, évocation de la résurrection du Christ. Beaucoup de symboles se référant au Salut éternel sont utilisés. La première image de la Vierge de la catacombe de Priscille est de la première moitié du IIIe siècle et on trouve le Christ avec la symbolique du Bon Pasteur, les martyrs et les Pères de l'Église,,.

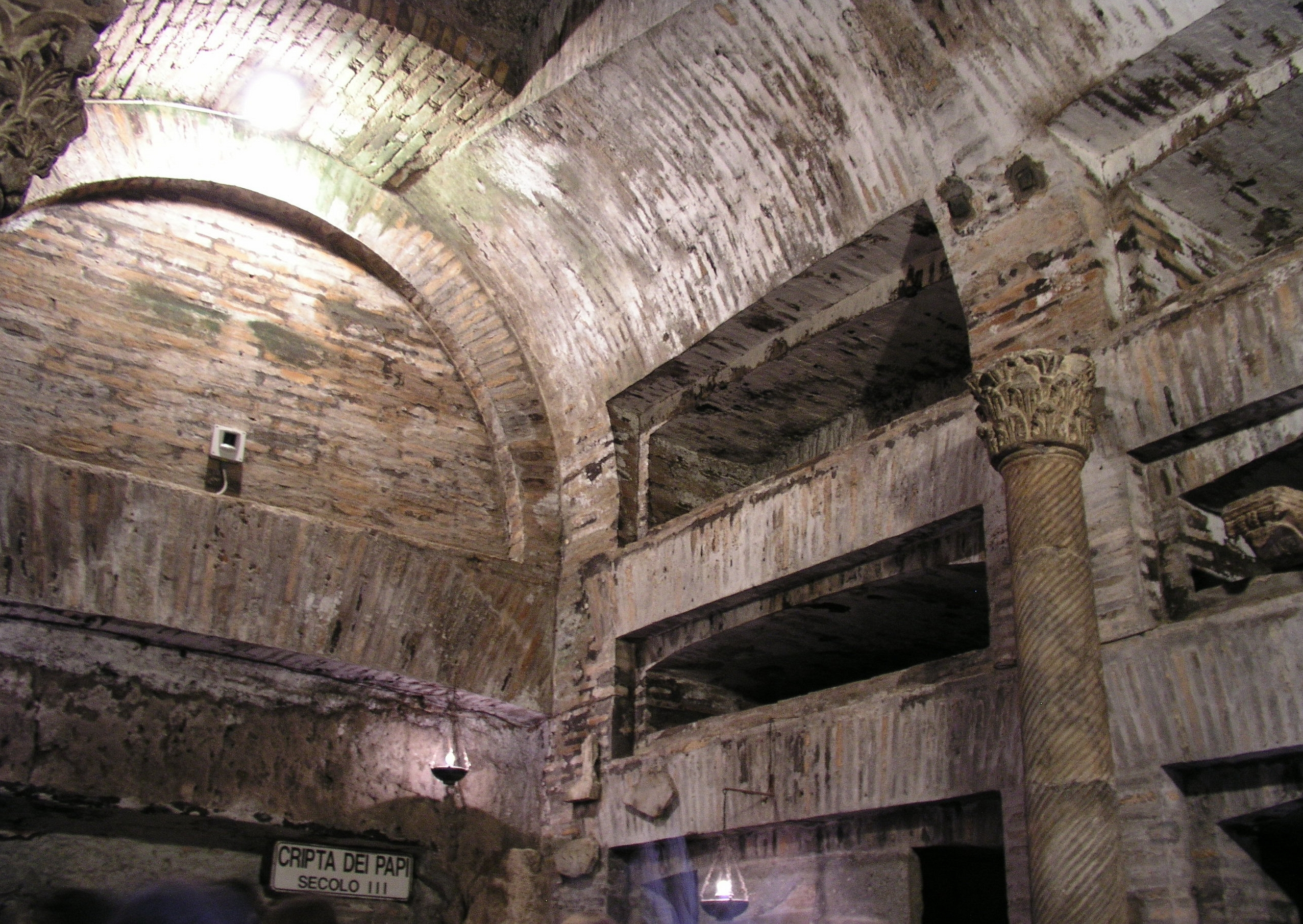
Catacombe de Saint-Calixte, Crypte des papes, Rome
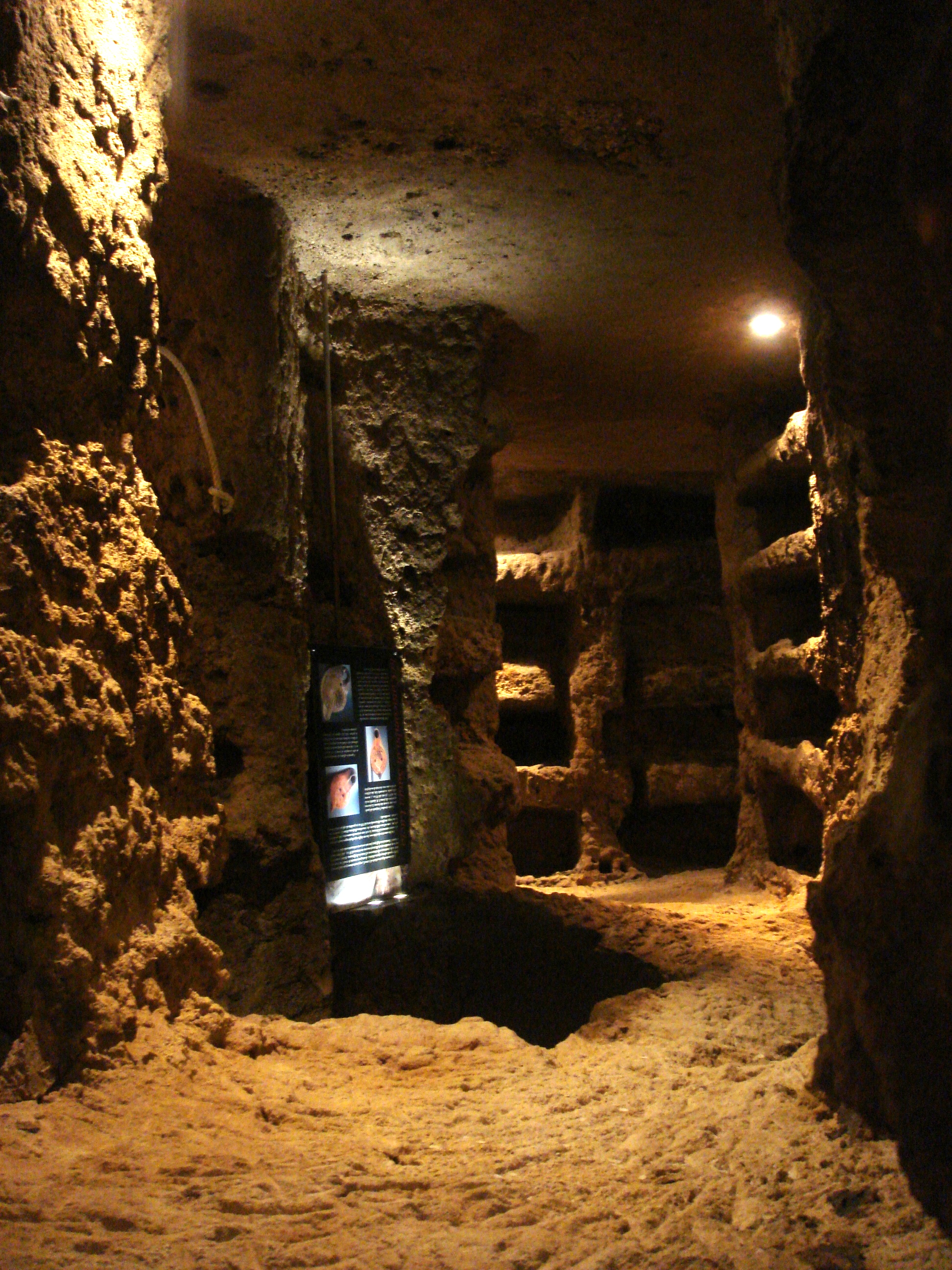
Catacombe de Santa Lucia, Syracuse
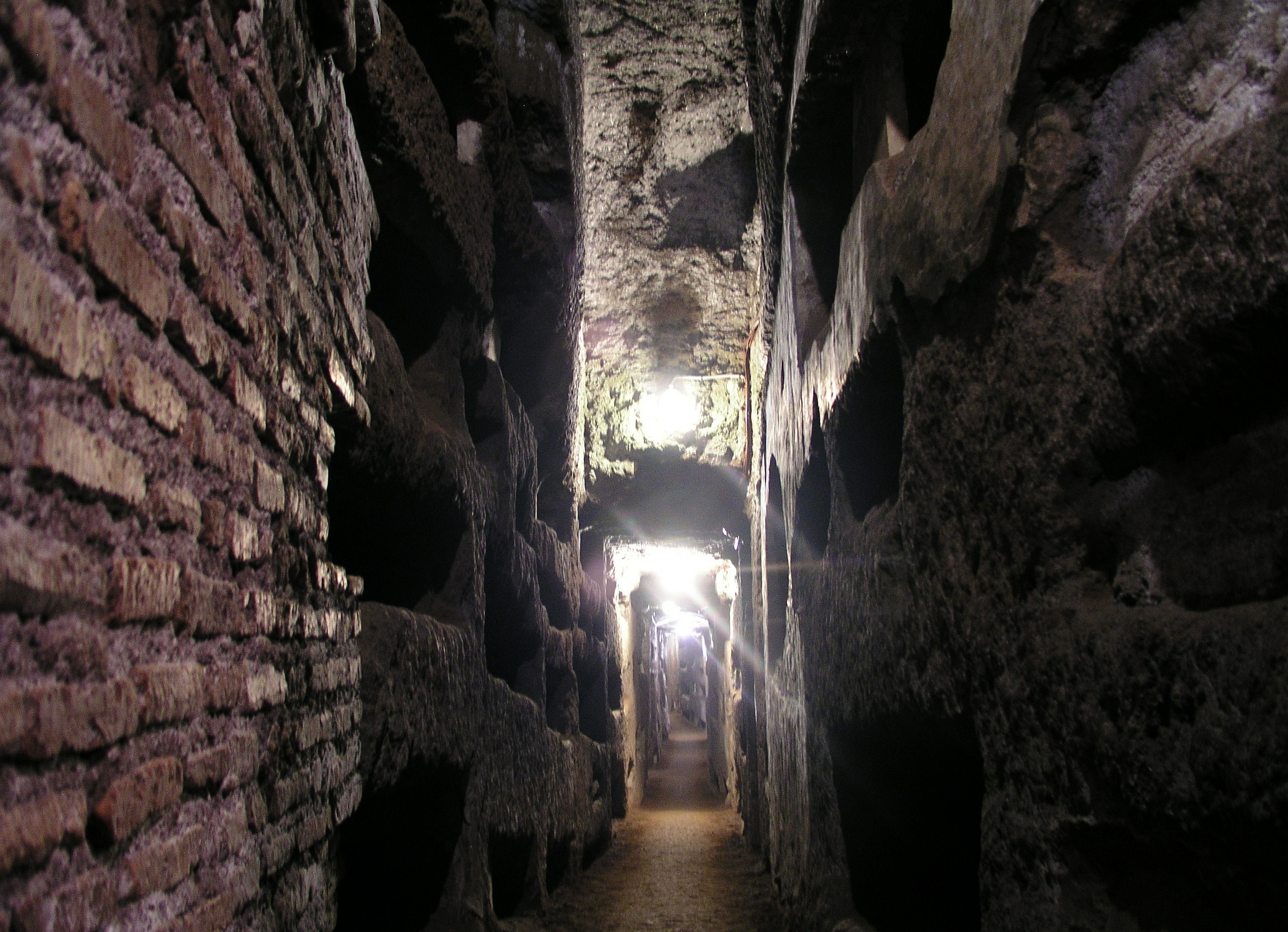
Catacombes de Domitilla, Rome
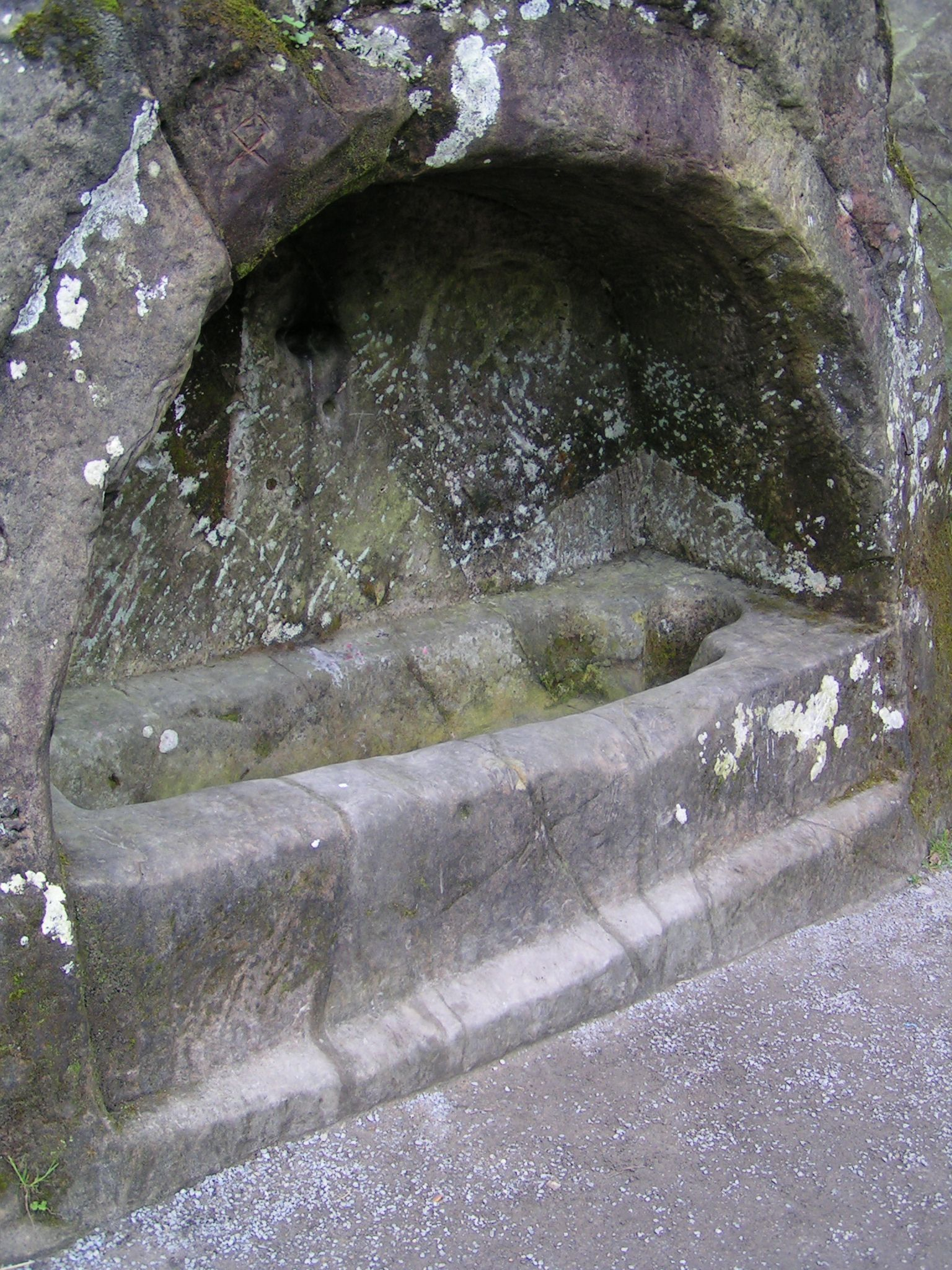
Arcosolium
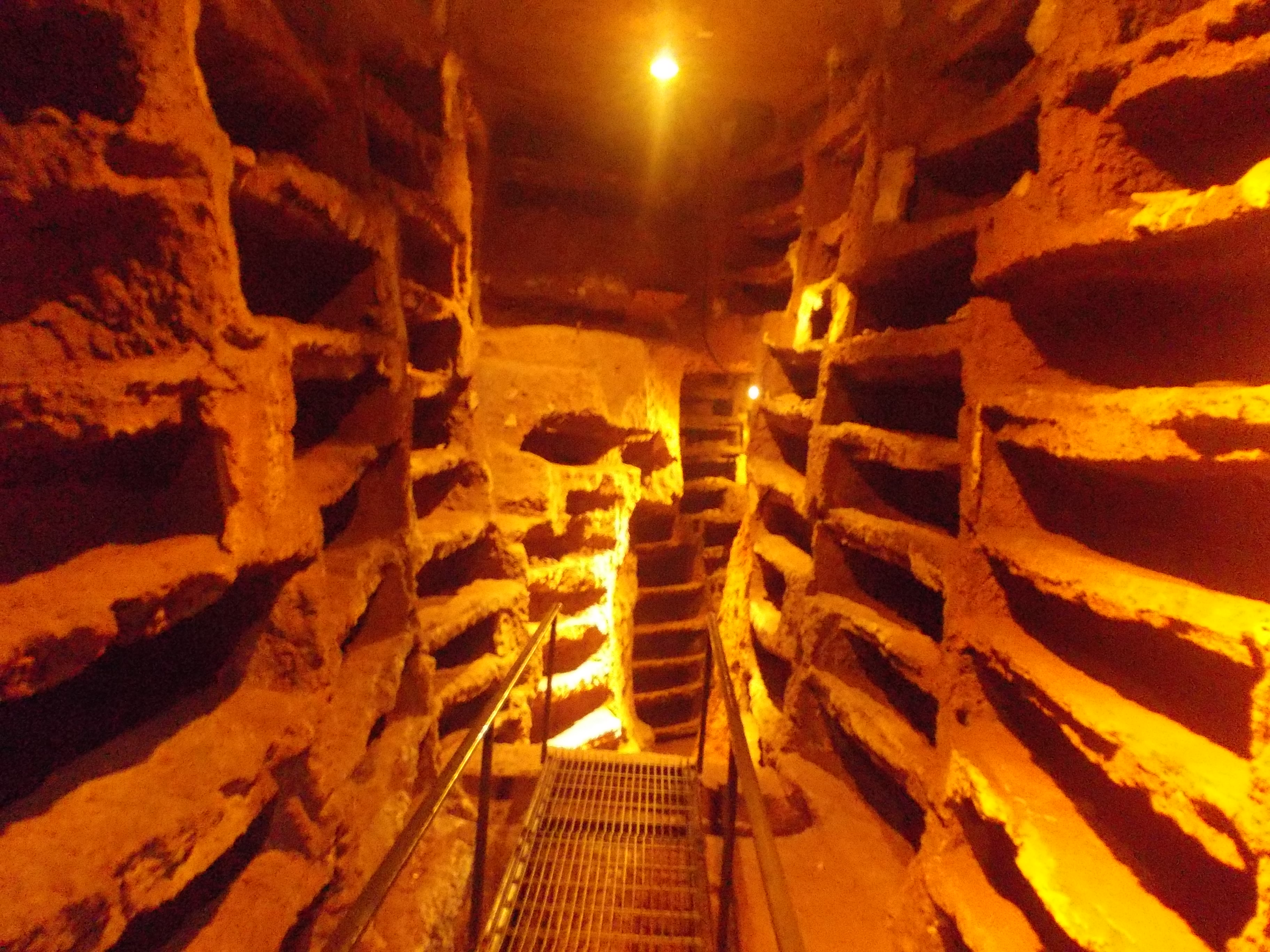
Catacombes de Saint Savinilla à Nepi

### Maisons chrétiennes - Domus ecclesiæ - Tituli

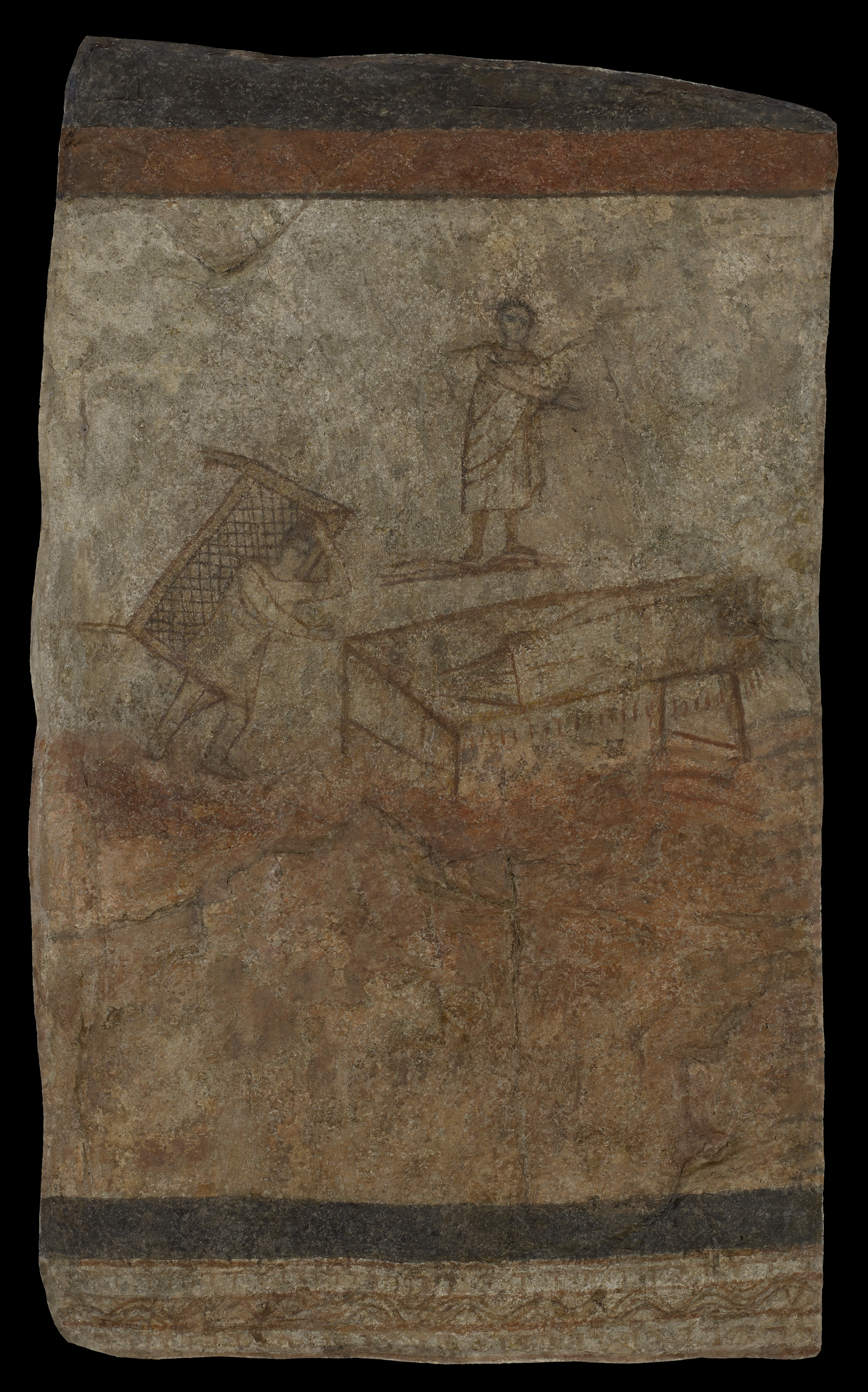
Première image du Christ vers 220, domus ecclesiae de Doura Europos

La DOMUS ECCLESIÆ ou maison chrétienne est un type particulier d'édifice utilisé par les premiers chrétiens pour se réunir et célébrer le culte. Cette maison de l'Église (communauté de fidèle) n'est pas conçue ni construite pour la célébration liturgique. C'est un espace privé avec ses contraintes qui peut être adapté aux besoins d'une manière parfois provisoire.
Certains voient dans le plan de ses domus ecclesiæ l'ébauche d'une basilique mais d'anciennes AULA, des basiliques païennes les SCHOLÆ ou une salle thermale peuvent aussi devenir des basiliques et elles peuvent être construites sur l'emplacement des maisons chrétiennes. On peut penser qu'il n'existe pas d'architecture chrétienne avant Constantin et que ce ne sont pas les besoins proprement religieux de la vie spirituelle ou de la liturgie qui ont créé avec les basiliques un art qui se serait imposé à l'Église comme une nécessité. Pour les empereurs romains, l'art est un outil de propagande et l'origine de chaque étape de l'évolution artistique romaine.
Doura-Europos

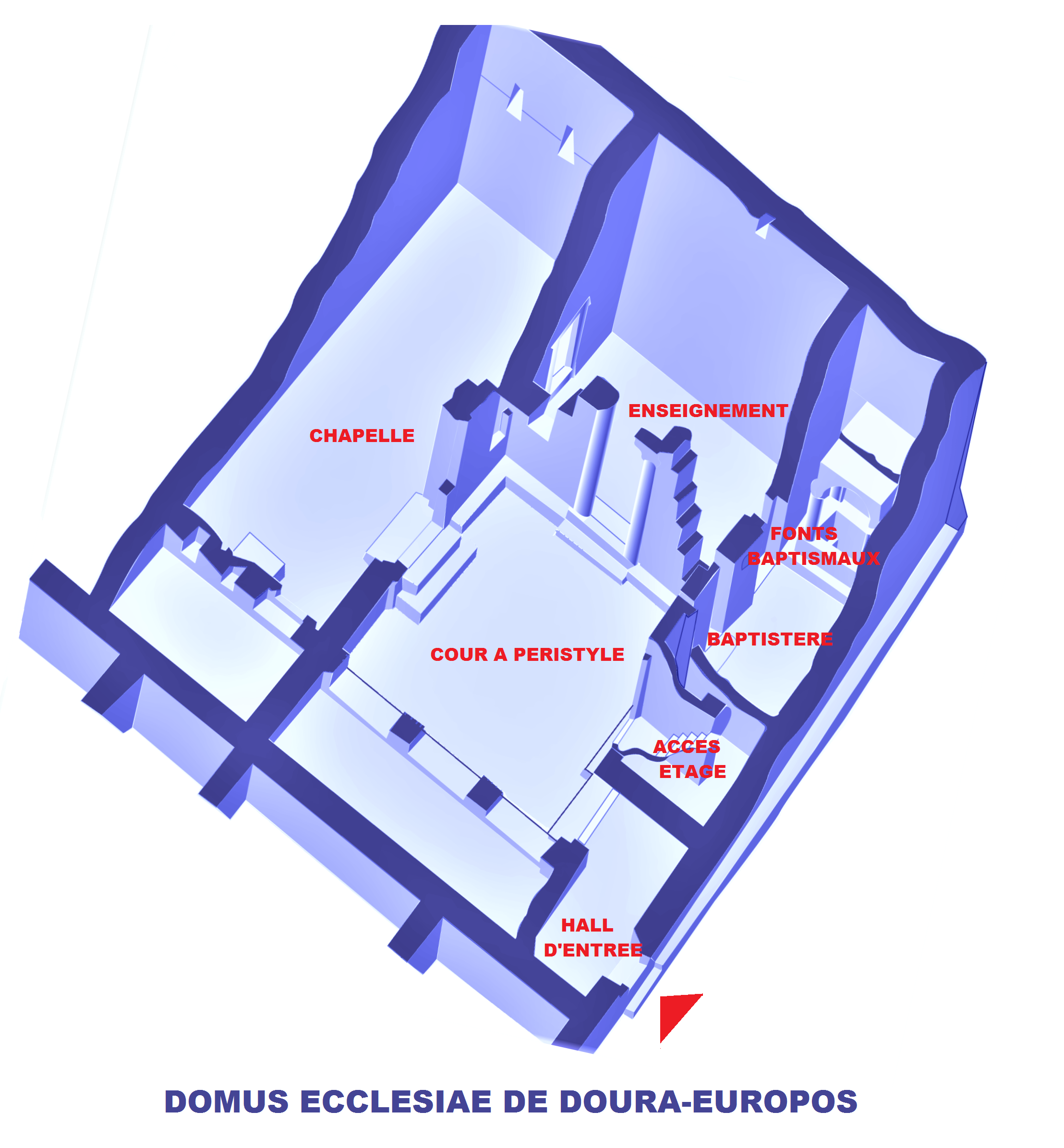
domus ecclesiae de Doura Europos

Sur le site archéologique de Doura Europos en Syrie est découverte en 1931 dans le même quartier que la synagogue et qu'un sanctuaire à Mithra, la plus ancienne église connue construite deux siècles après la mort du Christ. C'est un édifice chrétien par son architecture, sa décoration et ses inscriptions.
La domus ecclesiae de Doura Europos est une maison bâtie comme les autres habitations de Doura mais plus vaste. On y entre depuis la rue par un couloir en chicane qui donne dans une cour pavée avec sur l'un des côtés un portique. En face de cet accès, une grande porte s'ouvre sur une vaste salle qui peut ressembler au diwan oriental par sa décoration et dont les symboles ne choquent pas la pensée chrétienne. Un banc de brique court le long des murs et sur l'un des côtés, une des parties est surélevée comme pour marquer la place d'un président. Une autre salle plus petite est accessible depuis la cour. Ces deux espaces peuvent servir pour les réunions et les agapes. Un escalier conduit à un étage disparu et peut-être à l'habitation de l'évêque..
À l'époque de la construction de cette maison de Dieu, les chrétiens sont libres de disposer en commun d'églises et de cimetières mais, le baptême mis à part, le culte chrétien n'exige pas un édifice spécial. Dans la même salle on célèbre l'eucharistie et on écoute homélies et sermons. Il n'y a ni autel permanent ni séparation entre les clercs et les fidèles.
Pour le passage symbolique du profane au sacré, du catéchumène au chrétien, l'espace du baptistère est chargé de messages. La petite salle ouvrant sur la cour peut apparaître comme un oratoire avec un arc en plein cintre reposant sur des colonnes et on s'attend à voir un autel. Mais on trouve une sorte de cuve recouverte d'un plâtre dur utilisé dans les établissements de bains. Cette salle est probablement le baptistère de la communauté et le futur chrétien peut voir sur les peintures qui l'entourent ce qu'on lui a enseigné : la foi dans le Christ ressuscité, le pardon des péchés, le baptême comme arme contre le Mal et le Bon Pasteur qui introduit dans la demeure éternelle les enfants de Dieu,,,.
 Les tituli de Rome 

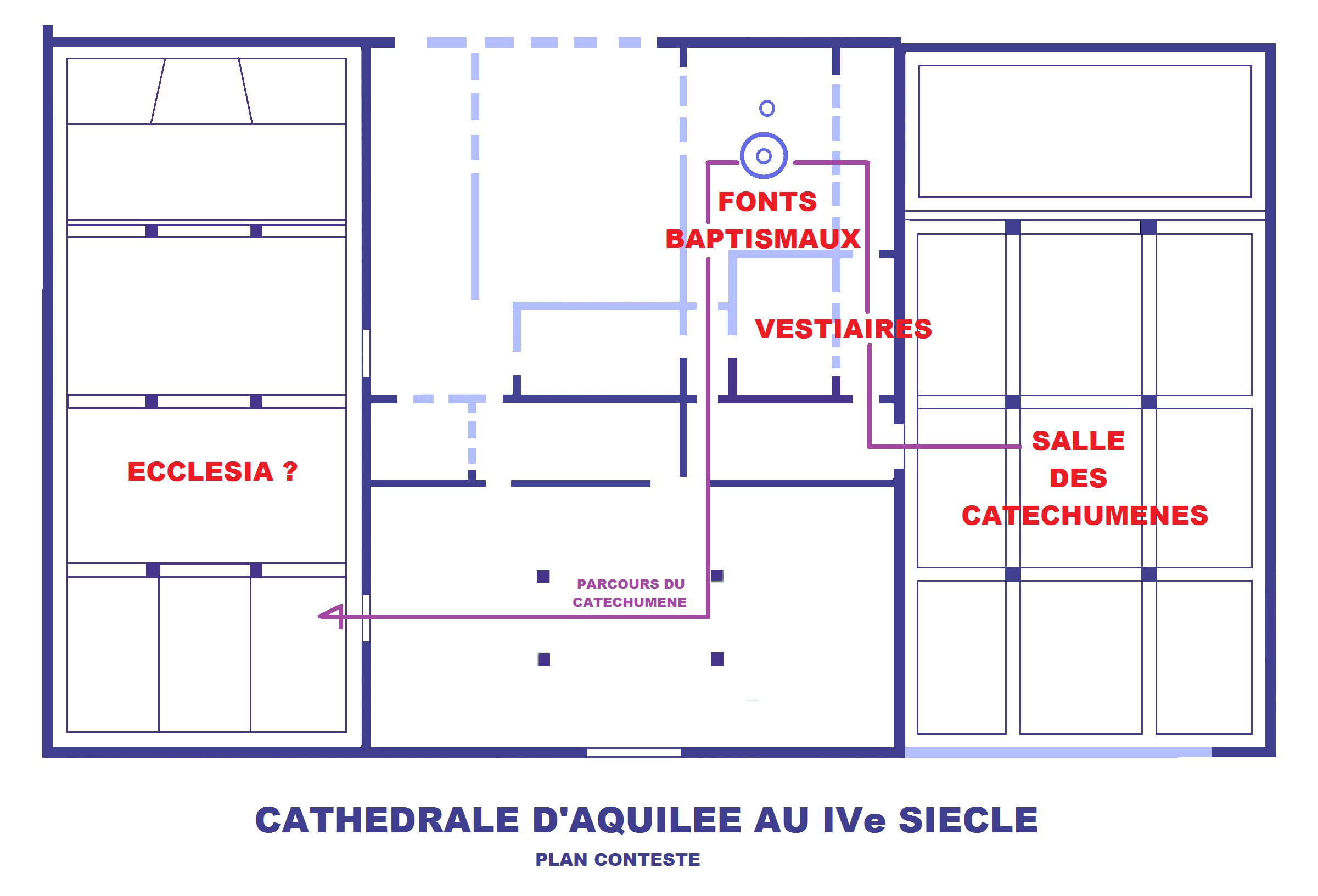
Plan au IVe siècle d'Aquilée

Vers 260, sous l'empereur Gallien, un premier édit de tolérance permet jusqu'à la fin du siècle d'organiser les paroisses de Rome et des églises, les TITULI sont construites dans ce cadre. Avec les persécutions de Dioclétien, on rase ces édifices pour les faire disparaître et celui situé sous l'actuelle basilique San Martino ai Monti a fait l'objet de restitutions. Si les chrétiens de Rome au IIIe siècle ont des lieux de culte, il y a peu de preuves archéologiques,.
La basilique d'Aquilée
De la basilique patriarcale d'Aquilée construite au début du IVe siècle sous l'évêque Théodore, il ne reste que les fondations et une mosaïque datant de la construction de l'édifice. Deux salles rectangulaires se dressent à une trentaine de mètres de distance formant chacune un bâtiment indépendant. La salle Nord de 37,40 m × 17,20 et la salle Sud de 37 m × 20 m sont reliées par des locaux secondaires qui font partie d'un même ensemble avec une façade sur la rue d'Aquilée. L'organisation des mosaïques suppose une influence des ouvrages liturgiques sur l'architecture de la salle Sud et annonce les futures salles à transept,.

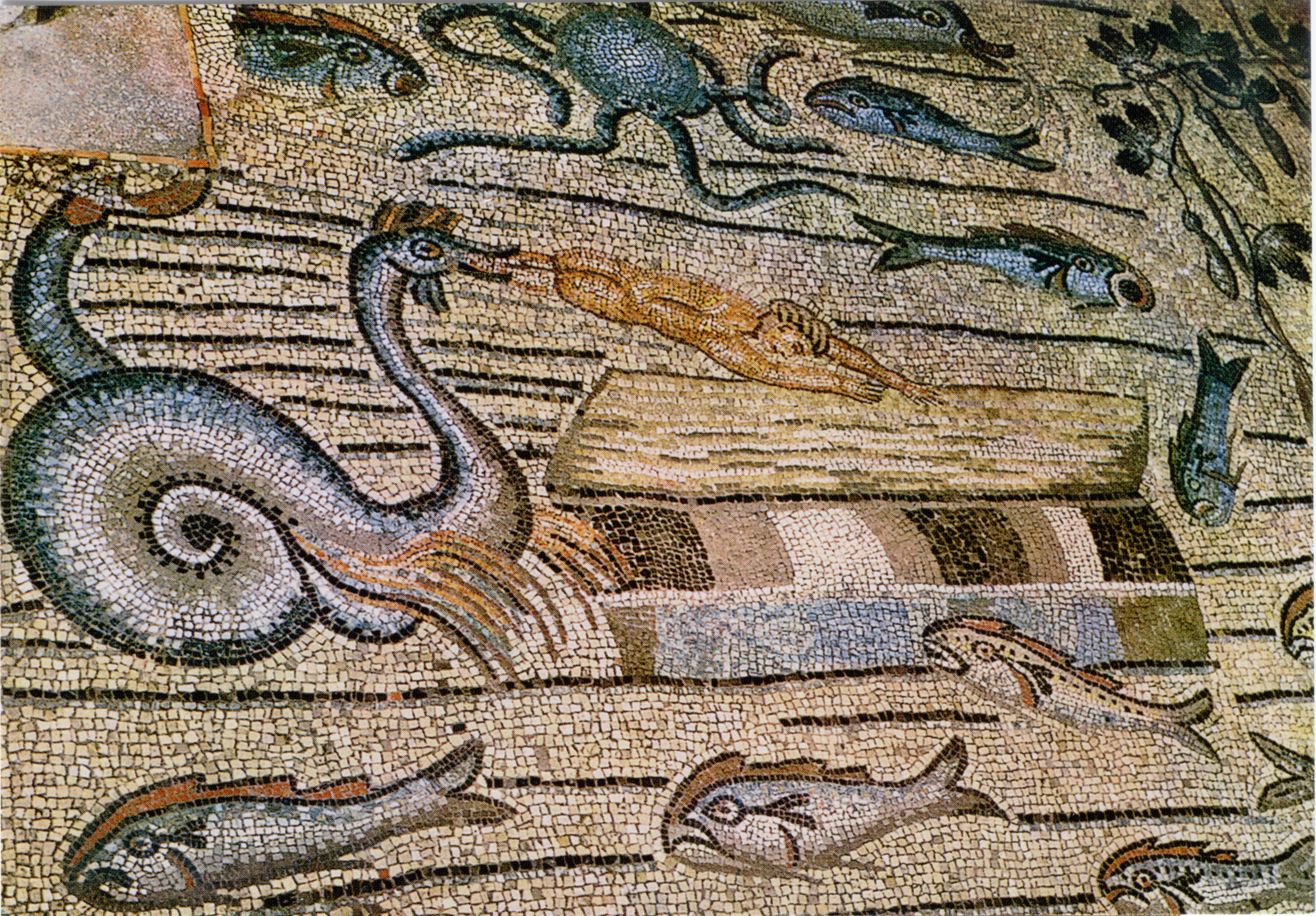
Aquilée, mosaïque de pavement du début du IVe siècle, histoire de Jonas
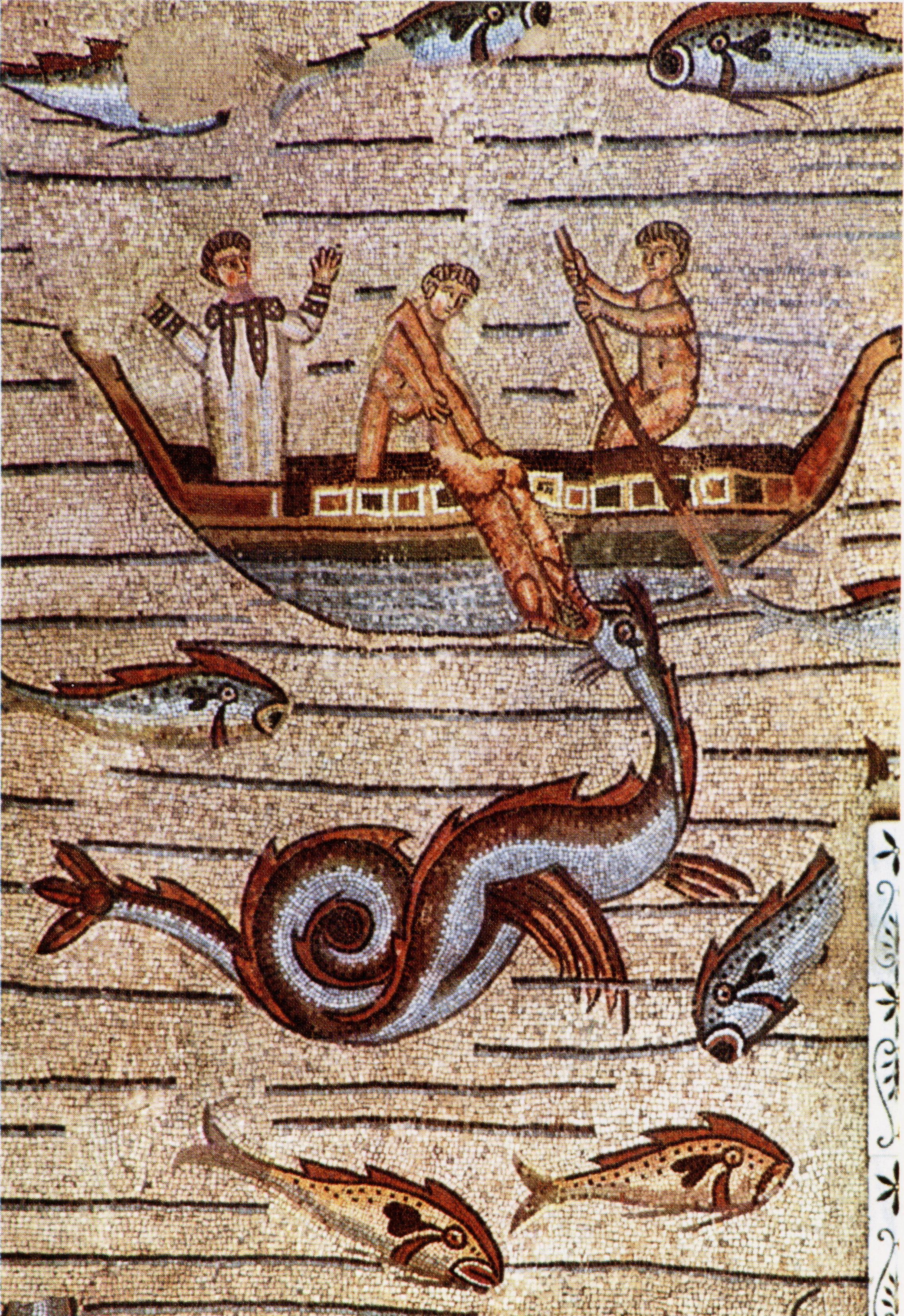
Aquilée, Jonas
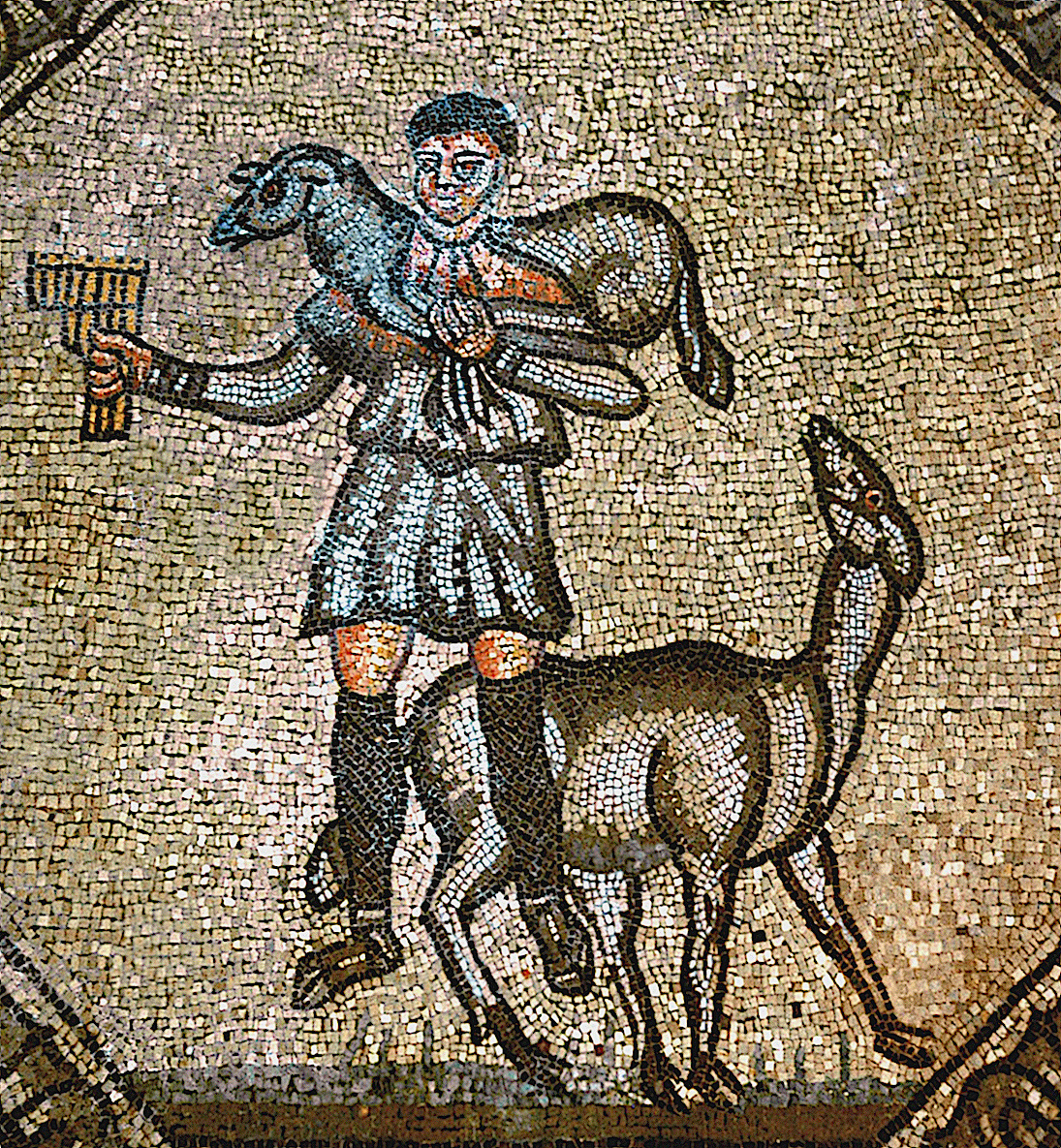
Aquilée, Le Bon Pasteur

### Basiliques
Pendant le règne de Constantin s'opère un revirement car il mise entièrement sur les nouvelles données du christianisme. Il a changé Rome et le monde.
Avant même 313 où l'édit de Milan garantit aux chrétiens la libre pratique de leur religion, Constantin reconnait que le christianisme est la force spirituelle la plus grande de tout l'Empire. Il capte les énergies sur le point d'éclater et leur donne libre cours sans étouffer les forces du paganisme encore vivant. Dans la basilique édifiée par Maxence, sa statue dans l'abside n'a plus l'expression d'un Jupiter païen mais celle d'une créature humaine qui a l'intuition que la majesté divine le surpasse. Pour s'approprier cette basilique, il ajoute une deuxième abside et un vestibule sur le côté pour la transformer en édifice à nef centrale.
Il est le premier souverain qui place l'homme au centre de l'Univers. Les œuvres nouvelles ne recherchent plus à traduire une vie extérieure, soumise à la loi naturelle organique, à la pesanteur mais créent un univers spirituel lumineux qui transcende la vie terrestre.
On est surpris de trouver dès le IVe siècle, dans toutes les provinces de l'Empire, des églises qui adoptent la même forme de basilique à trois nefs. Esthétiquement, à l'intérieur, toutes ses basiliques se ressemblent, et il est possible que les chrétiens s'en soient tenus à ce type de salles, parce qu'elles conviennent à leurs réunions liturgiques. Ils apprécient l'effet qu'une salle basilicale produit sur celui qui entre par la porte du milieu : la double colonnade symétrique qu'il trouve devant lui oriente son regard vers la table d'autel fixée dans le fond. Car le chœur avec sa table eucharistique est immobile devant l'abside et rien n'exprime mieux l'idée du séjour divin. Le chœur évoque le ciel intelligible et la nef figure la terre ou l'univers matériel

#### L'origine de la basilique chrétienne

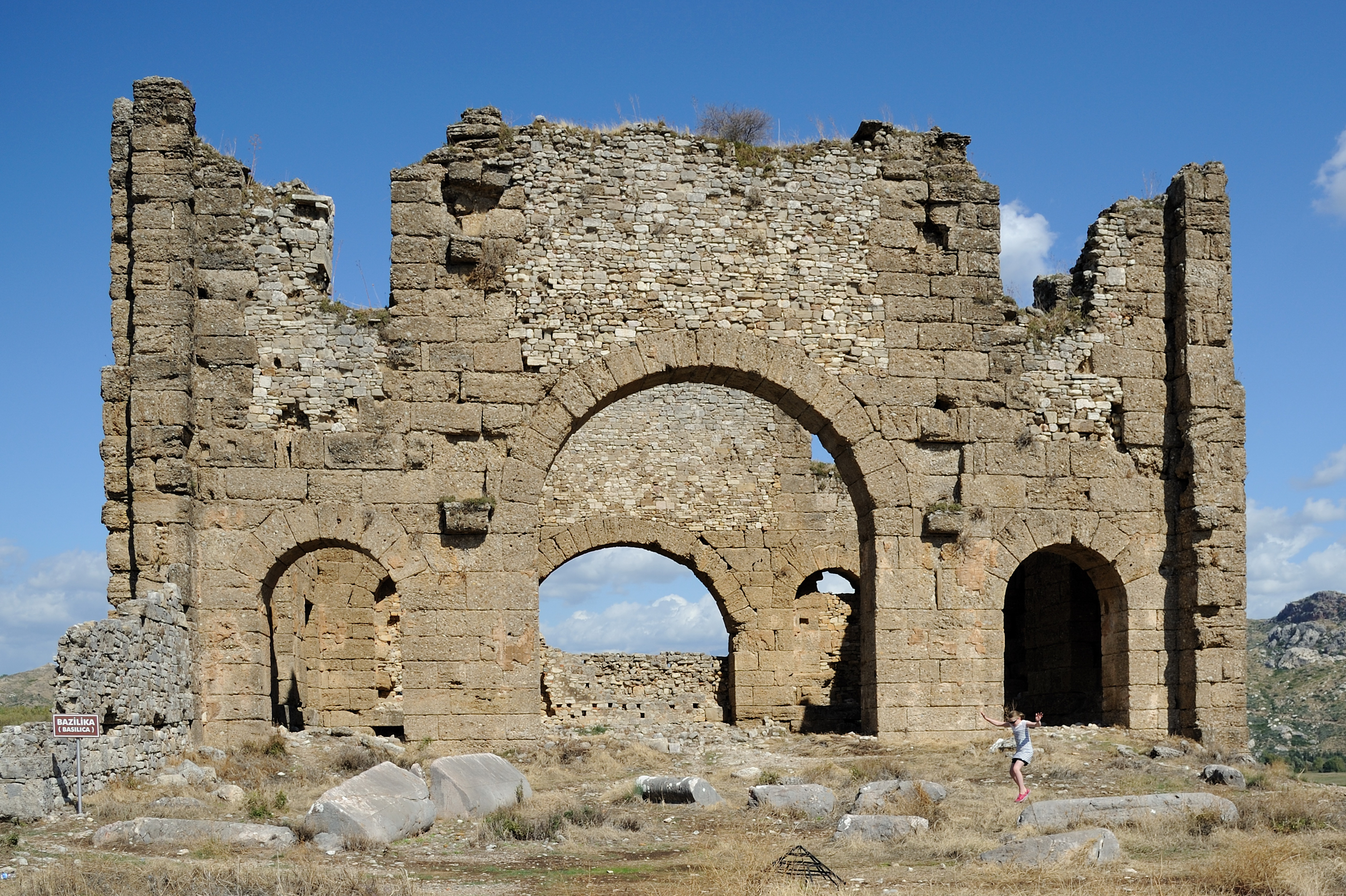
La basilique d'Aspendos

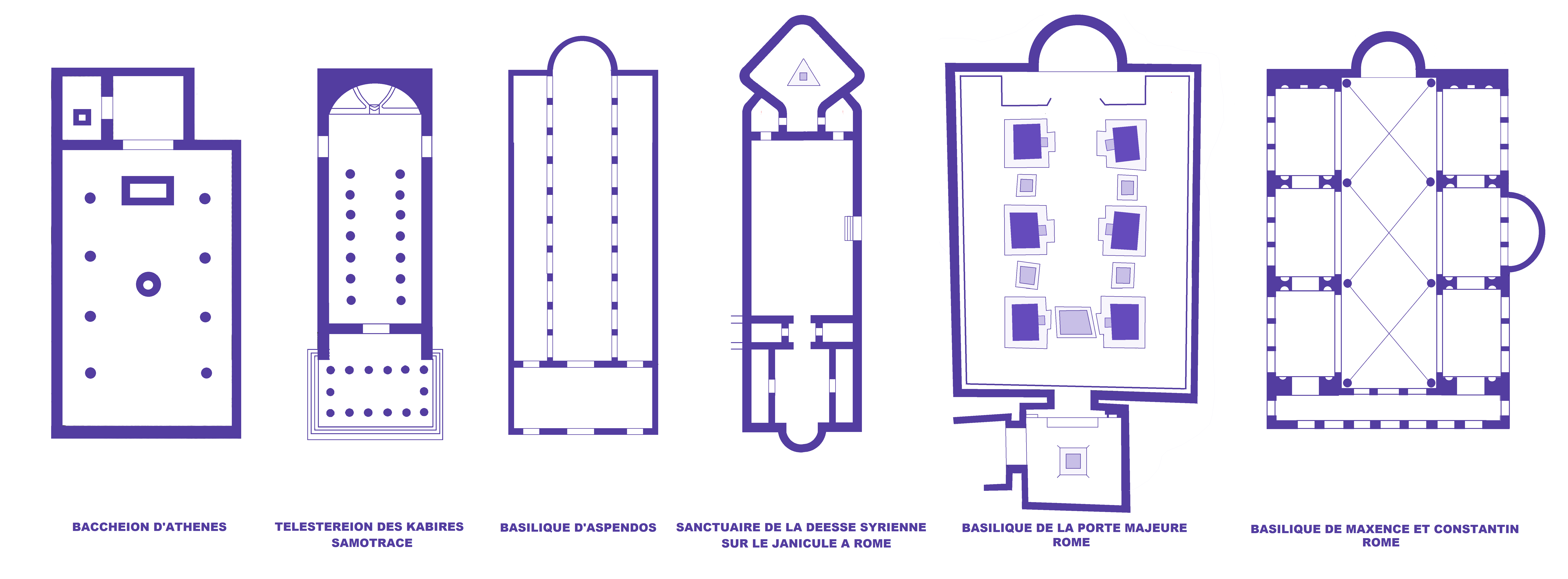
Édifices à l'origine des basiliques chrétiennes

L'origine de la basilique chrétienne est controversée, création originale ou imitation de modèles païens ?
- Pour l'architecte Alberti, la basilique chrétienne n'est que la reproduction par le christianisme de la basilique judiciaire des Romains et cette hypothèse est reprise par Viollet-le-Duc, Auguste Choisy, Jules Quicherat mais elles présentent toutes des modèles différents. Depuis de simples salles sans colonne intérieure, celle de Maxence se compose de trois nefs voutées, d'autres comme la basilique Julia sont de vastes portiques ouverts de tous les côtés et la basilique Ulpia de Trajan est formée de deux absides opposées. Cette solution ne parait pas satisfaisante à tous les érudits.

- Pour Dehio et Bezol, elle dérive de la maison antique car le culte est célébré dans la maison des grands personnages. Or la maison romaine est composée d'un vaste atrium qui se continue à droite et à gauche par deux ailes formant les bases d'une croix. Sur ces ailes s'ouvre une grande salle carrée, la salle d'honneur où le maître célèbre le culte domestique. La difficulté est le manque du double colonnage de la basilique chrétienne mais l'atrium romain s'est modifié sous l'influence de la Grèce et à Pompéi, on trouve des maisons avec doubles colonnades. La maison romaine avec sa nef, son transept, son abside devient alors une véritable basilique.

- La découverte de la domus ecclesiæ de Doura Europos et les murs souterrains près de l'abside de la basilique San Martino ai Monti montrent que le culte chrétien est célébré dans des maisons ordinaires avec des pièces ouvrant sur la cour.

- Pour G. Leroux, la basilique chrétienne n'est pas une création de l'art chrétien mais une adaptation au nouveau culte d'une forme monumentale plus ancienne. La basilique chrétienne avec son abside, son front étroit, ses trois vaisseaux est identique à la basilique civile du modèle grec. La salle d'assemblée chrétienne ressemble aux salles des assemblées des confréries païennes comme le Baccheion d'Athènes ou le sanctuaire de la déesse syrienne du Janicule qu'on appelait des basiliques[19],[20],[21].

#### Les basiliques duIVesiècle

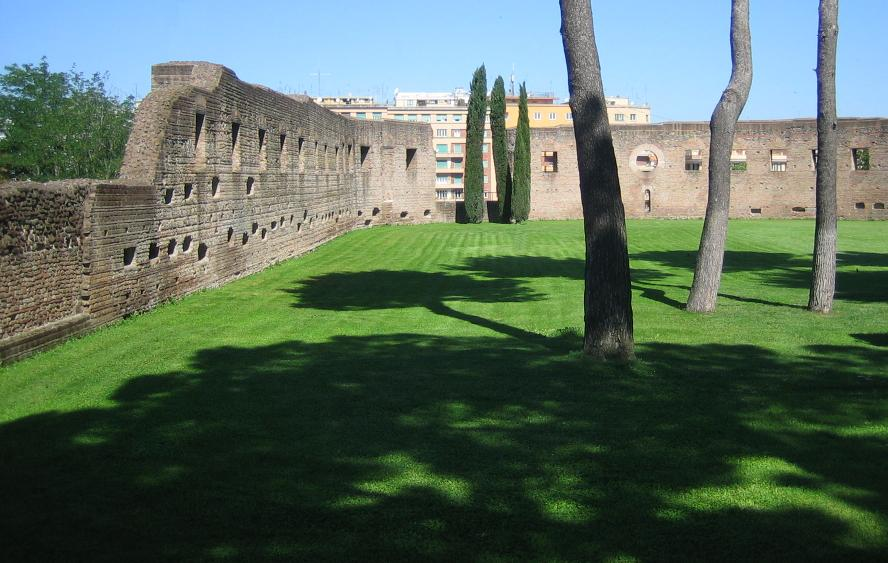
Ruines de Sainte-Agnès-hors-les-Murs

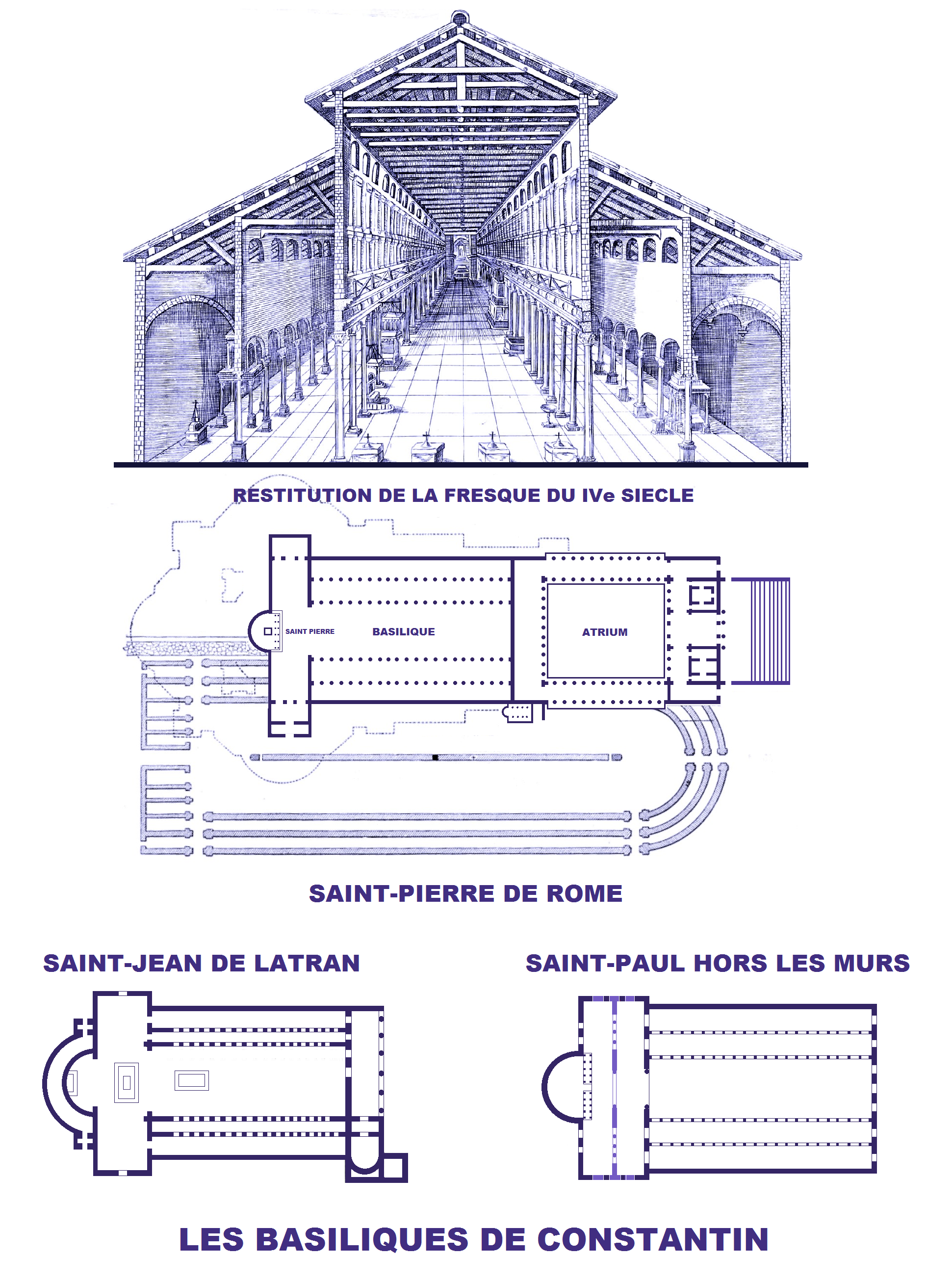
Saint-Jean-de-Latran, Saint-Pierre du Vatican, Saint-Paul-hors-les-Murs

L'empereur Constantin fonde lui-même plusieurs basiliques à Rome : Saint-Jean-de-Latran (312-319), Saint-Pierre du Vatican consacrée en 326 et les membres de sa famille en font autant. D'autres églises sont fondées à Jérusalem : Saint-Sépulcre, Bethléem, Mont-des-Oliviers en 325-337 et à Constantinople : Sainte-Sophie, Saints-Apôtres en 333-337. Constance II en achève quelques-unes sans trop de précipitation tandis que les papes et des évêques en construisent à Rome et dans tout l'Empire. On connait le sanctuaire de l'Ascension à Jérusalem, Saint-Sébastien-hors-les-Murs, Sainte-Agnès-hors-les-Murs, Saint-Laurent-hors-les-Murs, et Saints-Pierre-et-Marcellin à Rome, la cathédrale Saint-Pierre de Trèves, la cathédrale de Gerasa en Palestine, l'église épiscopale d'Épidaure en Grèce et plusieurs églises en Syrie et même en Mésopotamie du Nord dont le baptistère de Nisibis.
Au IVe siècle, les basiliques sont occidentées et la façade d'entrée est à l'Est, la structure est plutôt pauvre avec une riche décoration de peintures murales et de mosaïques.
Après la mort de Constantin, il faut attendre l'avènement de Théodose Ier en 379 pour connaître un essor nouveau, durable et définitif de la construction avec la politique prochrétienne et antipaïenne, antiarienne de Théodose et de ses successeurs.
Saint-Jean-de-Latran
La basilique Saint-Jean-de-Latran est construite sur l'emplacement du palais de la famille des Laterani. Il est confisqué puis donné par Constantin au pape Miltiade. En 313, le premier concile s'y déroule et il devient la résidence ordinaire des papes.
Le plan de cette première basilique chrétienne exprime avant tout la fonction. Comme dans les basiliques civiles où le trône de l'abside attire les regards et il est remplacé par l'autel dans la basilique chrétienne. Saint-Jean-de-Latran est un édifice simple de près de cent mètres de longueur par une cinquantaine de mètres de largeur car il doit accueillir la totalité de la communauté chrétienne de Rome dans sa fonction d'église de l'assemblée. Sa structure est simple avec de grandes arcades, des murs gouttereaux, des fenêtres hautes et une toiture charpentée qui n'engendre pas d'efforts latéraux. Si Constantin finance cette basilique, elle est construite avec économie et on y voit des chapiteaux de plusieurs styles qui semblent de récupération. Un espace transversal, le transept n'est pas très caractérisé mais marque la séparation entre les fidèles et l'espace de célébration.
Une peinture murale de Gaspard Dughet à la basilique San Martino ai Monti montre l'intérieur de Saint-Jean-de-Ltran avant 1650.
Saint-Pierre de Rome

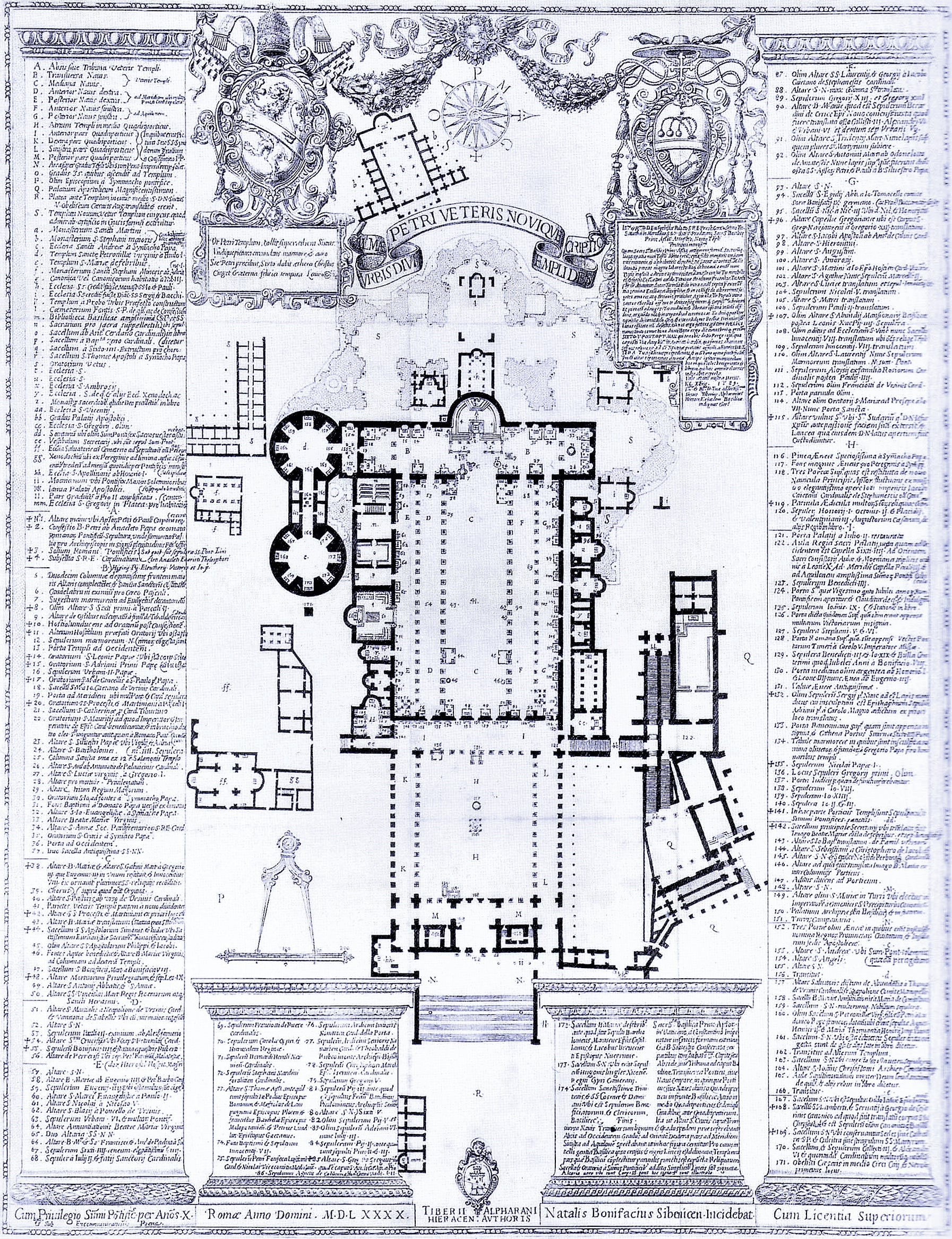
Saint-Pierre de Rome en 1540

L'ancienne basilique Saint-Pierre de Rome est construite très rapidement, en une dizaine d'années de 323 à 333. Elle est connue par des fouilles et le plan très précis de Tiberrii Alpharai de 1540. Son plan est similaire à celui de la basilique Saint-Jean-de-Latran avec un développement plus considérable du transept. C'est une église à cinq nefs dont les deux colonnades intérieures portent une architrave, solution plus onéreuse que les arcs en plein-cintre utilisés à Saint-Jean-de-Latran. Le chevet comme celui du Saint-Sépulcre à Jérusalem est orienté à l'Ouest, son mur est plat avec une abside saillante. La basilique est précédée d'un atrium bordé de quatre portiques pour rassembler les fidèles. Ce plan de basilique à cinq nefs, à transept saillant et atrium sera repris par d'autres églises de Rome en commençant par Saint-Paul-hors-les-Murs bâtie sous Théodose.
On voit sur le plan de 1540 les rotondes funéraires des Théodosiens qui sont de la fin du IVe siècle ou du début du Ve siècle sous le règne de Théodose. Une des princesses y est inhumée et Charlemagne restaure l'autre pour en faire sa sépulture mais il aurait choisi la chapelle palatine d'Aix-la-Chapelle.
Avant la construction de la crypte par Grégoire le Grand au VIe siècle, la vision du tombeau de saint Pierre est présentée aux fidèles sous un dais avec des colonnes torses reprises symboliquement dans les constructions ultérieures, avec des rideaux qui cachent une porte que l'on ouvre lors de certaines cérémonies. Il n'y a pas d'autel.
Lors de la construction de la crypte, ce lieu de pèlerinage est transformé en lieu eucharistique avec un autel à ciborium situé juste au-dessus du tombeau du saint. La crypte annulaire mène à un espace où repose saint Pierre et organise un nouveau cheminement des fidèles,,,.

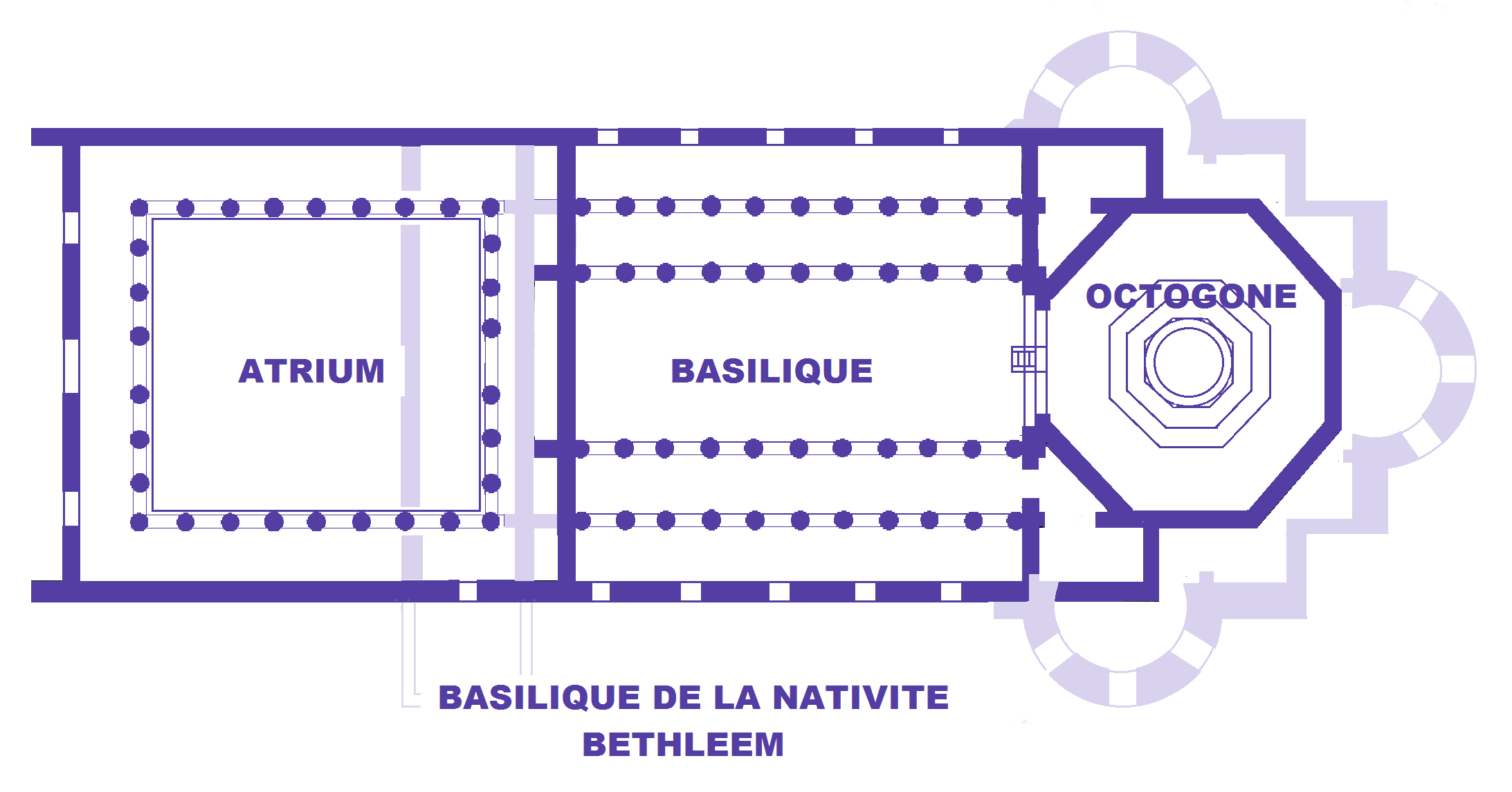
Basilique de la Nativité de Bethléem
La basilique de la Nativité de Bethléem est la seule basilique constantinienne qui soit presque intacte sauf le chevet et les plafonds. Elle est fondée par sainte Hélène mère de Constantin pour glorifier le sanctuaire de la Nativité du Christ. L'ordonnance architecturale est à la fois neuve, grandiose et harmonieuse. La crypte sacrée est recouverte par une sorte d'écrin octogonal avec dôme conique en charpente surmonté d'une lanterne et un édicule central ouvert sur l'autel de la Nativité. Pour les besoins du culte un vaisseau basilical à cinq nefs est précédé d'un spacieux atrium à galeries couvertes. Cette église ignore les réemplois, les fûts des colonnes, les bases et les chapiteaux corinthiens sont soignés et ont dû être réalisés par le même atelier

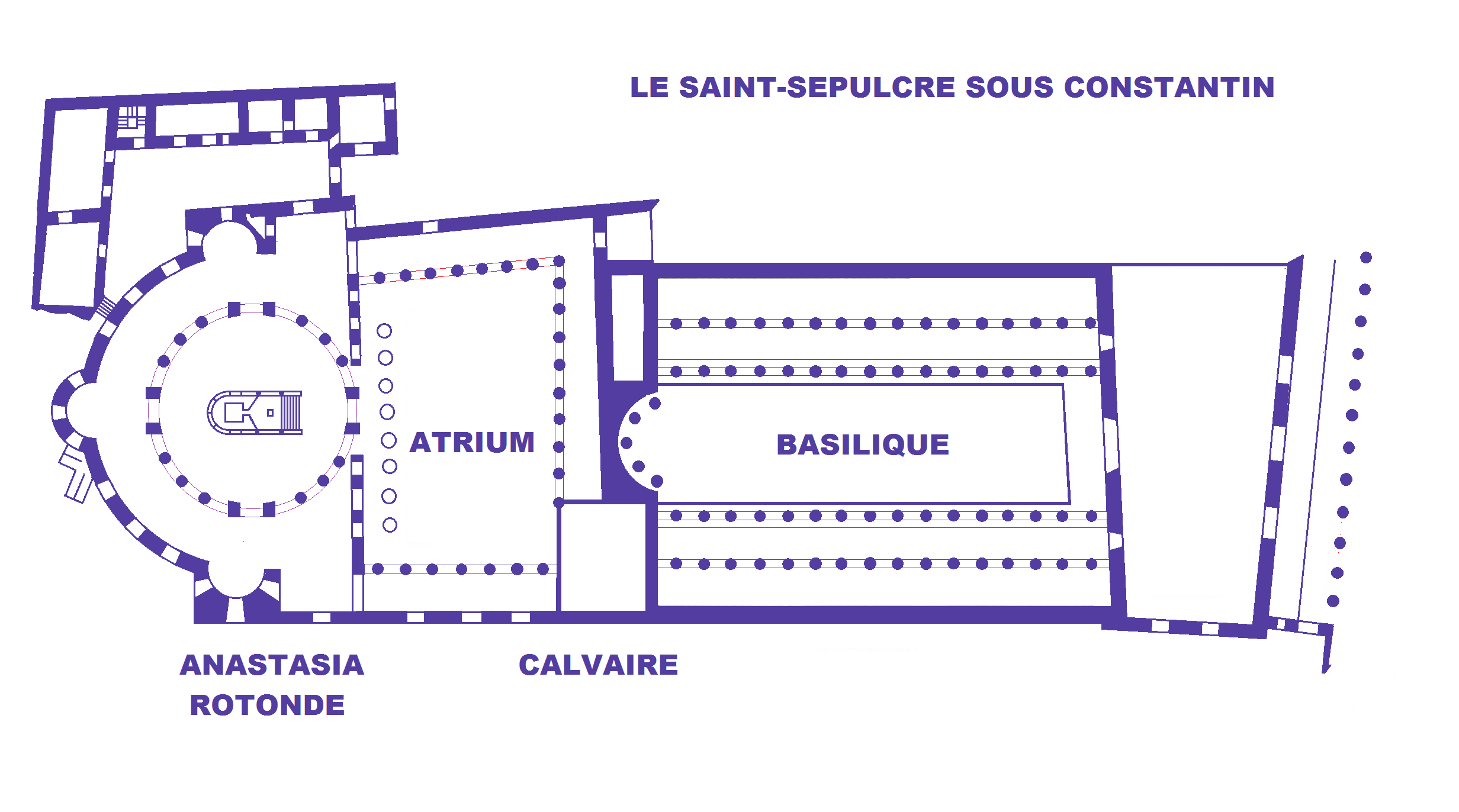
Saint-Sépulcre à Jérusalem

Le Saint-Sépulcre de Jérusalem
Le Saint-Sépulcre de Jérusalem construit par Constantin a une longueur de 138 mètres, une largeur variant de 38 à 45 mètres et relie trois églises érigées sur les trois différents sites saints.
Une rotonde de 36,5 mètres de diamètre, appelée Anastasis, érigée vers 350, surmontée d'un dôme et dans laquelle se trouve une grotte, lieu de sépulture de Jésus. Une grande basilique, le Martyrium avec 5 nefs, faisant 56 mètres de longueur sur 40 mètres de largeur et un atrium oriental entouré de colonnes et s'ouvrant à l'est sur le cardo maximus par trois grands portails, les propylées, qui donnent sur le forum.
Le Tombeau est abrité au centre de la rotonde par un petit bâtiment, l'Édicule. La rotonde et le martyrium sont reliés par une cour à ciel ouvert et à double colonnade sur trois côtés englobant en son sein le rocher du Calvaire. 
La basilique est orientée Est-Ouest, comme le Temple de Jérusalem.
On peut voir une représentation du Saint-Sépulcre au VIe siècle sur la carte de Madaba, une mosaïque de l'église de Madaba en Jordanie et un plan de l'évêque Arculfe.

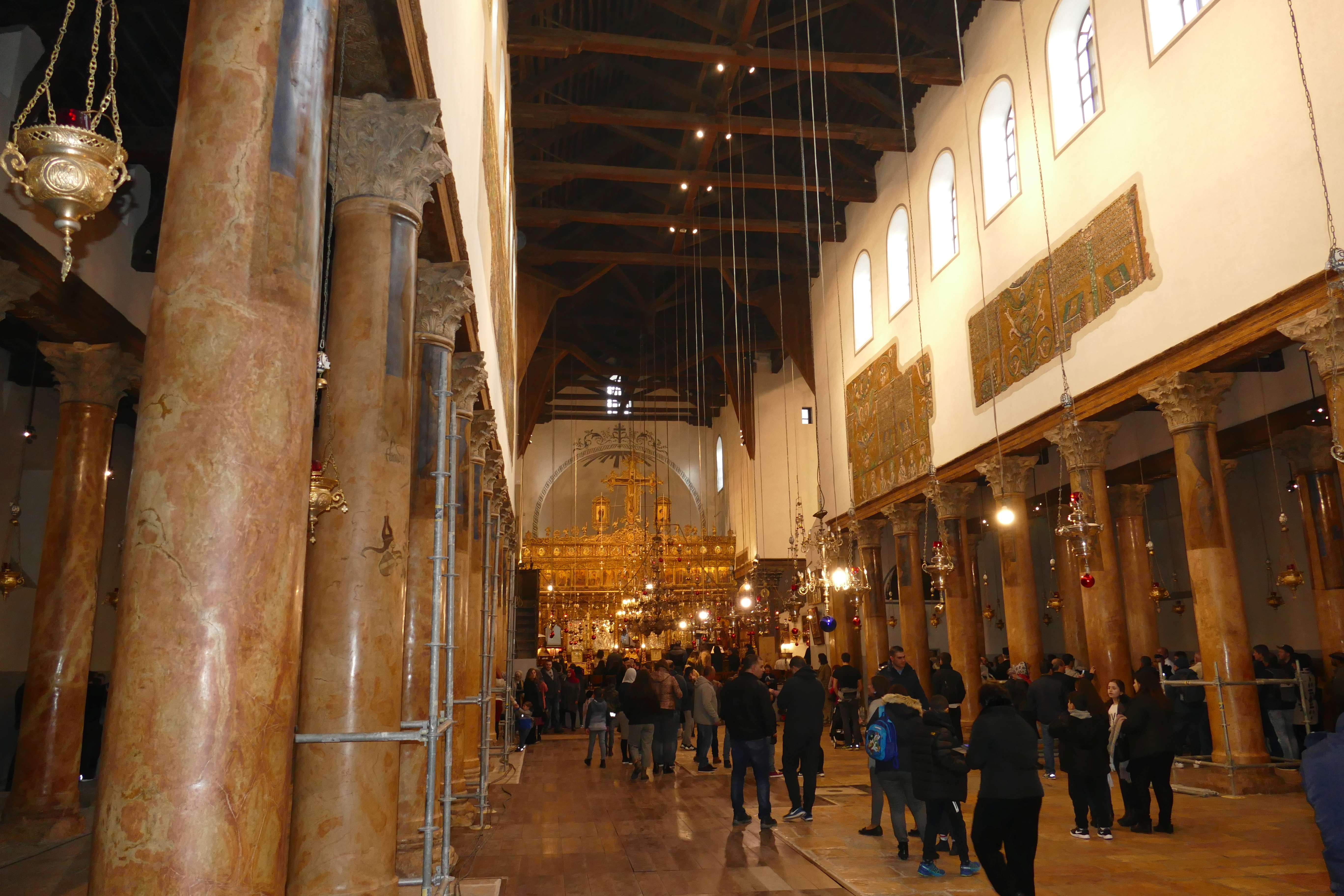
Nef centrale de la basilique de Bethléem
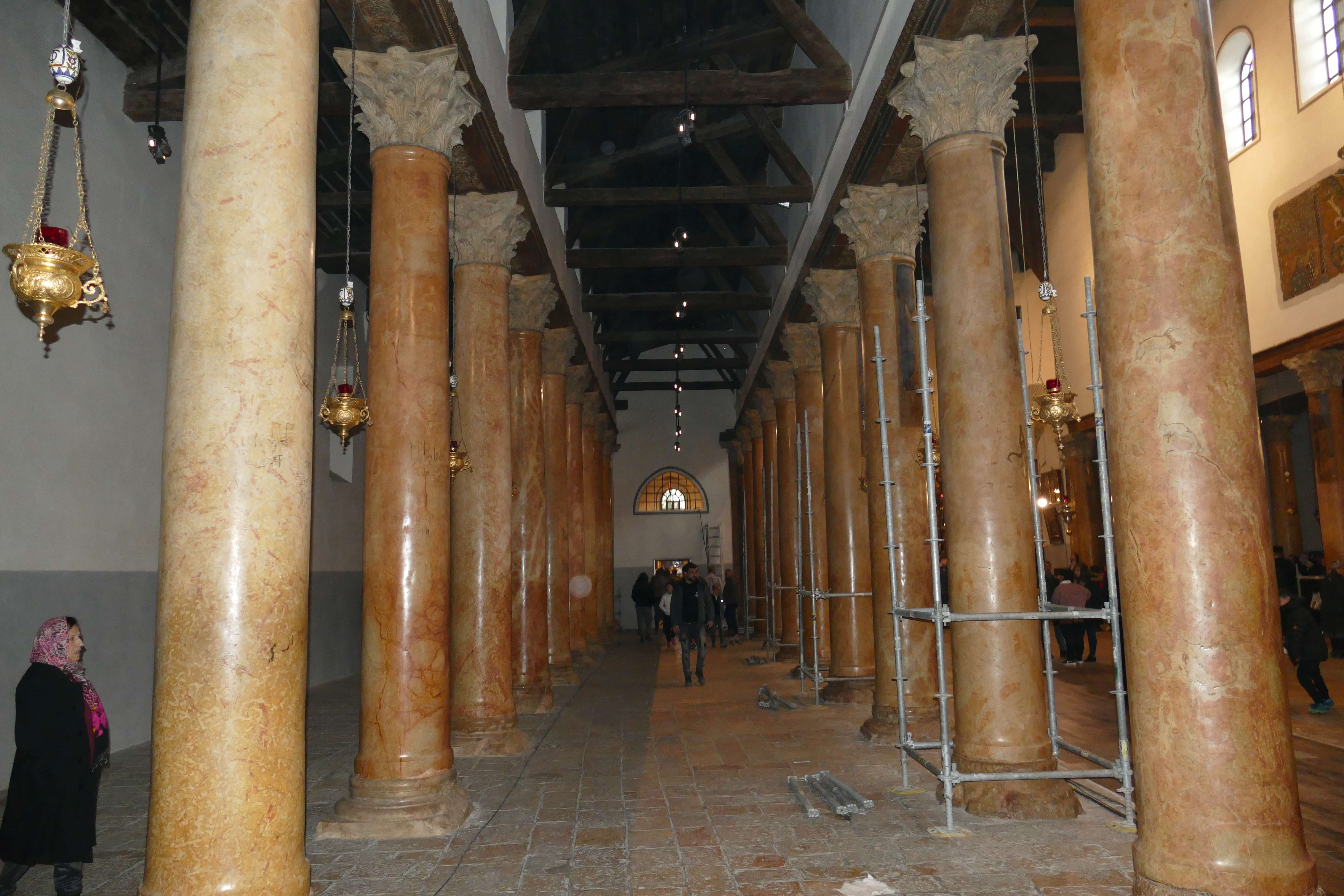
Nef latérale de la basilique de Bethléem]
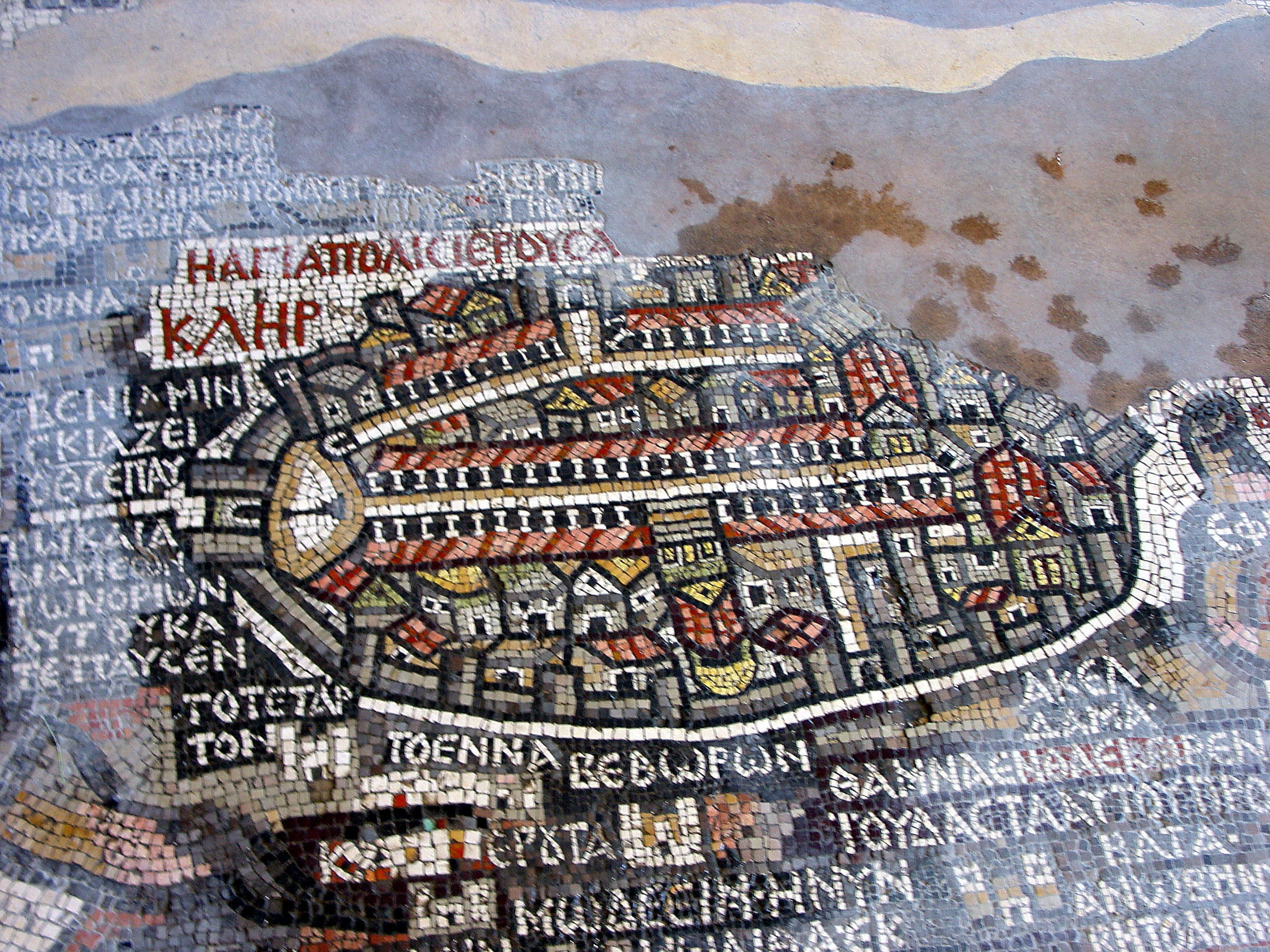
Le Saint-Sépulcre sur la carte de Madaba
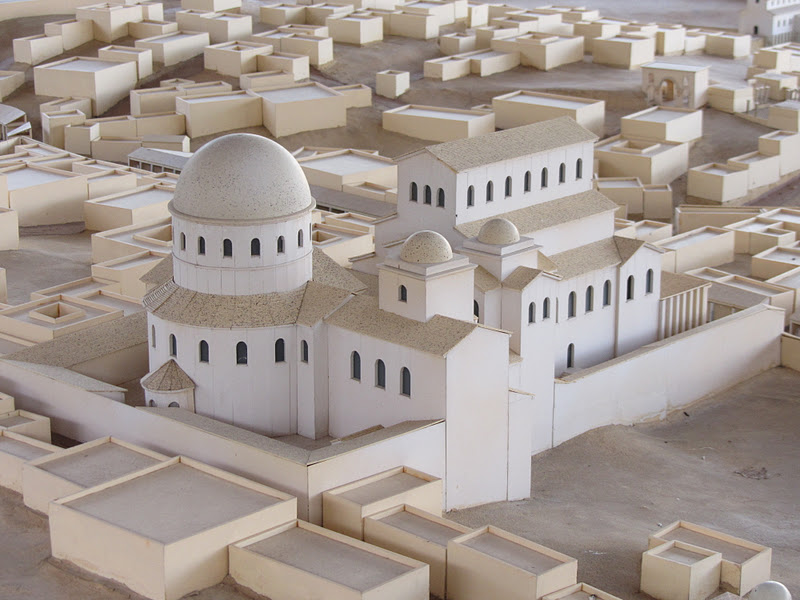
Reconstitution du Saint-Sépulcre sous Constantin
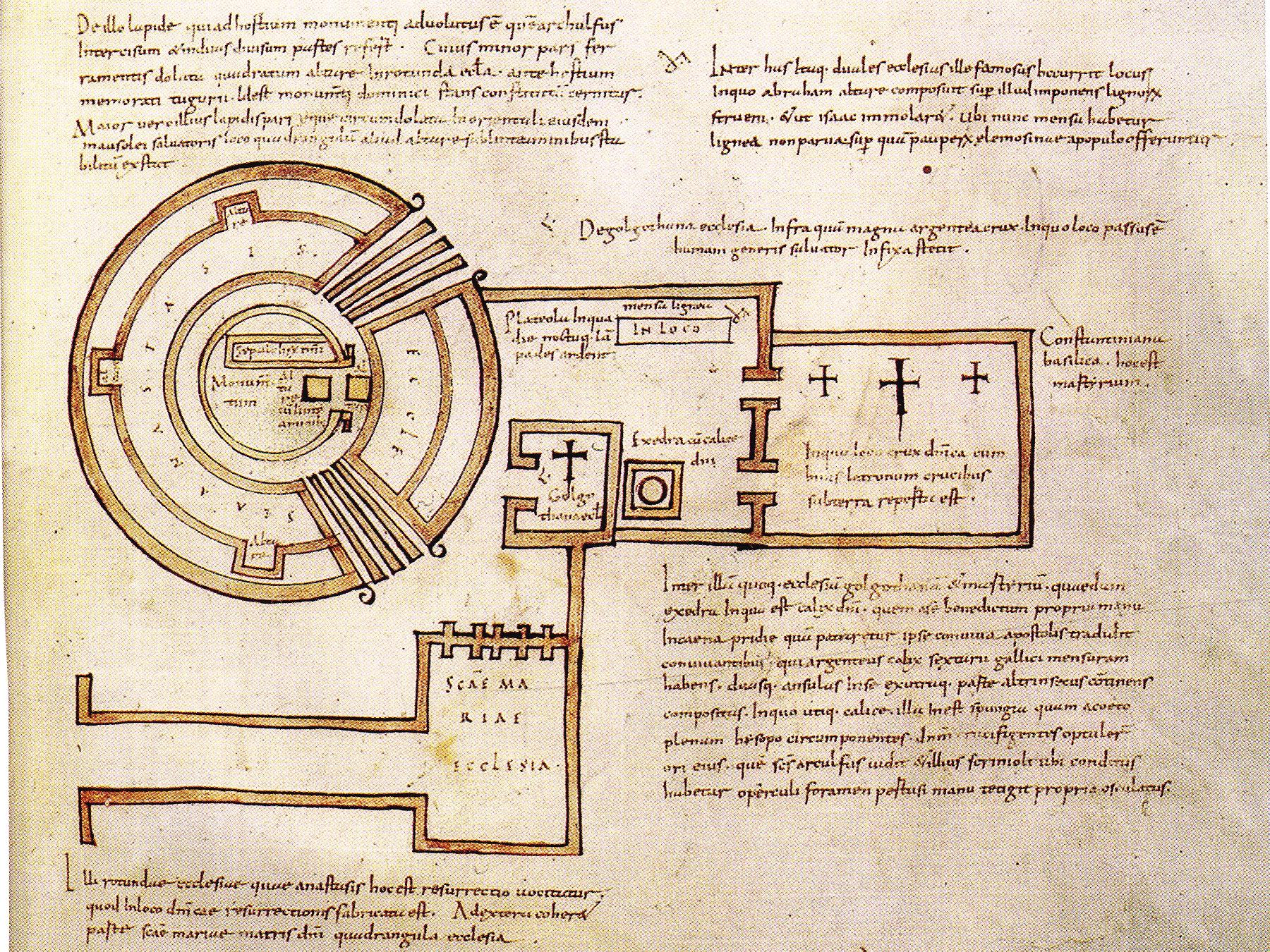
Plan du Saint-Sépulcre par l'évêque Arculfe

#### Les basiliques cirquiformes

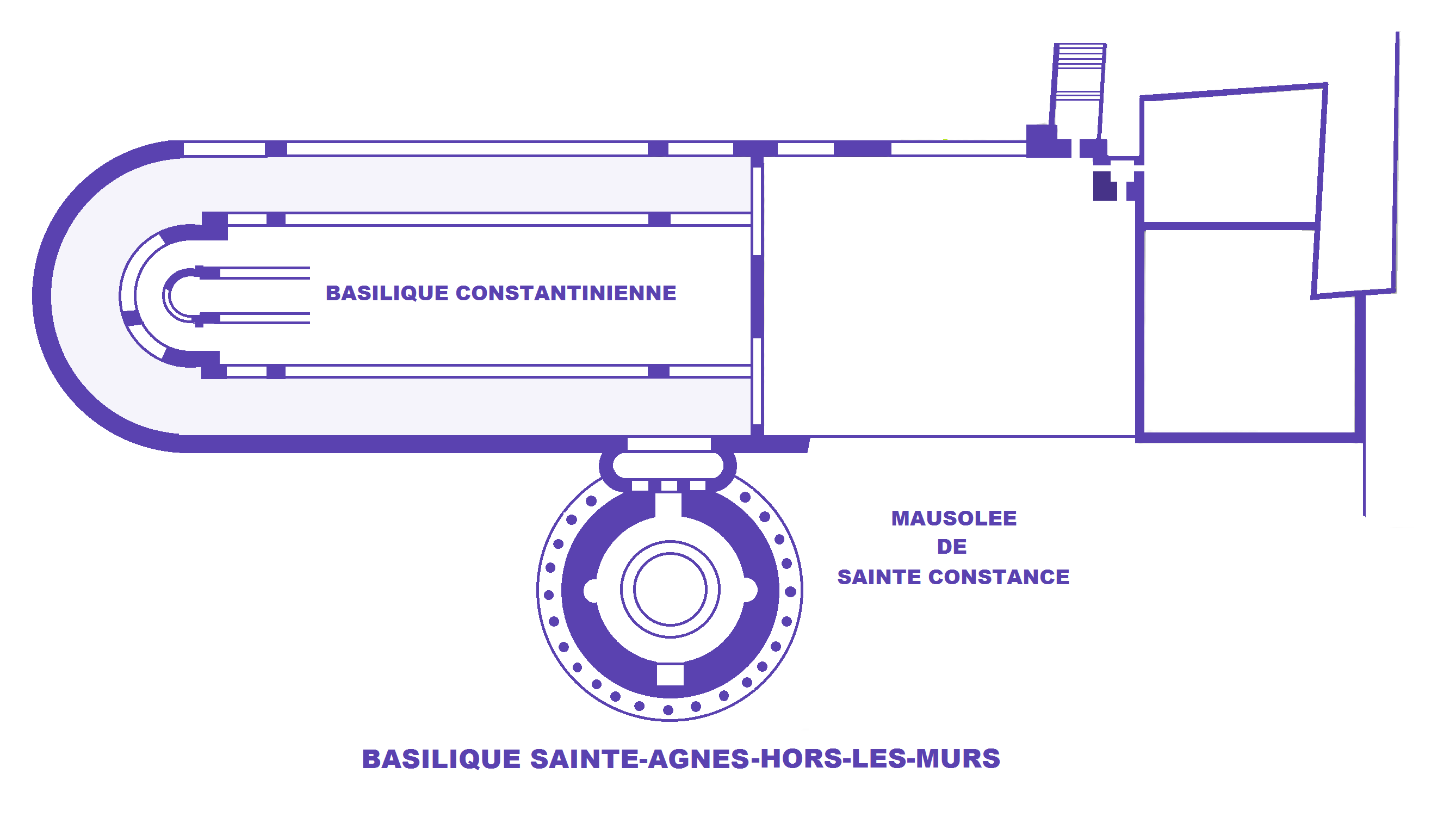
Sainte-Agnès-hors-les-Murs

À Rome, un type de basiliques de pèlerinages cirquiformes lié à la déambulation des pèlerins avant d'accéder au sanctuaire se caractérise par une absence de transept et l'aménagement du chevet en demi-cercle. Les murs latéraux de la nef se rejoignent en un demi-cercle et ceux des collatéraux aussi créant une circulation périphérique autour du lieu saint.
Après un succès temporaire au IVe siècle, ce type d'églises en forme de cirque est abandonné.
On en connaît quatre exemplaires tous hors les murs, dans les cimetières romains. Le plus célèbre sur la via Apia la basilique Saint-Sébastien-hors-les-Murs remonte à l'époque constantinienne, les ruines de l'église primitive de Sainte-Agnès-hors-les-Murs sur la via Nomentana sont également importantes avec le mausolée de saint Constance encore existant et les basiliques Saints-Pierre-et-Marcellin et Saint-Laurent-hors-les-Murs construites sur le même principe architectural,.

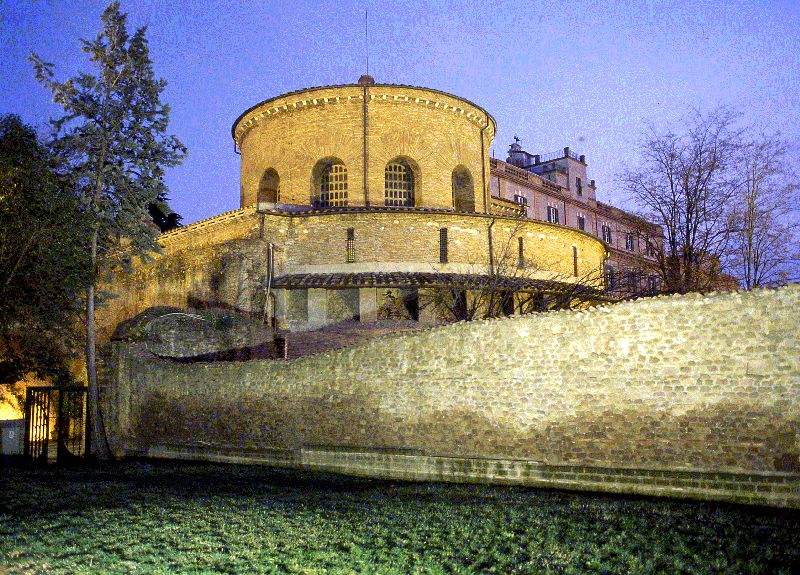
Mausolée de Sainte-Constance
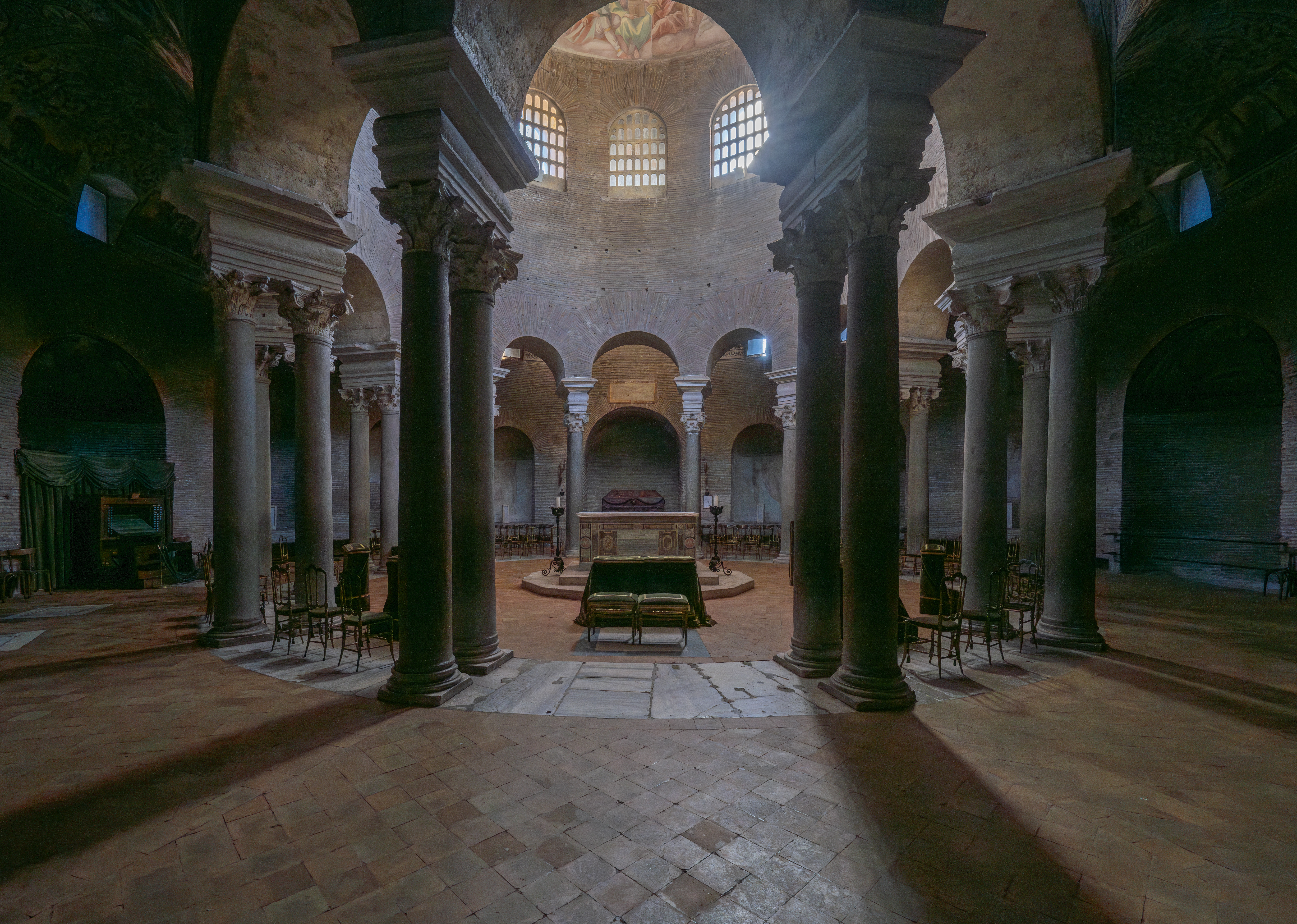
Intérieur de Sainte-Constance. 24 colonnes supportent seules l'épais tambour et la coupole.
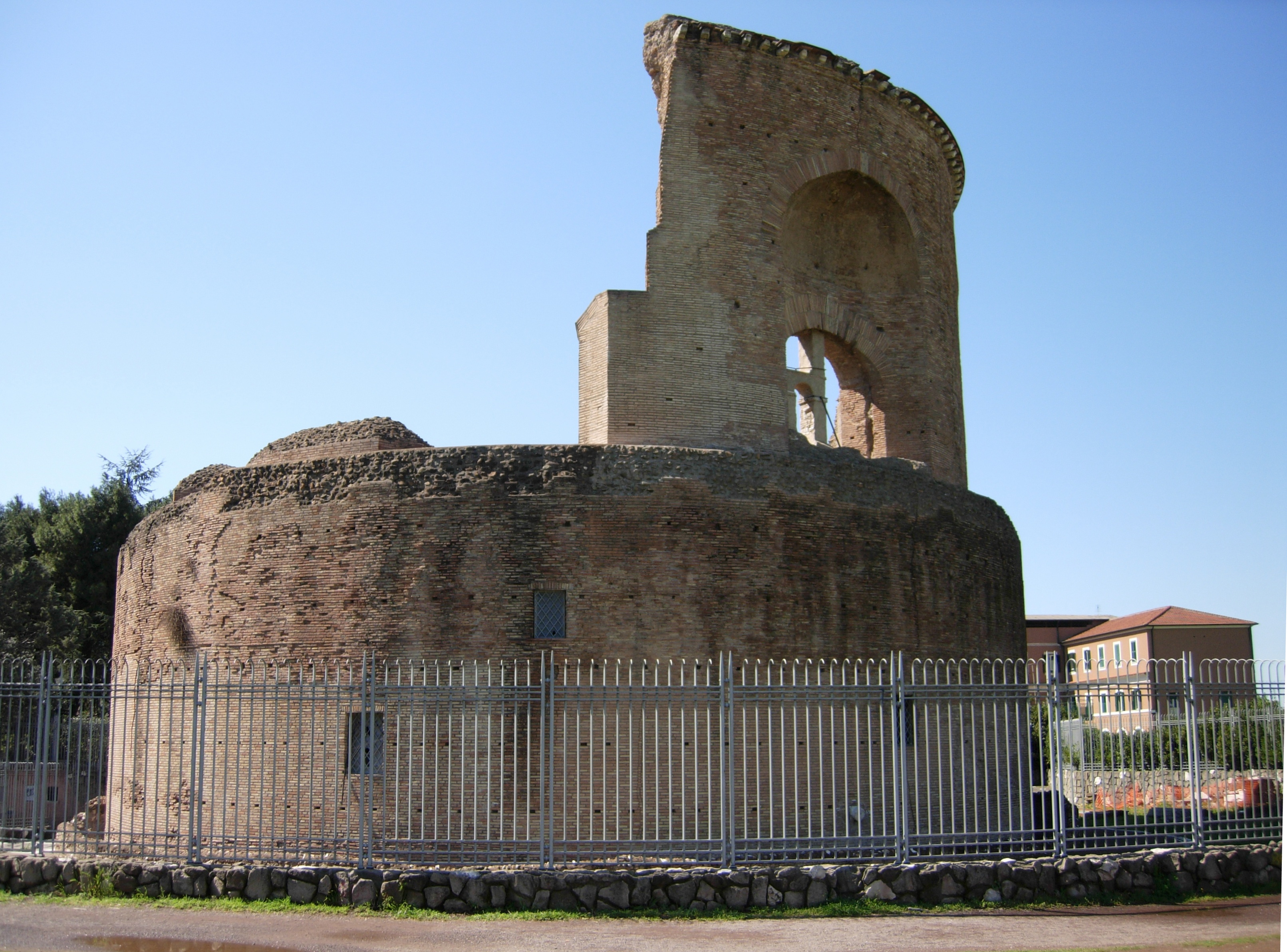
Mausolée de sainte Hélène

#### Les basiliques de Syrie, Grèce et d'Afrique du Nord auIVesiècle
De toutes les provinces de l'Empire, la Syrie est la seule à avoir conservé une série de basiliques du IVe siècle. Dans le Nord de la Syrie, les basiliques se ressemblent avec trois nefs, deux arcades et une claire-voie, les arcs reposent sur des colonnes et elles sont toutes charpentées. Le chevet semble dérivé des édifices romains du pays, la nef centrale a une abside semi-circulaire qui ne fait pas saillie à l'extérieur et est flanquée de deux murs qui séparent les collatéraux de deux salles. L'ensemble forme un chevet presque autonome. Le grand appareil de construction employé est soigné et permet de voir quelques façades avec des portes à cadres sculptés et frontons triangulaires. Les principaux édifices que l'on peut dater du IVe siècle sont ceux de Fafirtin, Serjilla, Ruweha, Simkhar, Karab Shams et Brad.

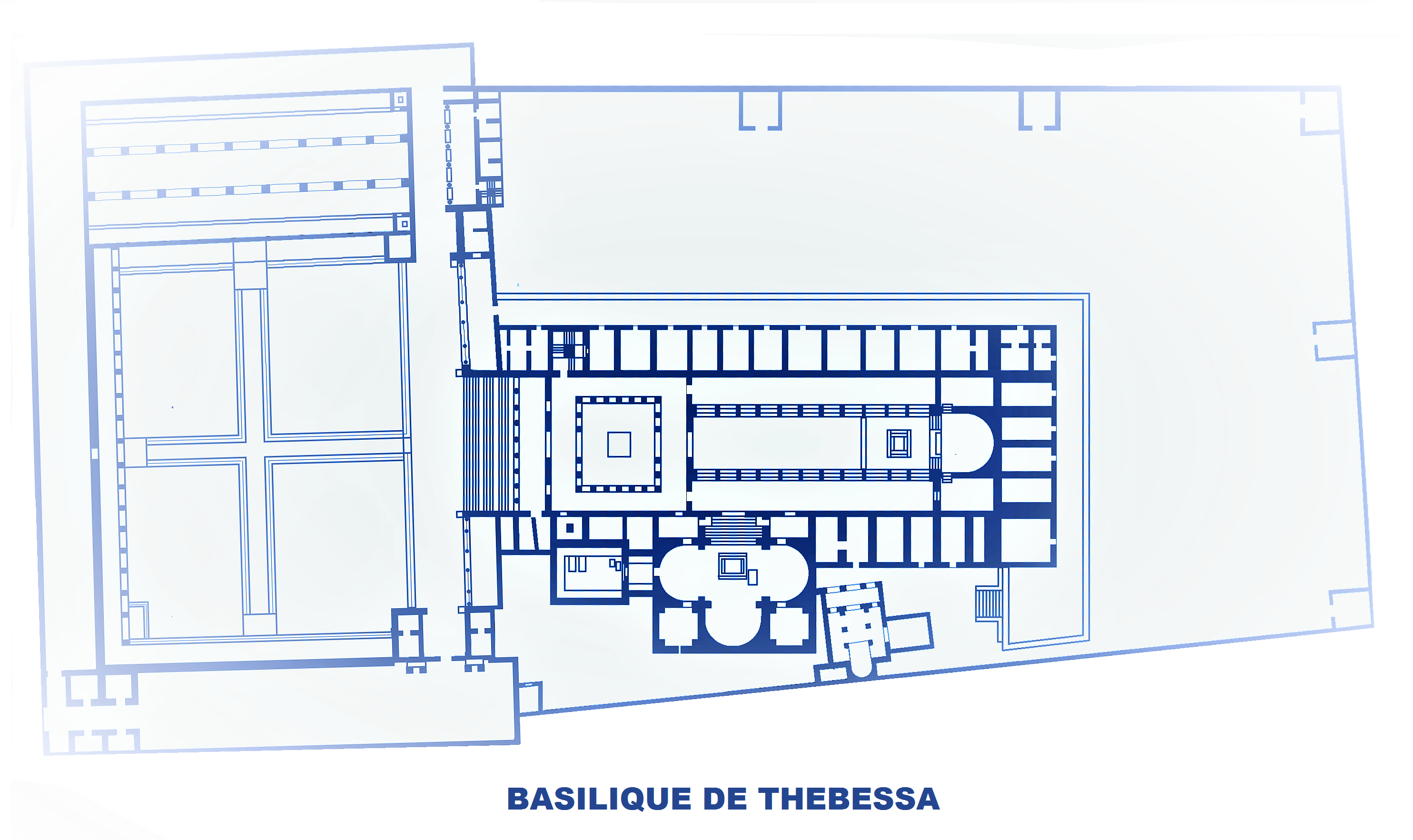
Basilique de Tébessa

Dans le Sud de la Syrie qui est une région basaltique, les murs et couvertures sont construits en blocs de lave dont les dimensions maximum de trois mètres de largeur déterminent la largeur des salles. Les Syriens ont développé un système d'arcs massifs en les multipliant pour supporter les dalles. En ouvrant trois arcs successifs dans le même mur de refend ils arrivent à constituer des espèces de basiliques à trois nefs. Ce système passe des constructions civiles aux chrétiennes mais ne dépasse pas les limites de la Syrie du Sud. Parmi les ruines, deux sont datées, Oumm El Jimâl, église de Julianos, la chapelle de Der El Kahf et quelques autres sont du IVe siècle, un édifice à salle unique et deux aménagements à trois nefs : Nimreh et Tafha.
À la même époque, d'autres provinces ont eu des sanctuaires avec une forme de basilique. À Éphèse, on construit deux rangées de colonnes dans un gymnase, à Corinthe, à Épidaure, on a trouvé des basiliques à cinq nefs proches du modèle romain mais elles sont encastrées dans des bâtiments secondaires. Si les martyria se sont développés plus tard, on peut noter le triconque de Corinthe et à Antioche-Kaoussi un édicule en croix abritant les reliques du saint Babylas.
En Afrique du Nord, elles sont toutes en ruines mais on peut noter qu'elles sont de grandes dimensions. Les exemples les plus intéressants sont les églises de Timgad, Damous el-Karita, Hippone (Annaba), Orléansville (Chlef) et surtout Tébessa qui nous donne une idée générale d'un grand ensemble chrétien avec une basilique, un atrium et de nombreuses dépendances.
L'architecture arménienne de l'époque paléochrétienne s'inspire de celles des régions voisines.

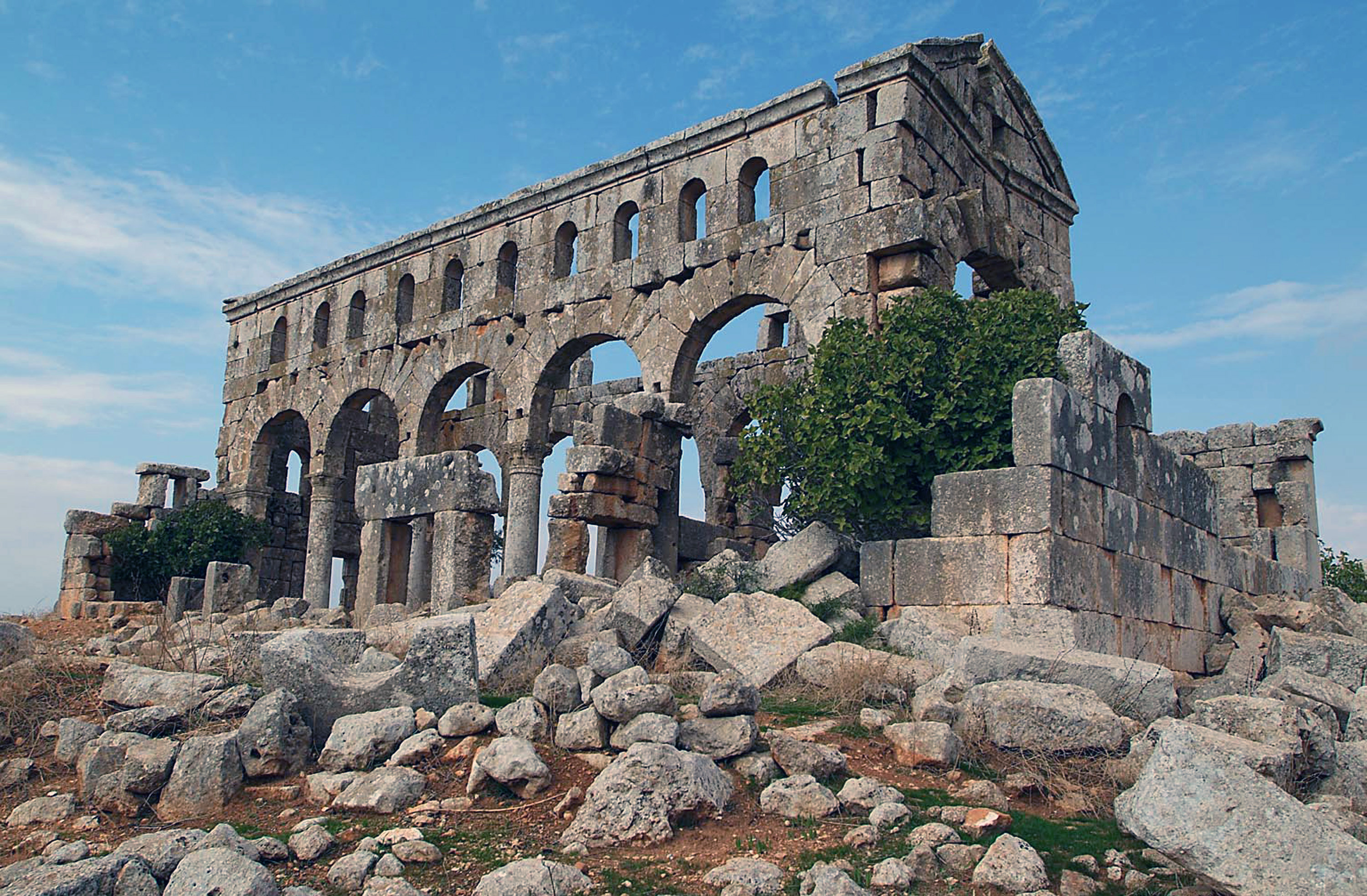
Basilique de Kharab Shams, Syrie du Nord
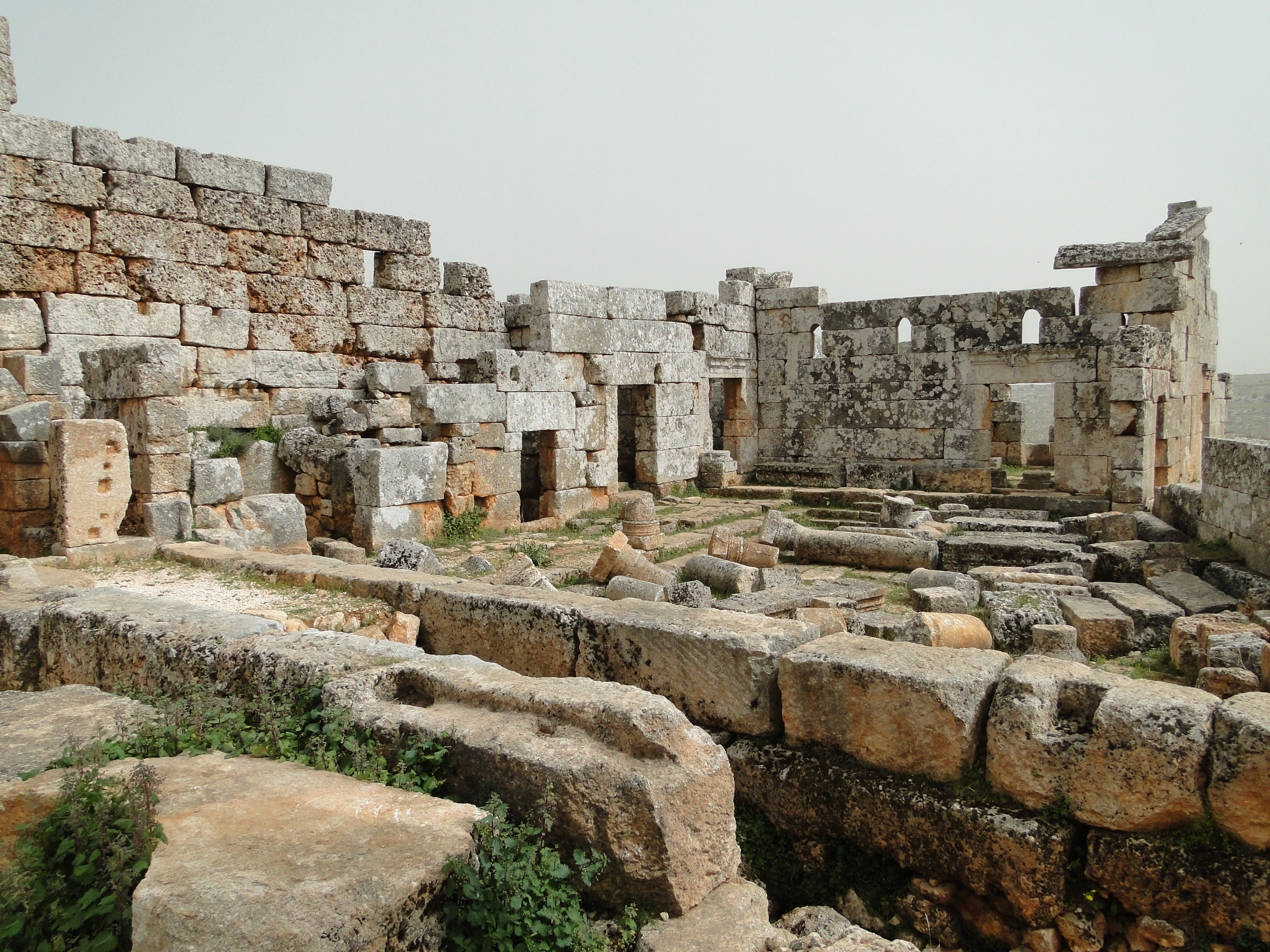
Basilique de Serjilla, Syrie du Nord

#### Les basiliques desVeetVIesiècles

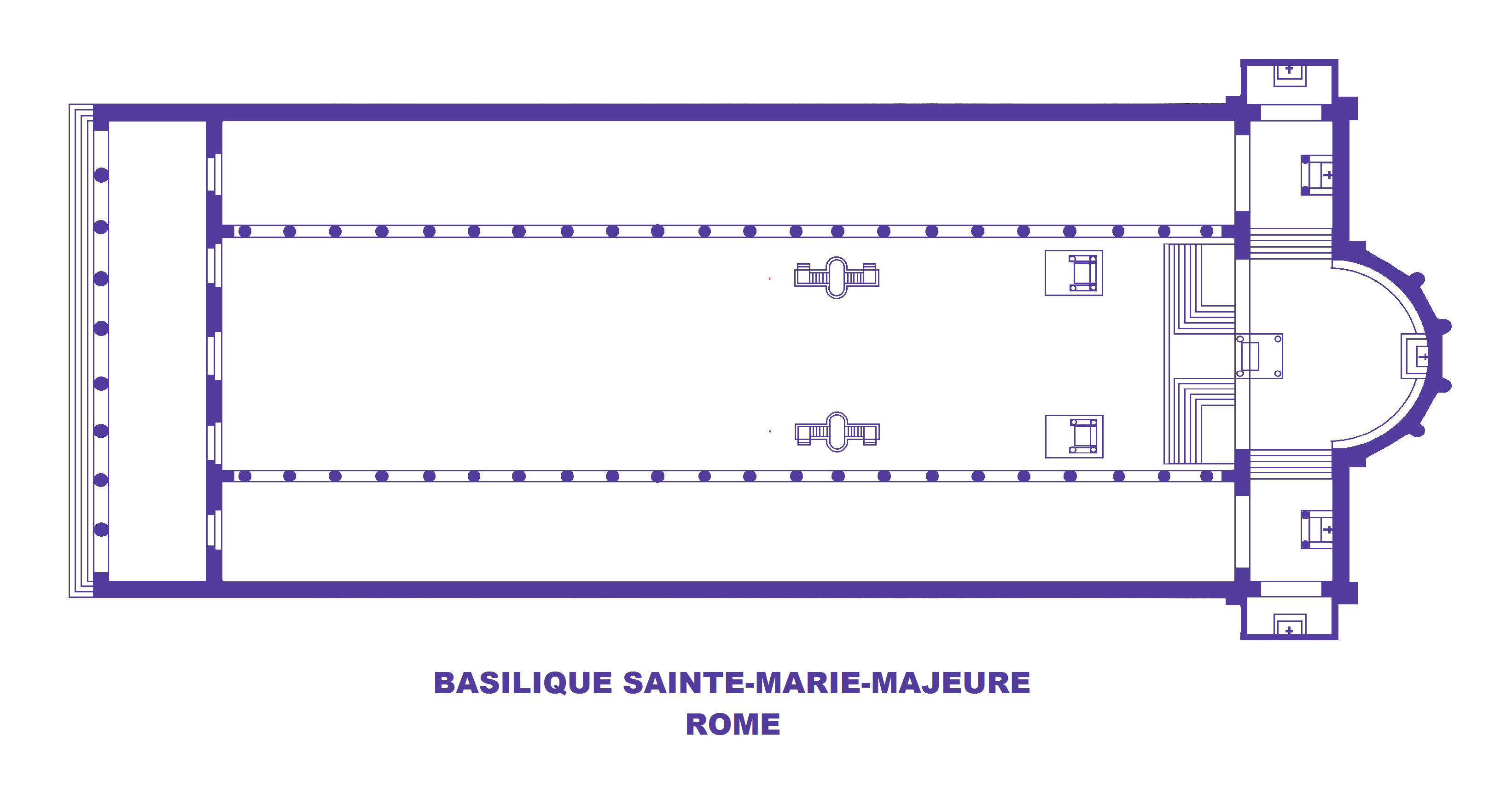
Sainte-Marie-Majeure

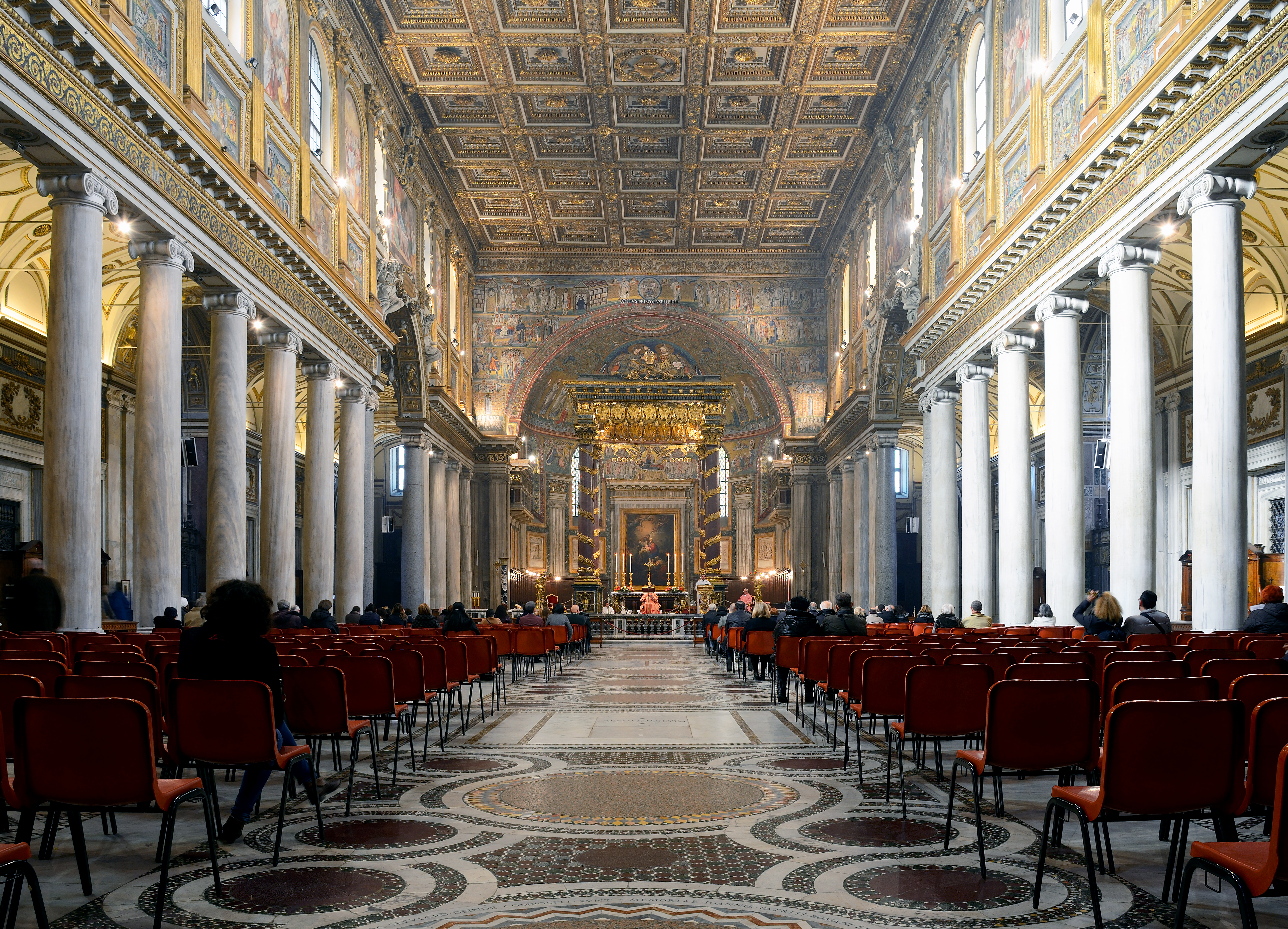
Sainte-Marie-Majeure

Une forêt de basiliques chrétiennes s'élève sur toute l'étendue de l'Empire au Ve siècle où on cherche à supprimer les églises de formes insolites pour les remplacer par des basiliques régulières. À Salone en Croatie, on transforme un sanctuaire ancien en une église à trois nefs charpentées avec une double rangée de colonnes à arcades, une abside et une entrée ouverte face au chœur. En Syrie, les églises du IVe siècle qui sont des adaptations de types d'édifices locaux deviennent des basiliques normales et les différences entre le Nord et le Sud du pays tendent à disparaître. Puis, pendant plus d'un siècle, les édifices chrétiens de type basilical n'évoluent pas ou très peu.

##### Rome et l'Italie
À Rome, fondée en 386 et achevée vers 440, Saint-Paul-hors-les-Murs reproduit l'église Saint-Pierre de Rome de Constantin. Sainte-Marie-Majeure construite de 432 à 440 garde intactes les grandes lignes de son architecture avec son décor de mosaïque et seul le chœur alourdi par son autel baroque n'appartient pas au Ve siècle. On y trouve une particularité des basiliques romaines de ce siècle, la présence du côté opposé à l'abside d'une triple baie comme à Saints-Jean-et-Paul et Saint-Pierre-aux-Liens. L'église Sainte-Sabine élevée en 410 est un monument précieux avec trois salles basilicales séparées par 24 colonnes et des revêtements de marbres polychromes très éclairés.
À Ravenne, cette branche de l'architecture chrétienne est inspirée par celle des martyria de Milan. Ce sont pour la plupart des basiliques charpentées à trois ou cinq nefs, deux rangées d'arcades et une abside saillante comme à Saint-Jean-l'Évangéliste de 425, Saint-Apollinaire-le-Neuf, 519, Saint-Apollinaire in Classe, 549 et la plus originale l'église Sainte-Croix qui devait avoir une salle à nef unique, précédée d'un narthex transversal. Ces églises ne se distinguent que dans les détails.
À Spolète, la basilique San Salvatore avec son transept sans saillie latérale, traversé par les colonnades de la nef est une des églises paléochrétiennes les mieux conservées.

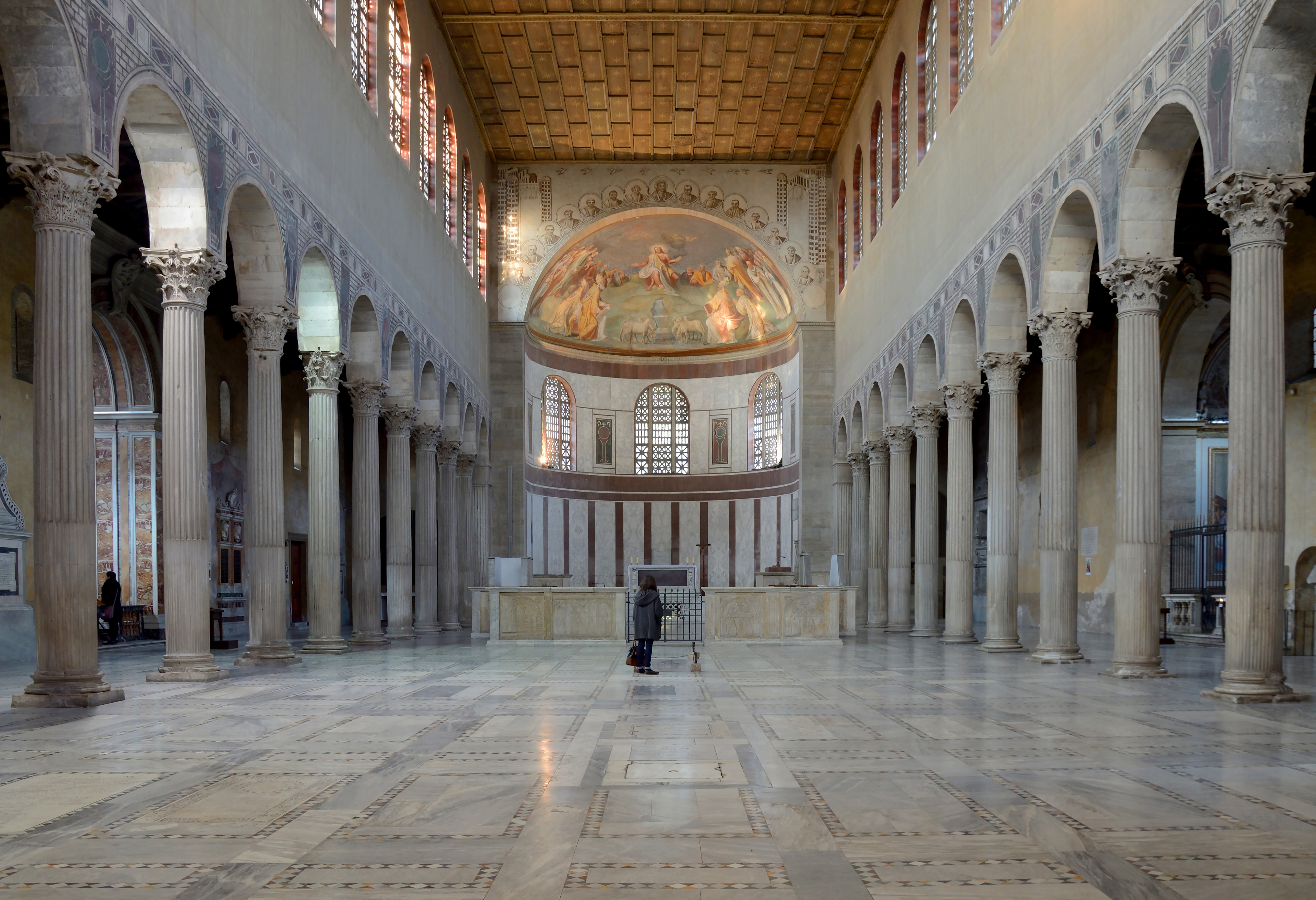
Église Sainte-Sabine, Rome
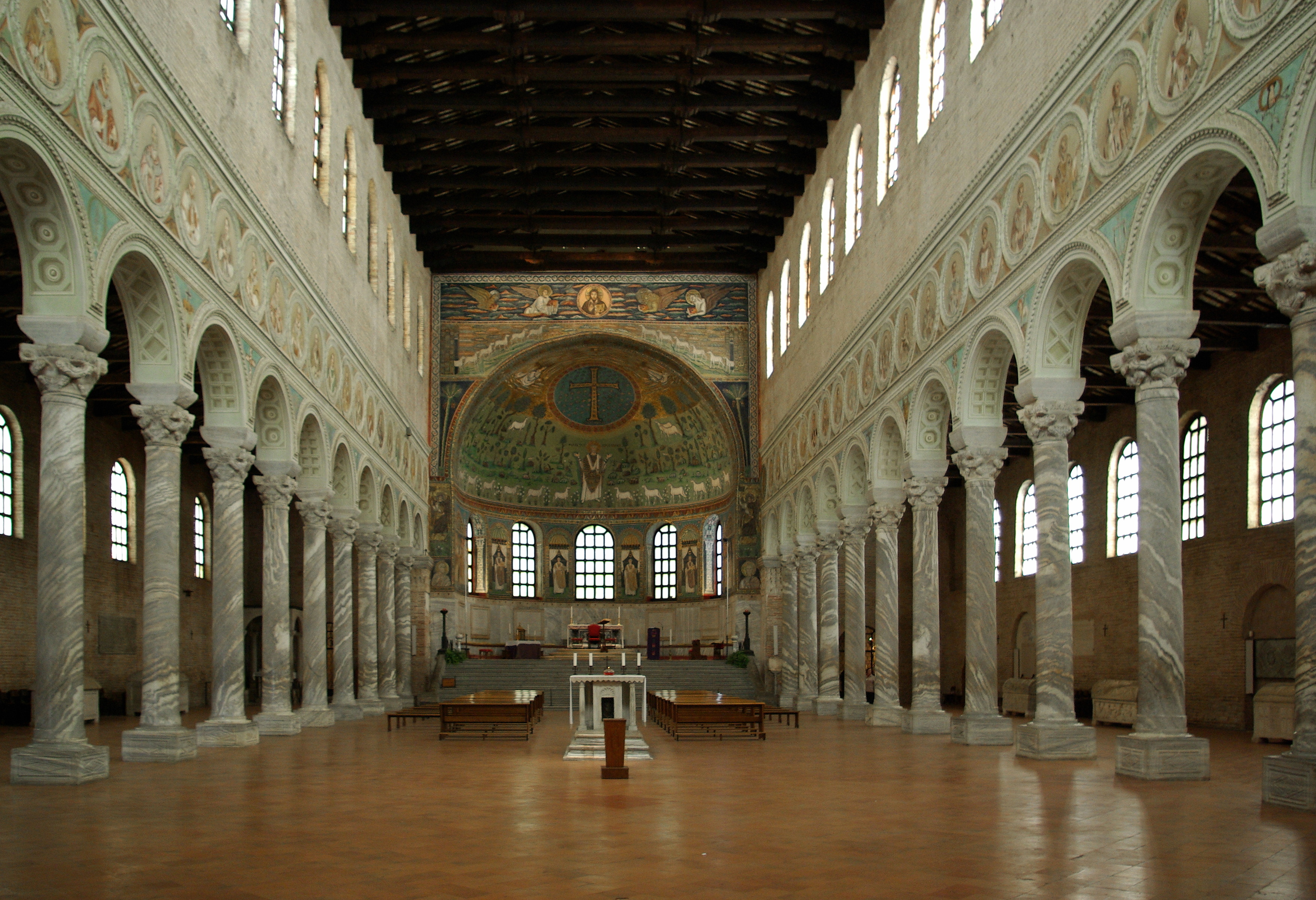
Saint-Apollinaire in Classe, Ravenne
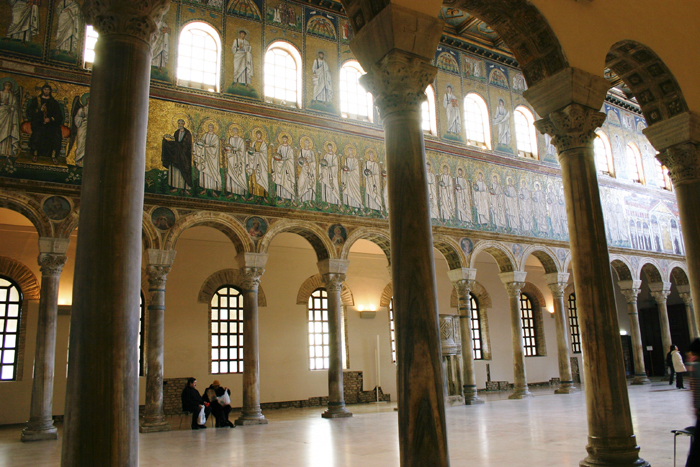
Saint-Apollinaire-le-Neuf, Ravenne
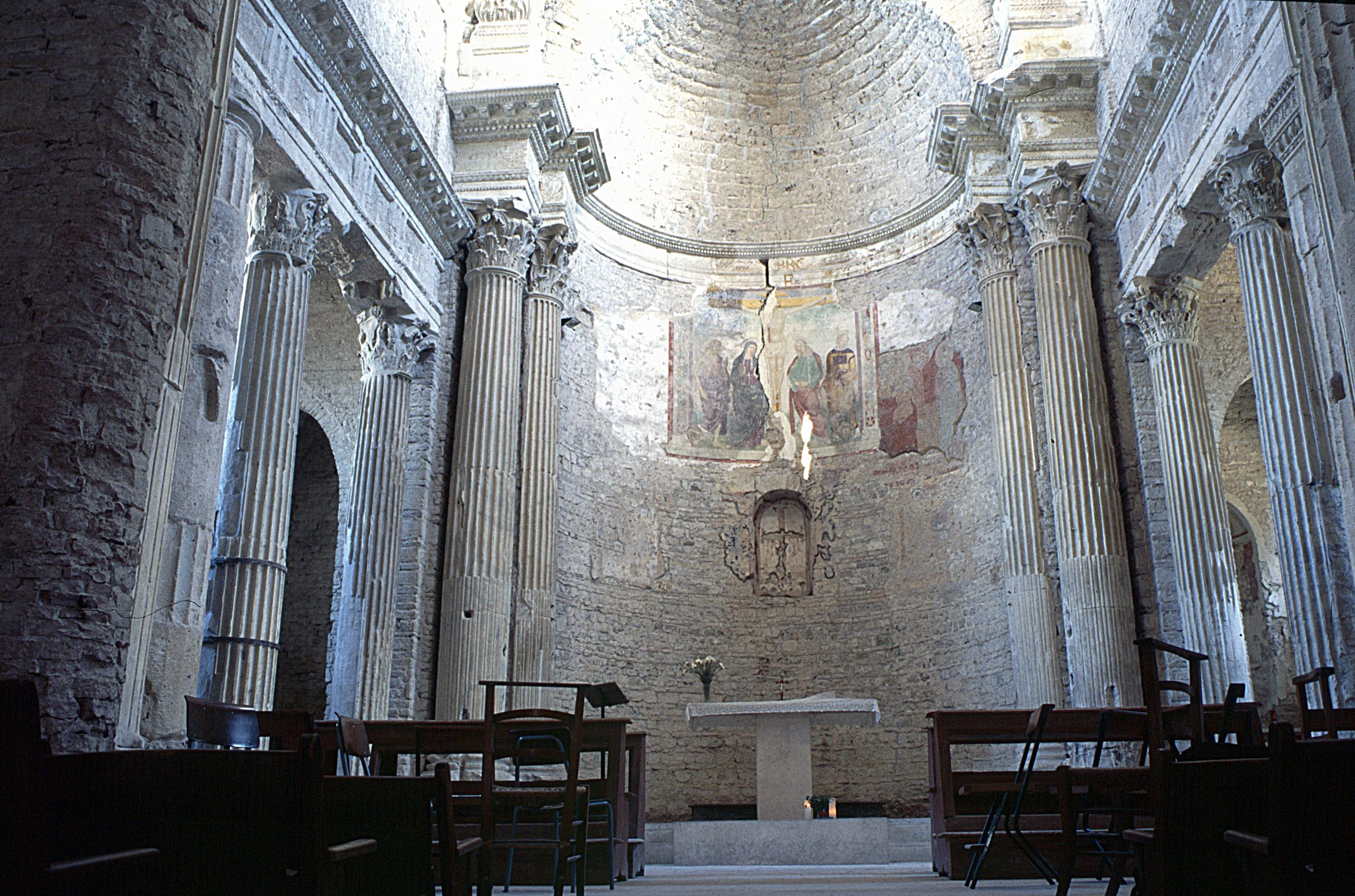
San Salvatore, Spolète

##### La Gaule
En Gaule, très peu de monuments subsistent, au Ve siècle, la petite basilique souterraine de Saint-Victor de Marseille et au VIe siècle l'église Saint-Pierre de Vienne.
On peut avoir une idée de l'architecture qui apparaît par le placage d'arcades sur colonnes contre les parements de l'édifice. Ces arcades aveugles qui transforment les parois lisses en surfaces structurées montrent le souci du traitement plastique et pictural des formes. À Vienne, cette disposition d'origine orientale en usage dans les provinces romaines est constituée de deux ordres superposés de colonnes et d'arcades. Cet effet décoratif peut être renforcé par des mosaïques et des stucs ,,

##### L'Afrique

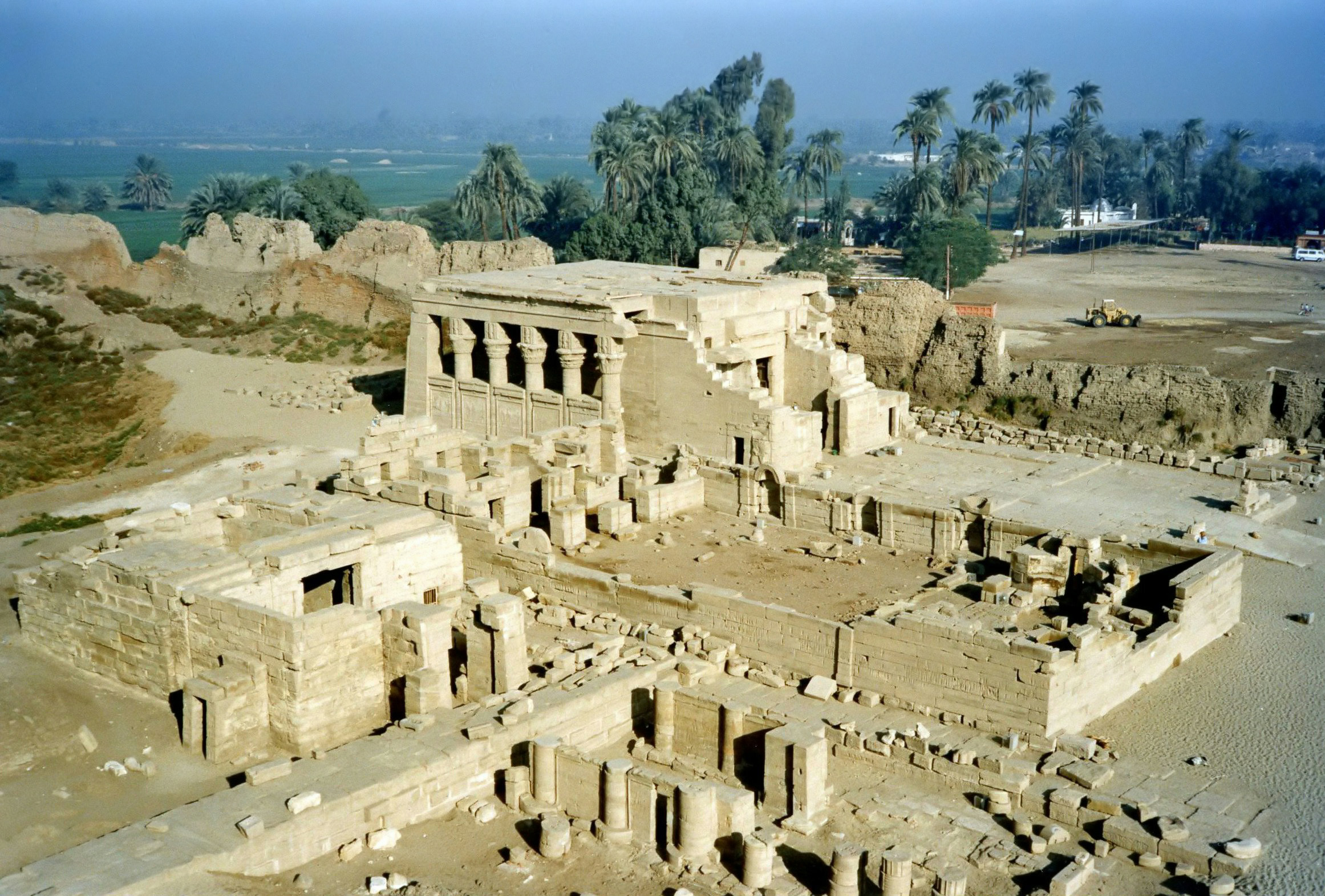
Église dans le temple d'Hâthor, Dendérah

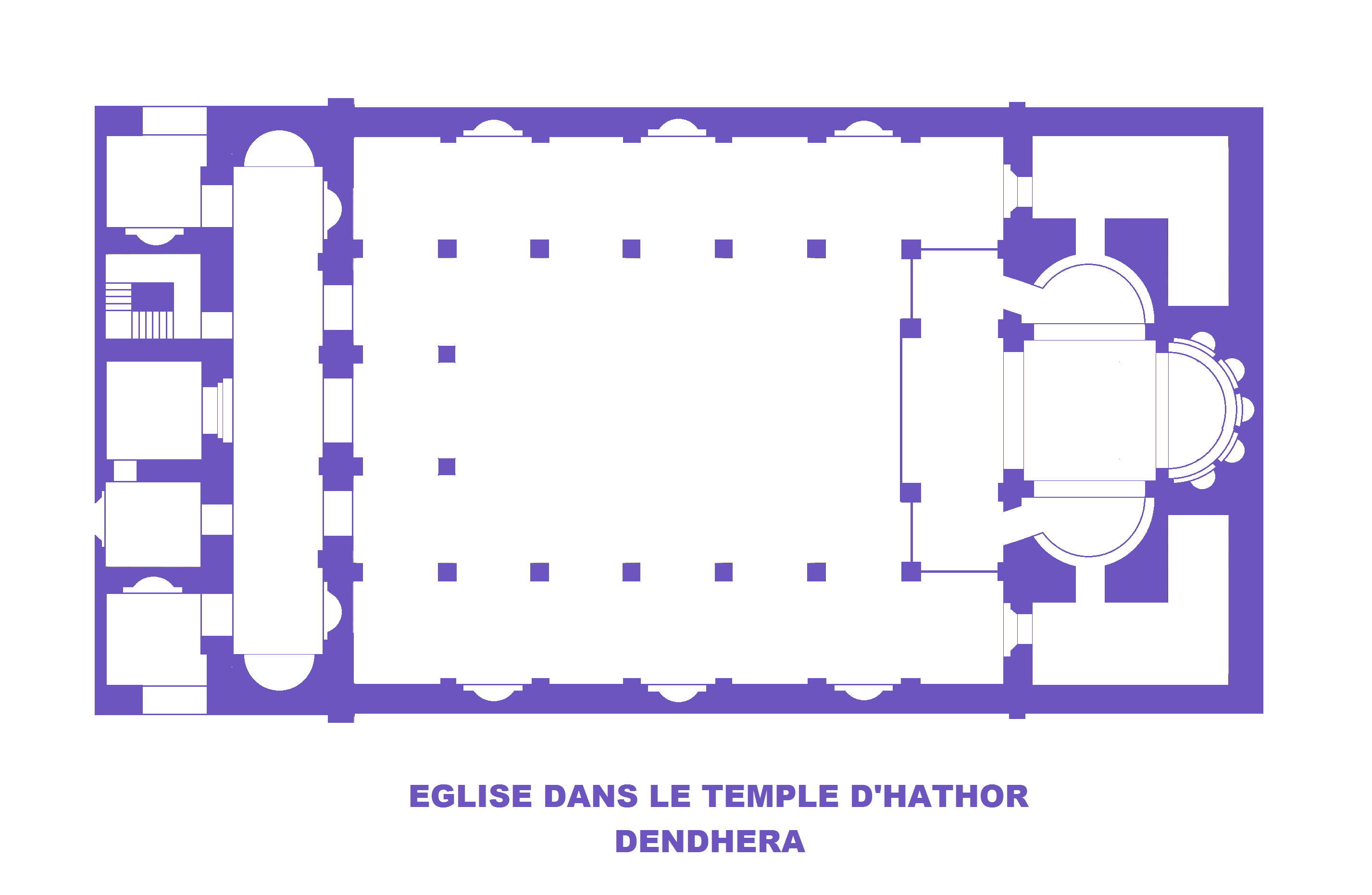
Plan de l'église dans le temple d'Hâthor

Avec ses ports ouverts sur l'Occident et l'Orient, l'Afrique chrétienne est méditerranéenne et orientale. Son rayonnement atteint l'Espagne et est encore perceptible à l'époque wisigothique. La plupart des édifices sont bâtis avec peu de soin et souvent avec des matériaux de réemploi de temples païens. Les meilleurs exemples sont en Tunisie et datent de la reconquête byzantine. À l'exception des sanctuaires à nef unique comme Batna et Tabia, la basilique africaine de plan basilical est couverte de charpente avec des vaisseaux très larges, à nefs multiples avec comme appuis des colonnes parfois dédoublées ou des piliers où l'arcade est la règle à Carthage-Dermesch et à Henchir-Goussa. Après un incendie, la Basilique Sainte-Salsa dans la région de Tipaza passe de trois à cinq nefs et dans la grande basilique de Tipasa elles sont au nombre de sept.
Des détails de construction attestent la parenté avec les édifices d'Orient et on trouve des tribunes à la basilique de Tébessa, un vestibule ou narthex entre deux souches de tours à Morsott et Tipaza, une contre-abside face au chœur avec des entrées latérales à Mididi et Fériana.

##### L'Andalousie
Au VIe siècle, en Andalousie, les détails de construction des édifices d'Orient présents en Afrique : la contre-abside aménagée dans le mur qui fait face au chevet se retrouve dans les basiliques d'Alcaracejo, Vega del Mar de San Pedro Alcántara, de Casa Herrea de Mérida.

##### L'Égypte
En Égypte les chrétiens utilisent les temples abandonnés, et, à Dendérah, on réalise au VIe siècle un intérieur chrétien dans une salle du temple d'Hâthor.

##### La Syrie

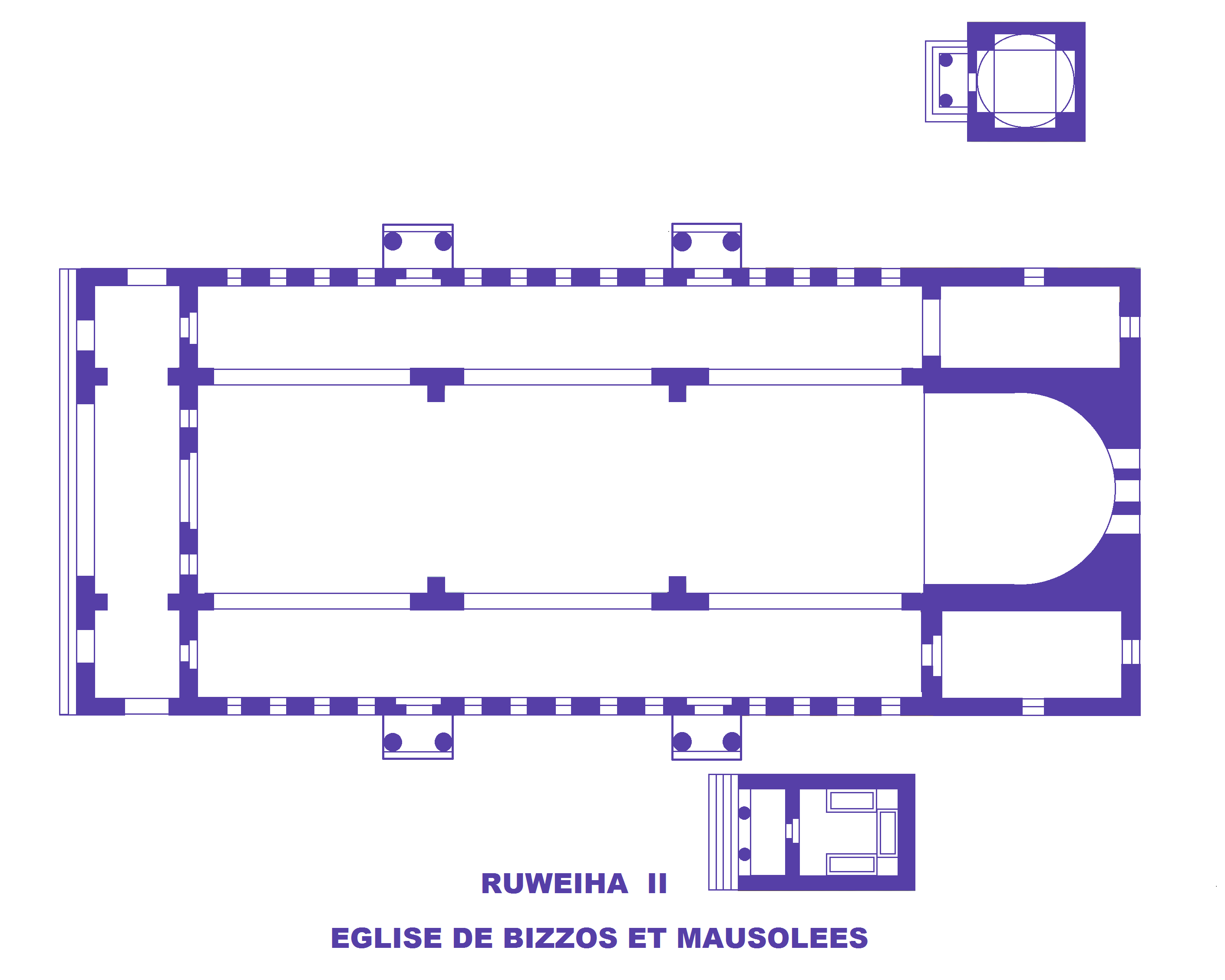
Ruweiha II, église de Bizzos

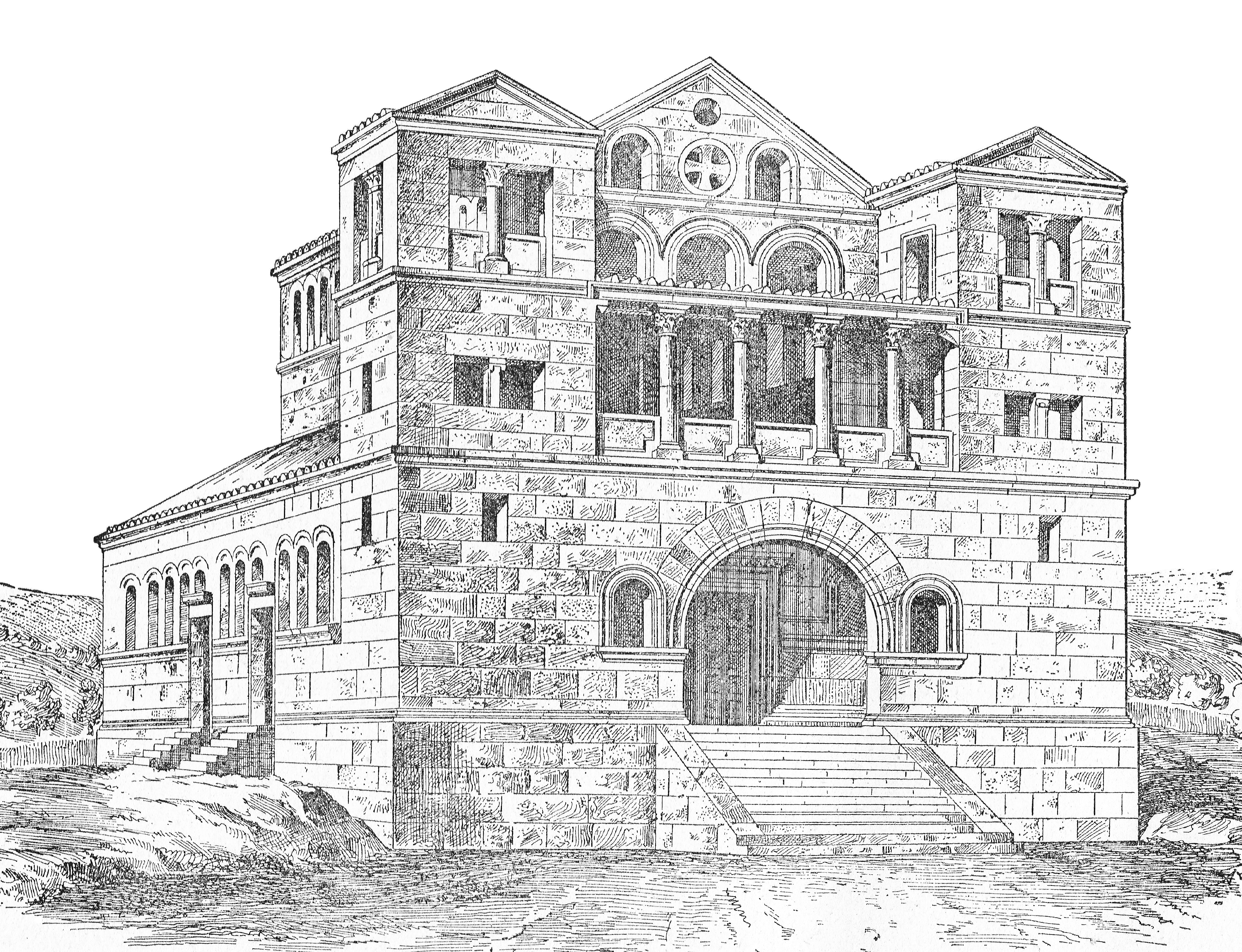
Tourmanin par M. de Vogüé vers 1865

La prospérité du pays aux Ve et VIe siècles favorise la construction d'églises se ressemblant étroitement et du même type basilical qu'à la fin du IVe siècle en Syrie du Nord. Puis la Syrie du Sud adapte ses méthodes de construction au même type plan. Si ces églises sont toutes en ruines, leur beauté réside dans la précision de l'assemblage des pierres comme la voûte de l'église de Kfer, Ruweiha I, église Sud, Sainte-Marie de Cheith Sleimân et l'emploi d'une architrave à la place des arcs. L'église de Karab Chem est étroite et élancée avec de nombreuses ouvertures en façade.
Un type de basilique que l'on trouve à El-Bura, El-Hosn, I, longue et étroite, aux colonnes intérieures, avec de part et d'autre de l'abside et de l'entrée principale, deux pièces reliées par des portiques est imité à Ereruk en Arménie.
Les concepteurs du VIe siècle améliorent les procédés techniques et l'expression plastique des façades antiques. La chapelle ajoutée au VIe siècle à l'église de Simkhar offre un exemple de façade réorganisée avec un portail à festons d'un effet assez baroque.
Du Ve siècle au VIe siècle, on cherche la régularité et on tend vers l'isolement de l'église qui était souvent intégrée dans un ensemble bâti pour en faire un monument. Tous les plans montrent des églises analogues avec le même chœur tripartite et les mêmes trois nefs. Les plus archaïques longues et étroites ont des colonnes assez rapprochées les unes des autres comme à Ruweda I où elles sont liées par des arcs et surmontées d'une claire-voie.
Dans les types les plus évolués, on remplace les colonnes par des piliers en tau portant de trois à quatre, sept et neuf mètres l'écart entre les piliers. L'église de Bizzos à Ruweha II et celle de Qalb Lozeh s'apparentent de ce fait aux églises purement byzantines de la même époque où l'on trouve au milieu de la nef une coupole. Dans les basiliques syriennes du VIe siècle, cette coupole manque et les nefs sont plus longues et plus étroites que dans les réalisations byzantines. Qalb Lozeh avec une abside unique saillante, un narthex et deux tours carrées présentes du côté de l'entrée, un aspect qui évoque les futures basiliques romanes et gothiques.
Il est possible que le prestige de Constantinople ait touché les concepteurs syriens et la basilique disparue mais étudiée de Tourmanin devait être le chef-d'œuvre de ce type de construction. On peut noter le rôle sous Justinien, des architectes et ouvriers de Constantinople dont Isidore le Jeune, l'un des concepteurs de Sainte-Sophie en Syrie et peut-être dans la cathédrale supposée de Resafaet Qasr ibn Wardan,,,.

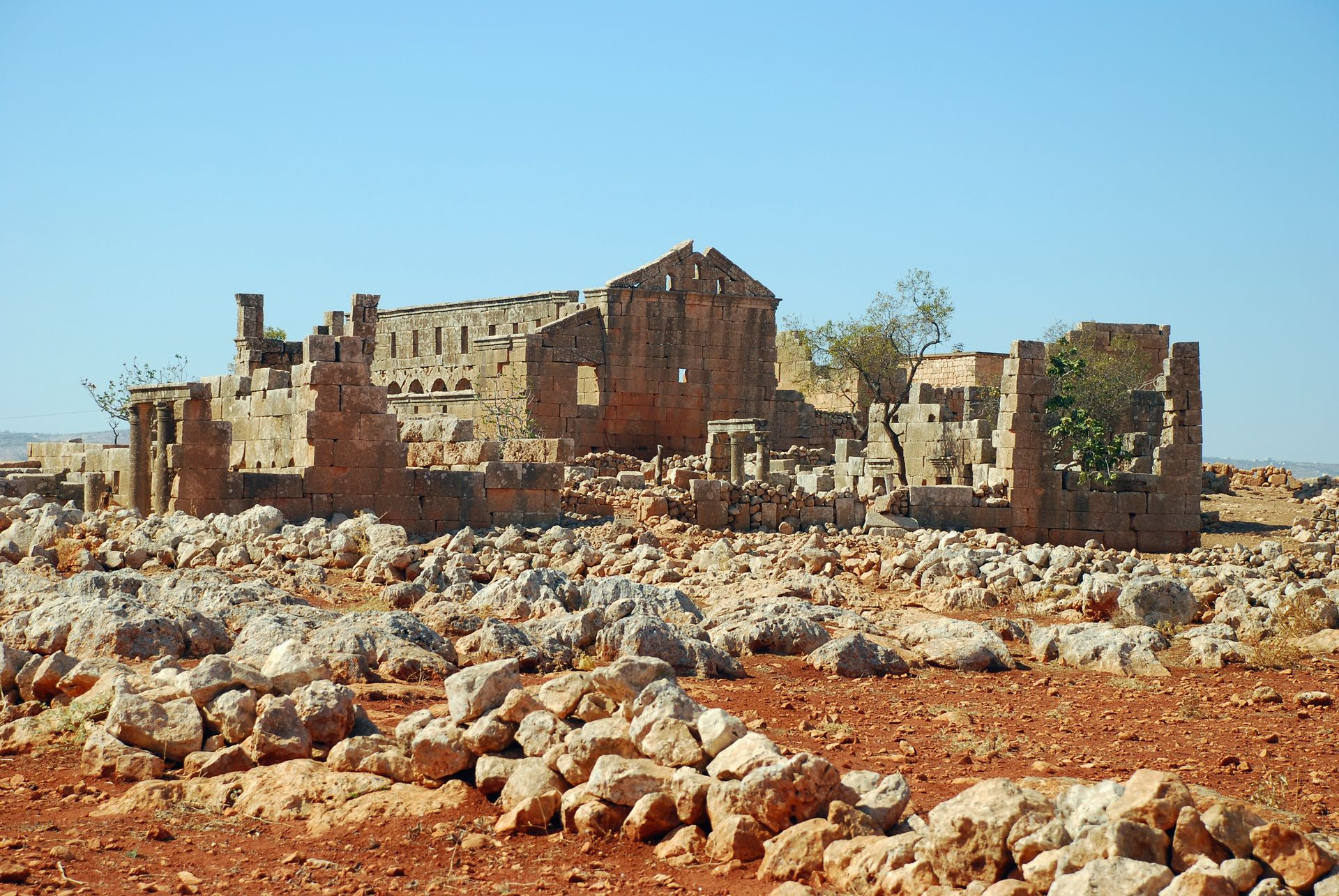
Ruweiha I
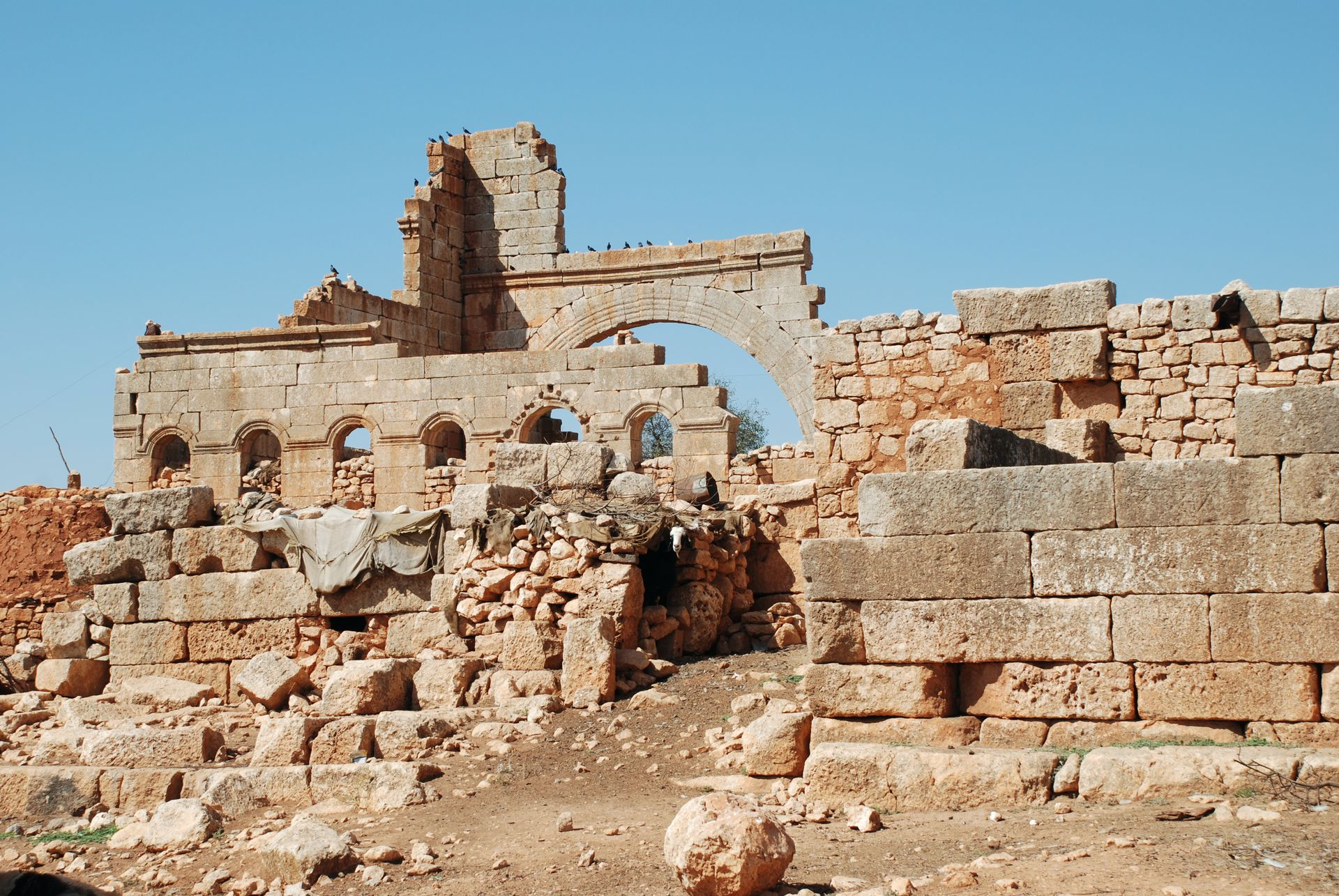
Ruweiha II
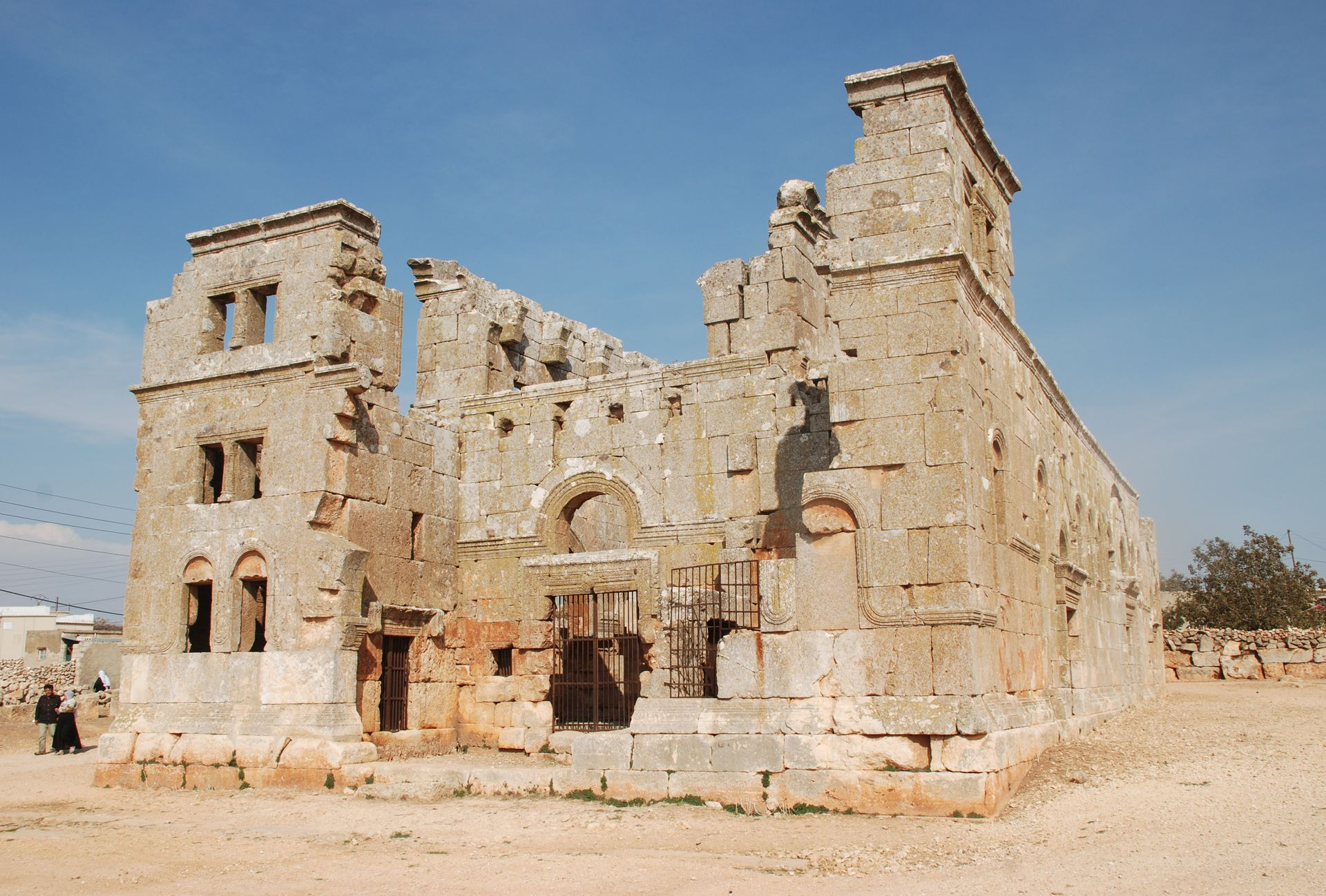
Façade, Qalb Lozeh

##### La Palestine - La Mésopotamie

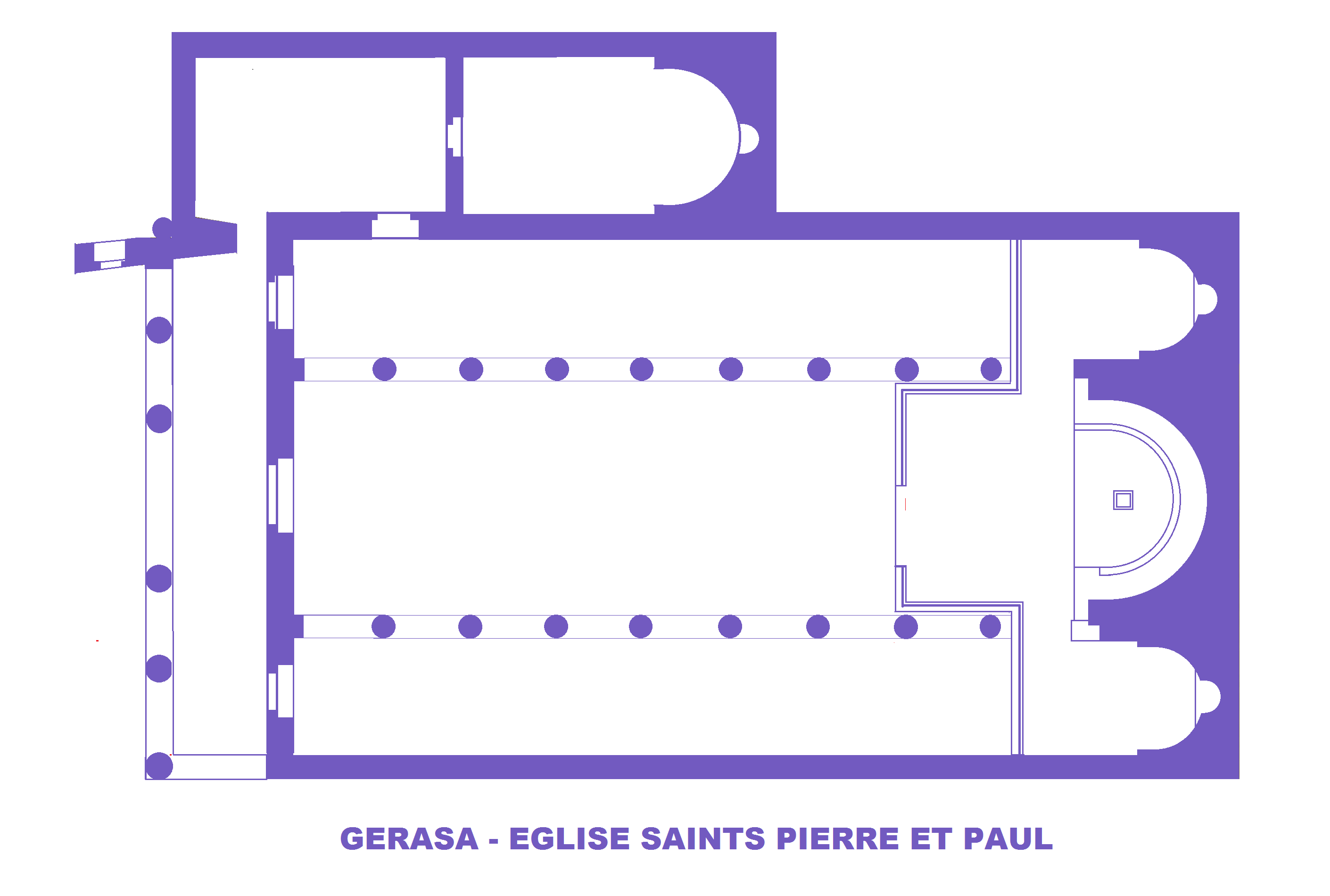
Gerasa, église Saints-Pierre-et-Paul

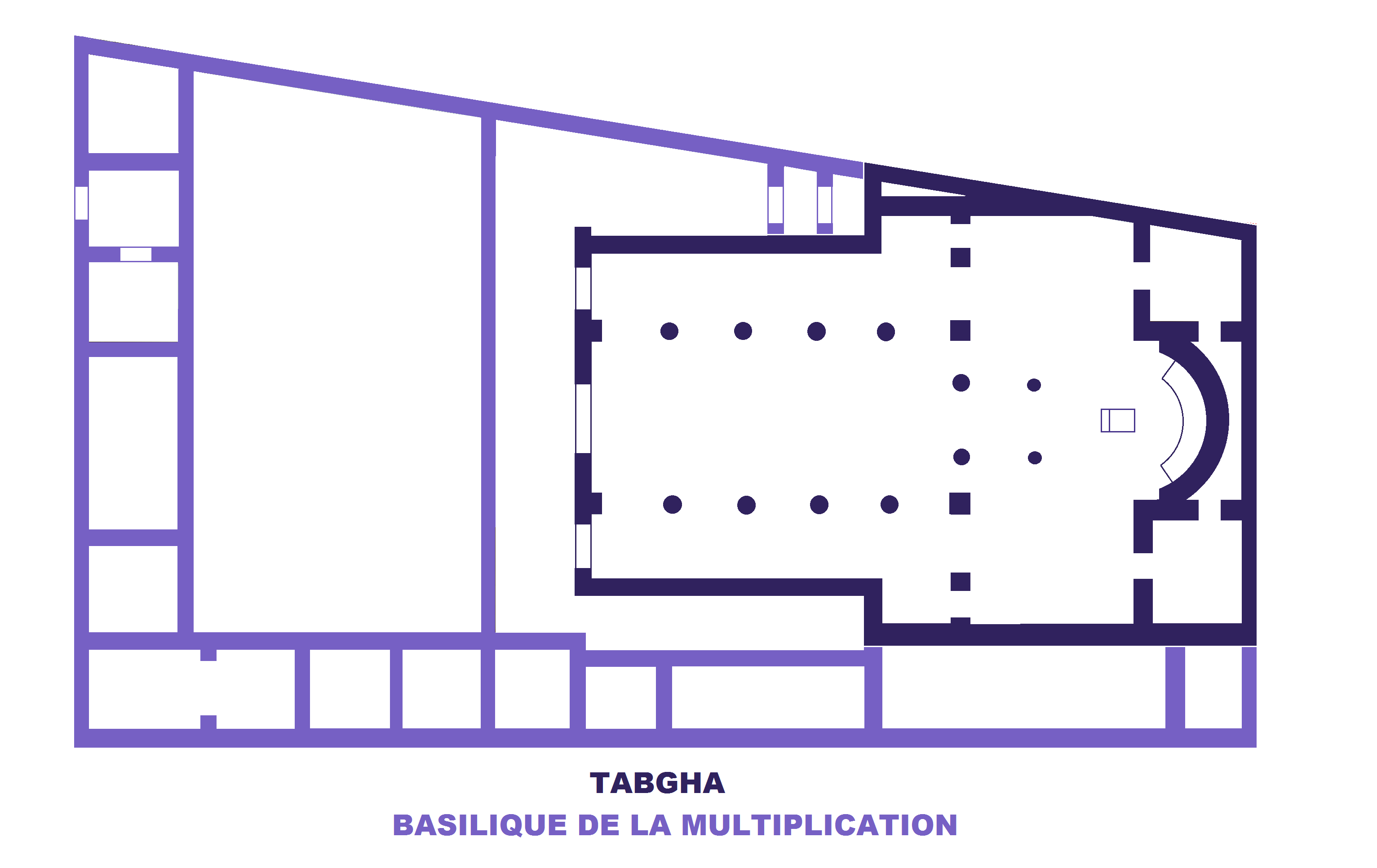
Tabgha, Église de la Multiplication

La création de la Nouvelle Jérusalem de Constantin est poursuivie par les impératrices théodoriennes et enfin par Justinien et ses contemporains. Aux Ve et VIe siècles, le rayonnement de l'art chrétien a dû être important et même en Italie, on voit l'influence des sanctuaires de la Palestine chrétienne. On y trouve beaucoup de memoria avec quelquefois un rapprochement avec des basiliques.
À cette époque en Palestine, après la fermeture des temples païens, il n'existe que l'architecture religieuse des juifs et des chrétiens. Les synagogues et les basiliques ne font qu'adapter à leurs besoins la salle basilicale hellénistique. L'influence des édifices juifs ne touche pas les grands monuments chrétiens, mais pour les petits édifices locaux comme les mémoria, les concepteurs chrétiens ont dû faire des emprunts aux synagogues.
La basilique d'El-Tabgha se dresse autour de la pierre de la Multiplication des pains et des poissons. Cette pierre est encastrée devant l'autel, à l'entrée du chœur et devant le mur du fond est aménagé un transept sans saillie latérale, probablement pour élargir l'espace devant la relique.
À Gerasa, la cathédrale conserve l'escalier et la porte d'entrée et on a préféré surmonter les colonnes d'architraves plutôt que d'arcades. L'église des Saints-Pierre-et-Paul possède trois absides dans le massif d'un chevet plat qui annonce le modèle adopté par l'architecture carolingienne trois siècles plus tard. L'église plus tardive de Génésius construite vers 611 offre une ébauche de transept devant l'abside et le chœur est séparé de la nef par une clôture transversale.
L'histoire de l'architecture chrétienne en Mésopotamie distingue deux régions. En Mésopotamie moyenne autour de Bagdad. La notion d'église est liée à celle de la basilique avec son plan en rectangle allongé, les deux rangées de colonnes qui suivent les murs latéraux et le principe de la juxtaposition de la salle à trois vaisseaux et d'un chevet tripartite. Leur interprétation par les constructeurs locaux ressemble à des palais sassanides dont les maitres chrétiens doivent plus qu'aux architectes de la Syrie voisine. Les chrétiens en empruntent les principes de couverture : voûtes en berceaux, demi-calottes et calottes entières. Des édifices non datés antérieurs à 640 sont présents à Ctésiphon et à Al-Hirâh.
Dans les régions de Mésopotamie du Nord, Nisibis, Édesse, Amida, Mélitène, les apports persans n'apparaissent plus mais l'influence de la Syrie et de la Palestine se fait sentir. À Hah, l'église de la Vierge (al-Hadra) a une élévation en triconque maintenu par des arcs doubleaux qui divisent en trois voûtes, une coupole et deux demi-coupoles la couverture de la nef. Mais à Salah ou a Qartamin, les absides latérales et la division en trois voûtes disparaissent. La cathédrale Sainte-Sophie d'Édesse de la fin du VIe siècle n'est connue que par une description avec un plan central et une coupole qui montrent l'influence de l'architecture contemporaine de Constantinople.

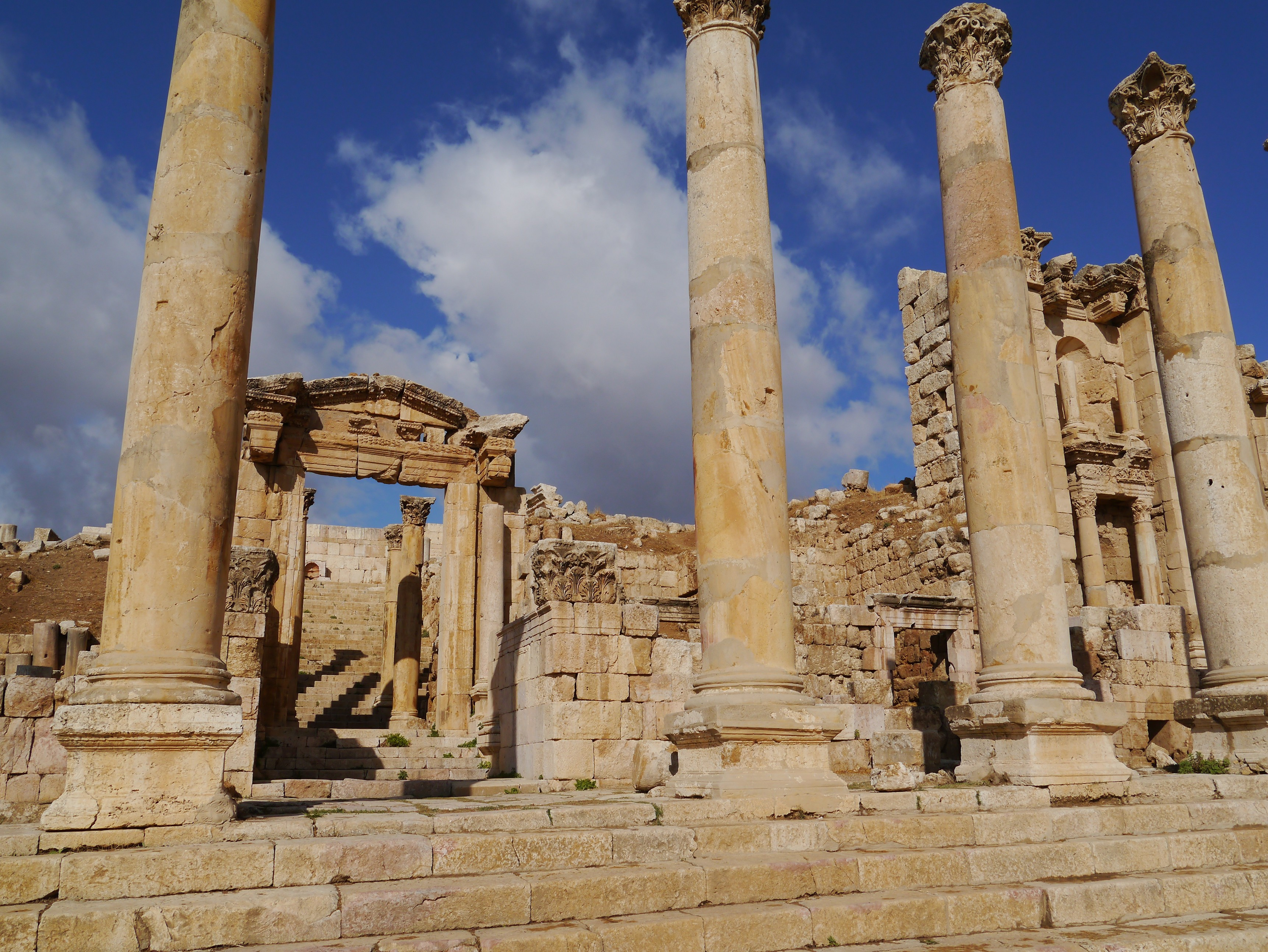
Gerasa, cathédrale
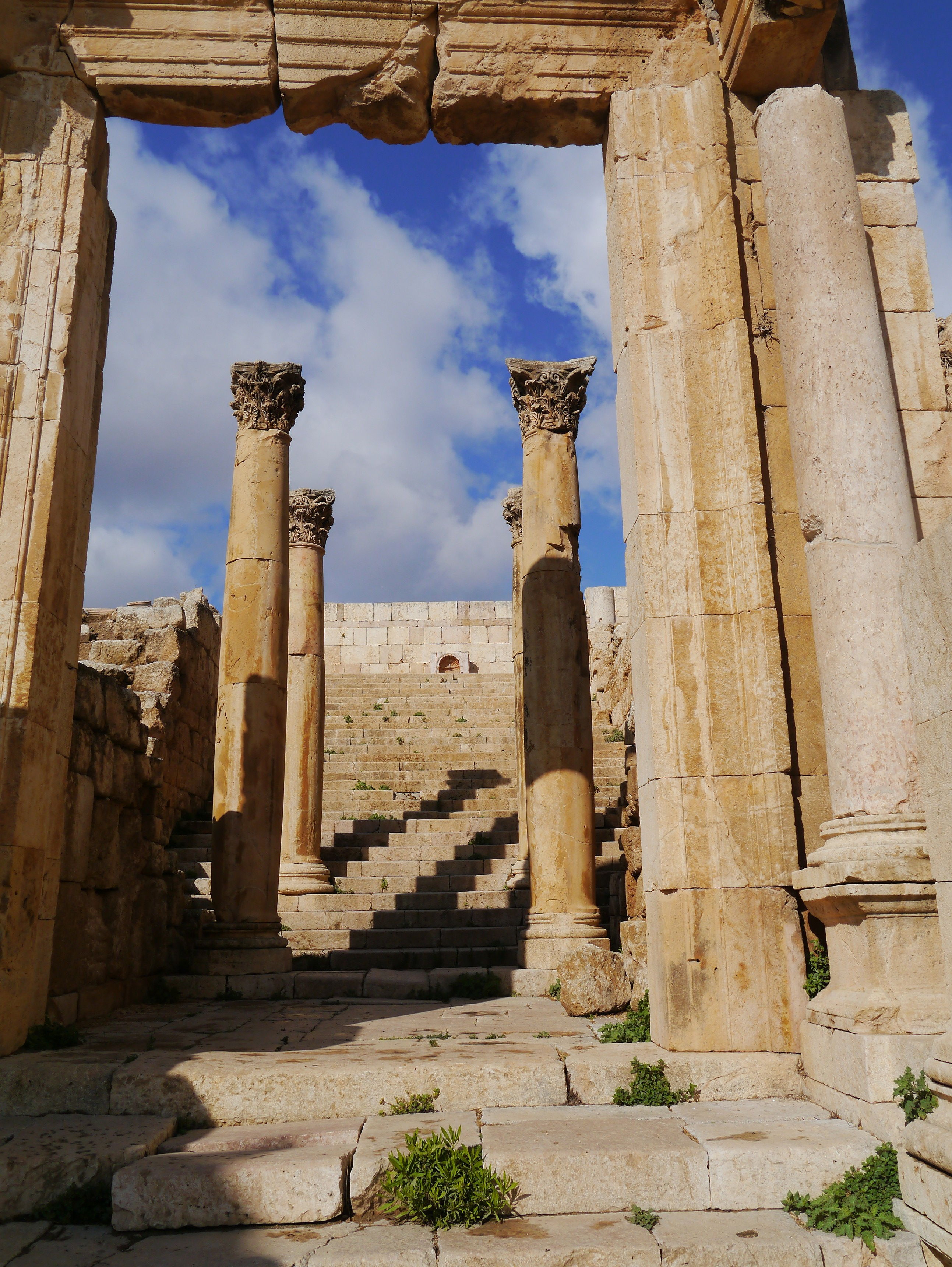
Jerash, escalier de la cathédrale
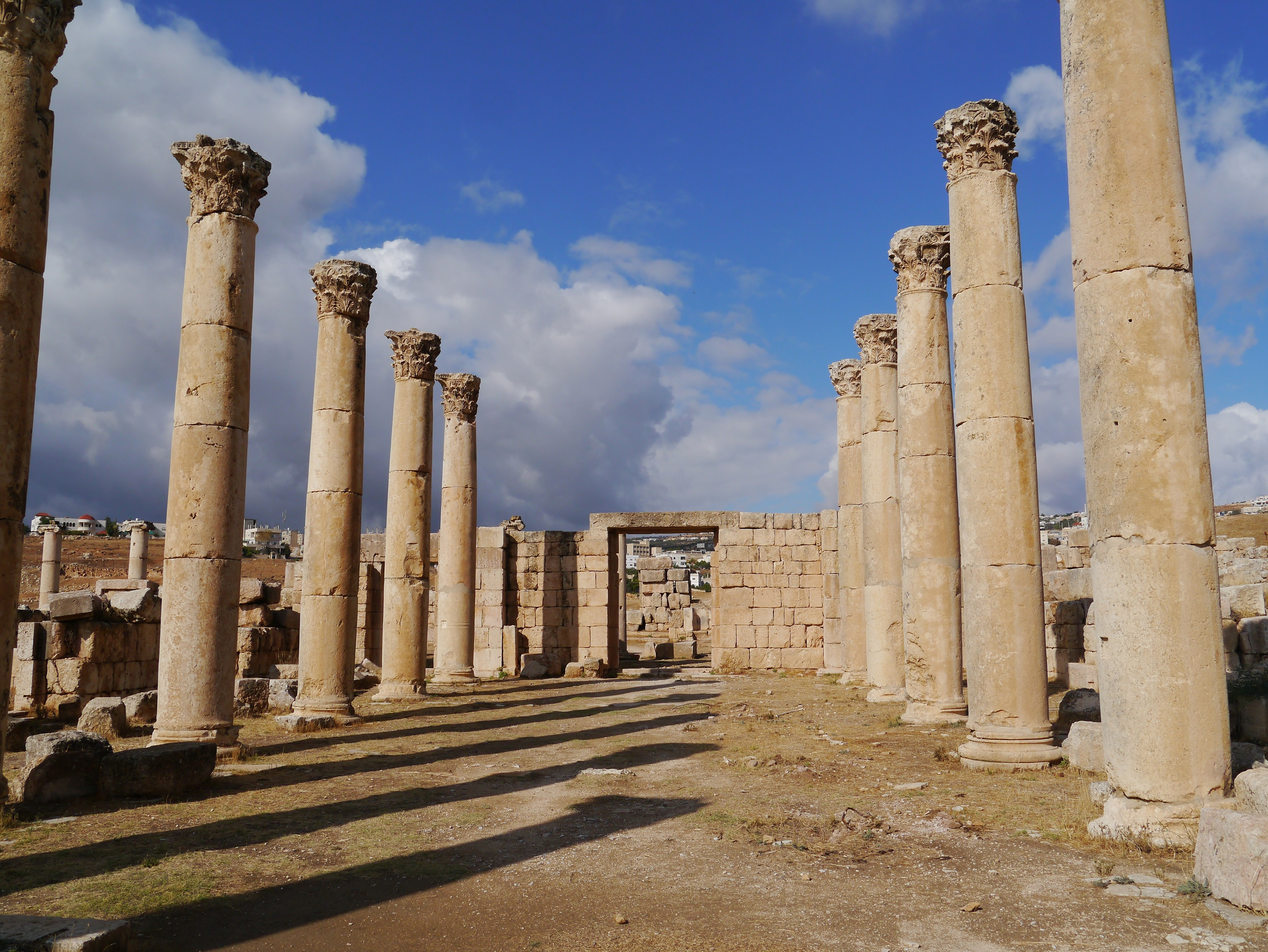
Jerash, cathédrale

##### L'Asie Mineure

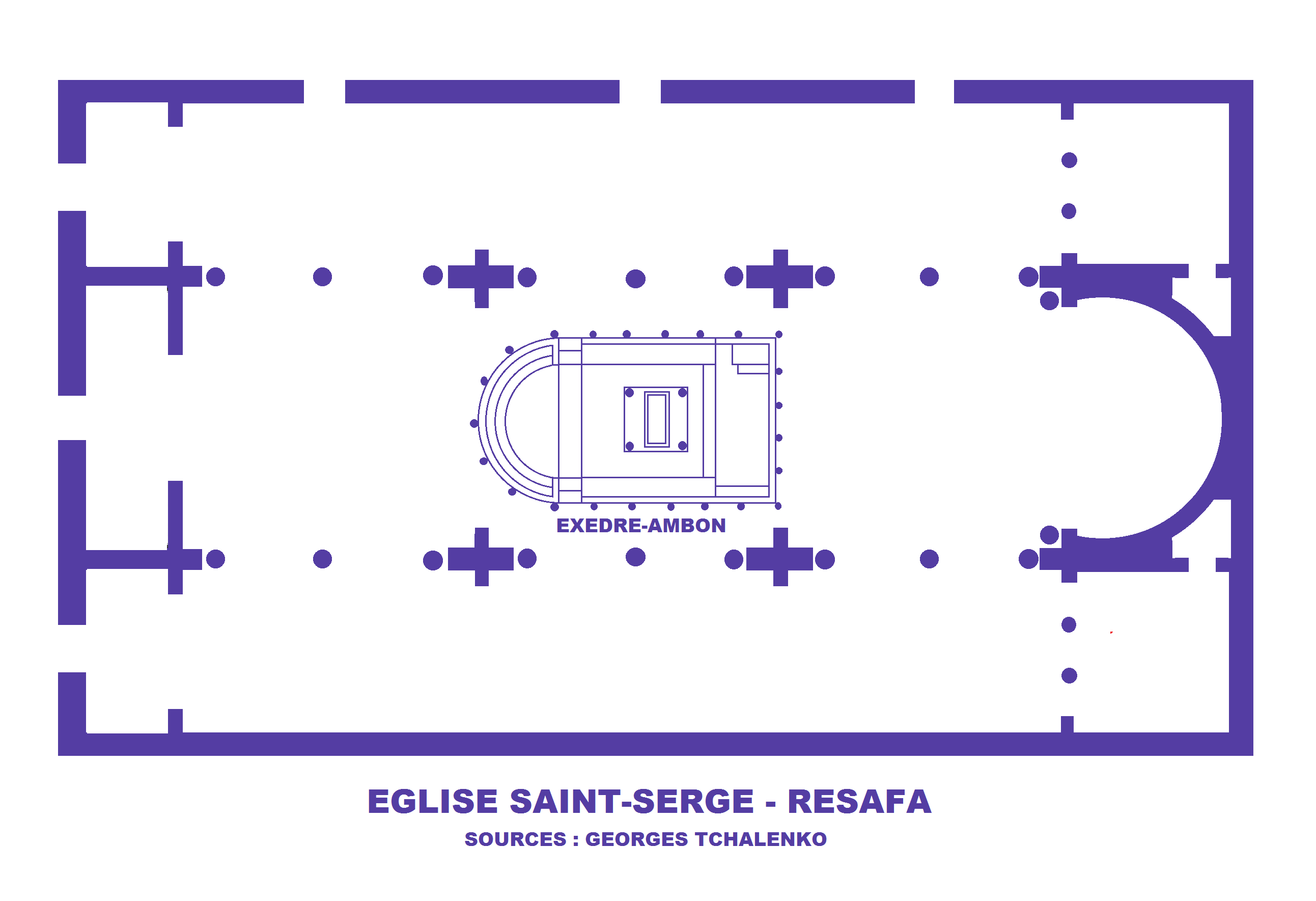
Église Saint-Serge, Resafa

Dans cette province importante pour l'histoire de l'architecture chrétienne, on trouve plusieurs groupes distincts qui ne sont pas la manifestation d'un seul et même art d'Asie Mineure. La variété des versions est caractéristique et les architectes des riches cités d'Asie Mineure méridionale se sont montrés plus inventifs et novateurs que leurs collègues de Syrie.
Un premier groupe d'églises se trouve dans les anciennes provinces de Cilicie et d'Isaurie et dans la Cappadoce voisine. La cathédrale de Korykos d'Isaurie est le type le plus répandu. Les nefs, avec leurs deux rangées d'arcs sur colonnes y sont précédées d'un narthex et l'abside est octogonale à l'extérieur comme à Constantinople. Une deuxième église, extra-muros est basilicale avec un transept, deux locaux à absidioles flanquant l'abside principale. Toujours à Korykos, une église avec un martyrium offre une voûte d'assises superposées de pierre, et le chevet s'écarte de la règle en ajoutant des locaux aux trois absides. Cet édifice montre la liberté que prennent les architectes du Ve siècle pour interpréter les fonctions qu'ils ont à traiter.
En Phrygie on trouve deux basiliques du Ve siècle à Hiérapolis dont une est courte et large précédée d'un narthex, d'un atrium et d'une abside à cinq côtés. Meriamlik, cité toute proche conserve les ruines de plusieurs sanctuaires et de la basilique souterraine Sainte-Euphémie célèbre dans l'Antiquité. En Cilicie, Ak Kala permet d'observer dès le Ve siècle un procédé de voûte régional fait d'un parement appareillé très soigné dissimulant des voûtes faites des débris de pierres et de ciment. On retrouve cette technique au VIe siècle à Dag Pazarli. Le monastère d'Alahan Monastir ou Koça Kalessi aussi en Cilicie à trois églises avec une cour et des monuments funéraires datés des environs de 450. Lase la plus intéressante a un chœur tripartite de type syrien précédé d'un rectangle central dont les côtés sont prolongés par des arcades. Un élément transversal avec un grand et deux petits arcs coupe l'espace entre le rectangle central et le mur d'entrée. En élévation, les trompes d'angles de la tour semblent être des particularités régionales que l'on retrouve dans les tours du chevet de la basilique de Resafa-Sergiopolis.

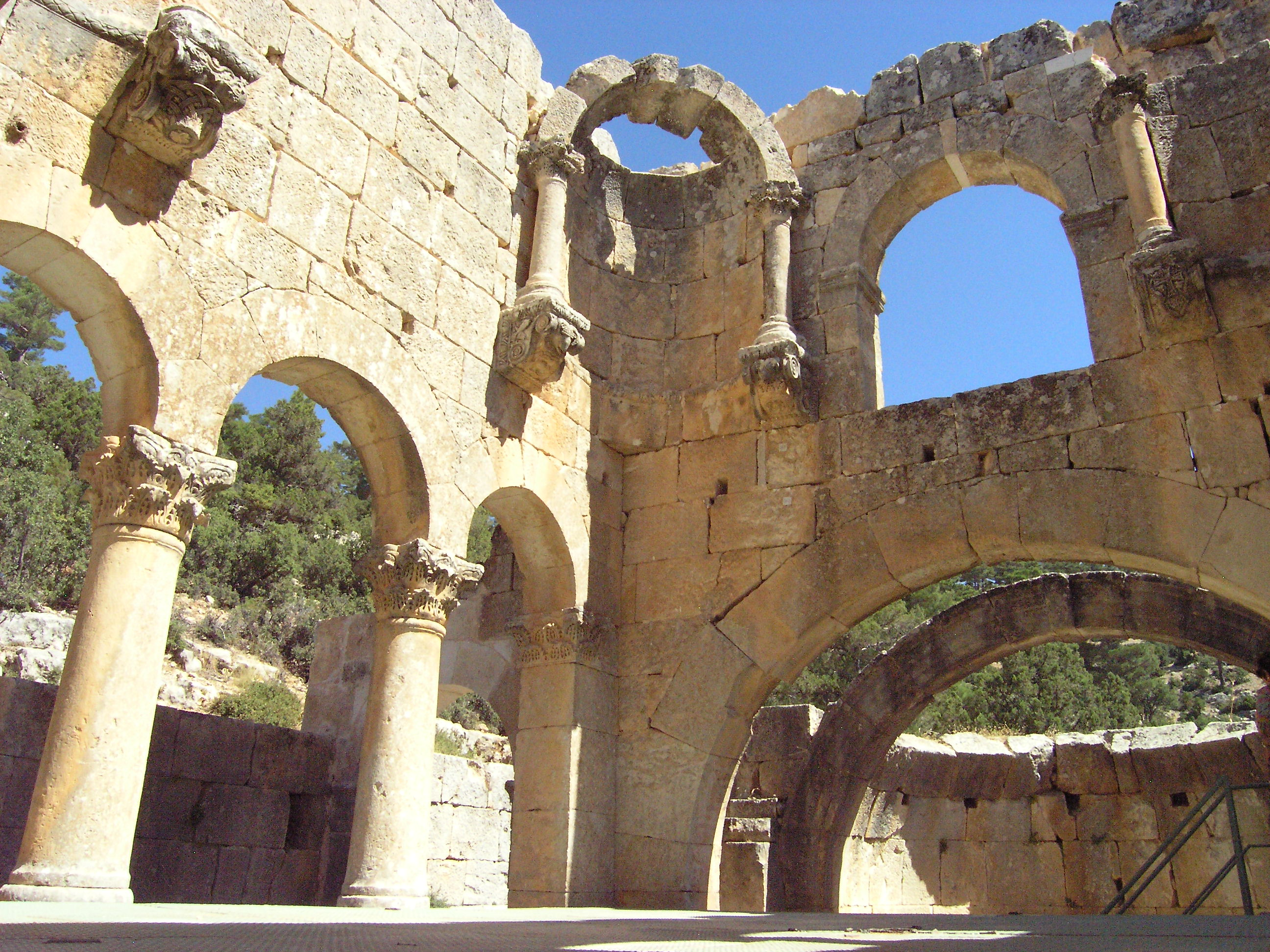
Monastère d'Alahan, trompe d'angle de la tour
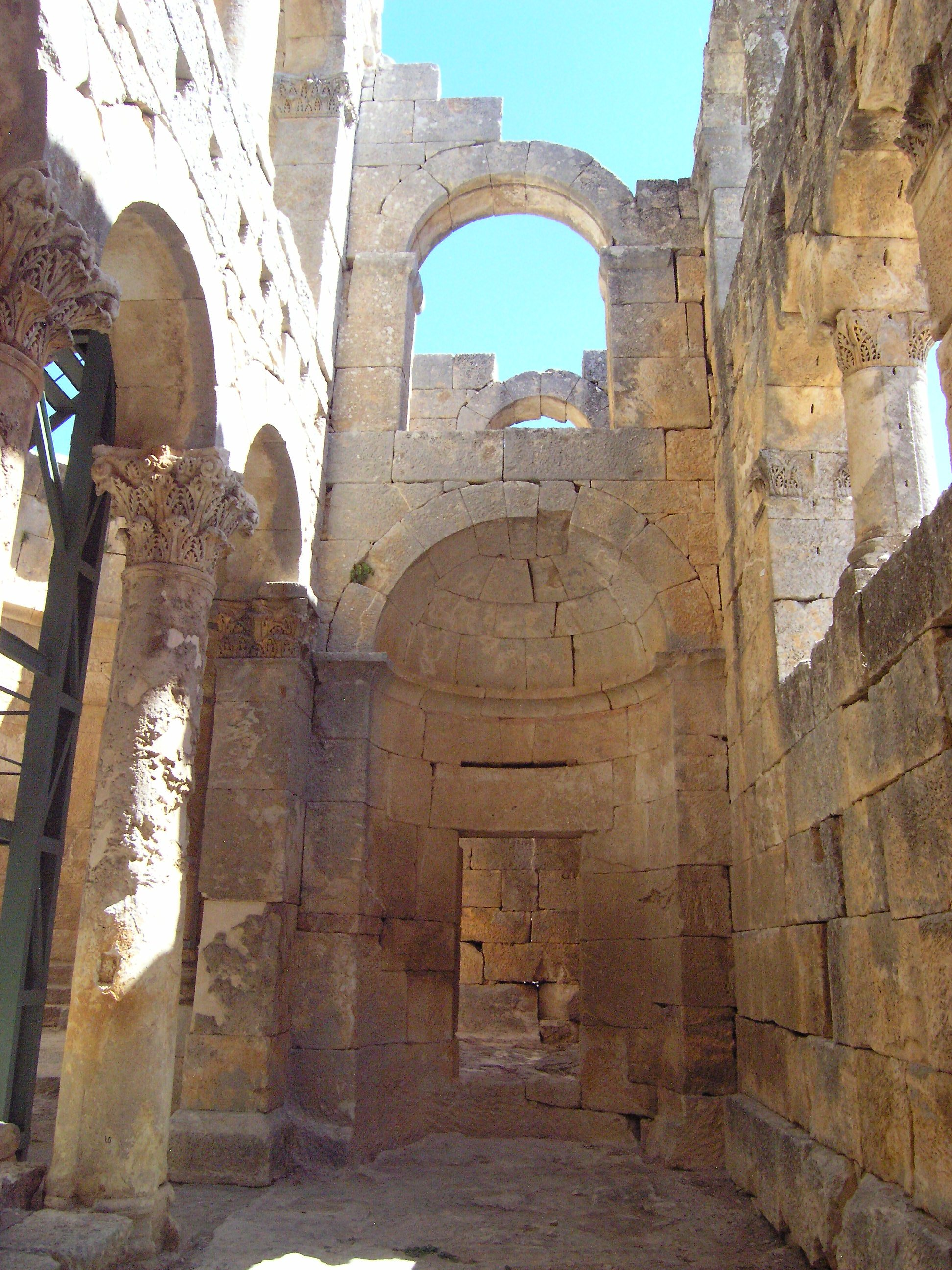
Alahan, abside latérale
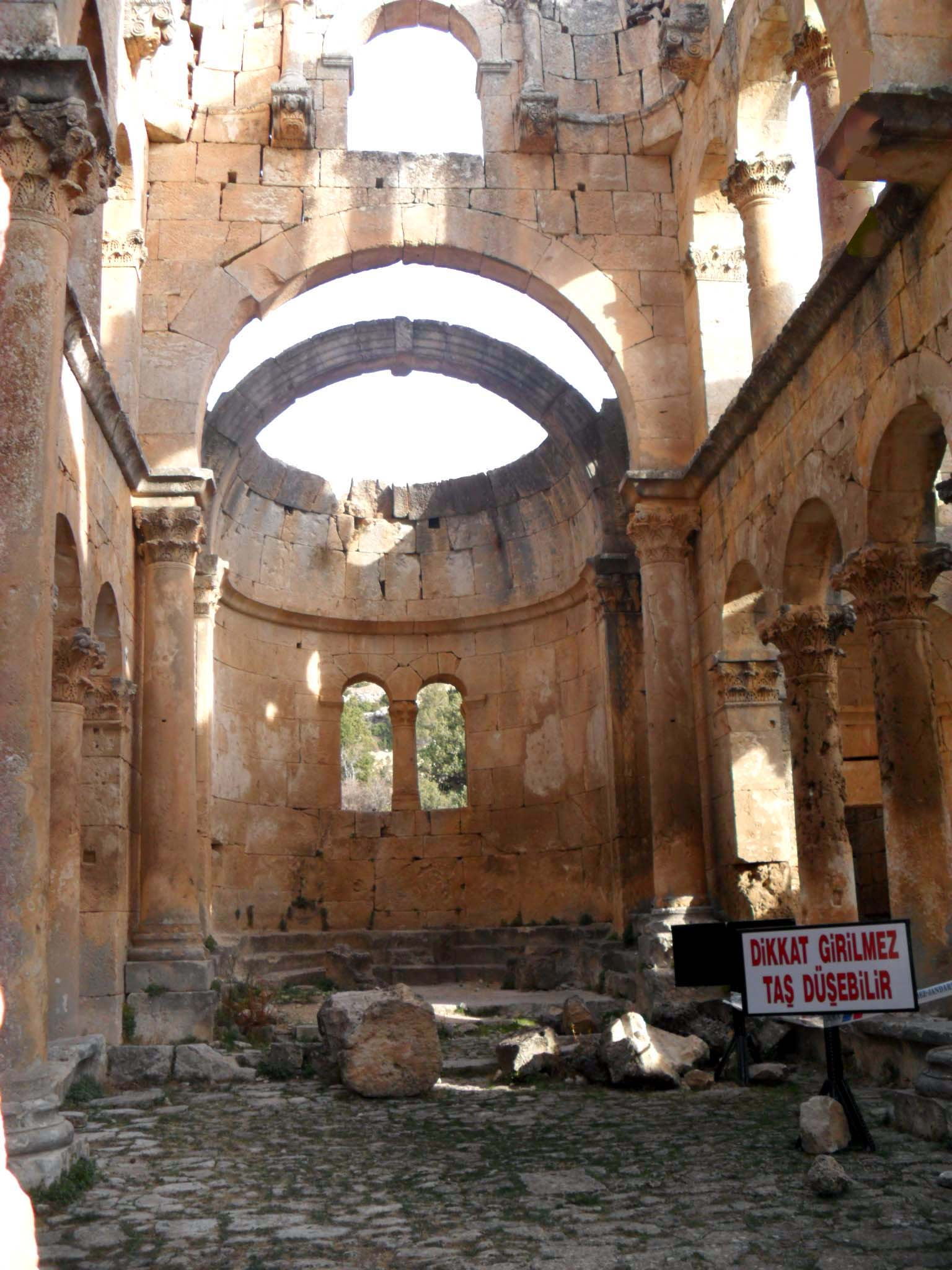
Alahan, abside
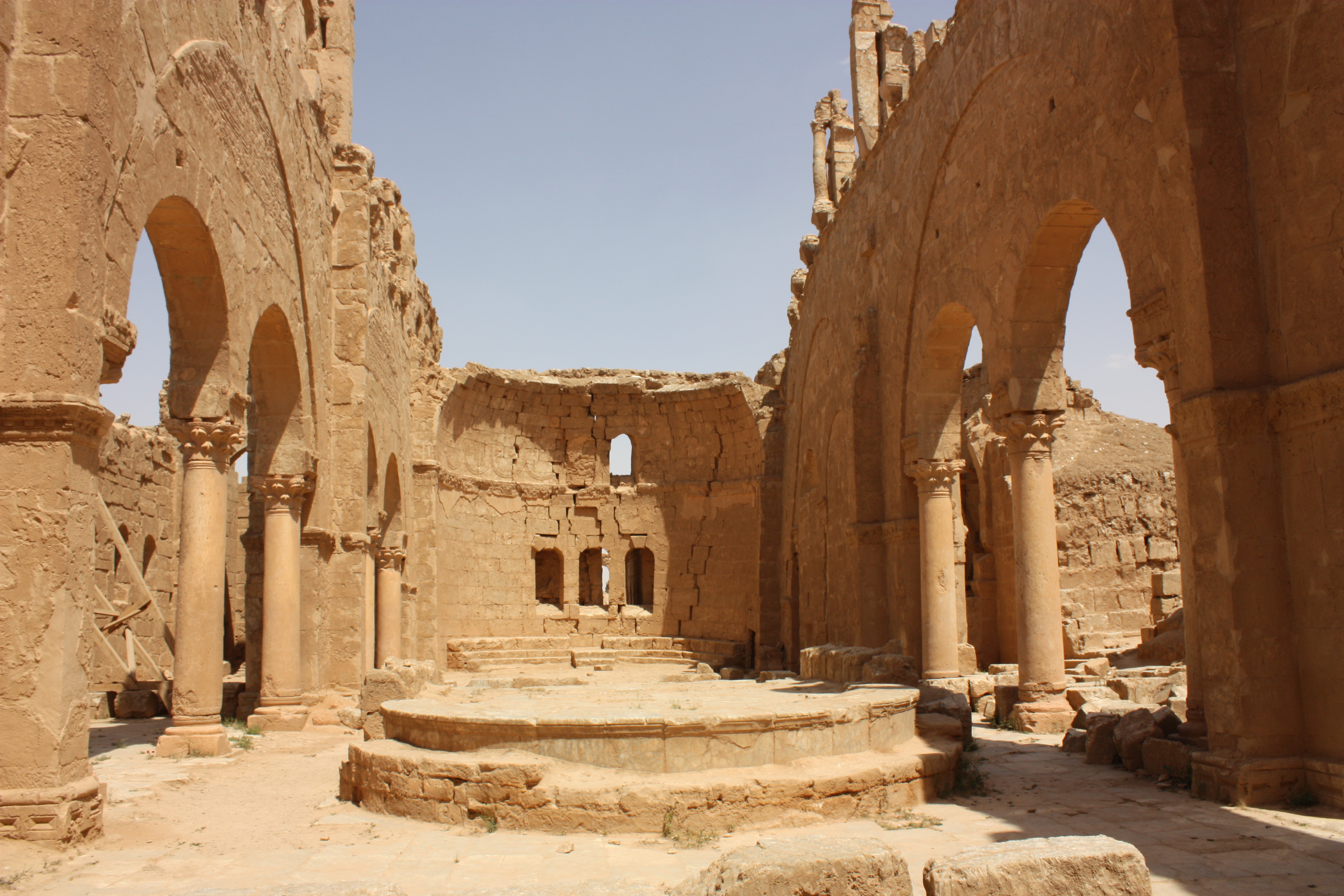
Resafa-Sergiopolis, nef avec l’exèdre

##### La région de la mer Égée et de Constantinople

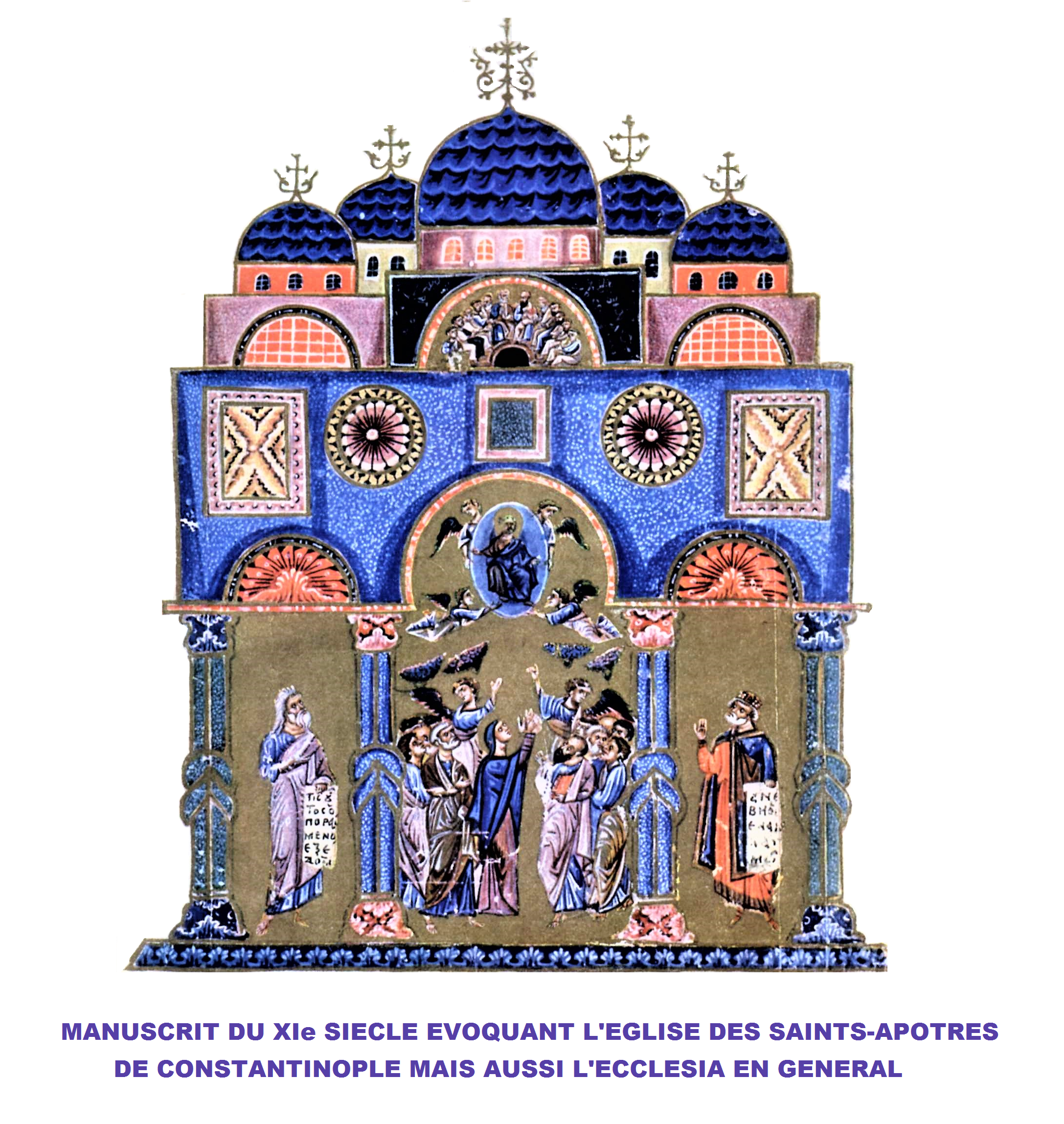
Évocation des Saints-Apôtres et de l'ecclesia byzantine en général sur un manuscrit du XIe siècle

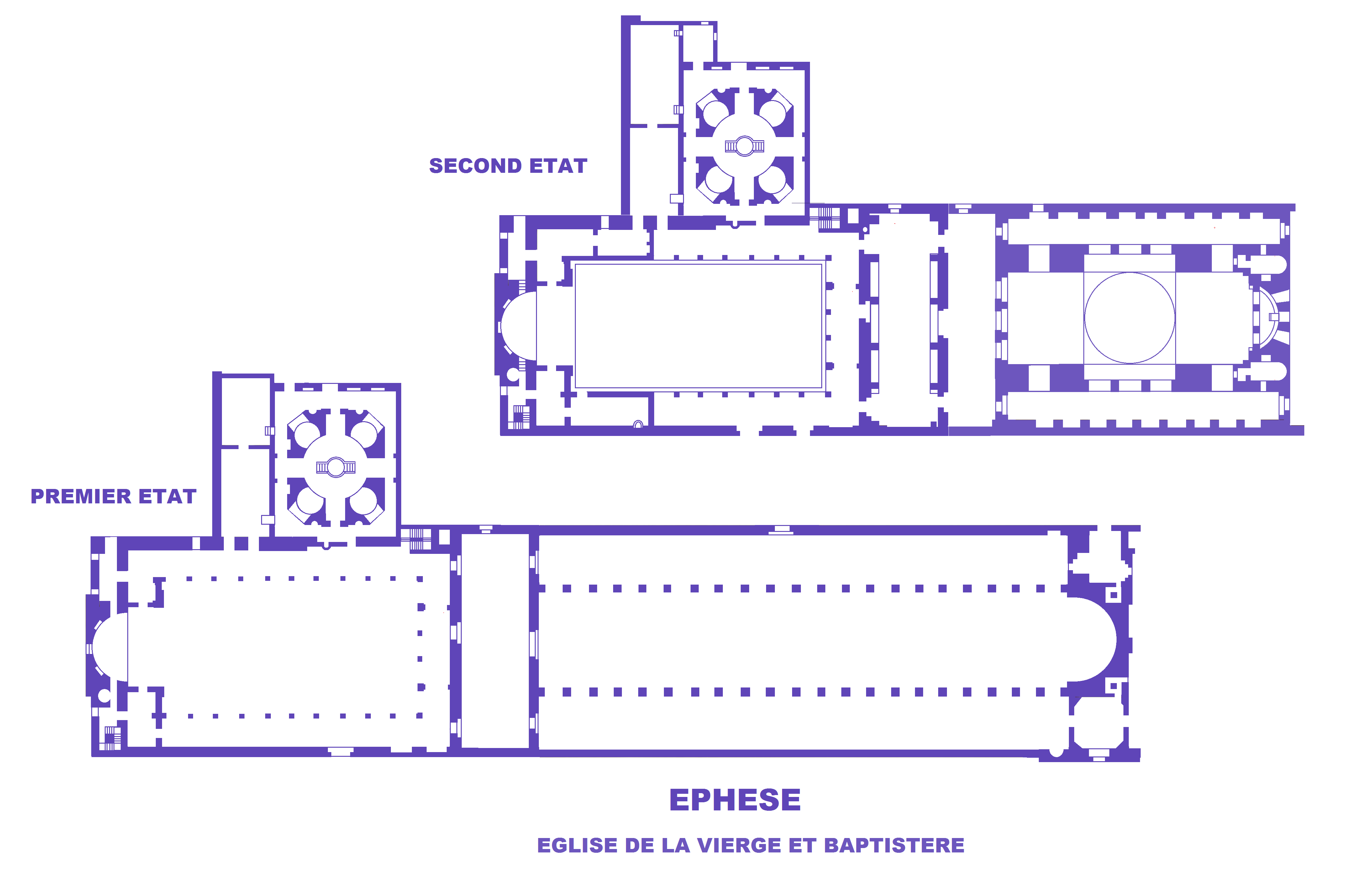
Église de la Vierge Marie d'Éphèse, Plans des deux états

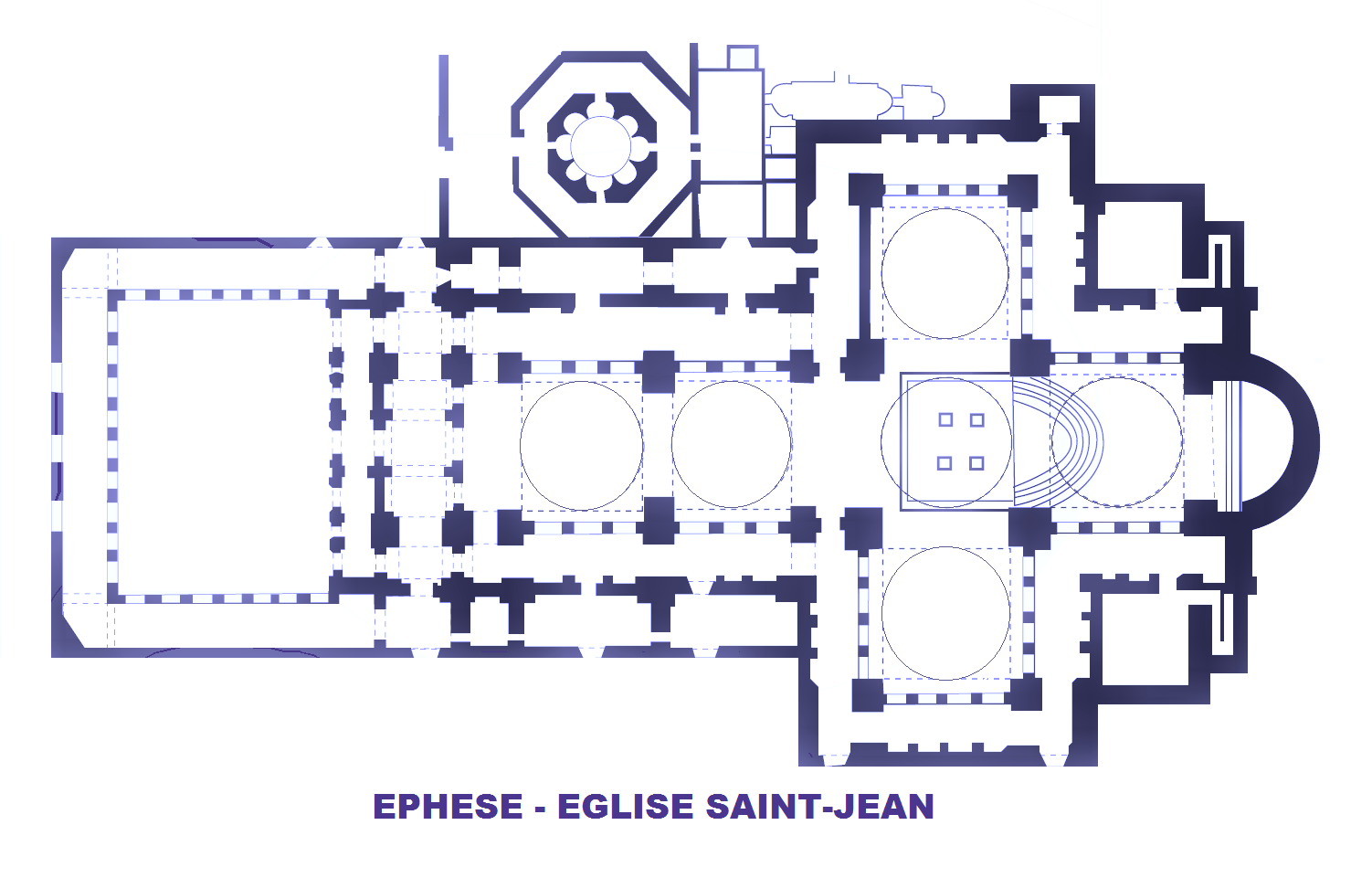
Église Saint-Jean, Éphèse

Dans cette région de Grèce, Nord des Balkans, Asie Mineure occidentale et de Constantinople, la centaine de monuments en Grèce et dans les provinces balkaniques de l'Empire sont plus proches de ceux de la côte égéenne de l'Asie Mineure que ceux de l'Est de l'Anatolie. Les fouilles d'Éphèse et de Philippes montrent que l'architecture proprement byzantine s'est formée, depuis le IVe siècle en partant de la tradition propre à la région égéenne.
À Éphèse, l'église épiscopale est installée dès le IVe siècle dans un gymnase du IIe siècle. En utilisant ses portiques, on lui donne un aspect de basilique à trois nefs charpentées. Les transformations suivantes de cet édifice célèbre reflètent la révolution de l'architecture religieuse sous l'influence de Constantinople, au VIe siècle dans cette région. La basilique cimetériale des Sept-Dormants d'Éphèse de 451, à nef unique et voûte en brique semble refléter les églises à coupoles qui se forment à Constantinople au VIe siècle.
Sur la mer Égée, les basiliques de Corinthe et Épidaure sont peut-être du IVe siècle, en Grèce et dans les îles, les plans sont très stables avec trois nefs, deux arcades qui les séparent, une abside demi-circulaire saillante à l'extérieur, un narthex et une couverture en charpente. Les chevets sont variés et adaptés aux différents besoins pratiques et exigences esthétiques. Épidaure à un transept sans saillies latérales, Philippes à un collatéral coudé que développe la basilique Démétrios de Salonique. Doumétios à Nicopolis a un transept franchement dégagé et Dodone en Épire a aux saillies latérales du transept, la forme d'absides donnant au chevet une forme de triconque. À Athènes, dans la basilique d'Illissos, quatre piliers marquent l'emplacement d'une espèce de ciborium. À Constantinople, avant le règne de Justinien, les églises sont semblables à celles de l'aire égéenne. Avec celle de Top Kapi Sérail, d'autres fondations d'édifices à nefs larges et courtes existent place Bayazid mais la plus célèbre est l'église Saint-Jean du monastère du Stoudion. À la basilique de Sainte-Sophie actuelle, des fouilles ont révélé une façade à portique surmontée d'un fronton, à la manière d'un temple classique.
Au VIe siècle, Justinien apporte à Byzance et sa région une transformation radicale de l'architecture religieuse qui est un aspect essentiel de l'art byzantin. En 532, après la révolte de Nika et l'incendie de Sainte-Sophie, Justinien décide sa reconstruction avec des dépenses colossales et des matériaux venus de tout l'Empire. L'essentiel de cette architecture sur plan carré est la grande coupole centrale et les piliers, arcs et voûtes secondaires qui la supportent. Les efforts horizontaux sont repris par une ceinture métallique et une charge importante des murs périphériques.
Sous Justinien, plusieurs églises de la ville sont reconstruites en partant des principes architecturaux de Sainte-Sophie. L'église des Saints-Apôtres sur plan cruciforme divisé en six éléments carrés couverts d'une coupole. Saints-Serge-et-Bacchus est rectangulaire couronné d'une coupole en brique reposant sur huit piliers ce qui engendre une salle octogonale. Sainte-Irène a une coupole sur un carré précédant l'abside et la nef courte et large est couverte d'une voûte dont on ignore la forme.
À Philippes, deux églises côte à côte avec des plans semblables montrent un édifice charpenté du Ve siècle et l'autre du VIe siècle couronnée d'une coupole. On peut y voir le passage entre les deux techniques. En Bulgarie, à Pirdop, le chœur de la basilique est abattu pour construire une coupole en brique avec ses propres appuis, ce qui montre la volonté de couvrir les églises de coupoles, même sans modifier le reste du bâtiment.
L'influence du foyer créatif de Constantinople, s'il n'est pas aisé à définir, se retrouve en Serbie à Konjuh, en Grèce autour de Salonique à l'église Sainte-Sophie, sur l'île de Paros. Sur la cote adriatique de la mer Égée, à Éphèse, l'église Saint-Jean et celle de la Vierge Marie sont deux exemples excellents.
Les autres provinces du monde méditerranéen sont restées étrangères à l'essor de cet art monumental nouveau.

Sainte-Sophie, Constantinople
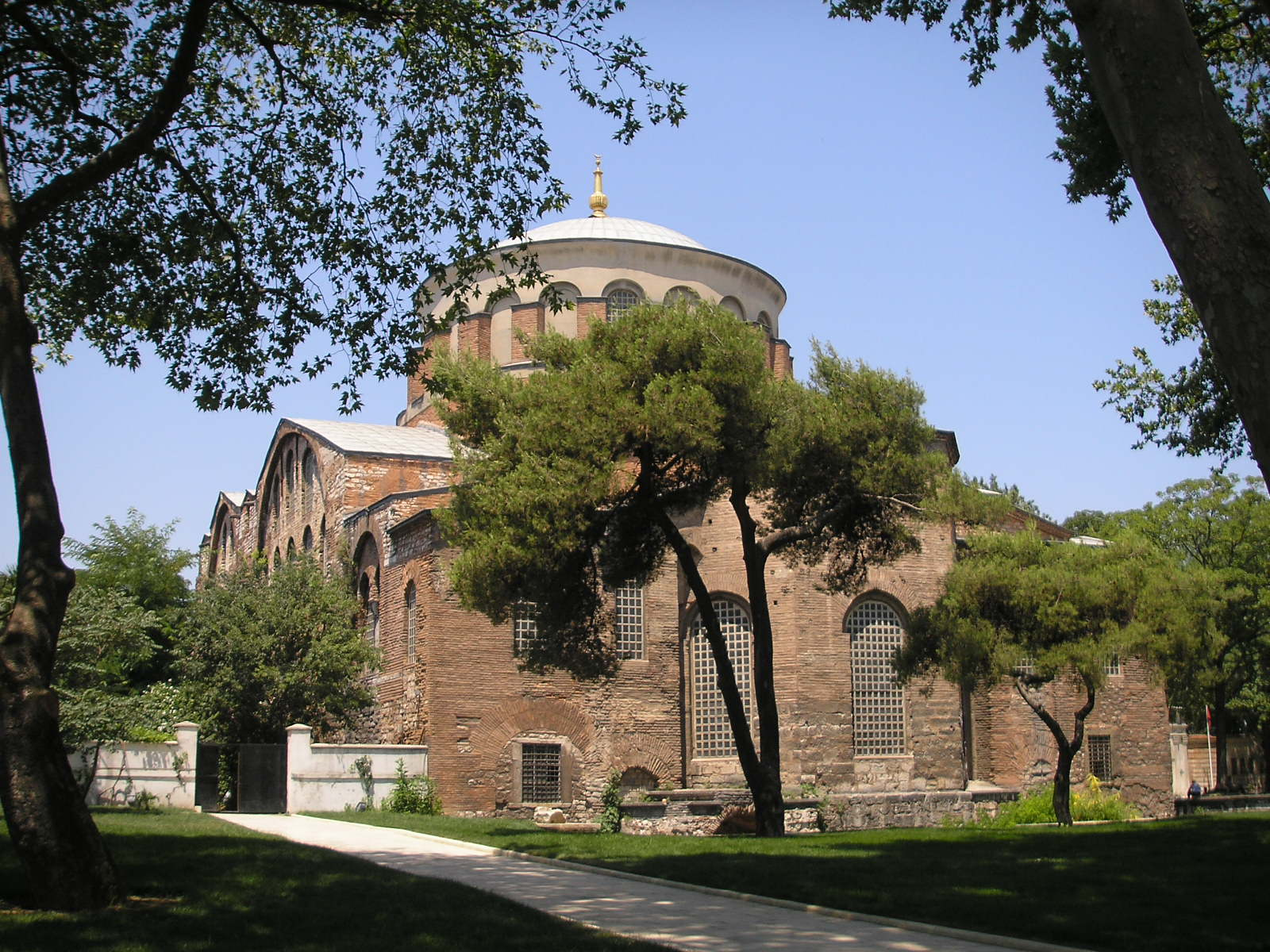
Sainte-Irène, Constantinople
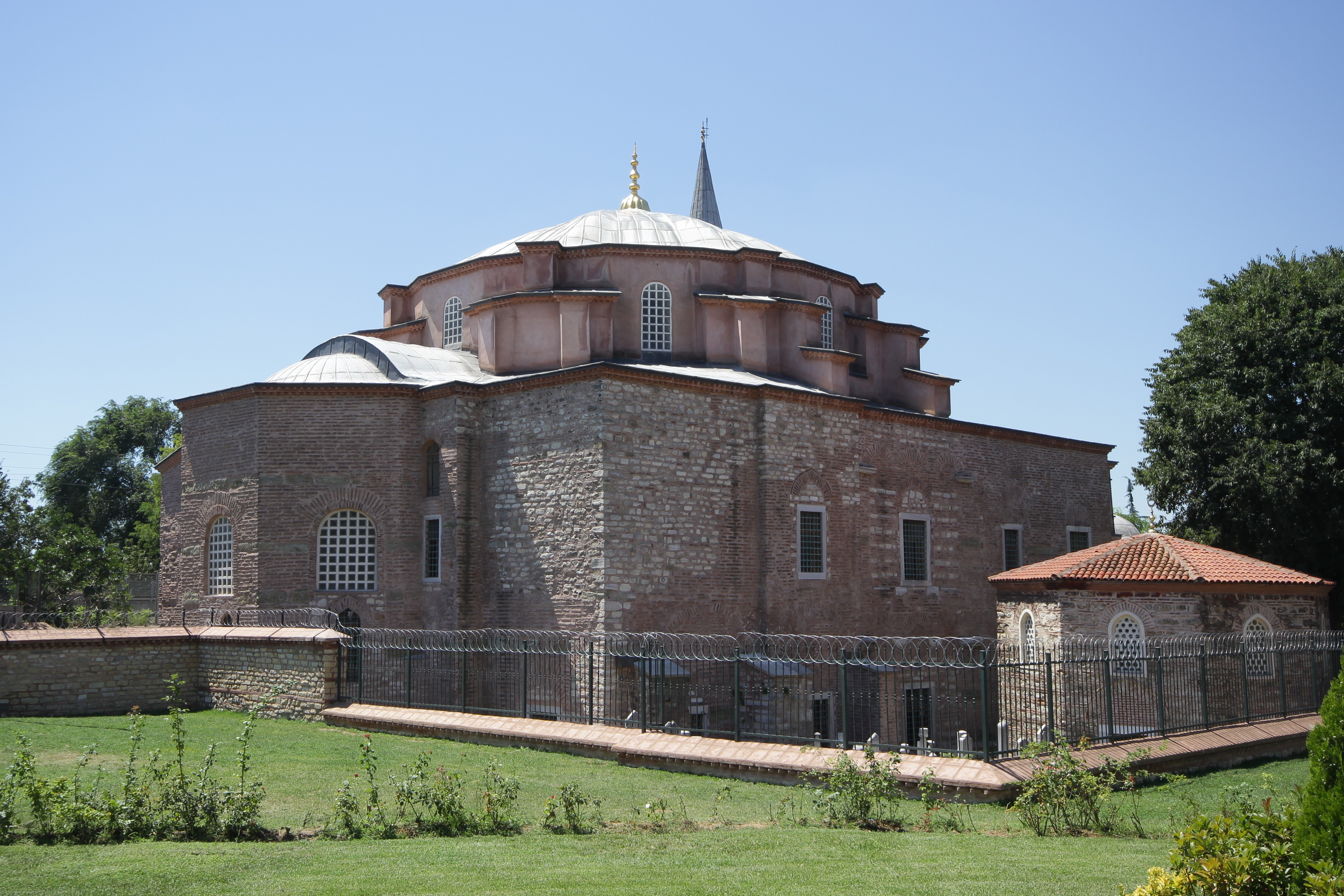
Saints Serge-et-Bacchus, Constantinople
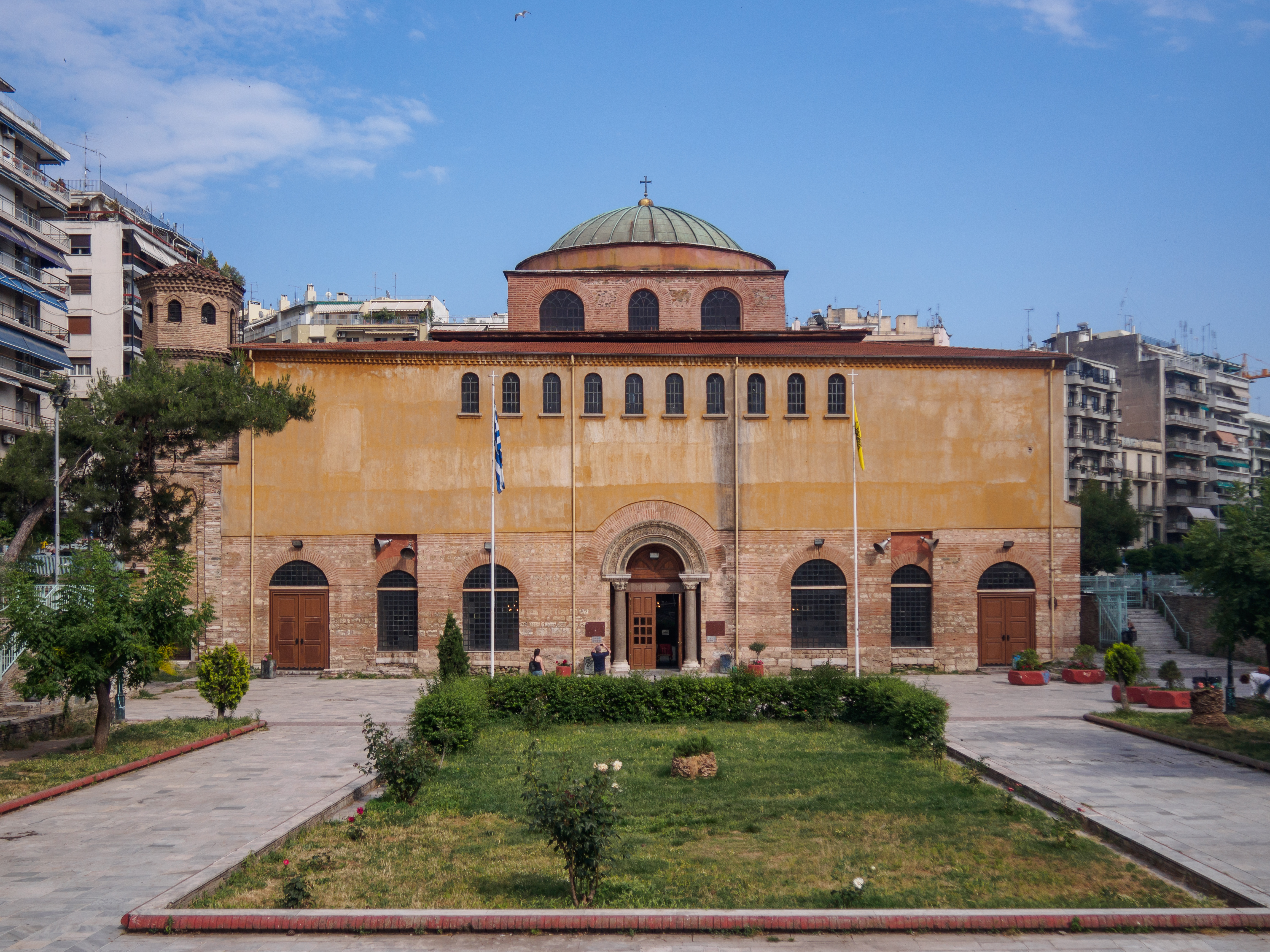
Sainte-Sophie, Thessalonique

### Groupes cathédraux - baptistères

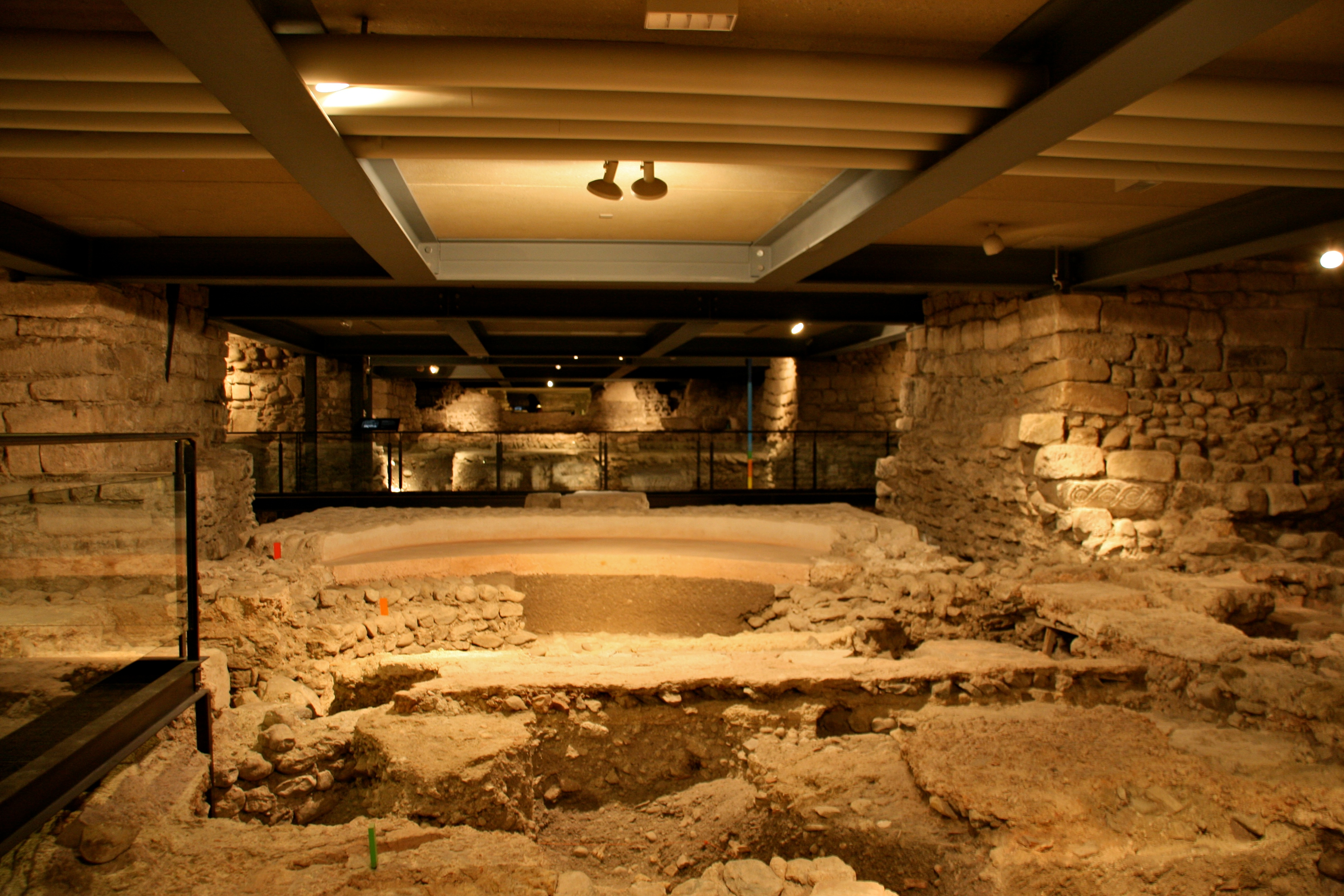
Genève, baptistère, cathédrale Est

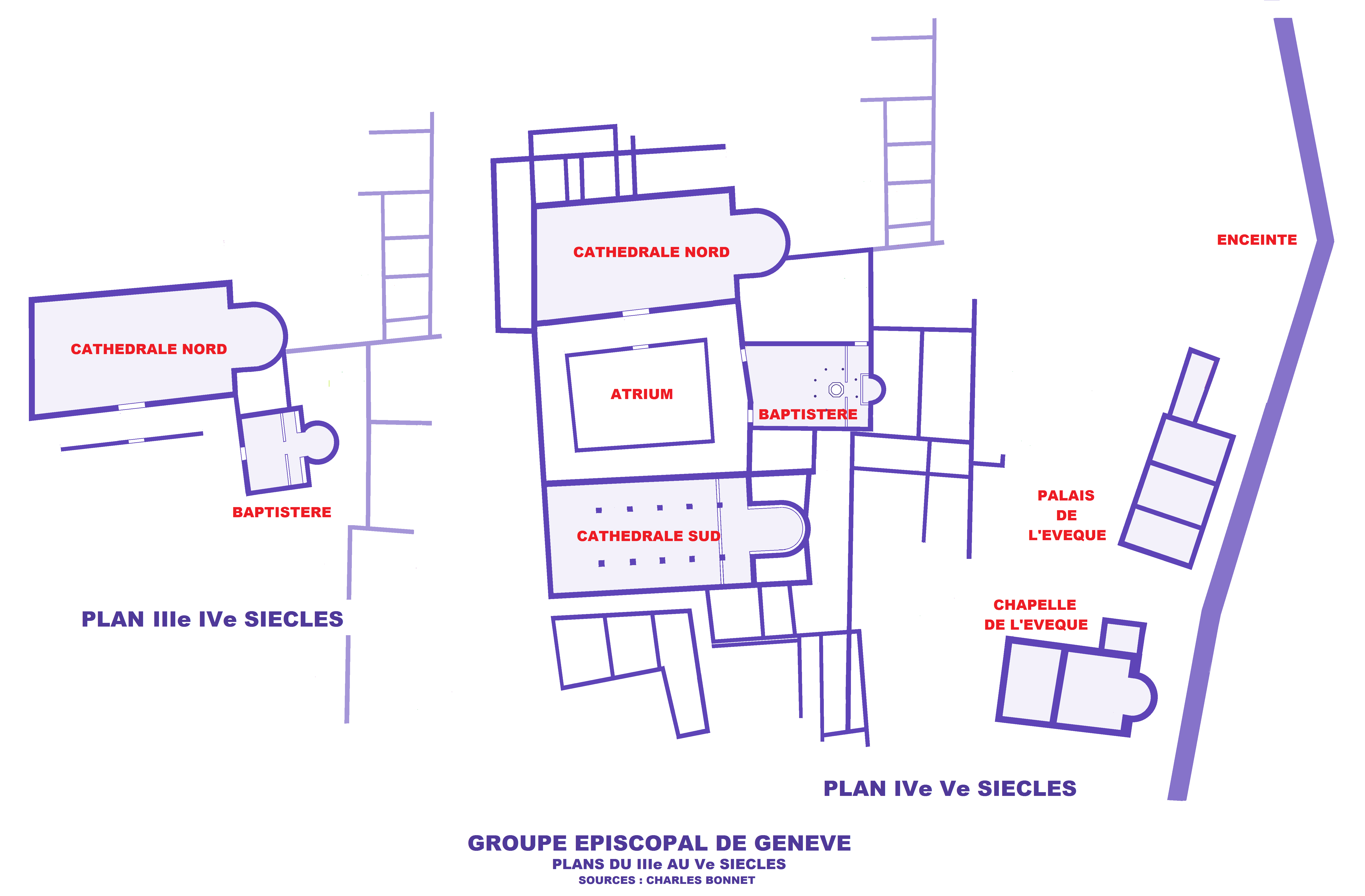
Genève, groupe cathédral du

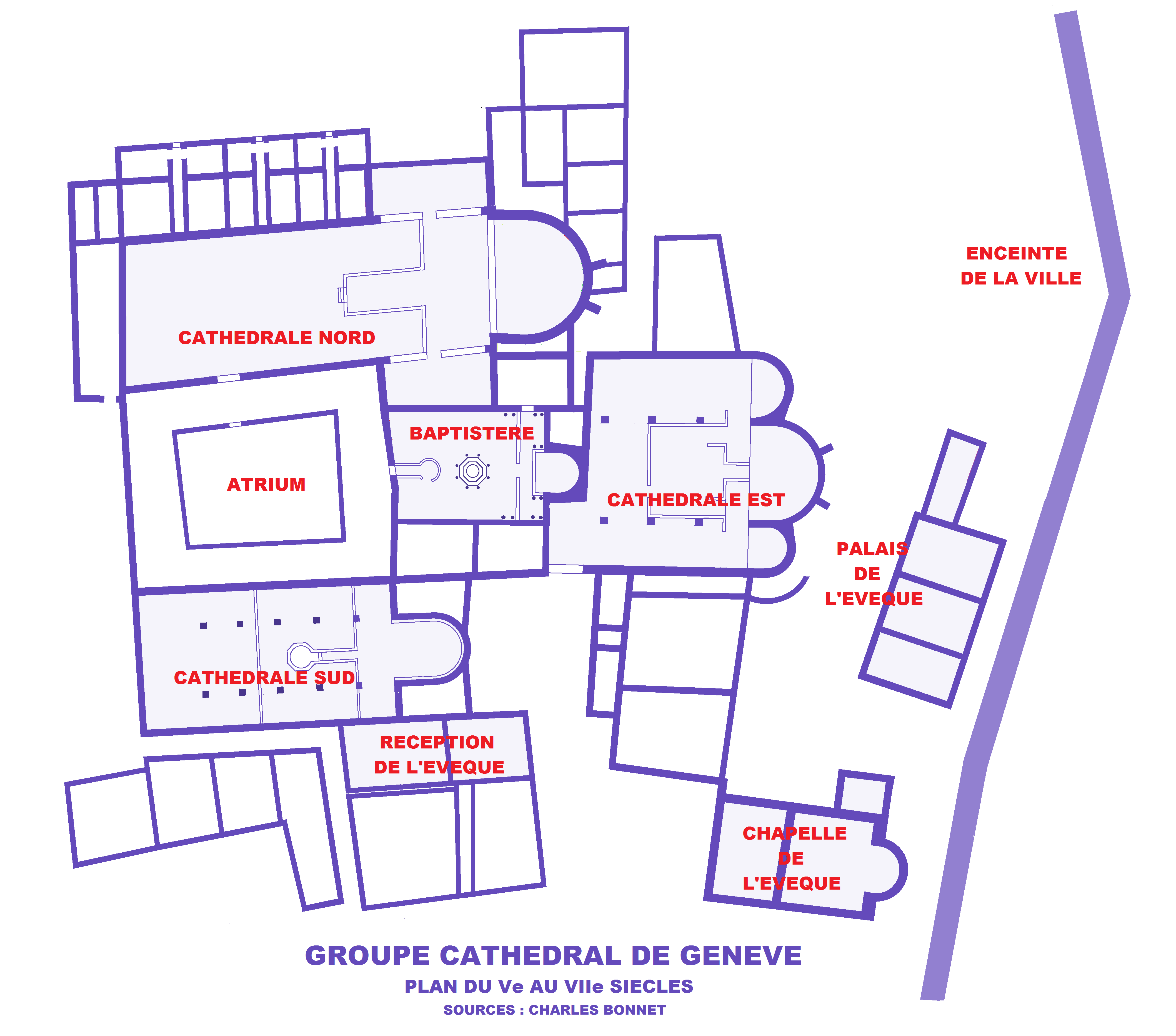
Genève, groupe cathédral du

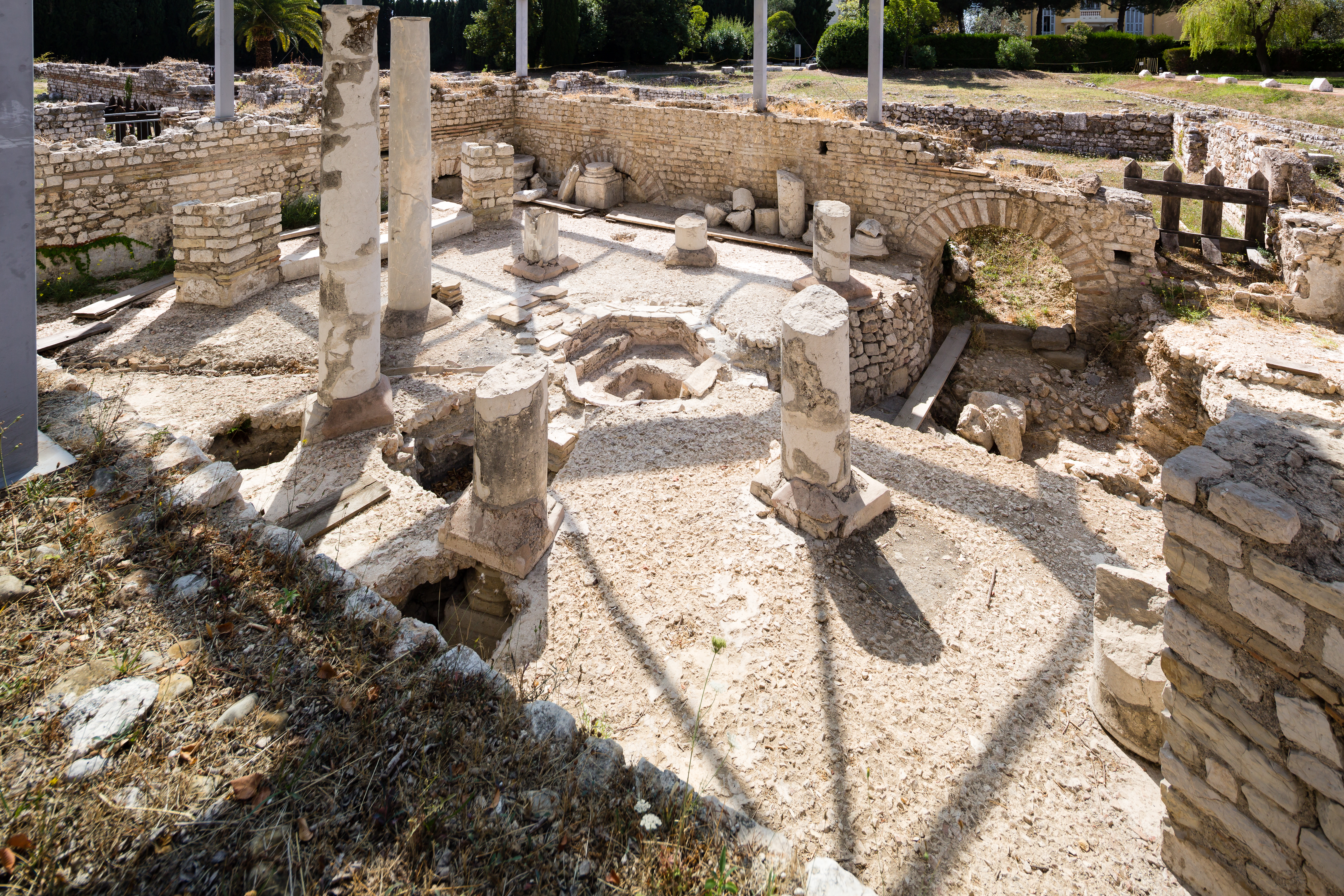
Cimiez, le baptistère.

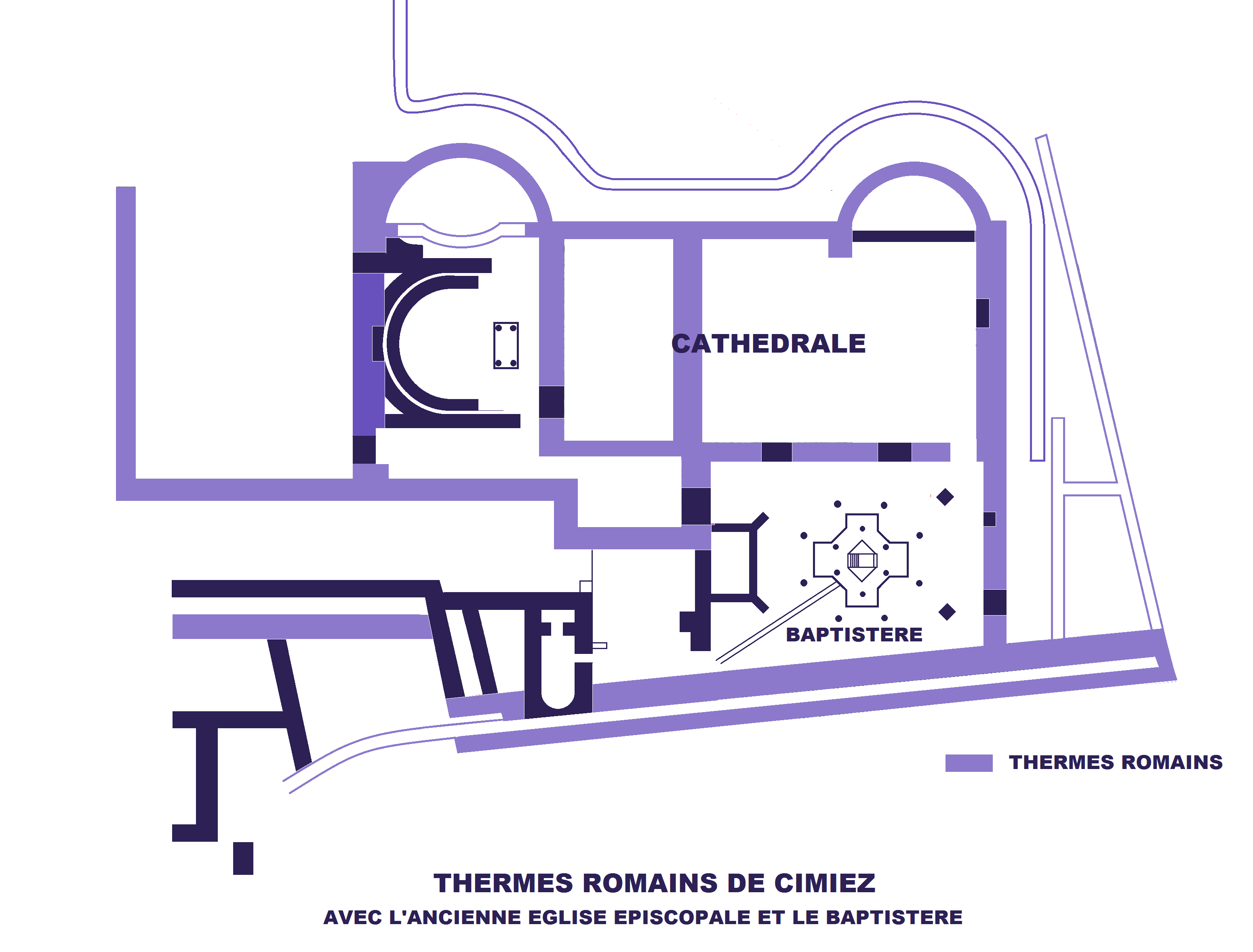
Cimiez, plan de l'église et du baptistère

Les cathédrales des évêques forment des groupes de plusieurs édifices cultuels importants, auxquels s'ajoutent des édifices profanes avec, comme noyau, un palais réservé à l'évêché et à la résidence de l'évêque. Les vestiges des palais du Latran, de Salone en Dalmatie, de Sidé en Pamphylie, de Gerasa et de Bosra en Palestine, de Djemila en Afrique du Nord, nous permettent d'en connaître au moins les plans.
À Rouen, à la basilique de Victrice de la fin du IVe siècle s'ajoute un premier sanctuaire situé sur l'emplacement de l'actuelle cathédrale,. À Lyon, le groupe épiscopal du haut Moyen Âge est composé d'un baptistère et de deux églises dont l'une sous la cathédrale Saint-Jean. À Nantes, Grenoble, Reims et Narbonne, la découverte de baptistères suggère la présence d'un sanctuaire dans le même secteur.
À Trèves, le groupe épiscopal possède deux basiliques parallèles avec atrium, le baptistère de 18 m de côté étant entre les deux édifices pour une emprise de l'ensemble du groupe de 160 m de longueur sur 100 m de largeur.
En Algérie, Tunisie et Tripolitaine, on a au IIIe siècle un grand nombre d'évêques dû à une vie municipale très active. 300 basiliques chrétiennes sont fouillées et identifiées mais seulement quatre groupes cathédraux sont certains : Tipasa, Djemila, Sbeïtla et Sabratha et une trentaine d'autres sont possibles.
Genève
À la fin du IIIe siècle, après les migrations germaniques, Genève change de statut et le nouveau port permet d'acheminer des blocs de matériaux pris sur les édifices antiques abandonnés de Nyons. Ils vont servir à construire une enceinte sur la colline qui est nivelée en plusieurs terrasses pour y construire des bâtiments importants.
Au Nord est implantée la résidence d'un habitant puissant de la cité avec un étage, des chambres chauffées et probablement un lieu de culte réservés aux premiers chrétiens. Il en autorise[Qui ?] la destruction en partie pour y édifier une église.
Ce premier sanctuaire du milieu ou du troisième quart du IIIe siècle est de plan irrégulier car établi dans le bâti existant. On accède à l'entrée par un portique qui mène vers des annexes adossées au chœur. Au Sud, une pièce rectangulaire possède un sol de mortier et de tuiles particulièrement soigné. Puis à l'Est de ce bâtiment est ajoutée une abside outrepassée. Des traces peuvent évoquer la présence d'un baptistère.
Cette première église va définir une nouvelle organisation urbaine de Genève.
Au début du Ve siècle, se constitue le groupe épiscopal dont le baptistère semble marquer le centre. Ce groupe comprend deux cathédrales de part et d'autre d'un atrium, la résidence de l'évêque avec sa chapelle et des salles de réunions. L'ensemble est complété par les habitations des ecclésiastiques. L'église Nord est destinée aux offices et à la réunion des fidèles et celle du Sud aux lectures et à l'enseignement des catéchumènes.
La cathédrale Sud reprend les proportions de l'église Nord primitive mais les aménagements liturgiques y sont plus complexes. L'ambon polygonal avec son accès est protégé des fidèles par une barrière tout comme à l'Est l'espace du presbyterium. Des sacristies et des salles de réunions complètent cette église.
Un nouveau baptistère avec une couronne de colonnes est construit mais s'adapte mal aux constructions existantes puis un atrium utilisant le portique de la cathédrale Nord relie les trois édifices.
Au début du VIe siècle, des transformations sont faites avec la construction d'une nouvelle abside de grandes dimensions et un chœur avec une ouverture de huit mètres terminant une nef très étroite.
Après 500 et la guerre des rois burgondes Gondebaud et Godegisèle, une troisième cathédrale est édifiée avec un chœur à trois absides sur un plan asymétrique causé par la conservation du baptistère existant. La grande salle Sud de réception de l'évêque est réunie au chœur. À l'époque carolingienne, le baptistère est détruit pour agrandir la nef et l'an mil marque l'abandon des deux cathédrales primitives,.
Cimiez
À Cimiez près de Nice, les thermes romains sont abandonnés dans la seconde moitié du IVe siècle et utilisés pour l'habitat. Au début du Ve siècle, le premier évêque de Cimiez, saint Valentin présent aux conciles de 439 et 442 installe le groupe épiscopal dans les thermes des femmes. Il comprend l'église, le baptistère et ses dépendances. La résidence de l'évêque est située au Nord des thermes. La basilique est construite sur les murs païens avec des matériaux de réemploi et les colonnes des termes du Nord sont utilisées pour l'édification du baptistère.
L'église orientée n'a qu'une seule nef couverte de charpente et occupe la totalité des quatre galeries des bains des femmes dont les cloisons sont démolies. Deux sacristies avec celle du Sud dotées d'une cathèdre sont de chaque côté de la nef. Le baptistère avec ses dépendances , le vestiaire et la pièce des ablutions est une salle rectangulaire avec une rotonde centrale entourée d'un collatéral reposant sur quatre piliers massifs. La faible profondeur de la cuve : cinquante centimètres montre que le baptême est célébré par effusion et non par immersion.
Poreč

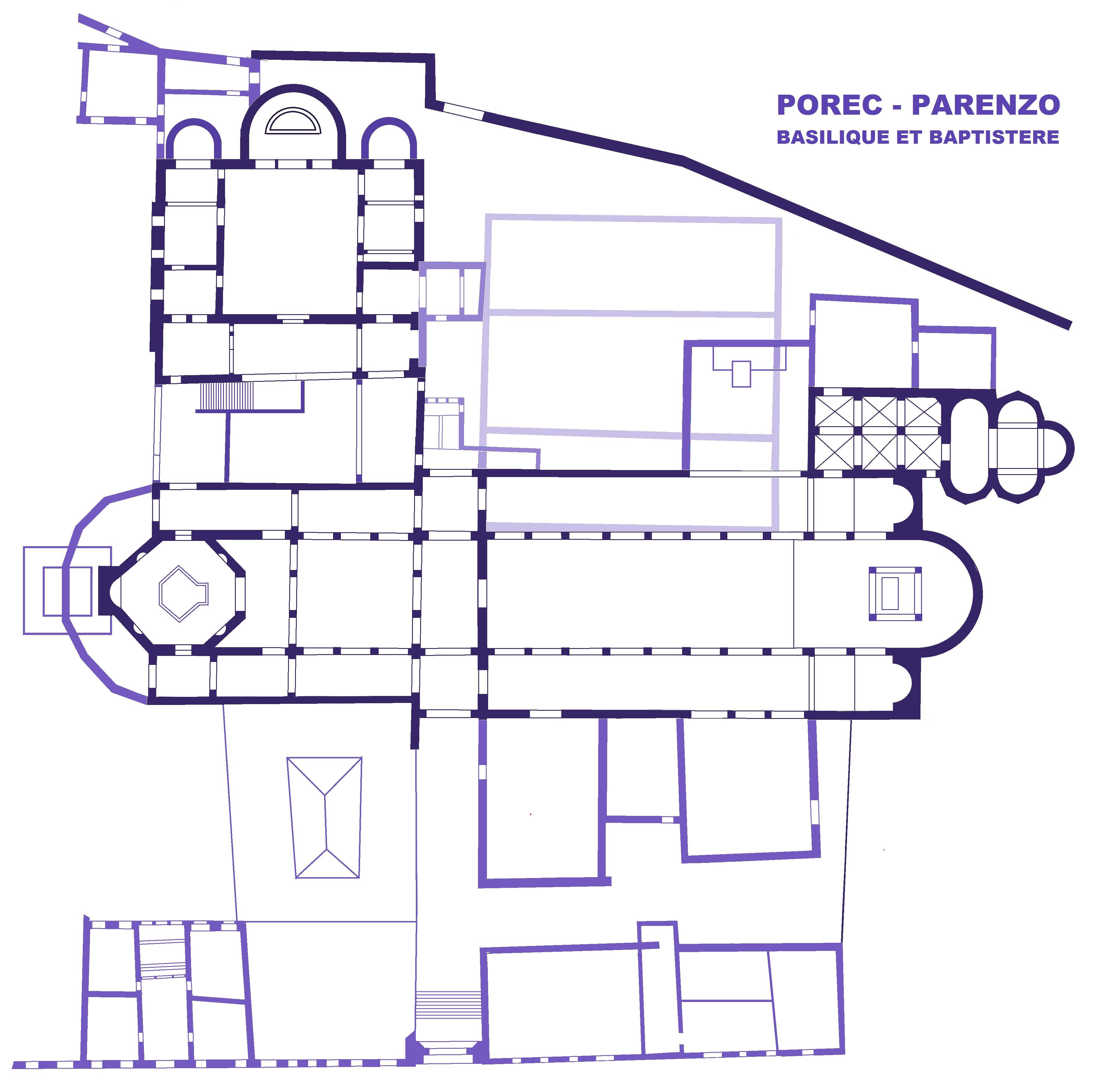
Poreč, groupe épiscopal

Le groupe paléochrétien de Parenzo (Poreč) avec sa basilique est sur l'emplacement d'une maison privée devenue au IIIe siècle domus ecclesiæ puis à la même époque on construit à côté un baptistère. Au début du IVe siècle la domus est transformée en ecclesiæ et reçoit les reliques de saint Maur qui lui donnent une grande importance. L'église actuelle est construite au milieu du VIe siècle par l'évêque Euphasius dont elle conserve le nom. Il y ajoute un atrium avec un baptistère au-delà du modeste narthex de la basilique et construit un palais épiscopal monumental entre l'atrium et la mer puis une chapelle au Nord-Est de la basilique.
Le premier complexe est constitué de trois salles parallèles accolées l'une à l'autre et disposées suivant un axe Ouest-Est. La salle centrale de 20 m de longueur sur 8 m de largeur comporte une nef unique et assure la fonction d'église. La salle Sud sensiblement de même dimension que celle du centre est partagée en deux et celle du Nord d'une longueur de 20 m est tripartite avec dans une pièce un bassin de baptistère, probablement un vestiaire et la salle des catéchumènes dans les autres salles.
L'église actuelle du VIe siècle comprend trois vaisseaux, une abside centrale et deux absides latérales moins profondes. Les colonnes de la nef sont reliées par des arcades décorées de stuc avec des traces de peinture polychrome. Tous les constructions sont richement ornées de mosaïques, d'albâtre, de marbre, de nacre et de stuc dans l'esprit de luxe du règne de Justinien,,.

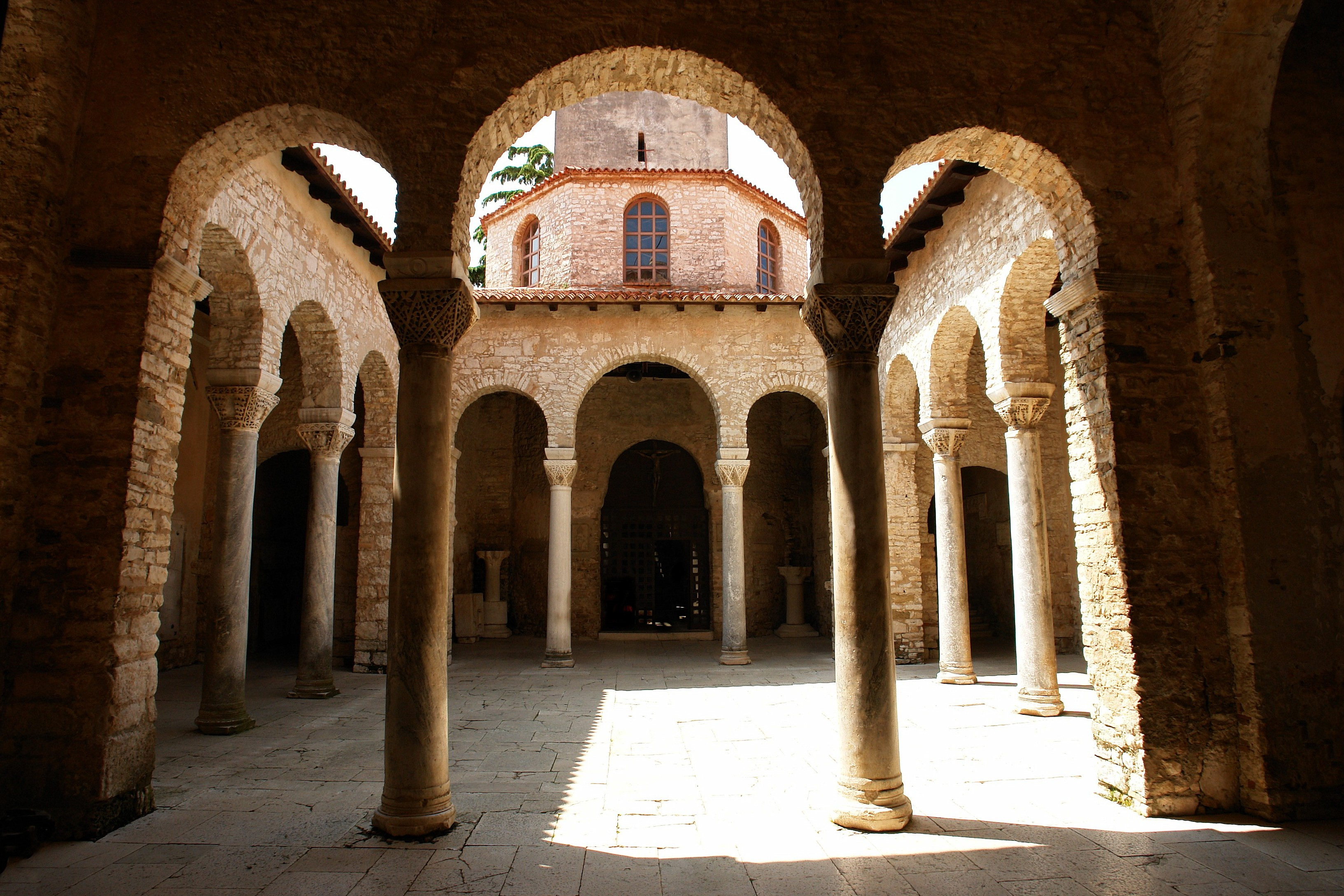
Basilique euphrasienne de Poreč, l'atrium
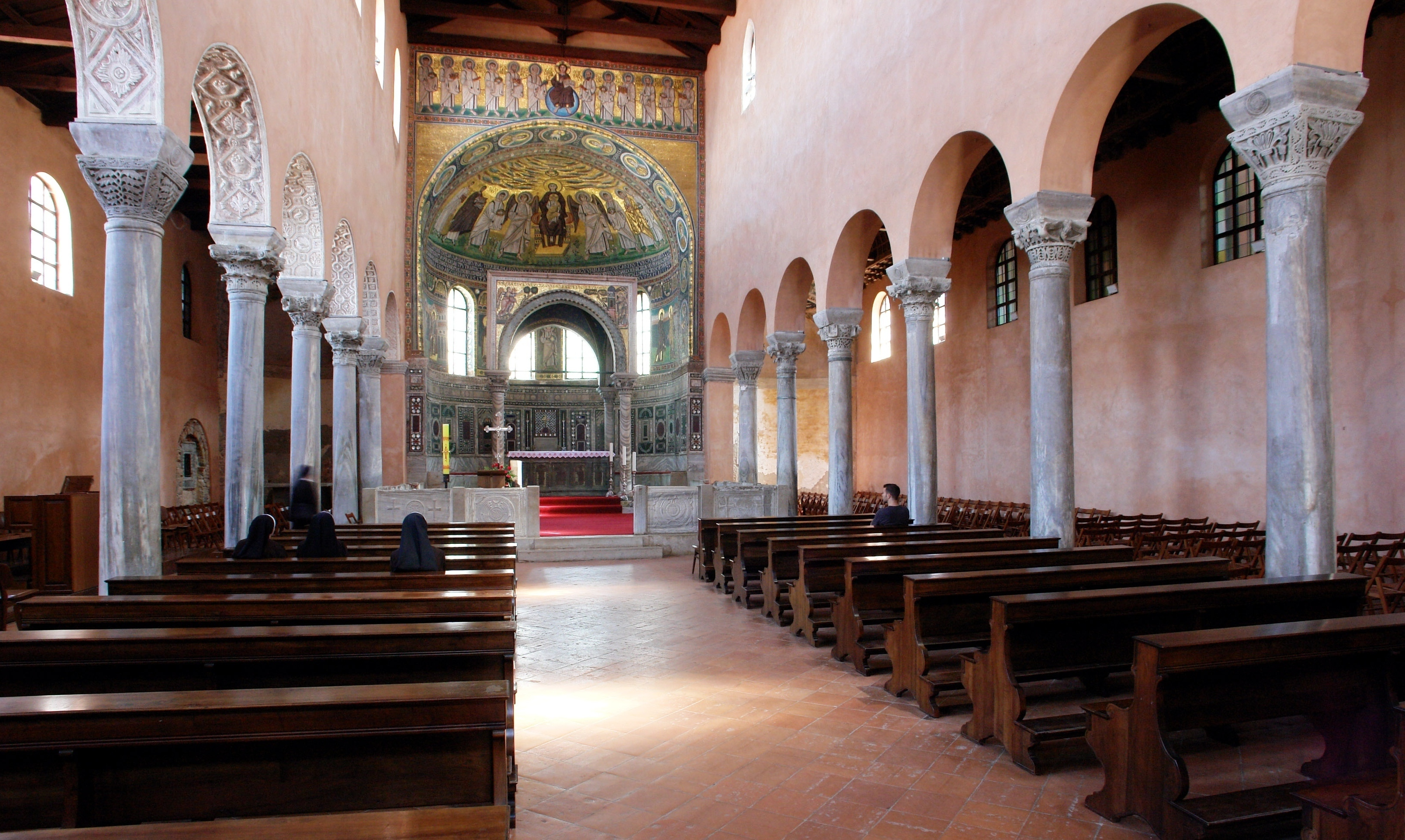
Basilique euphrasienne de Poreč, la nef
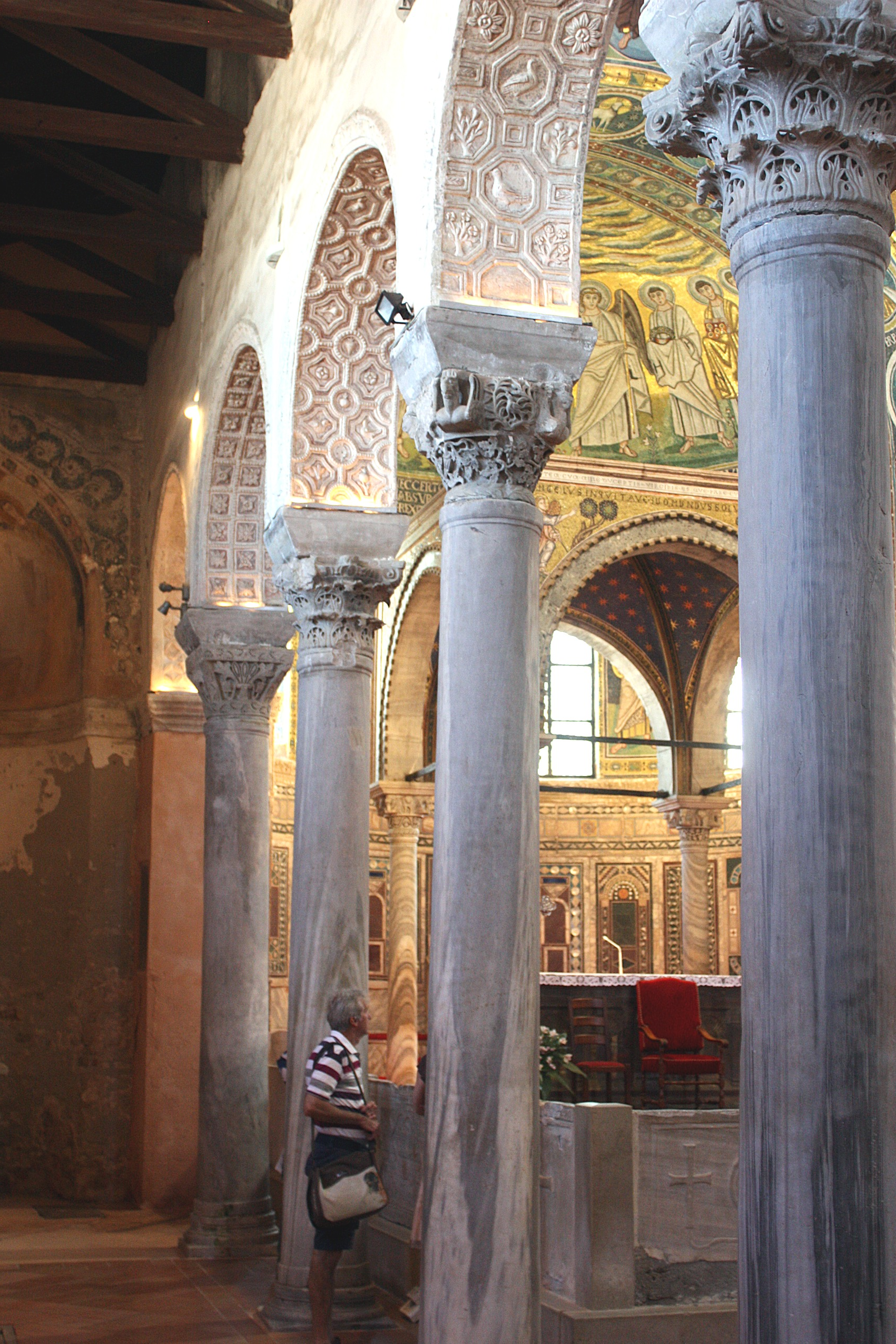
Poreč, arcades en stuc
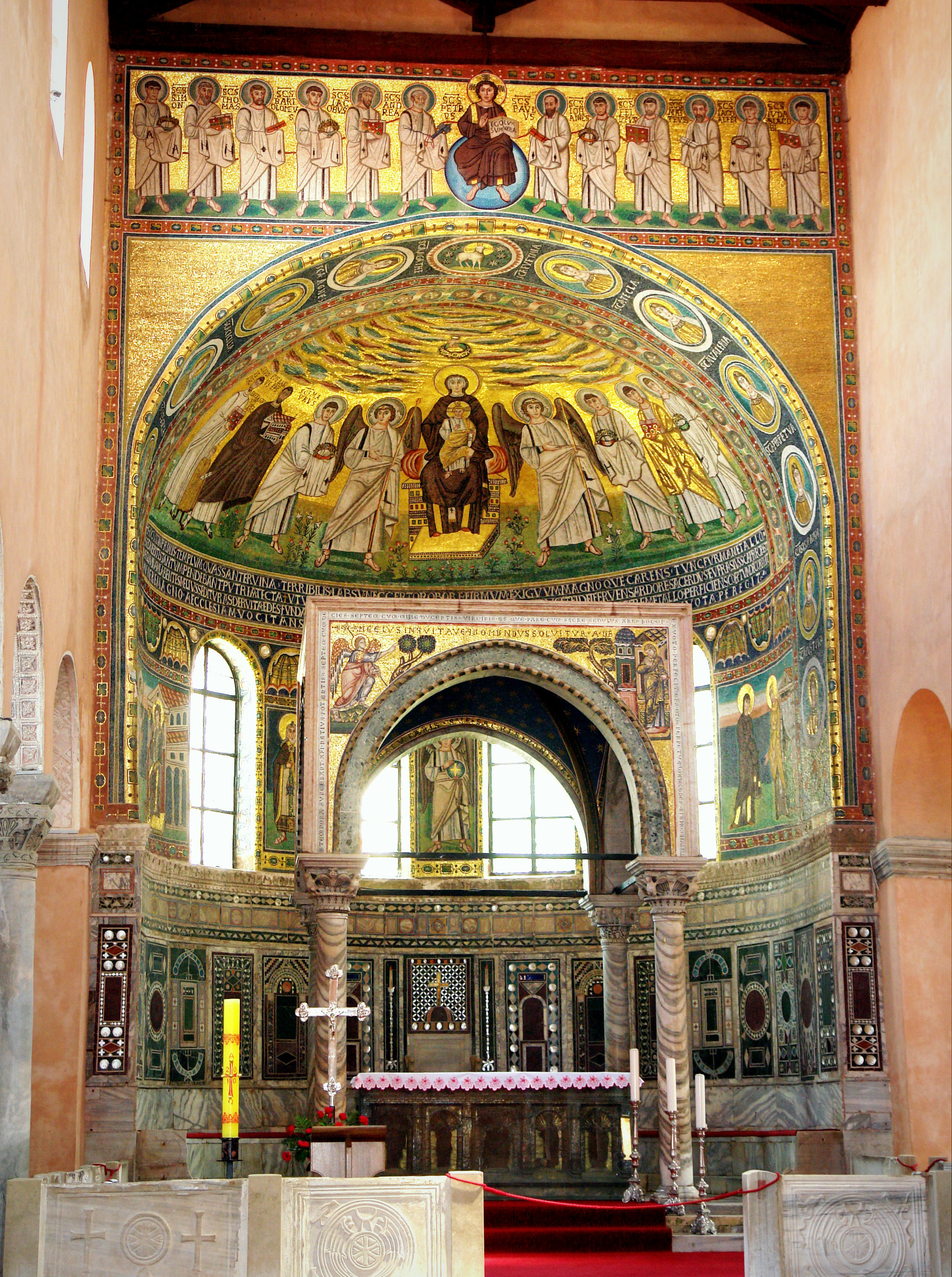
Poreč, l'abside

Salone

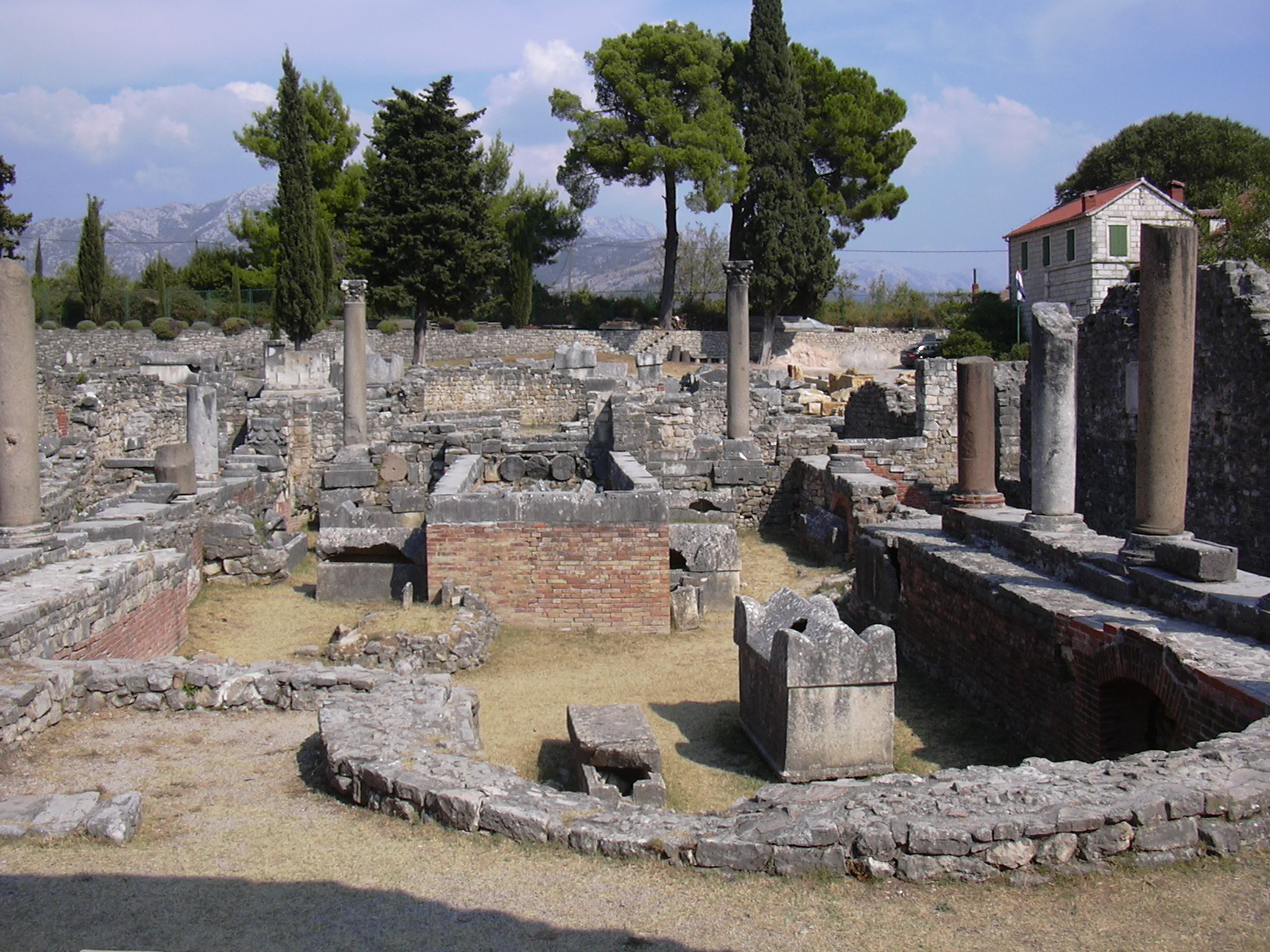
la cathédrale double de Salone

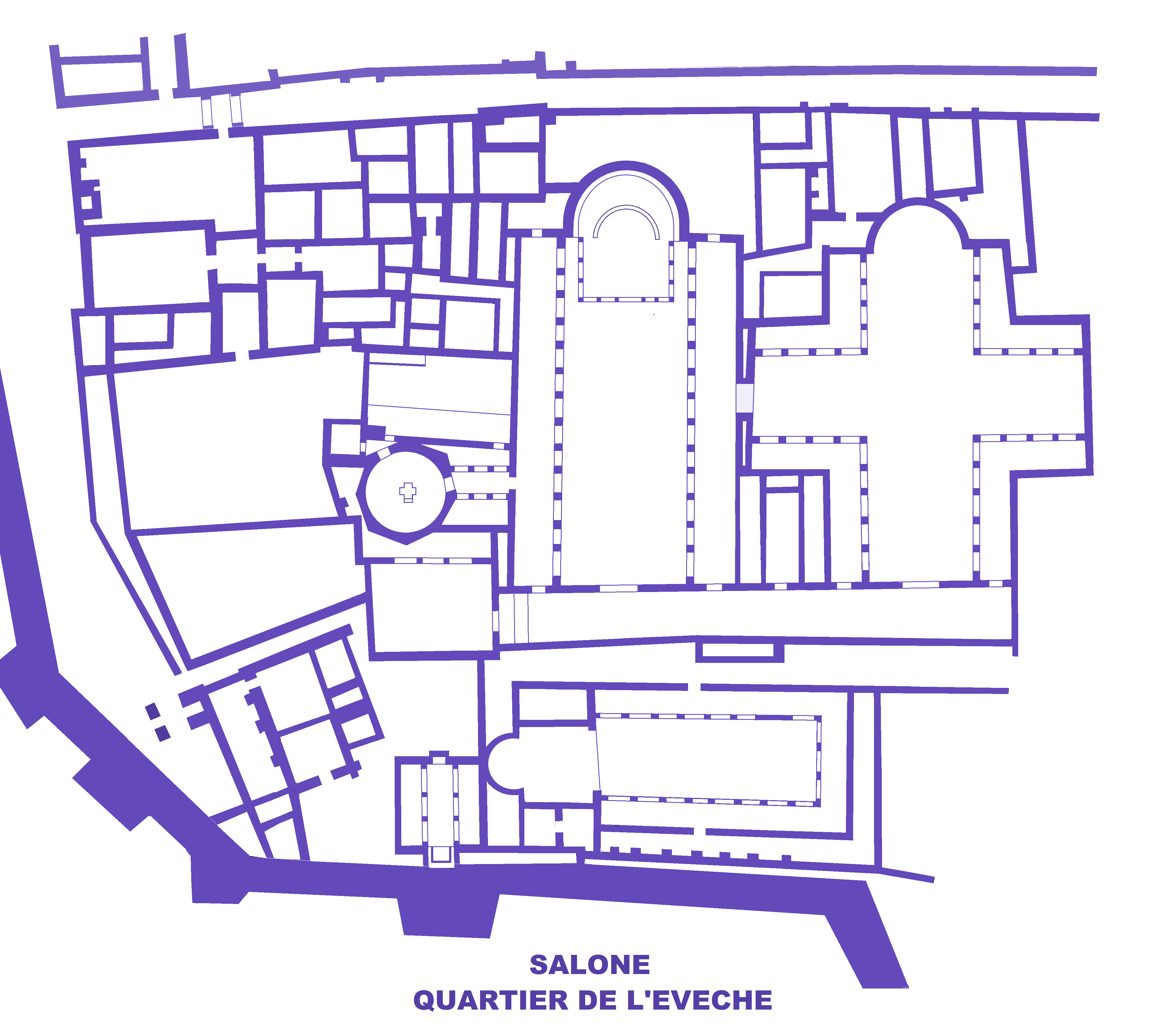
Salone, groupe épiscopal

Salone est capitale provinciale et siège de l'archevêché de Dalmatie. Les premières adaptations du bâti existant aux besoins de la liturgie chrétienne et pour parvenir à la création du groupe cathédral débutent à la fin du IIIe siècle ou au début du IVe siècle. Une Domus dotée d'une petite installation thermale est adaptée et transformée en oratoire et les édifices paléochrétiens du groupe épiscopal ont probablement succédé à des maisons et des complexes balnéaires privés. Une première église primitive est située sous l'église Sud de la première église géminée. À la fin du IVe siècle ou au début du Ve siècle, les évêques construisent une cathédrale double dont les deux églises parallèles ne communiquent que par un long vestibule qui devient le pivot du développement de l'ensemble. Il est possible que la salle d'audience et un balnéaire de l'évêque soient à l'Ouest de ce vestibule.
Au VIe siècle de nombreuses modifications changent l'aspect et le fonctionnement du groupe épiscopal. La basilique Sud-Est est rasée et remplacée par une église cruciforme. Sur l'emplacement de l'annexe rectangulaire on construit un baptistère de plan centré, octogonal à l'extérieur et circulaire à l'intérieur. Pour rendre plus beau et imposant le complexe cathédral, les évêques et les notables édifient des églises à l'intérieur et l'extérieur de la ville qu'ils embellissent en aménageant les voiries.
Aradi
Le groupe épiscopal d'Aradi (Sidi Jdidi, Tunisie) où l'ensemble monumental que l'on propose d'identifier comme tel est composé de quatre îlots dont deux avec des églises du Ve siècle précédées d'une cour carrée, entourées d'annexes et pourvues d'un système d'accès indirect. Les églises sont semblables avec les mêmes petites dimensions, trois nefs à cinq travées. Avec un chevet plat, elles ont chacune une abside avec deux pièces juxtaposées, celles de droite étant occupée par le baptistère. Leurs entrées latérales dans l'axe des collatéraux libèrent la nef principale réservée à la liturgie et aux déplacements du clergé. Avec un chevet plat, elles ont chacune une abside avec deux pièces juxtaposées, celles de droite étant occupée par le baptistère.
Entre les îlots ecclésiaux, un troisième est intercalé avec des fonctions domestiques liées à la transformation des produits du patrimoine foncier : moulin à céréales, pétrin, four à pain. Le quatrième îlot formé par une maison-bloc à étage est occupé au rez-de-chaussée par le pressoir à vin, le stockage des amphores et par une petite écurie. Un escalier mène à l'étage résidentiel,.

#### Les baptistères

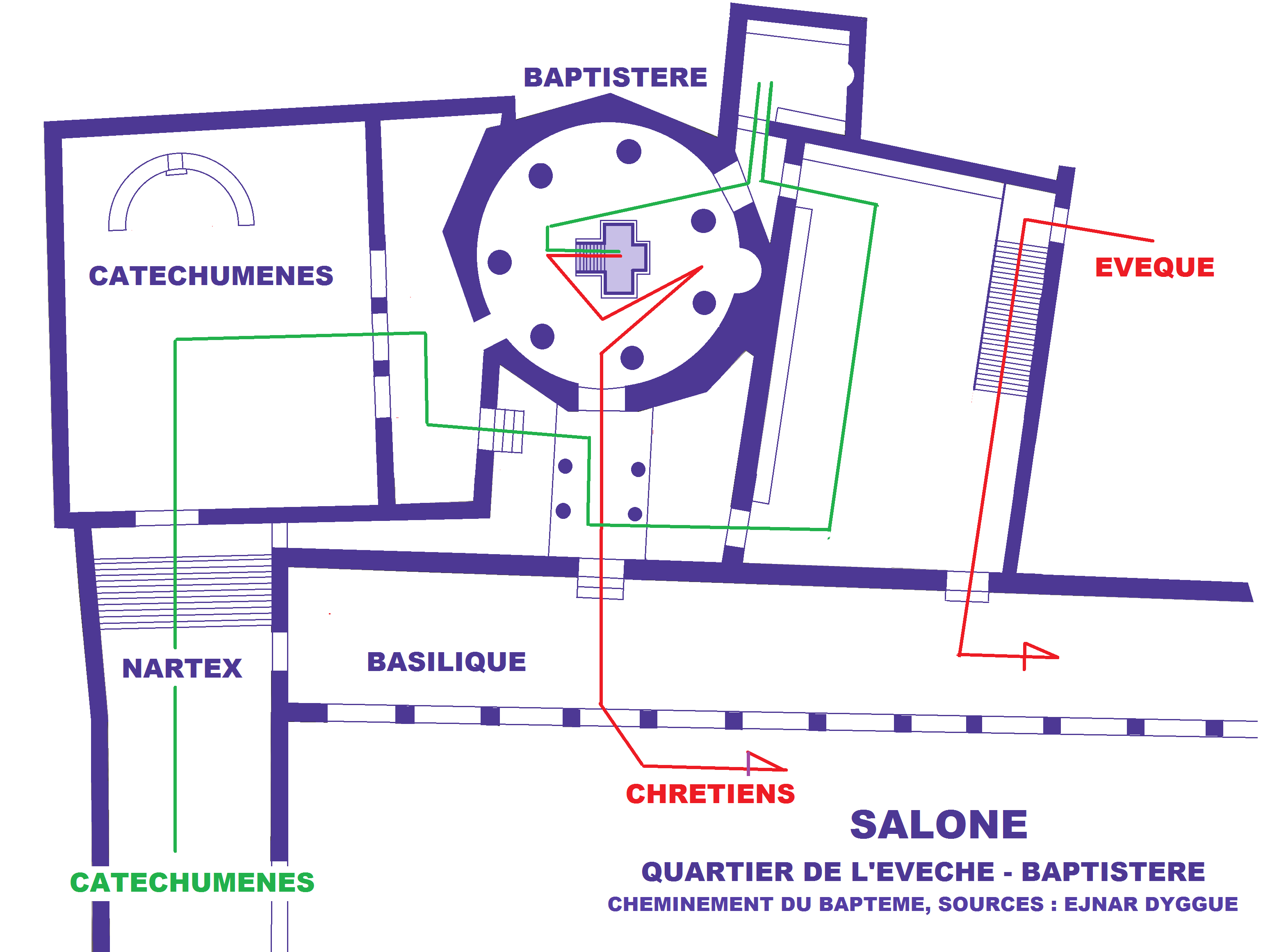
Baptistère de Salone

Le baptistère est au cœur du dispositif épiscopal l'élément fondamental, le lieu de passage entre le profane et le sacré, l'appartenance à la communauté chrétienne. On peut comprendre les rites de passage du catéchumène au chrétien dans la basilique patriarcale d'Aquilée du IVe siècle. Le futur chrétien passe dans la salle Sud couverte de mosaïque dont une transversale au fond montre l'histoire de Jonas avalé par la baleine, recraché puis dormant. Elle symbolise le baptême, avant, pendant et après, devenu un autre homme. Après ce passage de réflexion et l'immersion dans le baptistère, le nouveau chrétien est accueilli par la communauté chrétienne et peut assister à l'eucharistie dans la salle Nord.
Dans le groupe cathédral de Salone plus tardif, les catéchumènes accèdent depuis l'extérieur par un narthex dans une pièce d'accueil, puis passe dans une deuxième salle avec des bancs située sur le passage de l'évêque, puis une autre petite pièce avec des bancs et enfin entrent dans le bassin. Les nouveaux chrétiens font une station devant une niche dans le baptistère et accèdent à la basilique pour suivre la célébration de l'eucharistie.

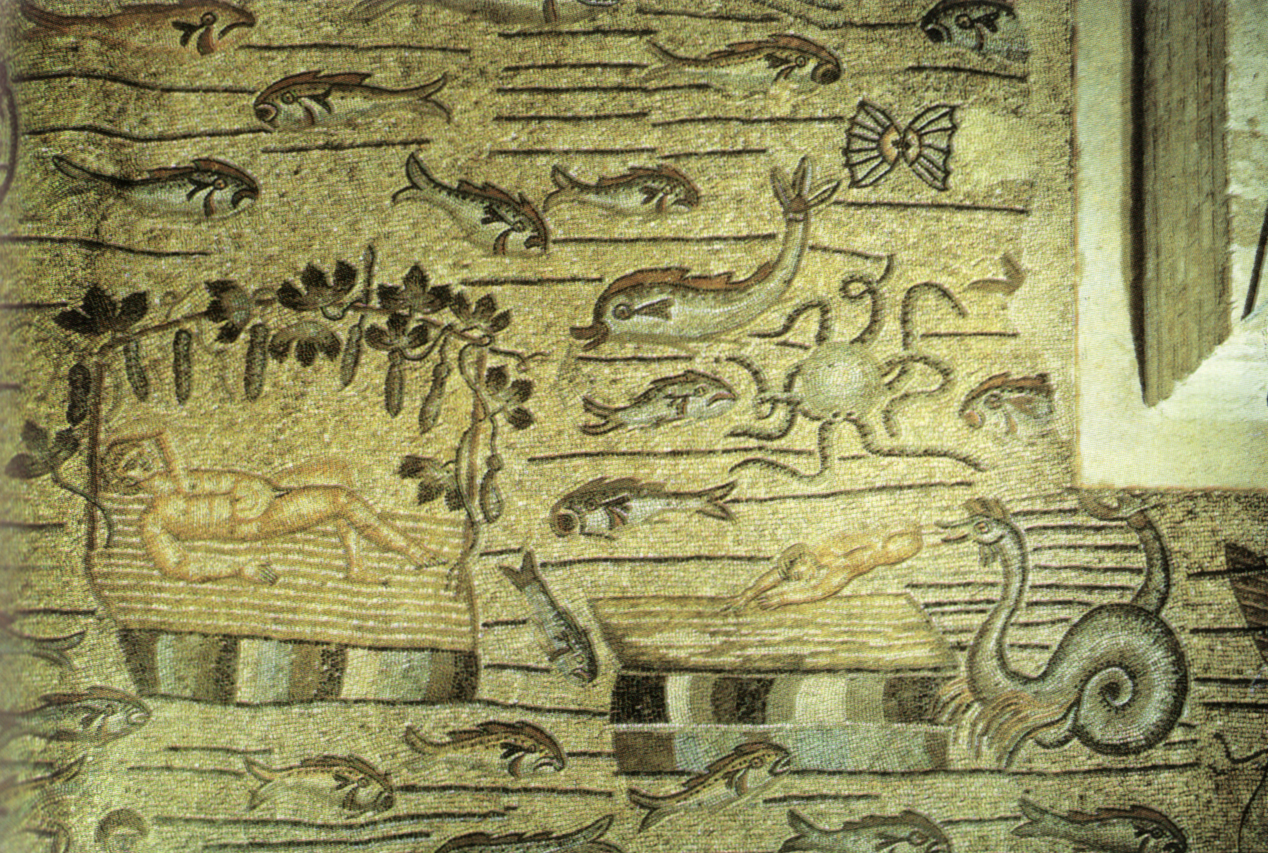
Jonas recraché par la baleine puis dormant, Aquilée
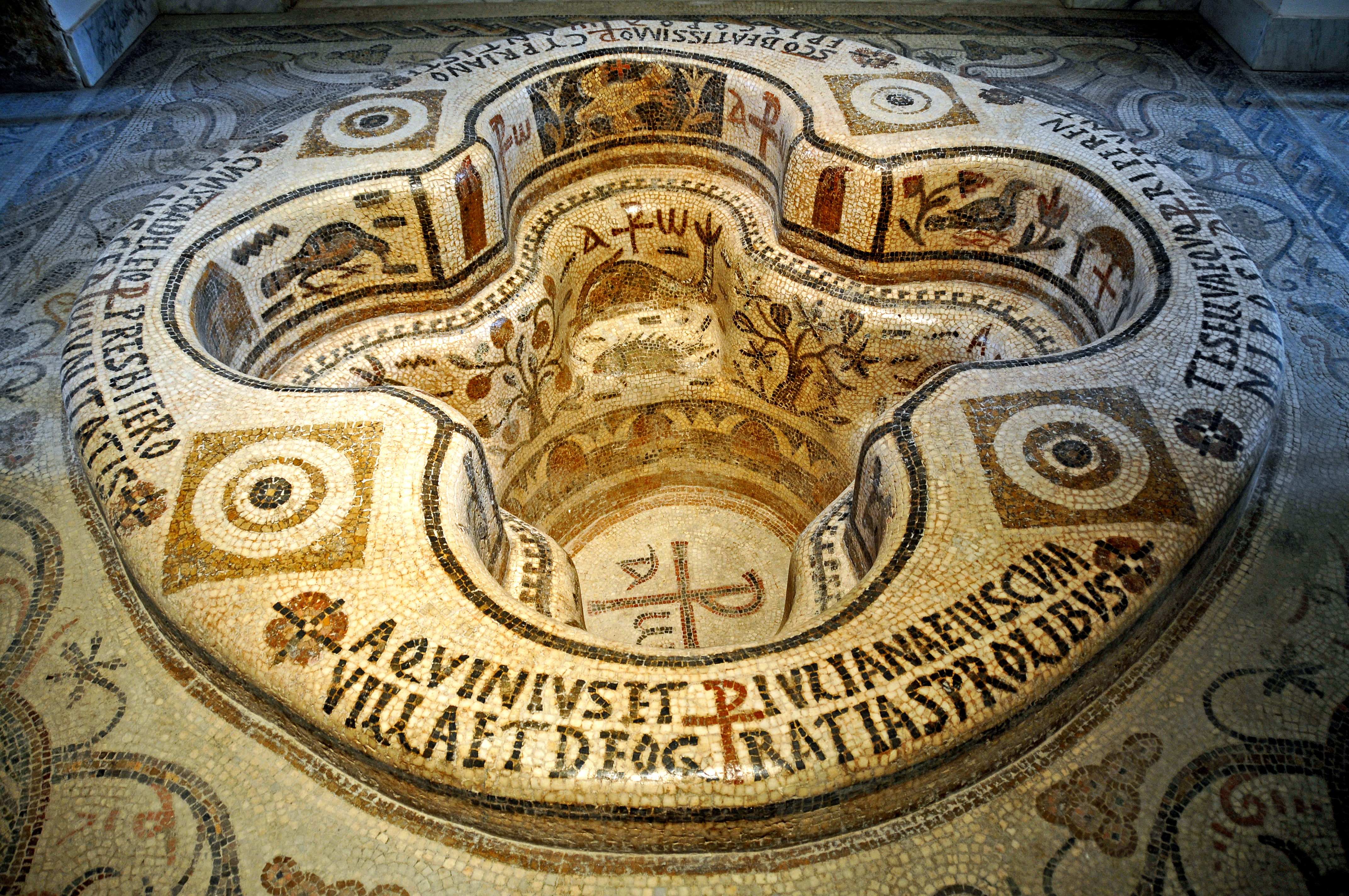
Bassin du baptistère de Kélibia

Ravenne
À Ravenne, deux baptistères du même type sont réalisés, celui de la cathédrale dit baptistère des Orthodoxes et celui  des Ariens.

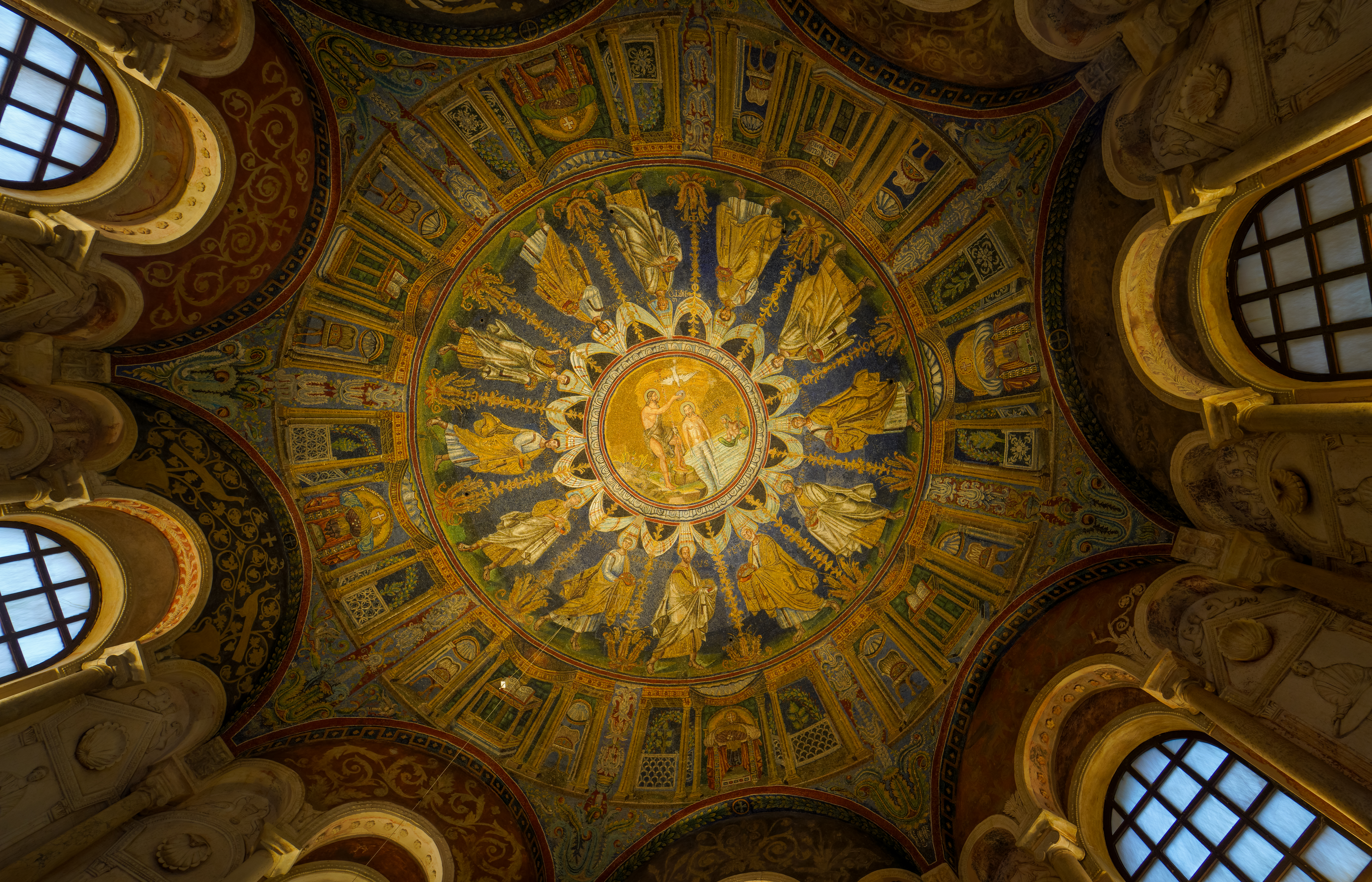
Baptistère des Orthodoxes, coupole

Le baptistère des Orthodoxes construit dans le premier quart du Ve siècle forme un carré aux angles arrondis et les quatre niches qui occupent ces angles sont peu développées en élévation. Elles laissent l'octogone se dégager librement et monter à une hauteur considérable. La liaison des murs et de la coupole est particulièrement savante pour donner un effet de continuité à l'ensemble. Les murs droits semblent avoir été renforcés jusqu'à la base de cette coupole qui remonte à l'origine de l'octogone.
Le baptistère des Ariens élevé vers 500 est d'une construction analogue mais sans la surélévation des murs car les architectes sont obligés pour reprendre le poids et les efforts horizontaux de la coupole de la poser sur des murs continus. Le développement particulier d'une des absides montre l'influence croissante de la liturgie sur l'architecture car à l'origine de ce type de plan, aucun motif ne porte atteinte à la régularité du tracé des figures géométriques du plan central.
France

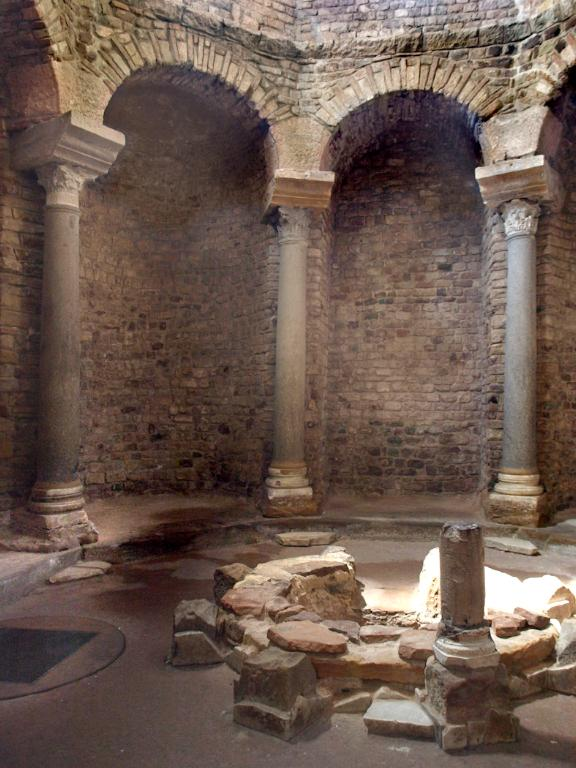
Fréjus, baptistère

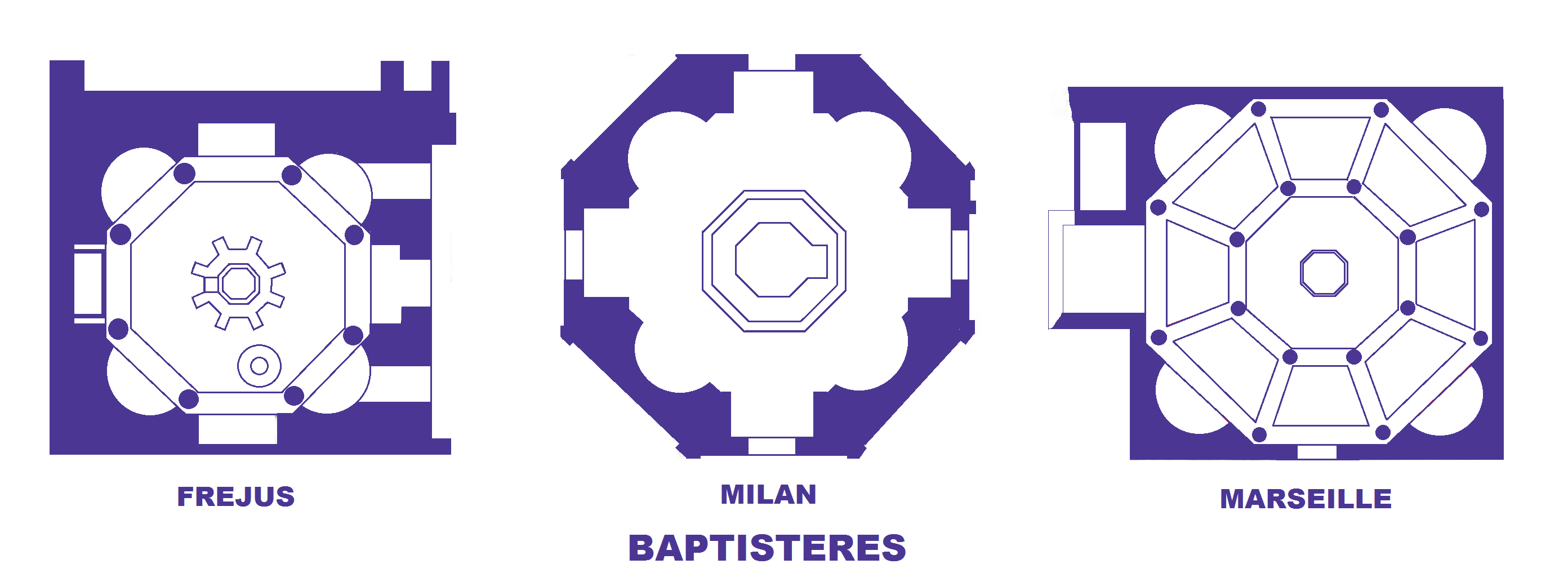
Baptistères de Fréjus, Milan, Marseille

En France, les baptistères de la vallée du Rhône appartiennent au même groupe que celui de l'Italie du Nord. Ils constituent une même famille et la diffusion de ce type met en évidence l'unité de la tradition qui régit l'art paléochrétien tout autour de la Méditerranée.
À Marseille, près de l'église épiscopale aujourd'hui la Major, le baptistère octogonal de la fin du IVe siècle a des dimensions considérables dépassant celles du baptistère du Latran. Le baptistère de Mariana en Corse est du même type.
Les baptistères d'Aix-en-Provence et Fréjus sont du début du Ve siècle et celui de Riez est plus tardif. Fréjus d'une conservation presque unique contribue à la connaissance de l'architecture paléochrétienne en Gaule. Il est carré à l'extérieur, octogonal à l'intérieur avec des exèdres alternativement plates et arrondies. Une coupole repose sur les huit angles des murs.
On retrouve la configuration du baptistère mérovingien de Poitiers où des fouilles ont montré des fondations caractéristiques du IVe siècle et du Ve siècle dans le baptistère de Cimiez à Nice installé dans une pièce quelconque d'un monument gallo-romain antérieur. C'est une salle de thermes rectangulaire banale avec au centre, un ciborium vouté surmontant une cuve hexagonale.
À Portbail en Normandie, la découverte d'un baptistère daté entre le IVe siècle et le VIe siècle est important pour l'étude du développement du christianisme jusque dans la Manche. Le bassin octogonal est dans un polygone dont les angles Nord-Ouest et Sud-Ouest sont occupés par des absidioles. L'ouverture principale entre les deux absidiole donne sur un vestibule et une petite porte est ouverte dans le mur Sud-Est.
Le baptistère de Nevers est un exemple tardif du VIe siècle.
Afrique
En Afrique, les baptistères sont de petits bâtiments voutés indépendants mais rattachés à une basilique.
En Tunisie, à Tabarka, il est octogonal et à Henchir Rhiria carré. À Djemila le bâtiment a conservé ses voûtes. La cuve du baptême surmontée d'un ciborium est dans une salle circulaire. Une galerie annulaire voutée en berceau l'entoure et est ornée de 36 niches servant de sièges et de vestiaires. On trouve aussi des baptistères en rosaces ou polylobés comme à Acholla.

### Martyria et plan centré

Thessalonique, Hosios David

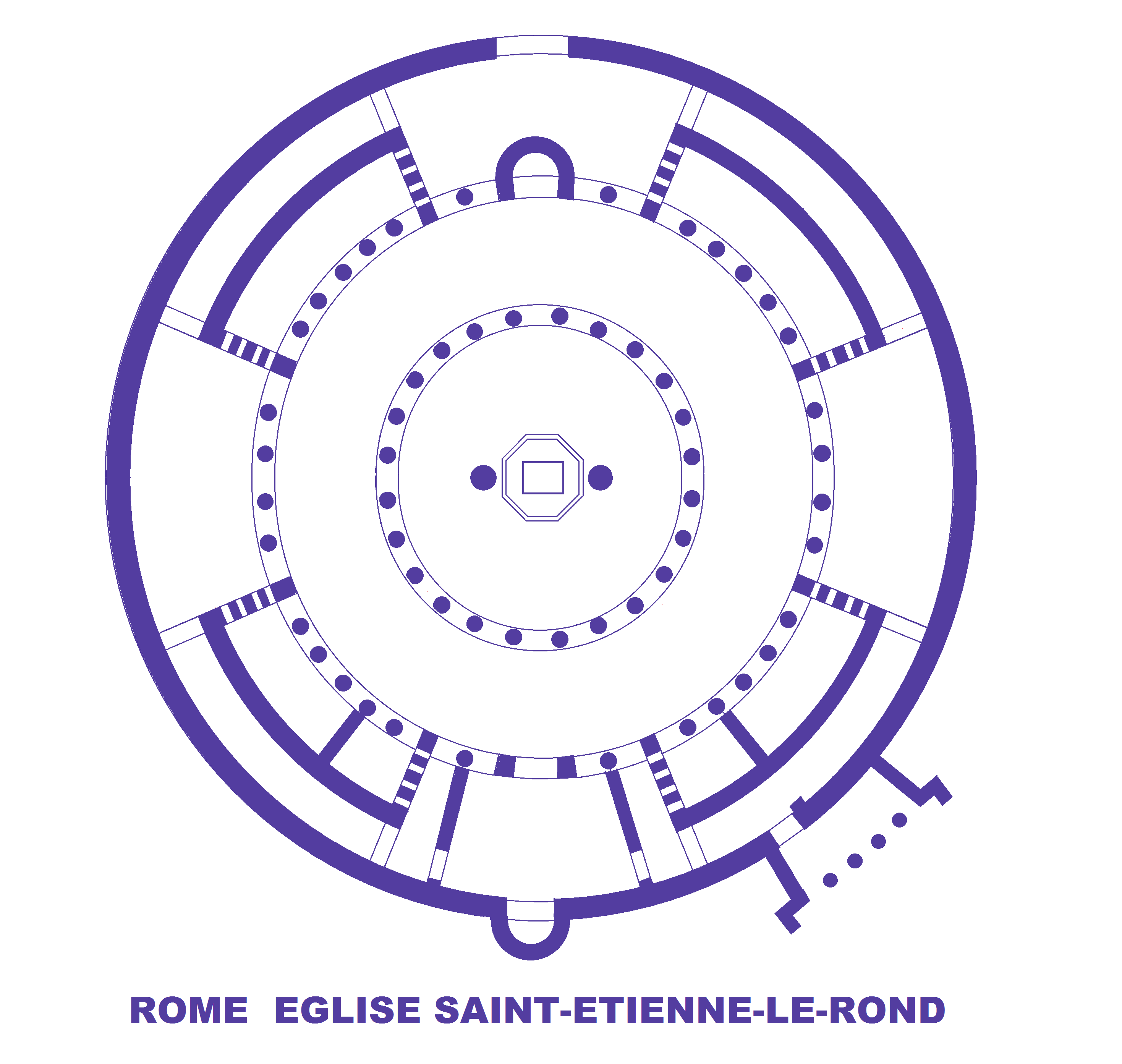
Rome, Saint-Étienne-le-Rond

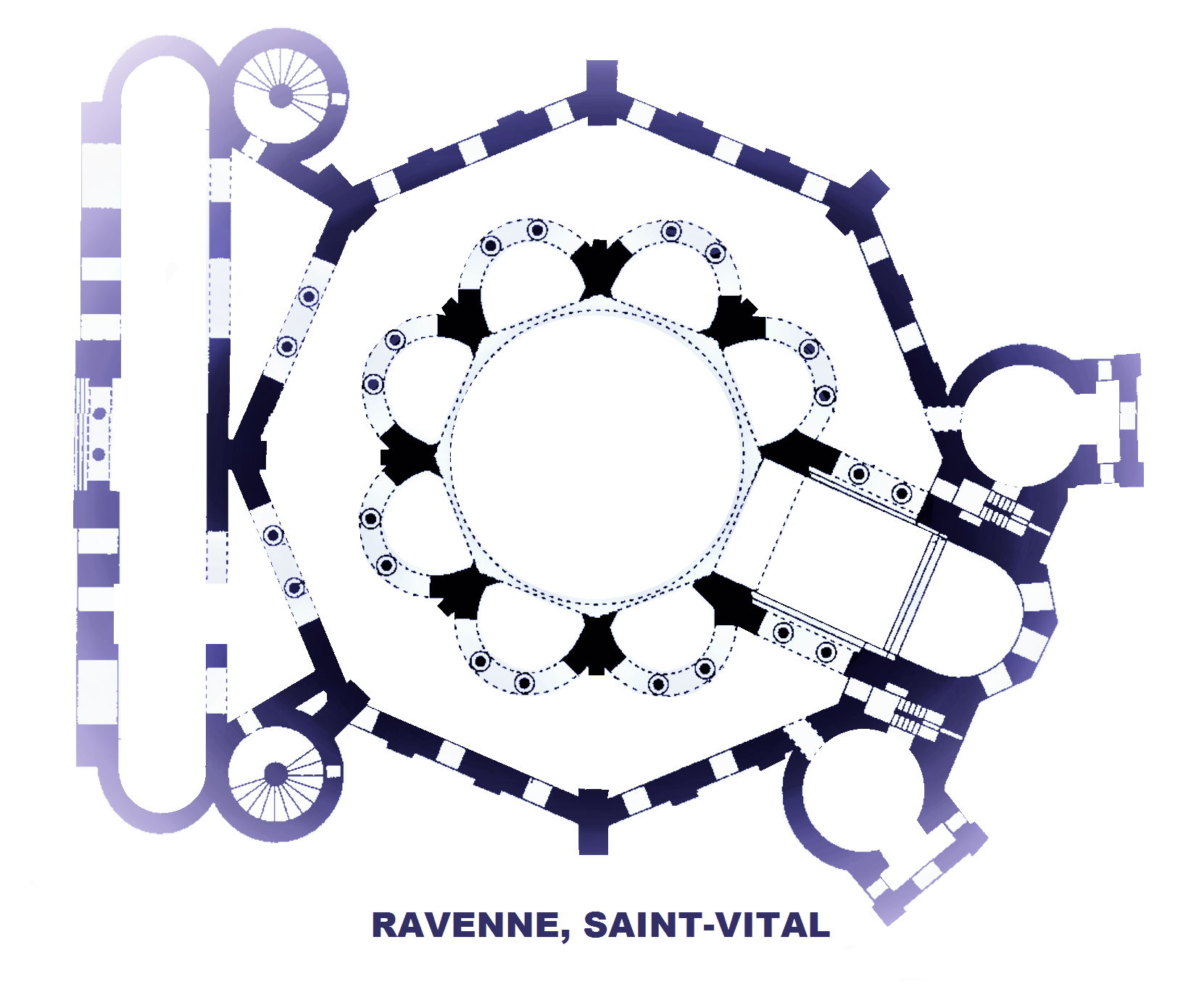
Ravenne, Saint-Vital

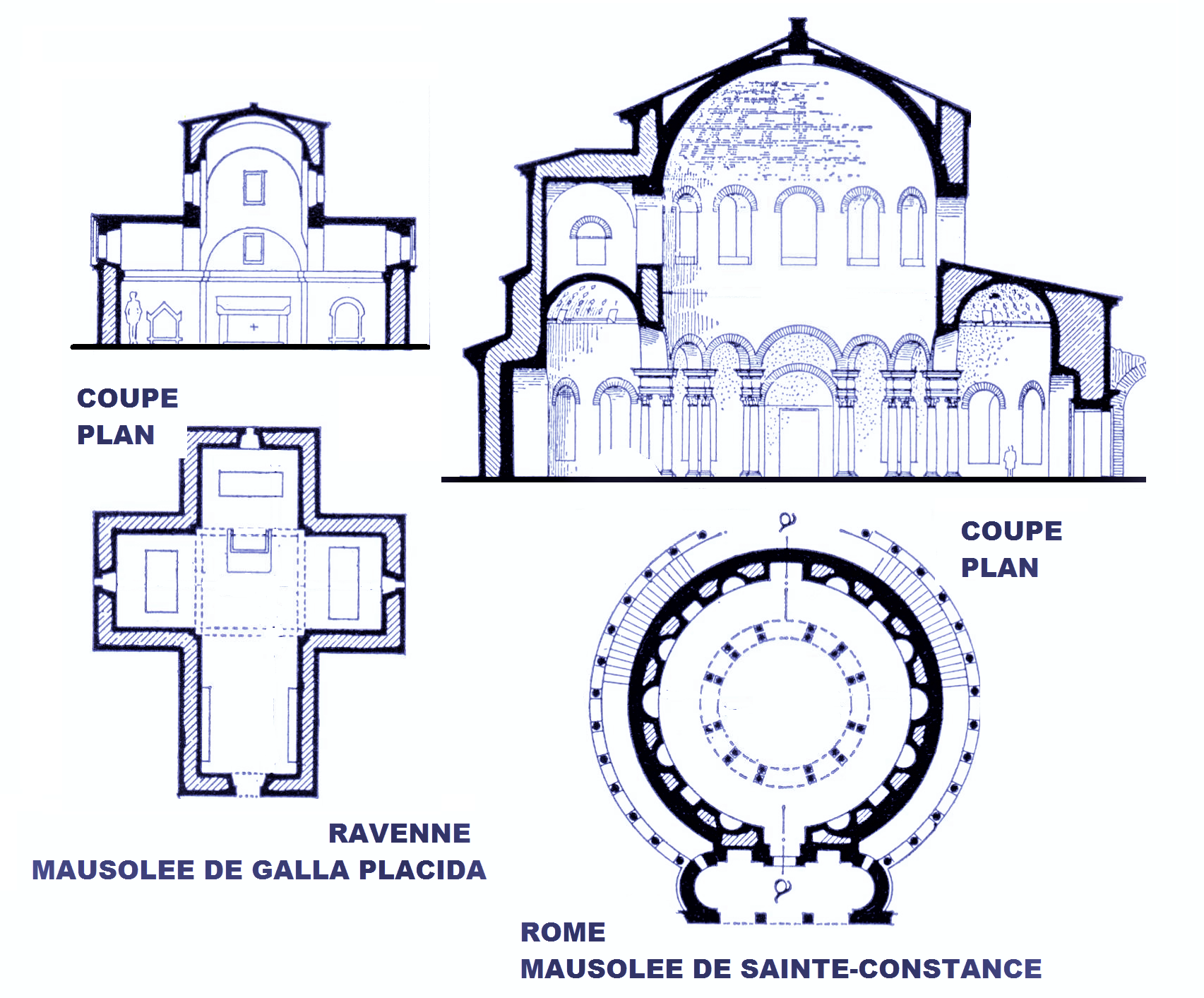
Ravenne, Galla Placida, Rome, Sainte-Constance

Les martyria et mémoria sont des édifices liés au culte des saints et à la mémoire des puissants. Les empereurs chrétiens considèrent de leur devoir d'élever des sanctuaires tout comme leurs prédécesseurs païens le faisaient par des temples. Ils ont engendré une architecture spécifique majoritairement de plan centré et couverte de voûtes et de coupoles.
Les édifices et l'ornementation autour du tombeau des saints ont une influence importante sur l'art religieux en Orient comme en Occident. Pour honorer leurs martyrs, les chrétiens s'inspire de l'architecture et même de la décoration des hérôon païens. Il existe deux classes de martyria, ceux qui renferment réellement les reliques du martyr et ceux qui s'élèvent sur un lieu sanctifié par la présence de la divinité comme les endroits des événements décisifs de la vie du Christ, le martyr par excellence ou ceux des Apôtres.
La relique met le fidèle en contact avec le monde céleste. Dans les martyriam primitifs les reliques sont sous une simple dalle percée de trous pour les libations. Avec les lois de Constantin, les inventions de reliques se multiplient, on vide les catacombes et des édifices aux plans variés s'élèvent dans toute la chrétienté en s'inspirant de l'hérôon païen. L'iconographie des lieux saints est transmise en Orient et en Occident par les objets rapportés par les pèlerins. En Orient elle s'efface au profit de celle des icône tandis que l'Occident conserve l'art historique et purement instructif.
Les plus anciens martyria conservent les plans primitifs, une salle carrée entourée de murs à Kaoussié près d'Antioche, ouverte sur l'extérieur avec des arcades à Nisibe, sous un ciborium à Saint-Jean d'Éphèse, sous un édifice couvert d'une calotte à Bagawat et Baduit.
À la même époque, IVe siècle, Ve siècle, on trouve des salles rectangulaires allongées, avec des caveaux souterrains et un étages réservé au culte avec un accès par un escalier extérieur comme celui de Marusinac à Salone.
Le plan en triconque, ou salle tréflée de l'architecture funéraire païenne se retrouve à Rome sous la voie Tiburtine et à Pécs, à Salone et à Sainte-Salsa de Tipasa.
À partir de 350, époque où se généralise le culte de la croix, le plan en croix libre avec une intention symbolique est très fréquent. La salle rectangulaire de Kaoussié est allongée de quatre salles formant une croix. Le plan le plus grandiose est celui de la basilique de Saint-Syméon Stylite à Kalaat-Seman. Un type de plan en croix inscrite peut avoir une abside sur chacun des quatre côtés, avec une coupole centrale sur des plans d'origine païenne.
La grande majorité des martyria est de plan centré avec voûtes en berceau et calottes ou coupoles, sauf dans les martyria hypèthres.
Constantin est le premier grand mécène impérial chrétien et après lui sa famille. On leur doit le martyrium du Saint-Sépulcre de Jérusalem, la rotonde de Sainte-Constance à Rome où la salle ronde est couverte d'une coupole épaulée par un déambulatoire annulaire vouté en berceau. Un autre mausolée est construit par Constantin pour sa mère Sainte Hélène. C'est édifice octogonal est couvert d'une coupole du même type que Sainte-Constance posée sur huit colonnes mais les voûtes en berceau sont séparés par des doubleaux. En Espagne, près de Tarragone, une rotonde qui est peut-être de la même origine impériale a une coupole hexagonale à l'intérieur sur un plan carré à l'extérieur. Ce type de rotonde prolonge l'art des rotondes funéraires romaines. La dynastie théodorienne reprend cet usage et élève près de Saint-Pierre de Rome, deux mausolées circulaires pour les membres de la famille impériale.
Des martyria aux églises à plan centré
La transmission des formes architecturales des martyria aux églises est liée à la célébration de la liturgie devant ou sur le corps du martyr. C'est le point de départ et les partis adoptés sont différents en Orient et en Occident. En Orient les martyria sont accolés aux églises, de préférence au niveau des chevets avec une architecture autonome. Des églises sont construites en forme de martyrium autour d'un martyrium précédant comme à Saint-Jean d'Éphèse ou englobé dans une église cruciforme que Justinien Ier couvre de cinq coupoles d' Hosios David de Salonique, des plans hexagonaux à Saints-Serge-et-Bacchus à Constantinople et Saint-Vital à Ravenne.
À Rome, l'église Saint-Étienne-le-Rond fondée par le pape Simplice (468-483) adopte le plan circulaire et comprend une double nef annulaire et une croix grecque y est inscrite. Avec sa charpente posée sur de grosses colonnes, elle semble archaïque.
À Ravenne, deux édifices : le mausolée cruciforme avec calotte de Galla Placida, fille de Théodose Ier et celui de Théodoric restent dans la famille des édifices sépulcraux romains. La basilique Saint-Vital, commencée en 532 est le dernier sanctuaire ravennate à plan rayonnant. On y retrouve l'octogone à coupole, mais l'édifice, plus grand présente un aménagement plus savant. La coupole est construite de la façon italique avec des vases vides remplaçant les briques pour alléger la voûte. Le désir des architectes de Ravenne d'imiter un modèle byzantin est évident.
À Salonique, des sanctuaires ont adopté le plan centré et le voutement mais la rotonde de l'église Saint-Georges n'est qu'une adaptation au culte chrétien du mausolée de l'empereur païen Galère et c'est une œuvre isolée dans l'architecture chrétienne. L'oratoire Hosios David annonce les églises byzantines les plus courantes au Moyen Âge, par son plan carré, à croix inscrite, et par ces voûtes en berceaux distribuées systématiquement autour d'une voûte centrale plus élancée .

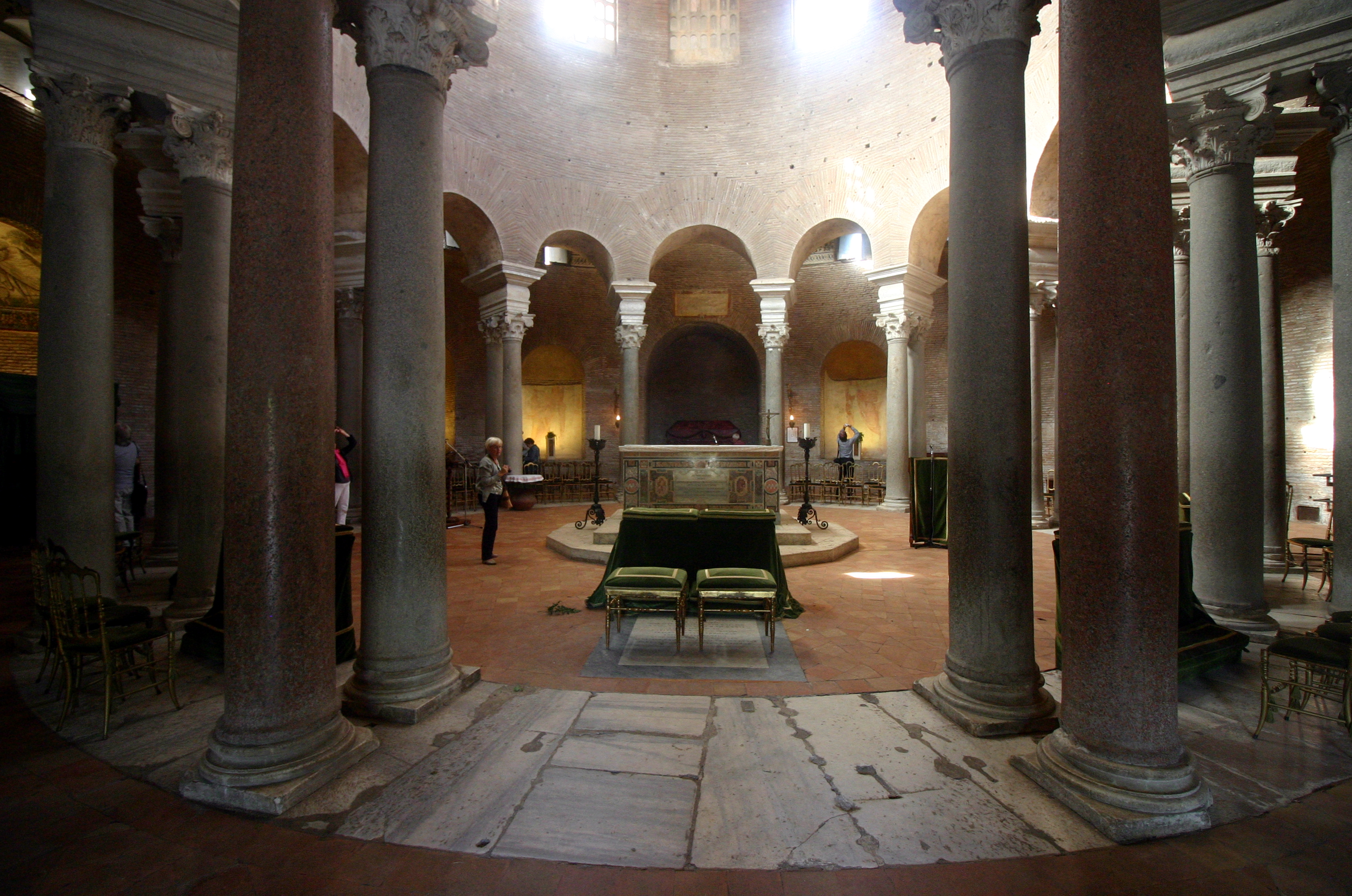
Rome, Sainte-Constance
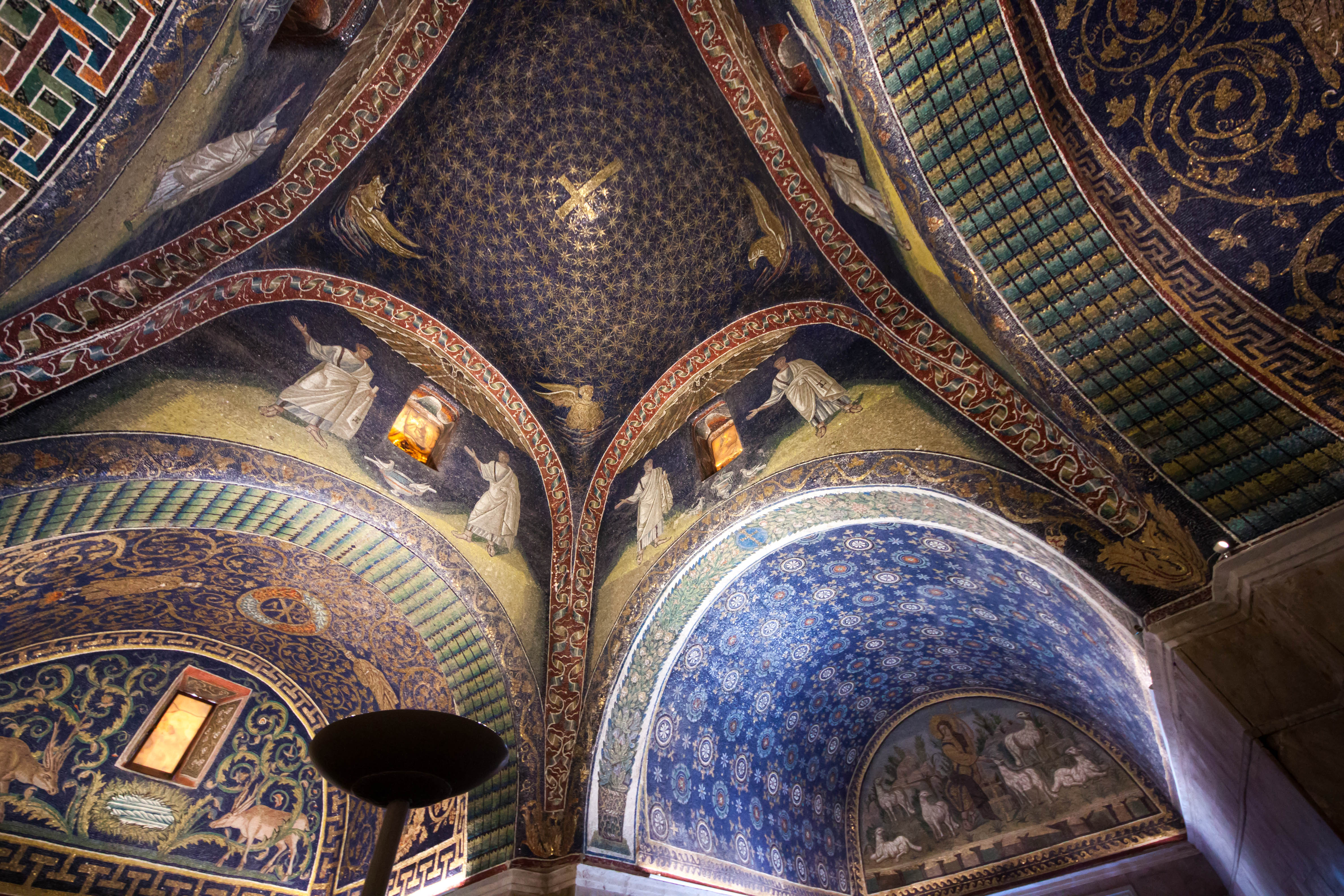
Ravenne, Galla Placida
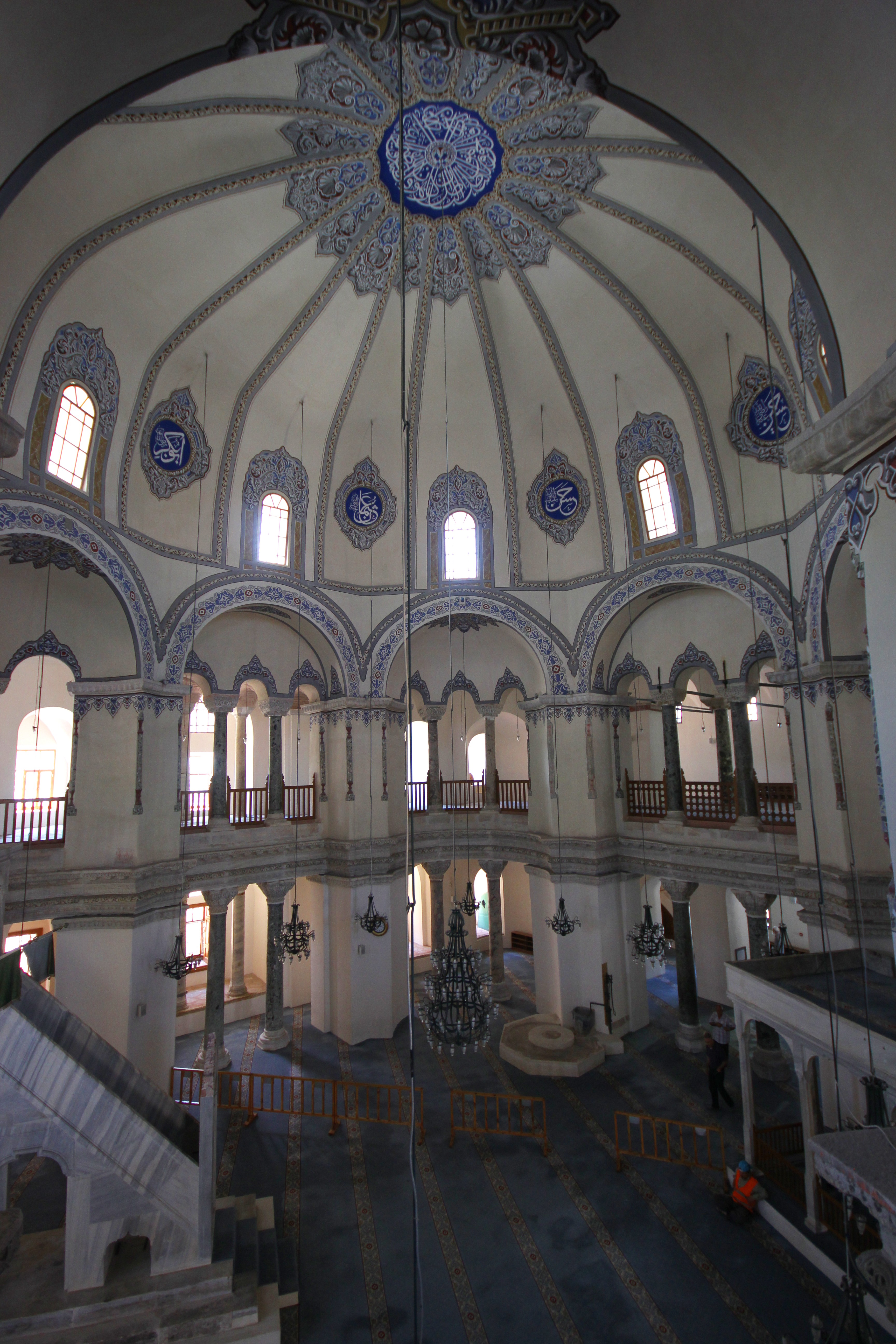
Istanbul, Saints-Serge-et-Bacchus
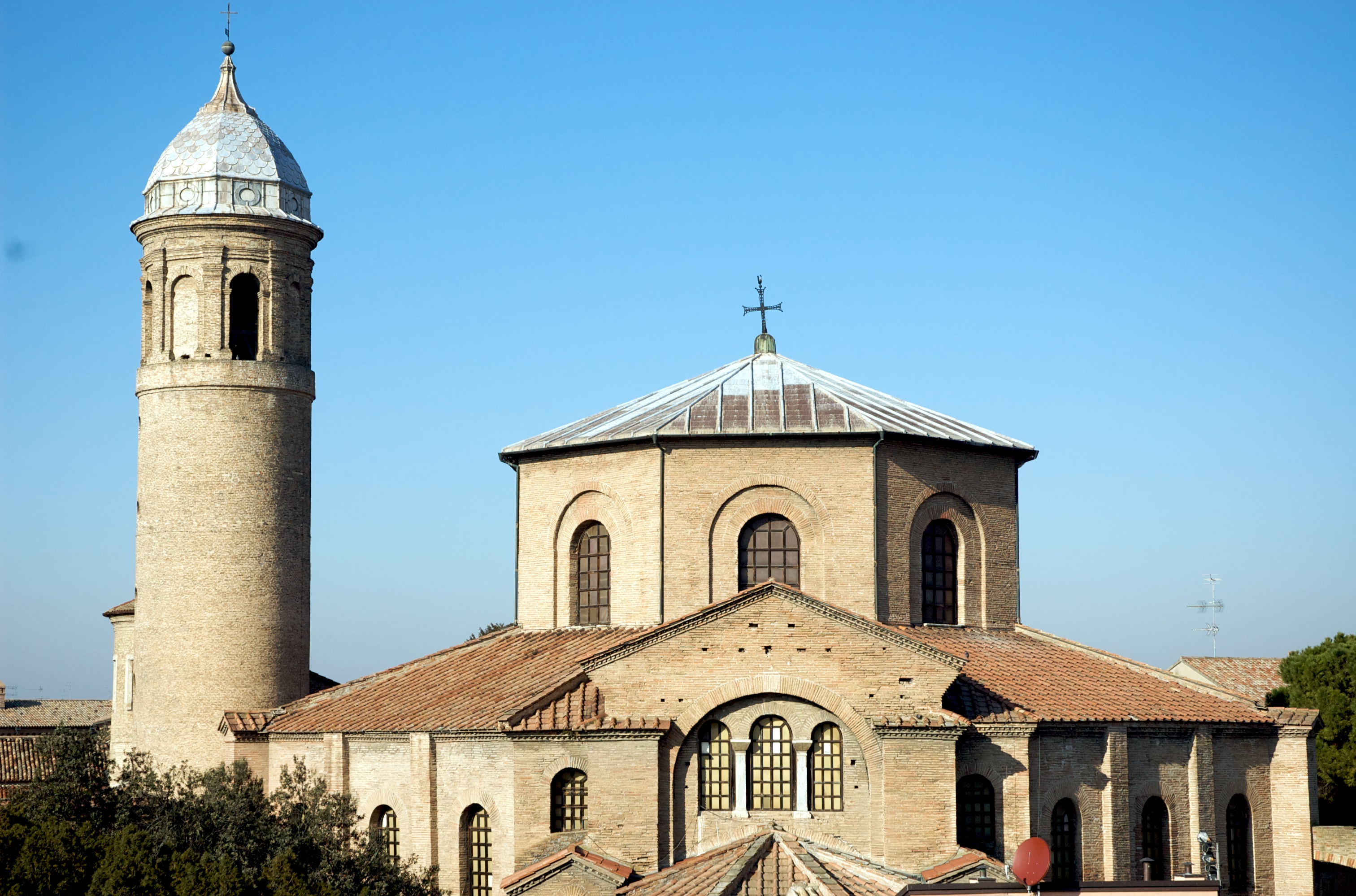
Ravenne, Saint-Vital
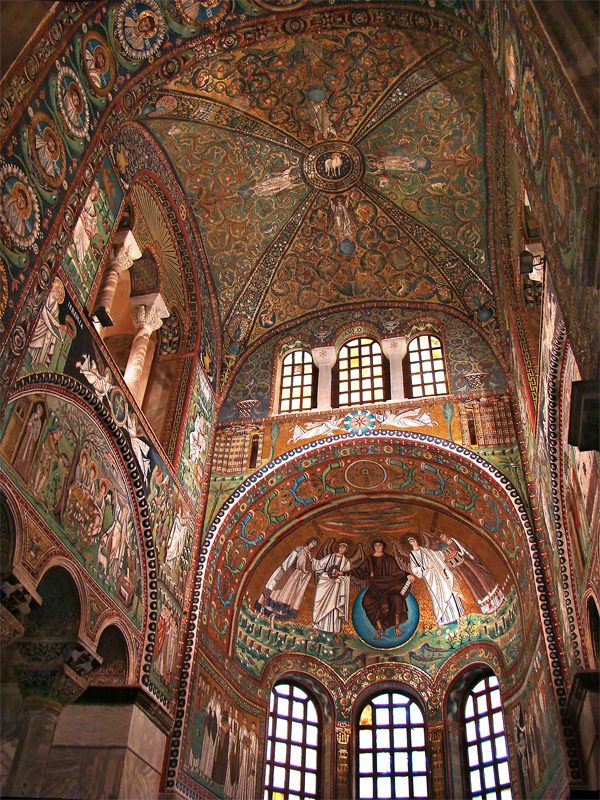
Ravenne, Saint-Vital

### Monachisme
Les origines du monachisme chrétien dont les vestiges datent des premiers siècles portent en germe le phénomène médiéval et c'est aussi un banc d'essai de la typologie de la construction. Fuite du monde et fondation d'une expérience chrétienne il n'émerge véritablement dans l'Empire romain qu'à partir du IVe siècle et permet de prolonger la gloire des martyrs par celle des saints. Antoine et Pacôme sont les deux premières figures qui incarnent les formes d'anachorète et de cénobite.
Au Ve siècle, les communautés connaissent une expansion croissante et des groupes s'installent dans les villes, des demeures rustiques à la campagne ou organisent un système de rassemblement de cellules isolées. Les premiers cloîtres où les bâtiments se repartissent sans ordre précis apparaissent en Syrie et en Asie Mineure. Au concile de Chalcédoine en 451, l'Église cherche à soumettre et organiser cette vie communautaire.
L'Égypte a suscité une fascination intense pour ses membres dispersés dans le désert, d'abord anachorètes complètement isolés, puis organisés en colonies et enfin rassemblés en monastères par l'œuvre de Pâcome. De petites communautés s'organisent en Palestine et dans les ensembles urbains d'Occident autour d'un évêque comme Eusèbe à Verceil, Victrice à Rouen, Martin à Tours, Ambroise à Milan, Paulin à Nole et Augustin à Hippone. Leur vie commune est rythmée par la liturgie et ils sont organisés par une hiérarchie dans un bâtiment qui prend le nom de monasterium. En Occident, les religieux entretiennent un lien étroit avec l'évêque et la liturgie de leurs basiliques dont l'une des conséquences est la fondation des ordres de chanoines réguliers.

#### Le monachisme égyptien

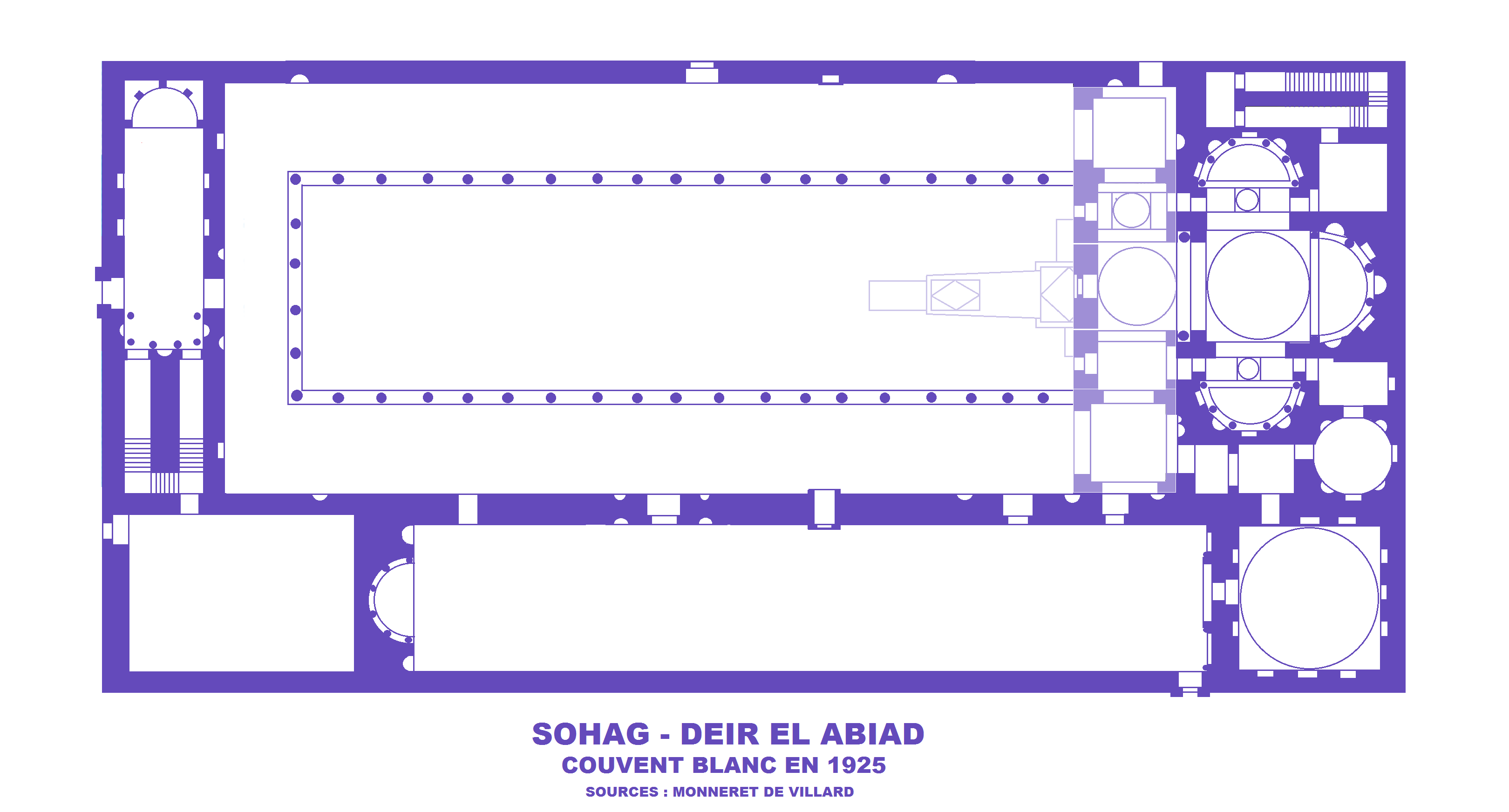
Monastère blanc de Sohag

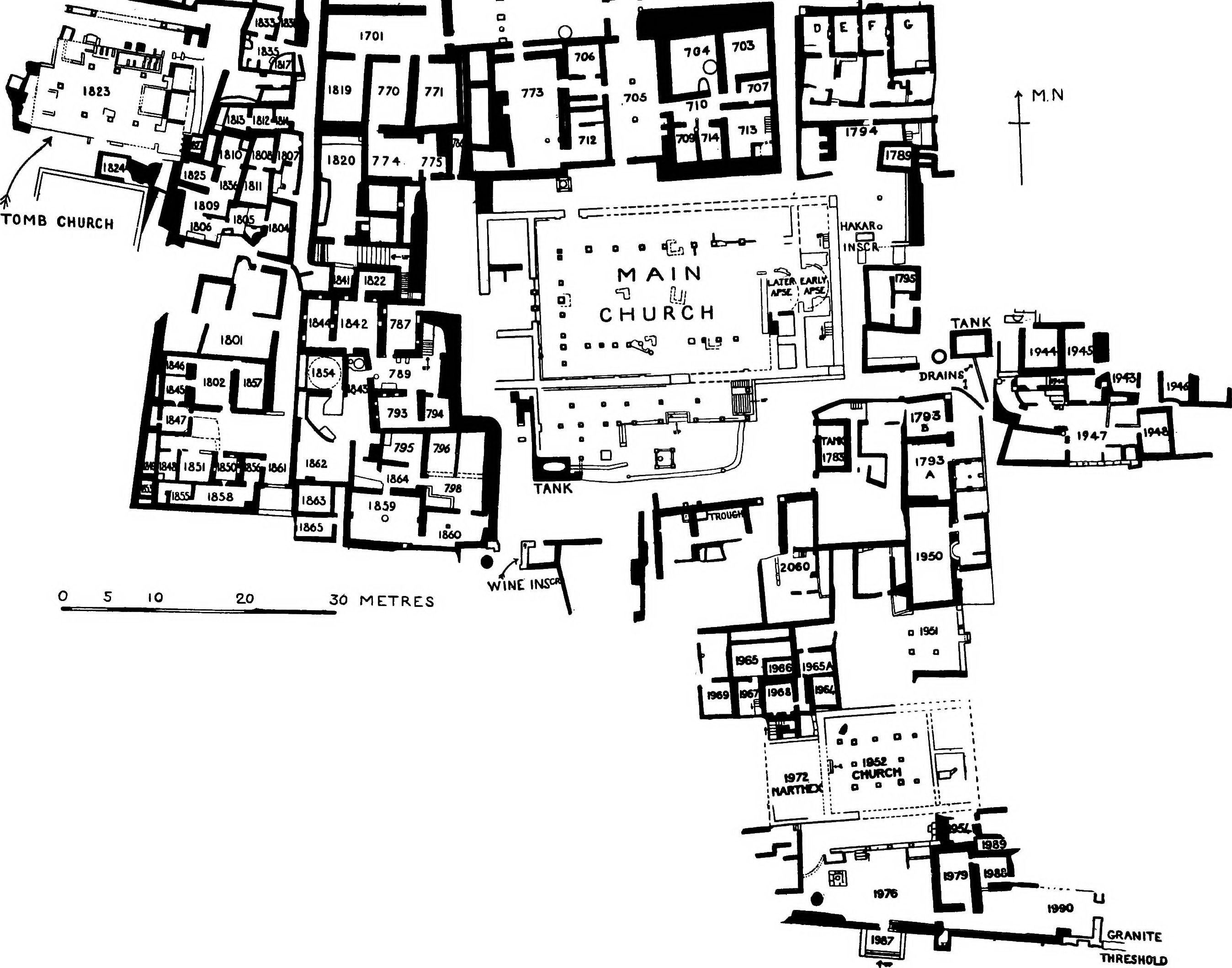
Monastère de Saqqara

En Égypte, berceau du monachisme, les gens partent au désert ou vont s'agglomérés autour des ermites puis passent de l'érémitisme à la communauté de vie des cénobites.
Au début du Ve siècle, un comte byzantin fonde près de Sohag les Couvents Blanc et Rouge (Deir El-Abiad et Deir Al-Ahmar). Si les bâtiments conventuels ont disparu, il reste les églises d'un plan similaire entouré d'un mur d'enceinte qui en masque complètement l'intérieur à la manière des temples égyptiens. Les façades sont scandées de deux rangées de fausses fenêtres rectangulaires au Couvent Blanc et rondes au Couvent Rouge qui doit son nom à la brique employée à la place du calcaire de récupération d'anciens temples au Couvent Blanc.
Au Couvent Blanc, le triconque du chevet de l'église se présente en édicule autonome, massif et s'ouvrant sur la nef par une baie. La nef est une salle très longue, bordée sur trois côtés de colonnades. Cette colonnade qui peut évoquer les synagogues de Palestine semble plutôt issue des temples pharaoniques comme l'installation d'un massif transversal à la place du narthex dont il rappelle les pylônes.
L'édicule du triconque du chœur et la décoration intérieure des murs et du vestibule sont d'inspiration hellénistique avec des revêtements de marbres polychromes, colonnettes et tabernacles. Si l'effet que produit ce massif du chevet est égyptien, à l'intérieur, son plan et son décor le rattachent à la tradition des triconques funéraires gallo-romaines. On peut y voir l'inspiration d'un martyrium ou d'une mémoria, ce triconque abritant le tombeau du fondateur, le grand moine copte Chenouté.
Le triconque est le signe le plus évident du lien profond entre les mondes monastiques d'Orient et d'Occident. Ce thème est présent dans l'église égyptienne de Dendérah contemporaine du monastère blanc, à Saint-Jean de Jérusalem du Ve siècle, dans l'église du monastère de Théodose en Palestine du Ve siècle reconstruite au VIe siècle, dans celle de Syméon-le-Jeune près d'Antioche et dans beaucoup de chapelle cimétériales et d'églises en Orient et en Occident jusqu'à la fin du Moyen-Âge
À Saqquarah, Baouît, Assouan et ailleurs, l'ensemble des constructions monastiques coptes se présentent en conglomérats d'édifices et d'édicules accolés les uns aux autres et ne sont soumis à aucun plan régulier. Cette masse de construction fait penser à des villes d'Orient et contraste avec la belle ordonnance des monastères contemporains de la Syrie romaine,.

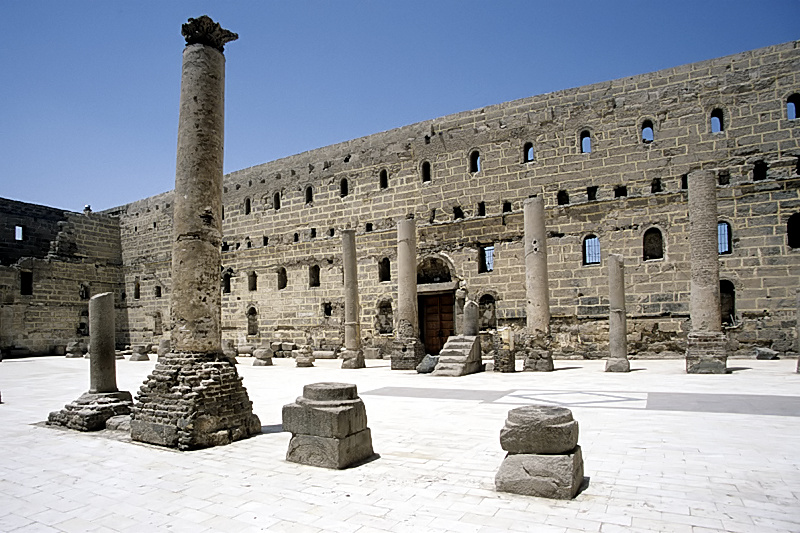
Monastère blanc de Sohag Vue Nord de la nef
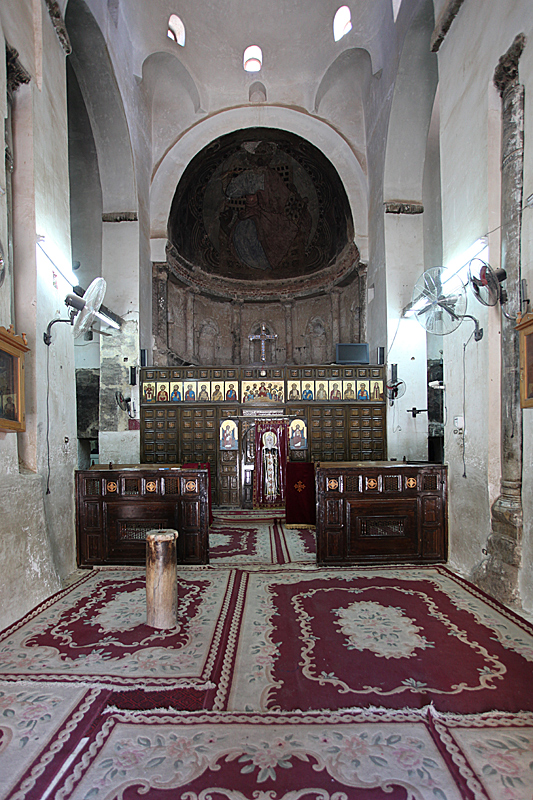
L'abside
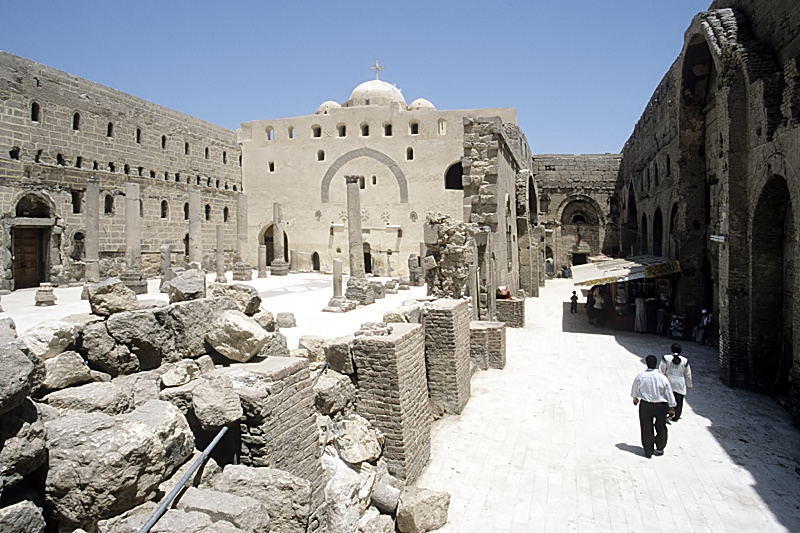
Monastère blanc de Sohag Vue Est de la nef
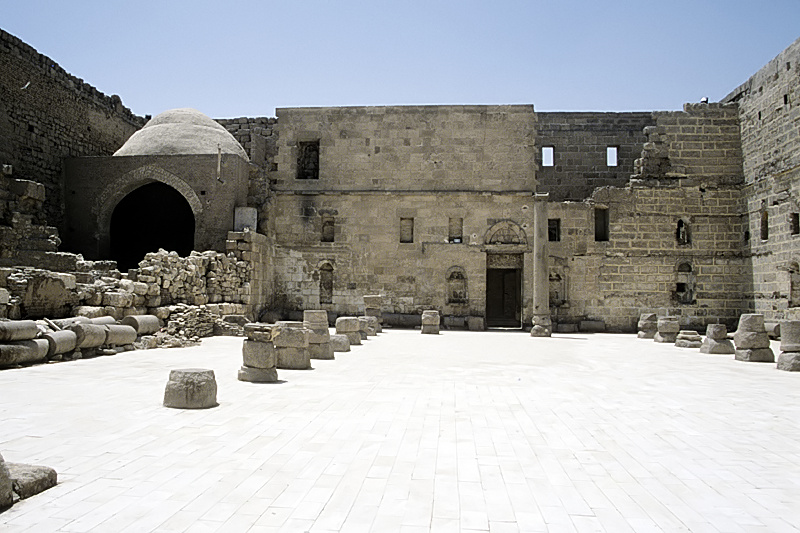
Monastère blanc de Sohag Vue Ouest de la nef

#### Les stylites syriens
Le monachisme syrien plus âpre et plus rigide que l'égyptien a trouvé sa principale expression dans un type particulier d'anachorètes, les stylites. Au début du christianisme, après l'époque des martyrs, les stylites sont des solitaires qui passent leur temps en haut d'une colonne pour mieux se livrer à la méditation et vivre dans une continuelle pénitence. Le sommet de la colonne est si étroit qu'ils ne peuvent s'y coucher. Le plus célèbre d'entre eux est Siméon le Styliste qui vécu au Ve siècle.
En Syrie le  monastère de Qal'at-Sem'an construit autour de la colonne du saint Siméon le Stylite est un important lieu de pèlerinage.

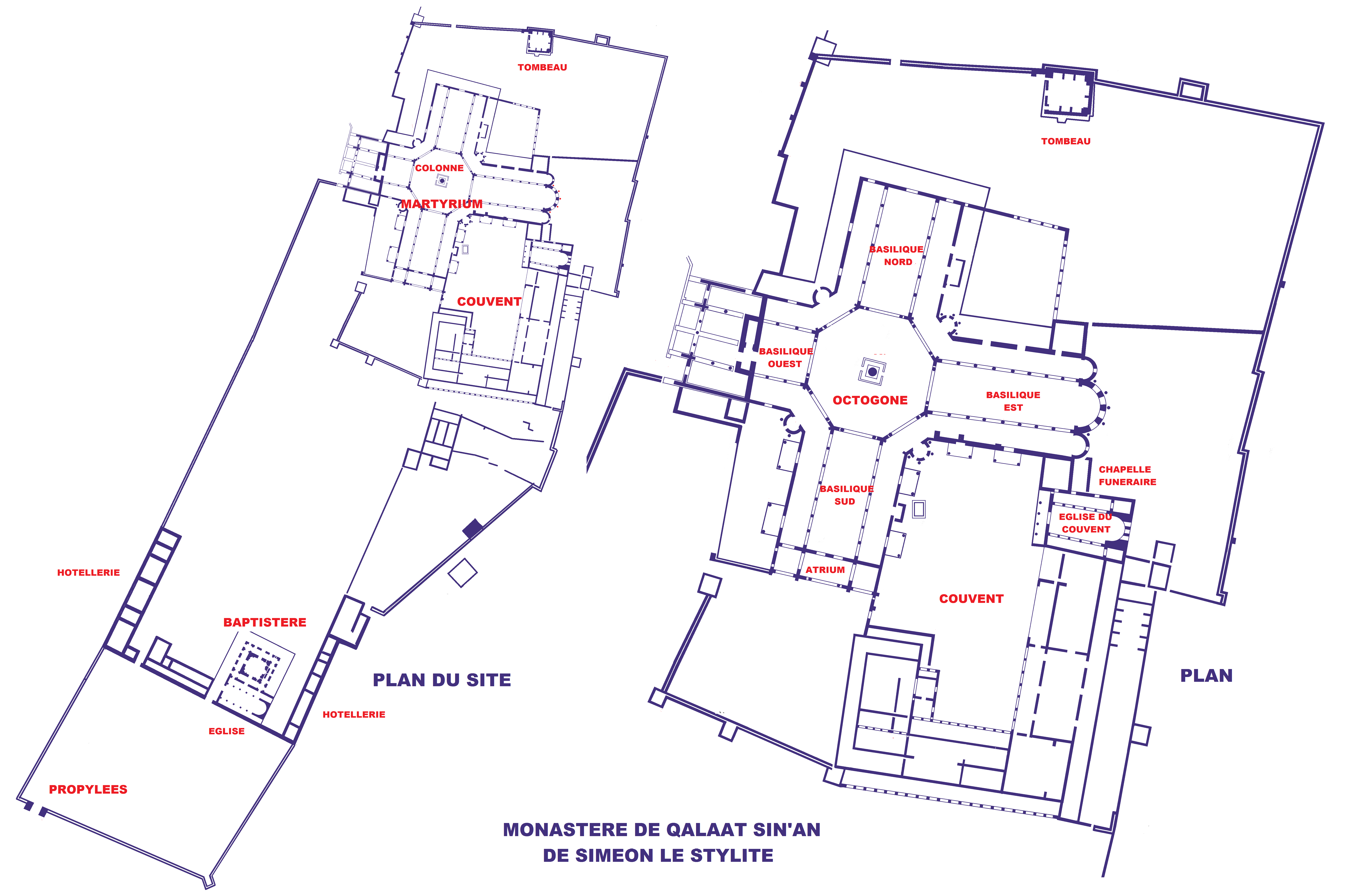
Monastère de Qal'at-Sem'an Martyrium de Siméon le Stylite

Fondé vers 480, ce grand sanctuaire de Saint-Syméon est situé sur un vaste terrain, accidenté et entouré d'une enceinte. Il comprend en dehors de l'église-martyrium, deux autres églises, un baptistère, des communs et les services d'accueil et d'asile aux étrangers.
Les pèlerins après s'être débarrassés des souillures du voyage dans des thermes pénètre dans l'enceinte par une porte triomphale et accèdent à l'ensemble baptismal conçu pour recevoir des conversions massives. Le centre de l'organisation du plan est le local-écrin édifié autour de la colonne haute de dix mètres au sommet de laquelle le saint a vécu. Ce local central est un octogone dont le style rappelle l'architecture de Constantinople du Ve siècle et la basilique Saint-Jean d'Éphèse. Il est assez élancé, percé d'un arc sur chacun des côtés avec des colonnes décoratives. Ses dimensions excluent la construction d'une coupole et il devait être couvert en bois. À quatre angles des exèdres montre que cet octogone dérive des mausolées et des baptistères voutés.
Au Sud de l'enceinte, la baptistère est une salle octogonal couvert d'une calotte. Les basiliques liées à l'octogone central sont des constructions d'un type plus ancien avec des rangées de colonnes rapprochées. Les absides sculptées annoncent l'architecture syrienne des édifices du VIe siècle,.
Les étapes de construction commencent par une clôture circulaire de pierre autour de la colonne du saint, puis en 476, l'empereur byzantin Zénon construit le martyrium dont la colonne forme le centre sur la colline arasée. L'octogone, la basilique et le baptistère sont de la même campagne de construction de 476 à 490. Après une pose, entre le Ve siècle et le VIe siècle, des bâtiments d'accompagnement sont réalisés autour de la basilique et du baptistère. Le couvent est du premier quart du VIe siècle. Après l'invasion arabe de la Syrie en 634, le lieu saint n'est plus accessible aux étrangers et décline. Les moines le quittent pour s'établir dans un village voisin et au Xe siècle le monastère devient une forteresse byzantine,,.

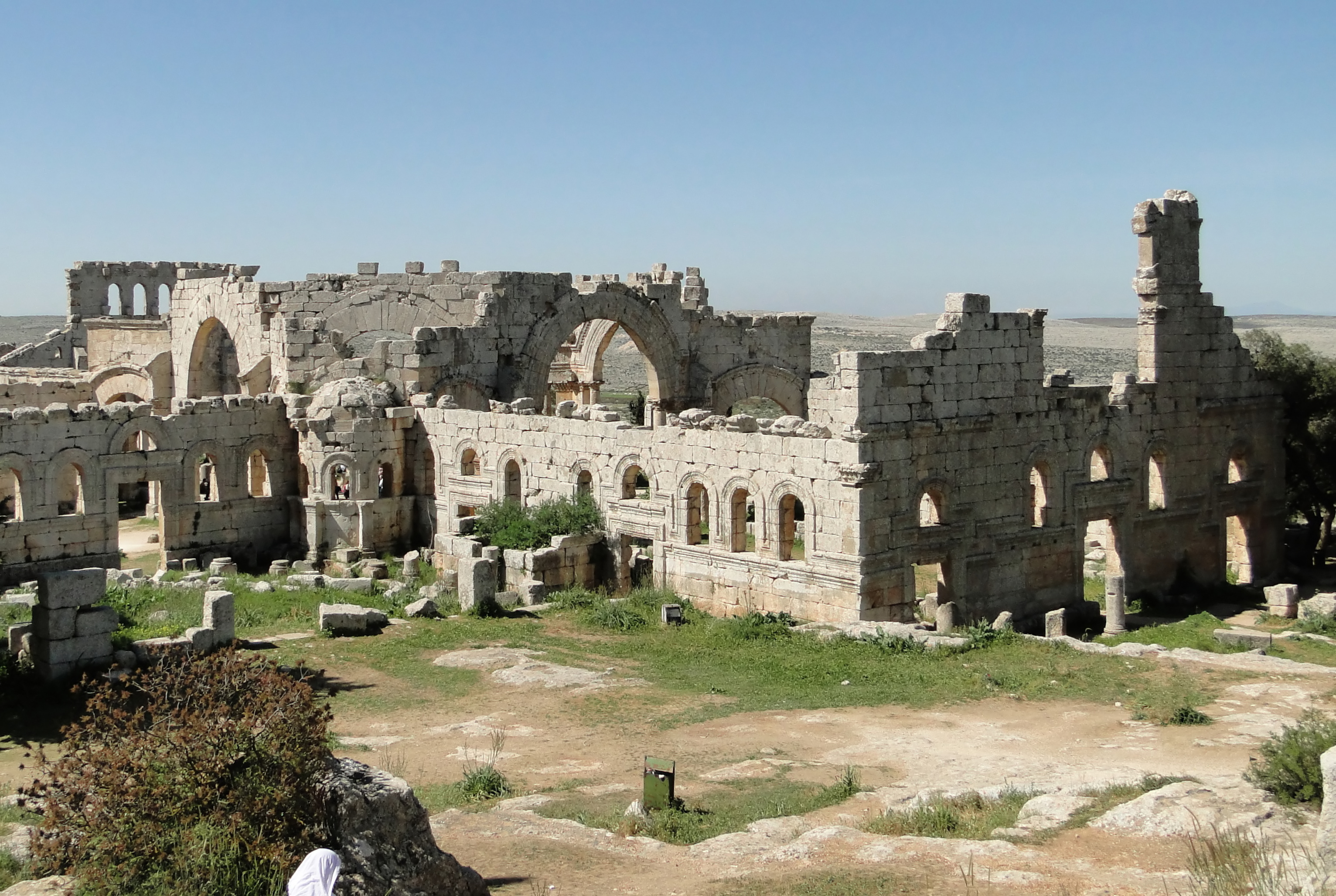
Monastère de Qal'at-Sem'an, vue générale
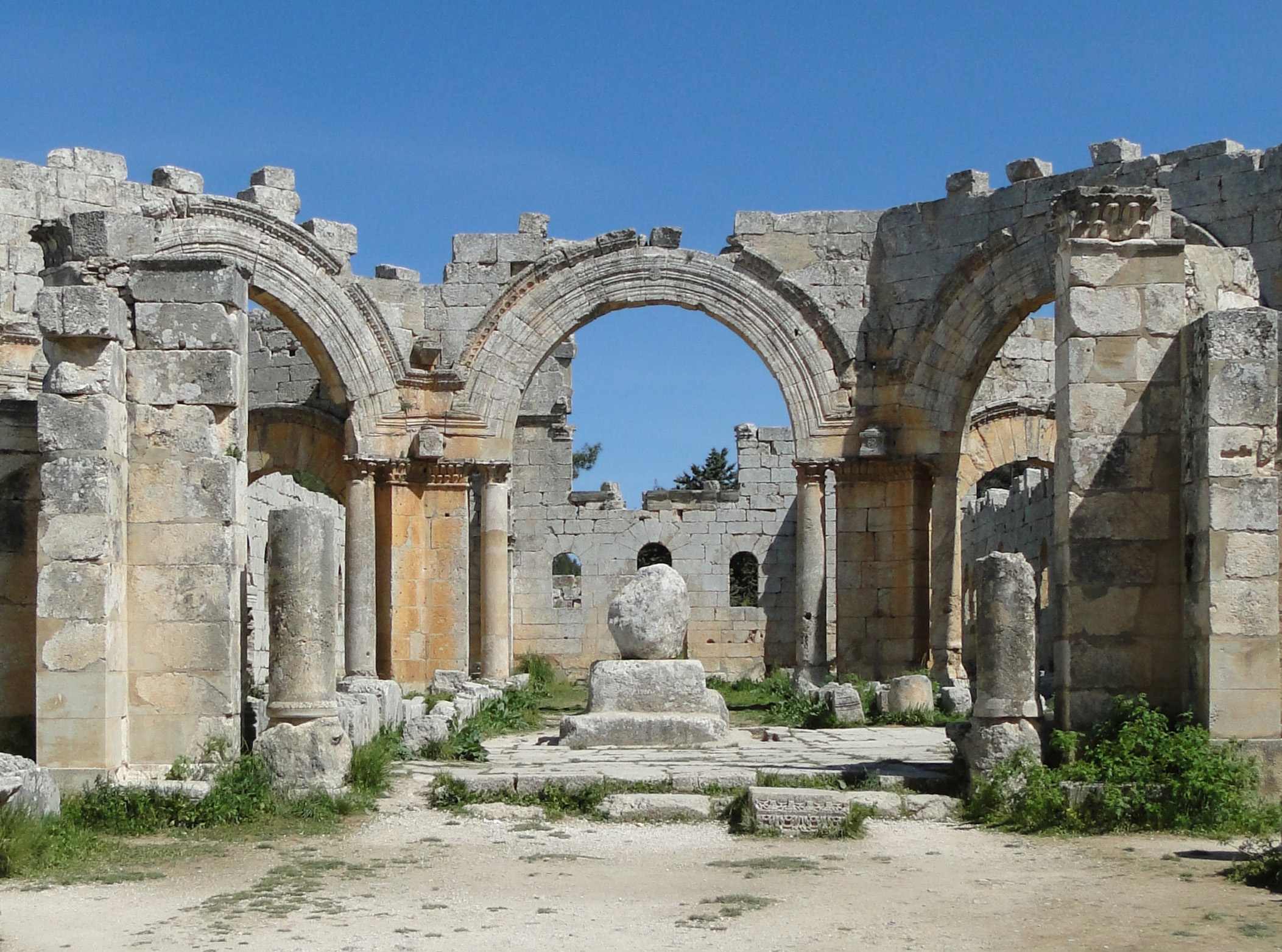
L'octogone central avec la colonne de Siméon le Stylite
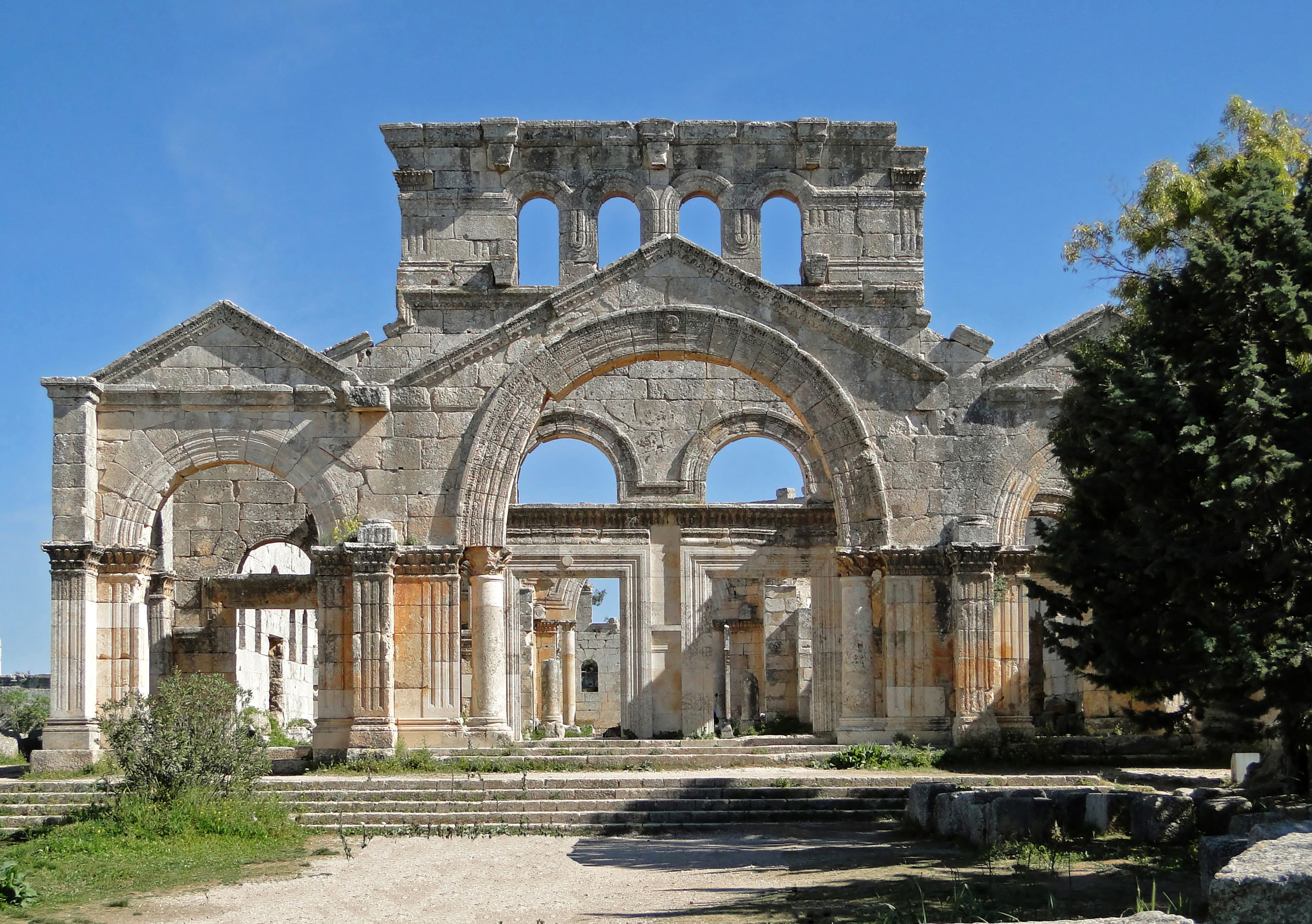
Façade Sud de l'église
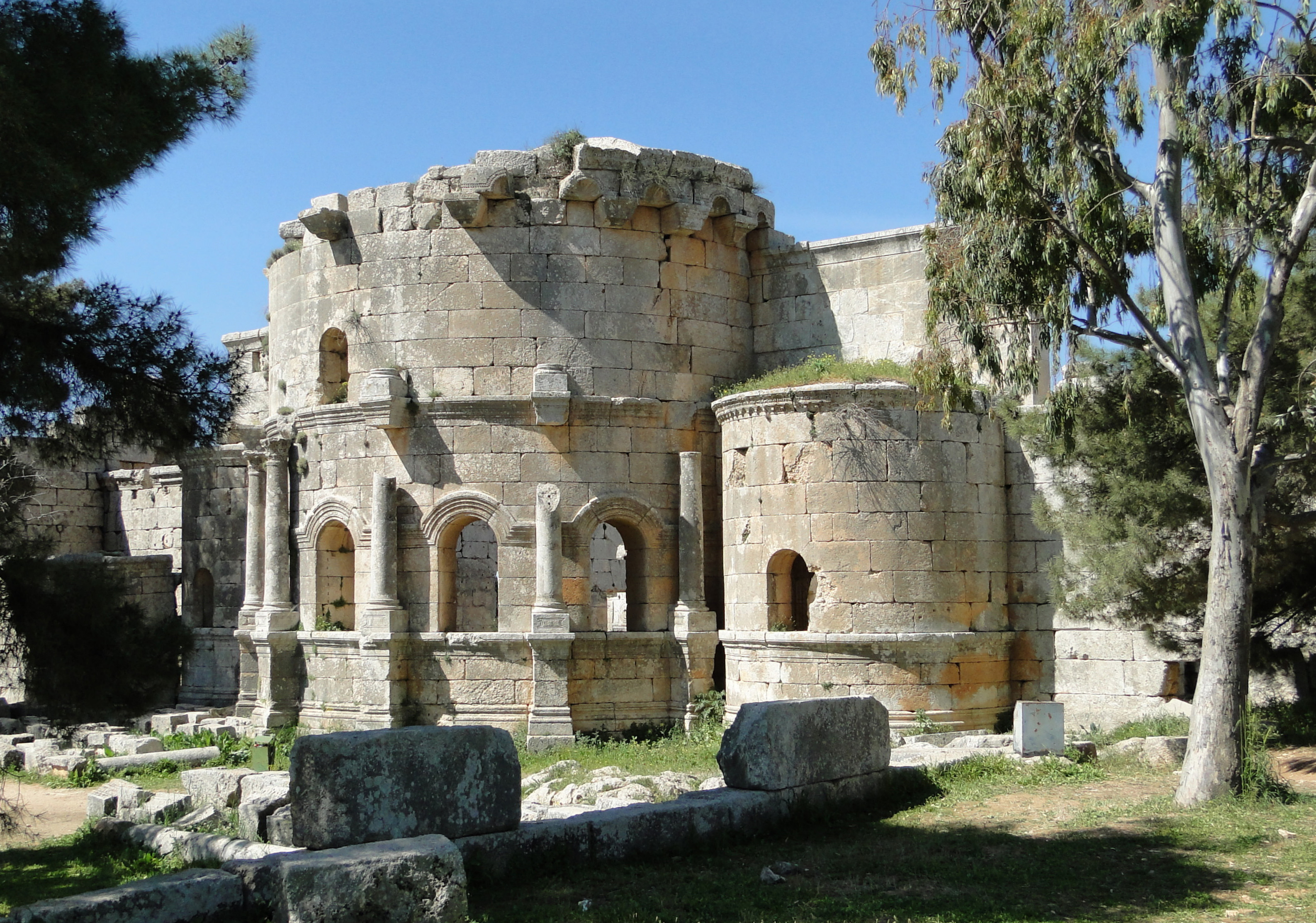
Chevet de l'église orientale
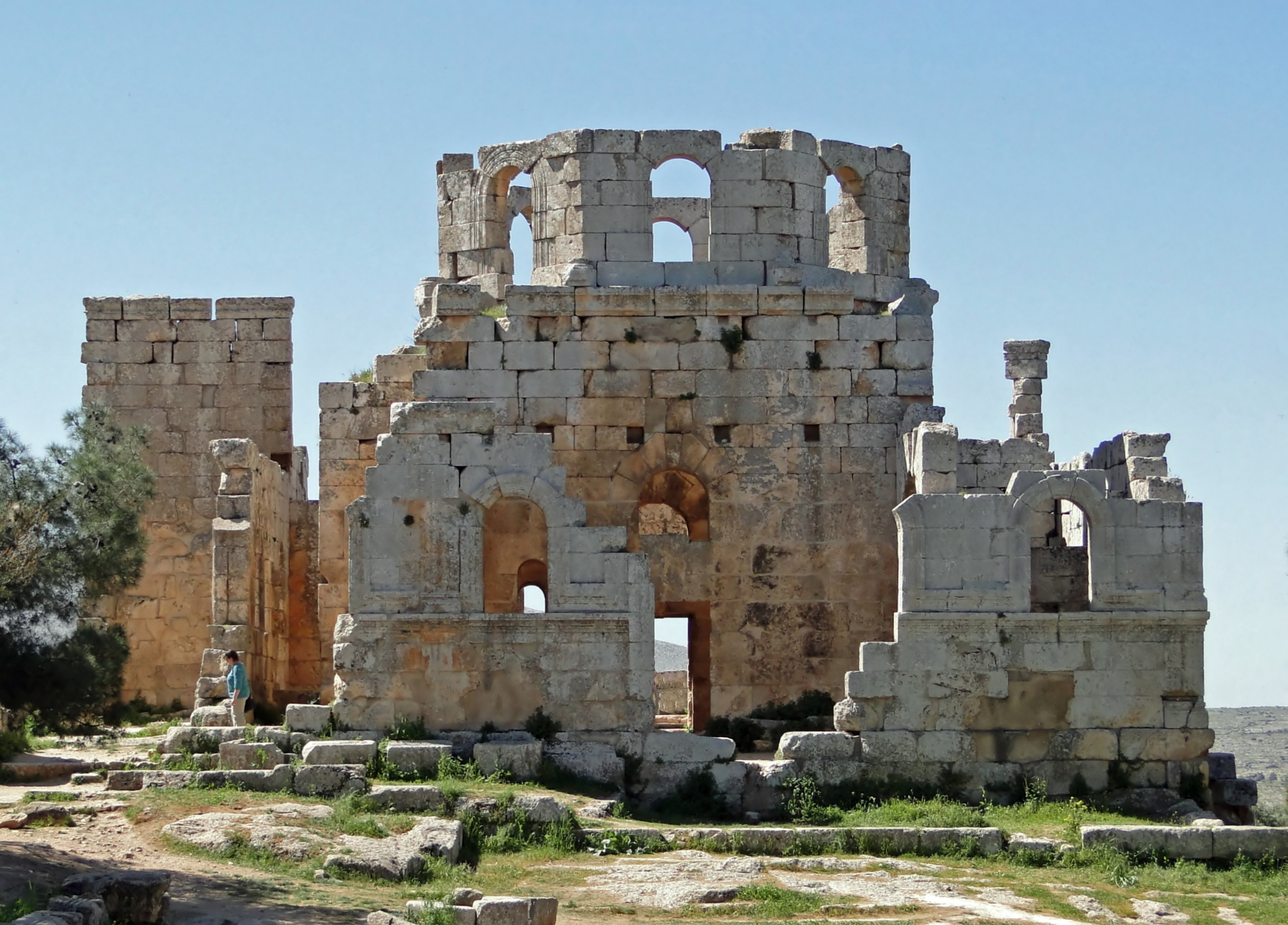
Baptistère

### Architecture de terre crue
Souvent, dans le désert, où la pierre et le bois manquent, les constructions se font en briques de terre crue.
Près d'Assouan en Égypte, le monastère de Saint-Siméon est réalisé en terre crue, seuls les piliers sont en pierre et tout indique qu'il était vouté entièrement. On peut voir sur les absides et absidioles existantes les briques formant des voûtes très légères. En plan, cette basilique possède une contre-abside dont la fonction est mal définie.
Entre Louxor et Le Caire, dans l'oasis d'Al-Kharga et dans un contexte funéraire, la nécropole d'El-Bagawat est restée intacte. La basilique construite en briques de terre crue était manifestement voutée et il reste de nombreux monuments également voutés dont certains avec atrium. Des puits funéraires montrent la conservation des pratiques anciennes égyptiennes,.

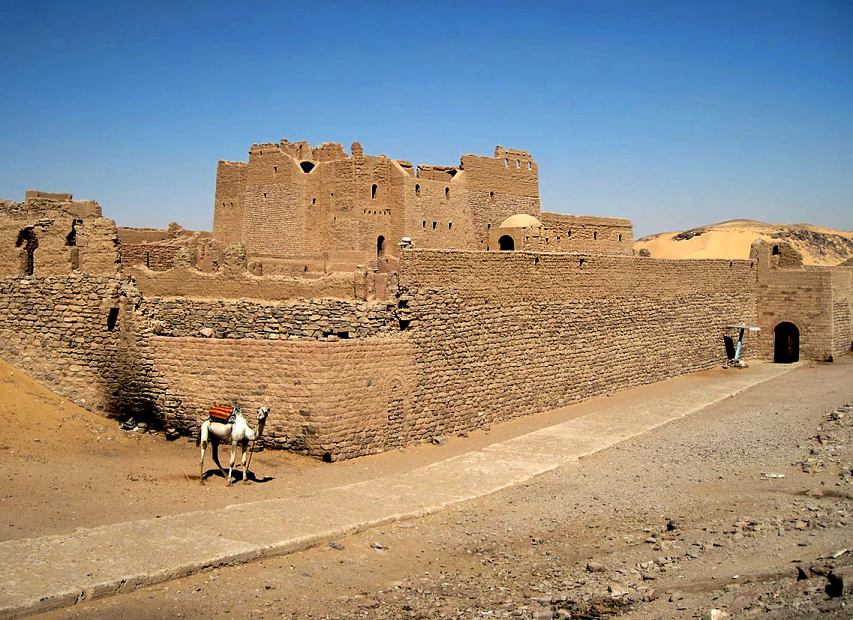
Assouan, monastère Saint-Siméon
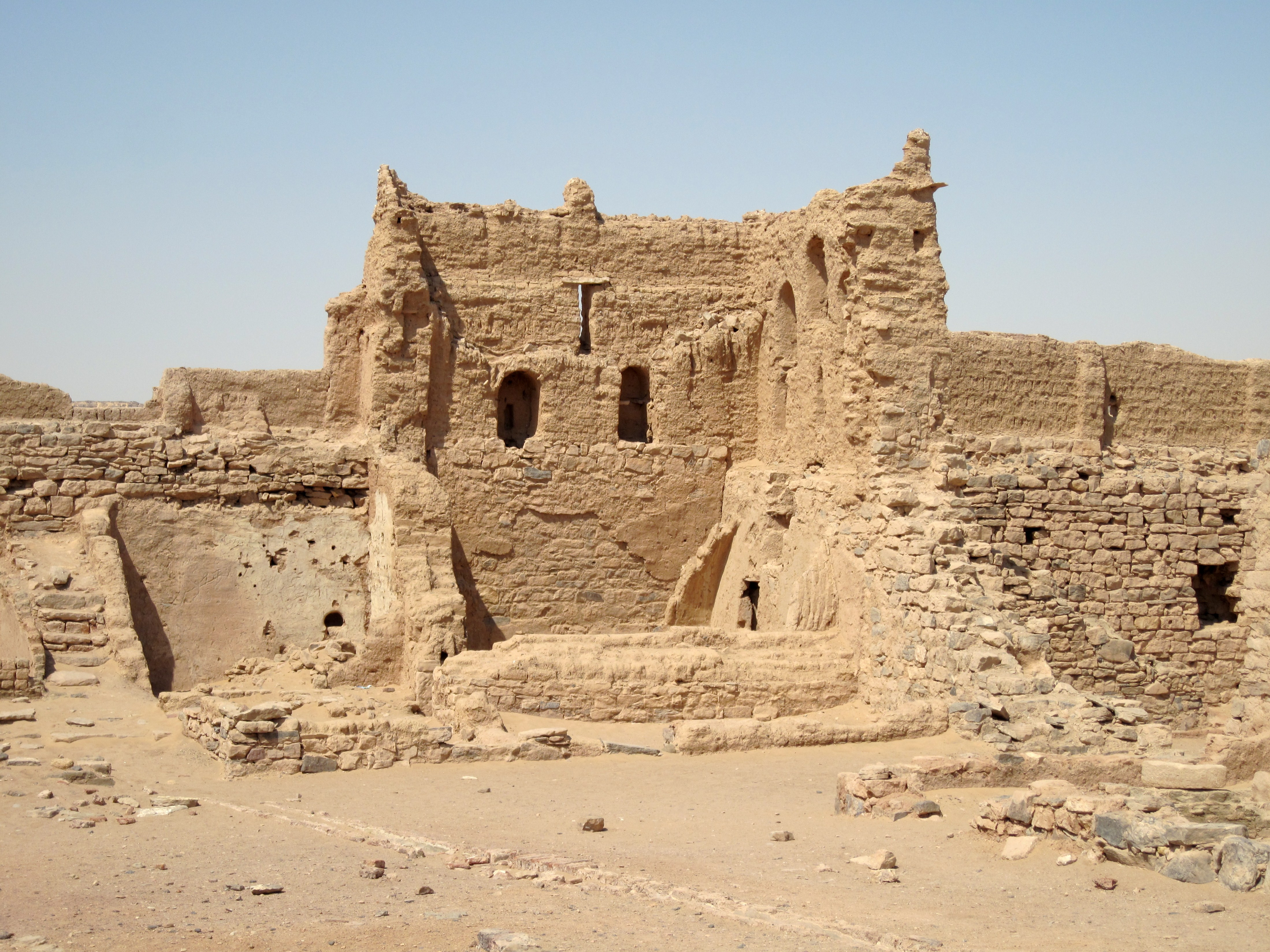
Assouan, monastère Saint-Siméon
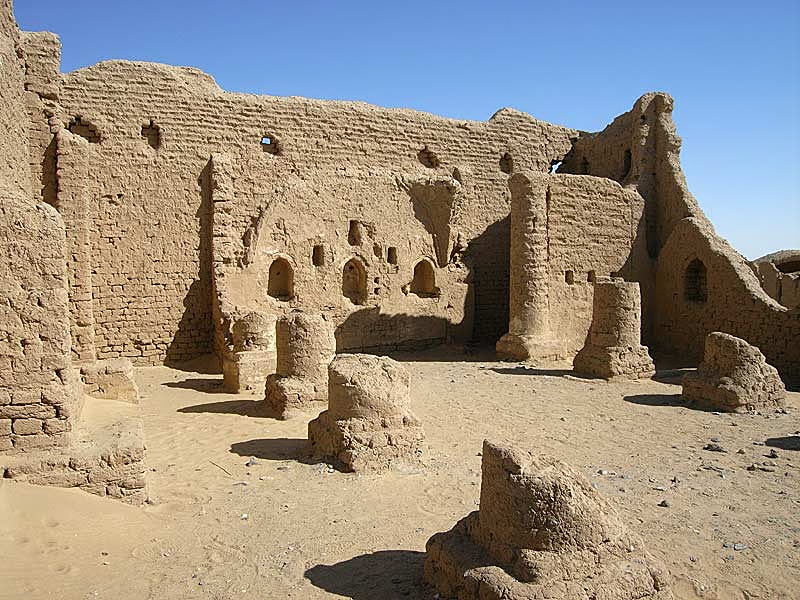
Oasis d'Al-Kharga, nécropole d'El-Bagawat, nef de la basilique
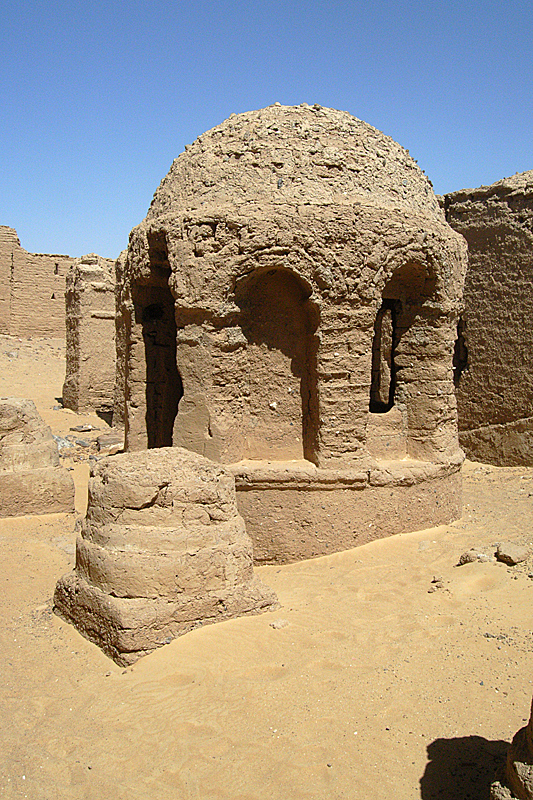
El-Bagawat, monument funéraire
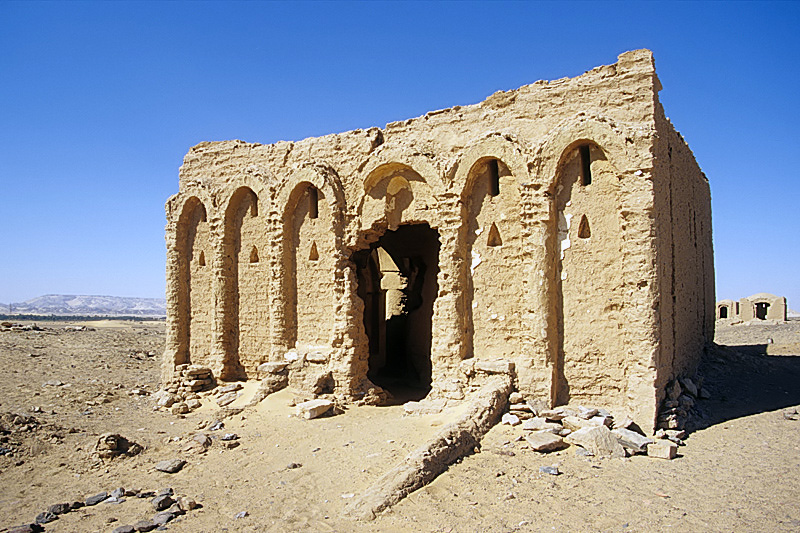
Oasis d'Al-Kharga, nécropole d'El-Bagawat, façade de la basilique

#### Ouvrages
- André Grabar, Le premier art chrétien (200-395), Gallimard, 1966, 326 p..
- André Grabar, L'âge d'or de Justinien à la mort de Téodose à l'Islam, Gallimard, 1966, 408 p..
- André Grabar, Le martyrium : Recherches sur le culte des reliques de l'art chrétien antique (compte-rendu de Louis Bréhier en ligne) : Iconographie, Collège de France, 1946, 409 p. (lire en ligne).
- Pierre Du Bourguet, L'art paléochrétien, Éditions cercle d'Art, 1973, 216 p..
- Ouvrage collectif, Naissance des arts chrétiens : Atlas des munuments paléochrétiens en France, Imprimerie Nationale, 1991, 434 p..
- Bernard Andreae, L'art de l'ancienne Rome, Paris, Mazenod, 1973, 639 p. (ISBN 978-2-85088-004-9, BNF 37354059).
- Jean-Baptiste Duroselle et Jean-Marie Mayeur, Histoire du catholicisme, Paris, Presses universitaires de France, 1990, 126 p. (ISBN 978-2-13-042854-1, BNF 35077375).
- J.-M. Spieser, Architecture paléochrétienne, Gollion (Suisse), Infolio, 2011, 172 p. (ISBN 978-2-88474-169-9, BNF 42391119)
- Pierre Prigent, L'Art des premiers chrétiens, Desclée de Brouwer, 1995, 277 p..
- H.-J. Reusens, Les catacombes de Rome, Académie d'archéologie de Belgique, 1866 (lire en ligne).
- Émile Male, La fin du paganisme en Gaule et les plus anciennes basiliques chrétiennes (compte-rendu de Raymond Lantier en ligne), Flammarion, 1950 (lire en ligne).
- Orazio Marucchi, Éléments d'Archéologie chrétienne : Basiliques et églises de Rome, vol. 3, Desclée, Lefebvre et Cie, 1902 (lire en ligne).
- Melchior De Vogüé, Syrie centrale : Architecture civile et religieuse du Ier au VII siècles, vol. 1, 1865-1877 (lire en ligne).
- Melchior De Vogüé, Syrie centrale : Architecture civile et religieuse du Ier au VII siècles (Planches), vol. 2, 1865-1877 (lire en ligne).
- Collectif, La Syrie du Sud du néolithique à l'Antiquité tardive : Un palais épiscopal à Bosra, Presse de l'ifpo, p. 289-304.
- Maria Antonietta Crippa, L'art paléochrétien, Desclée de Brouwer - Zodiaque, 1998, 496 p. (ISBN 978-2-220-04332-6).
- Noël Duval, Naissance des arts chrétiens. Atlas des monuments paléochrétiens de la France, Imprimerie nationale, 1991, 434 p.

#### Articles
- P. Du Bourguet, « Art paléochrétien (compte-rendu : A. Guillaumont) », Revue de l'histoire des religions, vol. 184,‎ 1970, p. 87-88 (lire en ligne).
- William Seston, « L'église et le baptistère de Doura-Eudropos », Publication de l'école française de Rome, vol. 43, no 1,‎ 1980, p. 617-627 (lire en ligne).
- Charles Piétri, « Recherches sur les domus ecclesiæ », Publications de l'École de Rome, vol. 234, no 1,‎ 1997, p. 127-145 (lire en ligne).
- Louis Bréhier, « Les origines de la basilique chrétienne », Bulletin monumental, vol. 86,‎ 1927, p. 232 (lire en ligne).
- G. Leroux, « Les origines de la salle hypostyle en Grèce, en Orient et chez les Romains (compte-rendu: Alfred Merlin », Journal des Savants, vol. 11, no 9,‎ 1913, p. 422-424 (lire en ligne).
- Vincent Hugues, « La basilique de la Nativité à Bethléem d'après les fouilles récentes », Comptes-rendus des séances de l'Académie des Inscriptions et Belles-Lettres, vol. 79, no 3,‎ 1935, p. 350-361 (lire en ligne).
- Christian Sapin, « L'autel, son rôle et sa place dans la crypte », Travaux de la Maison de l'Orient et de la Méditerranée, vol. 53, no 1,‎ 2010, p. 331-346 (lire en ligne).
- Jean Guyon, « Recherches autour de la basilique constantinienne de Saints Pierre et Marcellin », Mélanges de l'école française de Rome - Antiquités, vol. 93, no 2,‎ 1981 (lire en ligne).
- Jean-Charles Picard, « L'atrium dans les églises paléochrétienne d'Occident », Publication de l'École française de Rome, vol. 242, no 1,‎ 1998 (lire en ligne).
- J. P. Boucher, « Nouvelles recherches à Tébessa », Mélanges d'archéologie et d'histoire, vol. 66, no 1,‎ 1954 (lire en ligne).
- L. de Bruyne, « L'initiation chrétienne et ses reflets dans l'art paléochrétien », Revue des sciences religieuses, vol. 36, no 3,‎ 1692, p. 27-85 (lire en ligne).
- Noël Duval, « Études d'architecture chrétienne Nord-africaine », Mélanges de l'école française de Rome, vol. 84, no 2,‎ 1972, p. 1071-1172 (lire en ligne).
- Jean Lassus, « Les sanctuaires chrétiens de Syrie (compte-rendu : Louis Bréhier », Journal des Savants, vol. 2, no 1,‎ 1947, p. 97-112 (lire en ligne).
- André Grabar, « Martyrium : le culte des reliques et l'art chrétien. (compte-rendu :Louis Bréhier) », Journal des Savants, vol. 2, no 1,‎ 1948, p. 97-111 (lire en ligne).
- Jules Leroy, « État présent des monuments chrétiens du Sud-Est de la Turquie », Comptes-rendus des Séances de l'Académie des Inscriptions et Belles-Lettres, vol. 112, no 4,‎ 1968, p. 478-493 (lire en ligne).
- N. Tchneva - Detchevska, « Les édifices cultuels sur le territoire bulgare pendant la période paléochrétienne », Publication de l'école française de Rome, vol. 123, no 1,‎ 1989, p. 2491-2509 (lire en ligne).
- Paul Lemerle, « À propos des basiliques paléochrétiennes en Grèce », Bulletin de correspondance hellénique, vol. 70, no 1,‎ 1946, p. 319-328 (lire en ligne).
- R. Janin, « Les églises et monastères de Constantinople byzantin », Revue des études helléniques, vol. 9, no 1,‎ 1951, p. 149-153 (lire en ligne).
- Noël Duval, « L'évêque et la cathédrale en Afrique du Nord », Publication de l'École française de Rome, vol. 123, no 1,‎ 1989, p. 345-399 (lire en ligne).
- Jean Guyon, « Baptistères et groupes épiscopaux de Provence », Publication de l'École française de Rome, vol. 123, no 1,‎ 1989, p. 1427-1449 (lire en ligne).
- J.-M. Spieser, Aïcha beb Abed, Michel Fixot, Architecture paléochrétienne : Un groupe épiscopale africain au Ve et VIe siècles : Aradi, Gollion (Suisse), Infolio, 2011, 172 p. (ISBN 978-2-88474-169-9, BNF 42391119), p. 105-146
- Pascale Chevalier, Jagode Marcklesic, « Le groupe épiscopal de Salone aux VIe et VIIe siècles », Mélanges de l'École française de Rome - Moyen-Âge, vol. 120,‎ 2008, p. 227-238 (lire en ligne).
- Charles Bonnet, « Les origines du groupe épiscopal de Genève », Comptes-rendus de l'Académie des Inscriptions et Belles-Lettres, vol. 125, no 3,‎ 1981 (lire en ligne).
- Françoise Prévot, « La cathédrale et la ville en Gaule dans l'Antiquité tardive et le Haut Moyen-Âge », Histoire urbaine, no 7,‎ 2003, p. 17-36 (lire en ligne).
- Ejnar Dyggve, « Les monuments historiques de Salone (compte-rendu : Marcel Aubert », Jounal des savants, vol. 1, no 1,‎ 1951, p. 5-12 (lire en ligne).
- Charles Bonnet, « Baptistères et groupes épiscopaux d'Aoste et de Genève », Publications de l'École française de Rome, vol. 123, no 1,‎ 1989, p. 1407-1426 (lire en ligne)
- Jacques Le Maho, « Groupes ecclésiaux de Normandie (IV-XIe siècles) », Groupes cathédraux et complexes monastiques, Presses Universitaires de Rennes,‎ 2015, p. 87
- Jean Pierre Caillet, « L'évergétisme monumental chrétien en Italie et dans ses marges », Publications de l'École française de Rome, vol. 175,‎ 1993 (lire en ligne).
- Yves Bruand, « Le baptistère de Port-Bail (Manche) », Bulletin monumental, vol. 116, no 4,‎ 1958, p. 267-268 (lire en ligne).
- Alphonce Donnadieu, « Le baptistère de Fréjus (Var) », Comptes-rendus des séances de l'Académie des Inscriptions et Belles-Lettres, vol. 88, no 2,‎ 1944, p. 277-291 (lire en ligne).
- Noël Duval, « Les baptistères d'Acholla (Tunisie) », Antiquités africaines, vol. 15, no 1,‎ 1980, p. 329-348 (lire en ligne).
- Charles Bonnet, « La cathédrale de Nevers : du baptistère paléochrétien au chevet roman (compte-rendu : Noël Duval », Bulletin Monumental, vol. 154, no 4,‎ 1996, p. 373-379 (lire en ligne).
- E. Marin, « Les nécropoles de Salone », Publications de l'École française de Rome, vol. 123, no 1,‎ 1989, p. 1127-1239 (lire en ligne).
- Jean Cintas, Noël Duval, « Le martyrium de Cincari et les martyria triconques et tétraconques en Afrique », Mélanges de l'École française de Rome, vol. 88, no 2,‎ 1976, p. 853-927 (lire en ligne).
- Jean-Luc Biscop, « Qal'at Sin'an et les chevets à colonnes de Syrie du Nord », Syria, vol. 61, no 3,‎ 1984, p. 267-330 (lire en ligne).
- Victor Ghica, « Pour une histoire du christianisme dans le désert occidental d'Égypte », Journal des Savants, vol. 2, no 1,‎ 2012, p. 189-280 (lire en ligne).
- Fernand Benoît, « Les fouilles de Cimiez », Comptes-rendues de l'Académie des Inscriptions et Belles-Lettres, vol. 16,‎ 1962, p. 207-219 (lire en ligne)
- Francie Salet, « Cathédrales paléochrétiennes de Normandie », Bulletin Monumental, vol. 149, no 2,‎ 1991, p. 236-237 (lire en ligne)
- Jean Mécérian, « Monastère de Saint Siméon-Stylite-le-Jeune », Comptes-rendus des séances de l'Académie des Inscriptions et Belles-Lettres, no 3,‎ 1948, p. 323-328 (lire en ligne)

#### Sites web
- Sophie Laurant, « Archéologie paléochrétienne », sur Inrap.fr, 2009 (consulté le 7 août 2017).
- François Héber-Suffrin, « Architecture paleochrétienne », sur Cité de l'architecture et du patrimoine / dailymotion (consulté le 11 août 2017).
- Gaston Boissier, « Les catacombes de Rome et les fouilles de M. de Rossi », sur Wikisources (consulté le 11 août 2017).
- Vatican, « Les catacombes chrétiennes », sur Vatican (consulté le 13 août 2017).
- (it) Université de Rome Sapienza, « Qalaat Sin'an (Église de Saint-Siméon le Styliste) », sur siriabizantina.wordpress.com (consulté le 10 septembre 2017).